# Arquitectura otomana

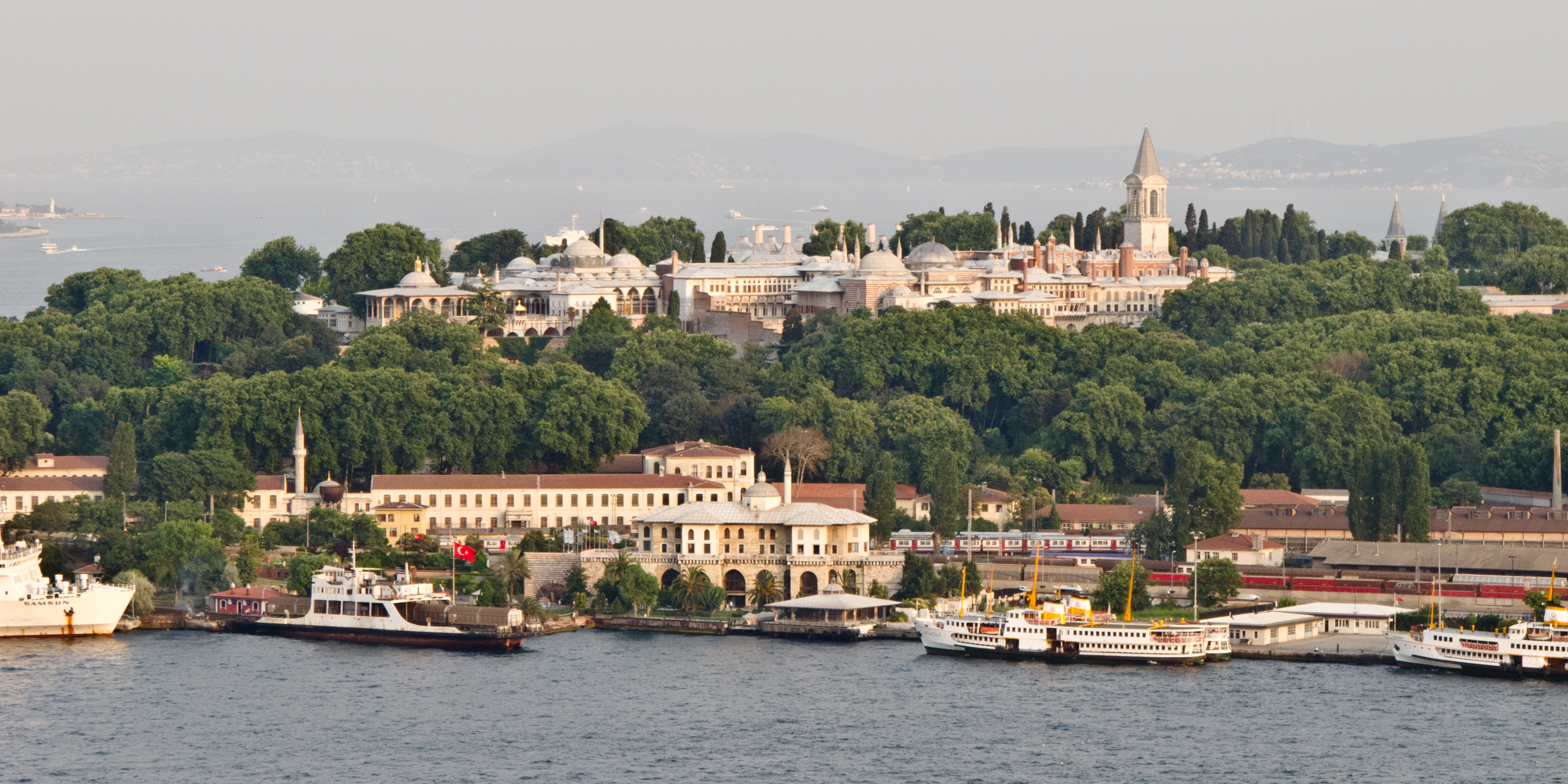
Palacio de Topkapi (1459-1465), residencia urbana principal y oficial del sultán otomano, construido en el sitio de la acrópolis de la antigua Bizancio, dominando el Cuerno de Oro, el Bósforo y el mar de Mármara. Ahora es el museo más visitado de Turquía.

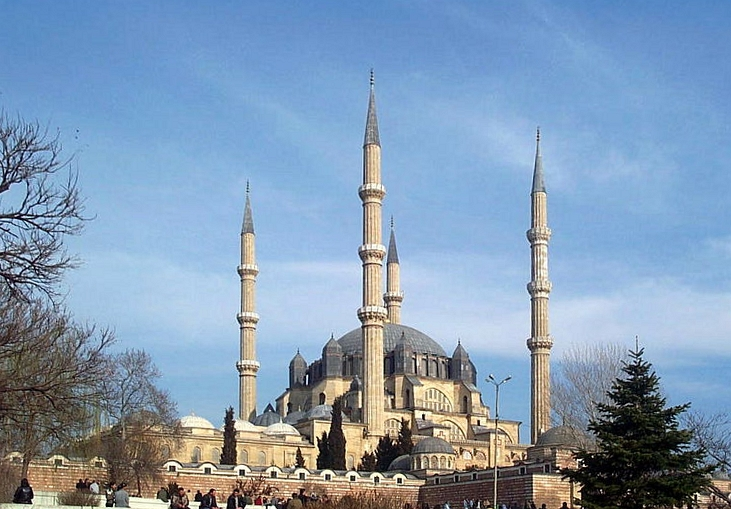
Mezquita de Selim (Edirne, 1568-1574)

La arquitectura otomana es la arquitectura construida por el Imperio otomano en todos los territorios sobre los que ejerció el control, un estilo que surgió en sus primeras capitales Bursa y Edirne en los siglos XIV y XV. La arquitectura del imperio se desarrolló a partir de la anterior arquitectura selyúcida y estuvo influenciada por las arquitecturas bizantina e iraní, así como por la tradiciones islámicas mamelucas después de la conquista de Constantinopla. En general, la arquitectura otomana se ha descrito como una síntesis de la arquitectura bizantina con las tradiciones arquitectónicas del Mediterráneo y de Oriente Medio. Durante casi 400 años, las edificaciones otomanas más características fueron las grandes mezquitas, como los modelos desarrollados por el arquitecto más relevante del período, Mimar Sinan —mezquitas de Sehzade (1543-1548), de Süleymaniye (1550-1558) y de Rüstem Paşa (1561-1563)— inspiradas en la antigua iglesia de Hagia Sophia.
A partir del siglo XVIII, la arquitectura otomana fue influenciada por la arquitectura barroca en Europa Occidental, sobreviviendo de ese periodo la mezquita Nuruosmaniye. El último período otomano vio más influencias de Europa occidental, importadas por arquitectos como los de familia Balyan. Este período también vio el desarrollo de un nuevo estilo arquitectónico llamado neo-otomano o revival otomano, también conocido como el Primer Movimiento Arquitectónico Nacional,   por arquitectos como Mimar Kemaleddin y Vedat Tek.
Los otomanos lograron el más alto nivel de la arquitectura construida en su territorio, no alcanzado ni antes ni después. Dominaron la técnica de la construcción de grandes espacios interiores, confinados por cúpulas, aparentemente ingrávidas aunque todavía masivas, y lograron una perfecta armonía entre los espacios interiores y exteriores mediante una sabia articulación de luces y sombras. La arquitectura religiosa islámica, que hasta entonces consistía en edificios simples profusamente decorados, fue transformada por los otomanos mediante el uso de un rico y dinámico vocabulario arquitectónico de bóvedas, cúpulas, semicúpulas y columnas. La mezquita pasó de ser una cámara pequeña y oscura con paredes cubiertas de arabescos, a un santuario estética y técnicamente equilibrado, de refinada elegancia y con un toque de trascendencia divina.
Hoy en día, se encuentran remanentes de la arquitectura otomana en decadencia en ciertas partes de sus antiguos territorios.

Las grandes mezquitas clásicas otomanas de Estambul
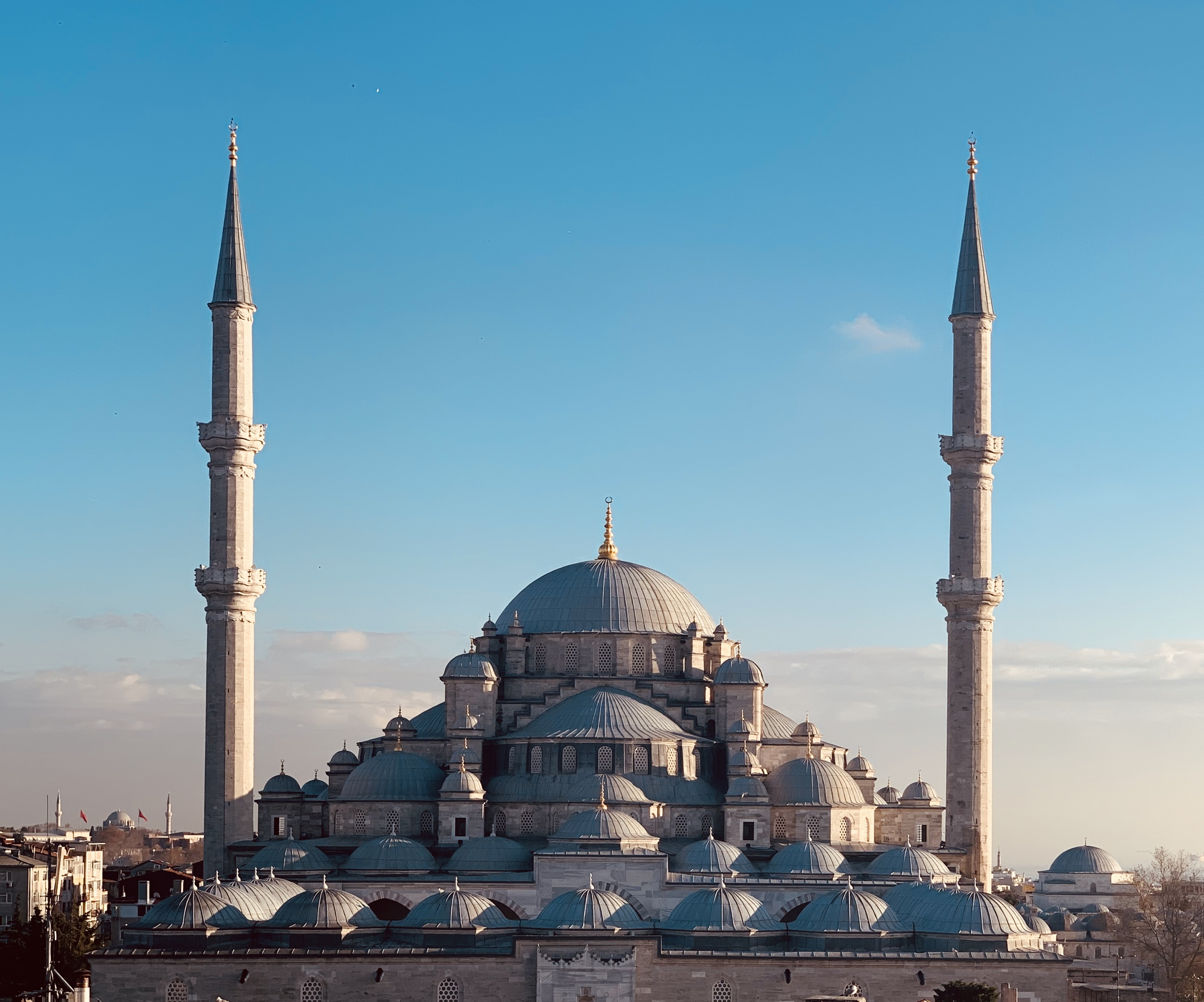
Mezquita de Fatih (Estambul, 1463-1470)
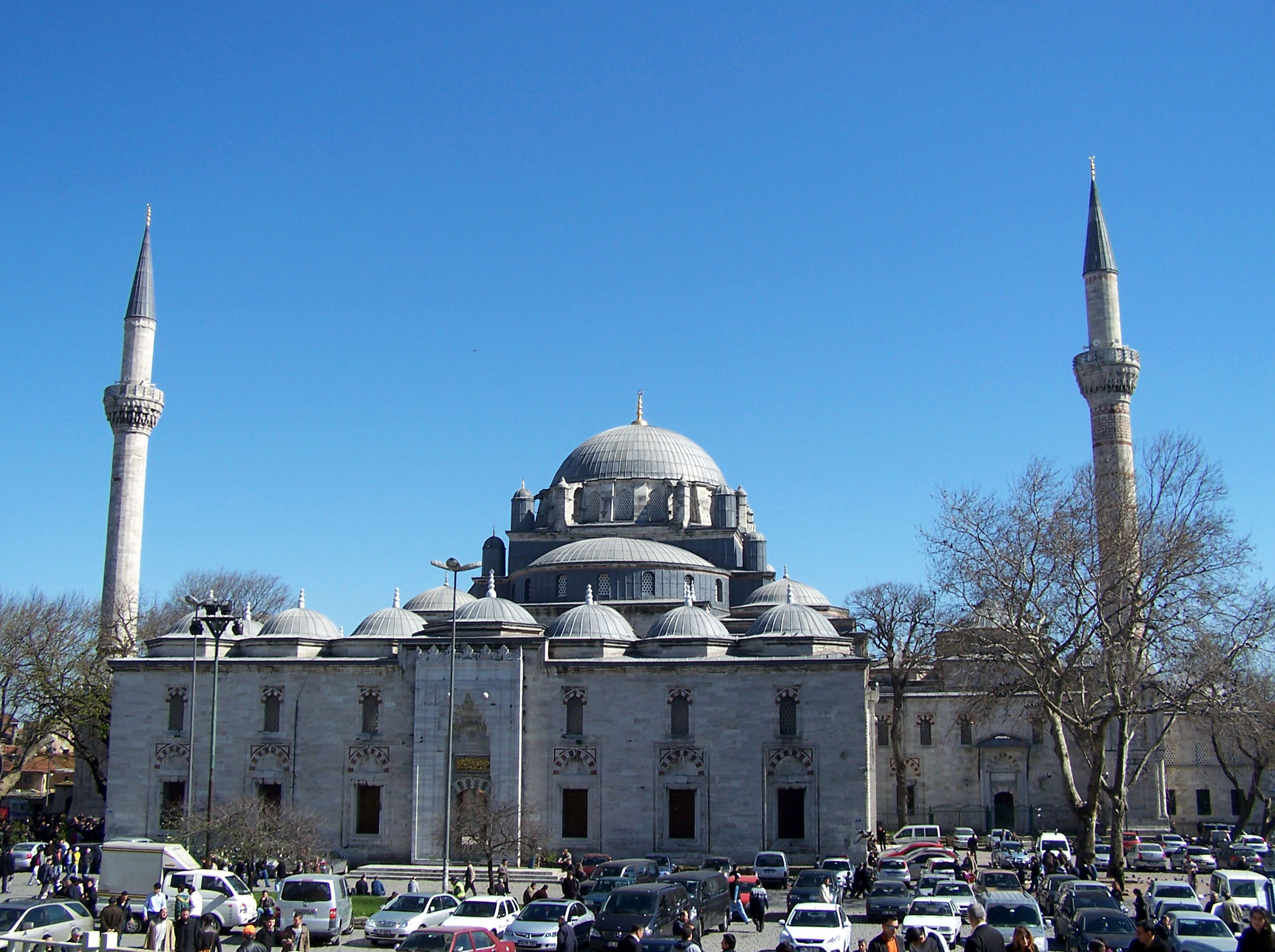
Mezquita de Beyazid (Estambul, 1501-1506)
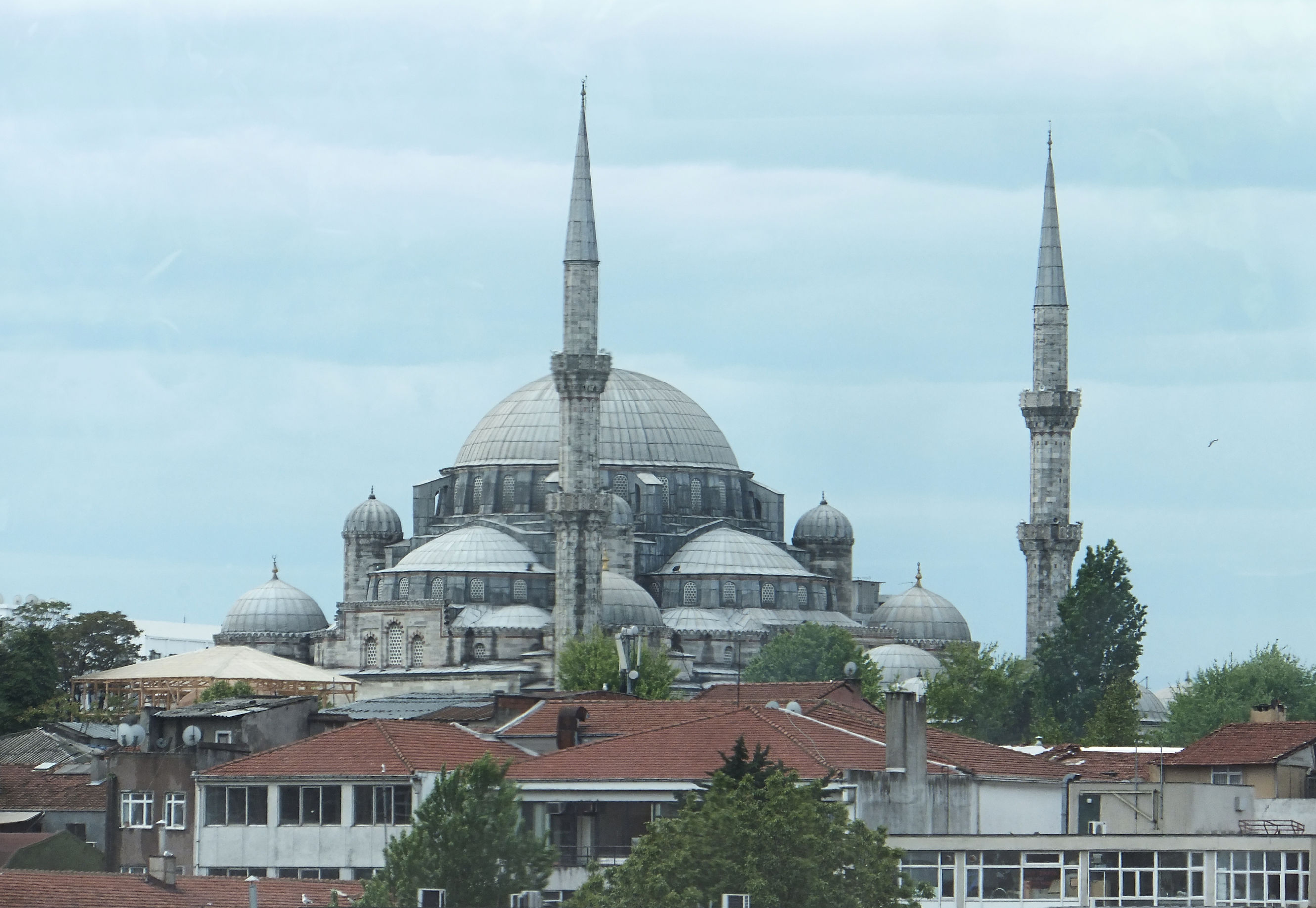
Mezquita Sehzade (Estambul, 1543-1548)
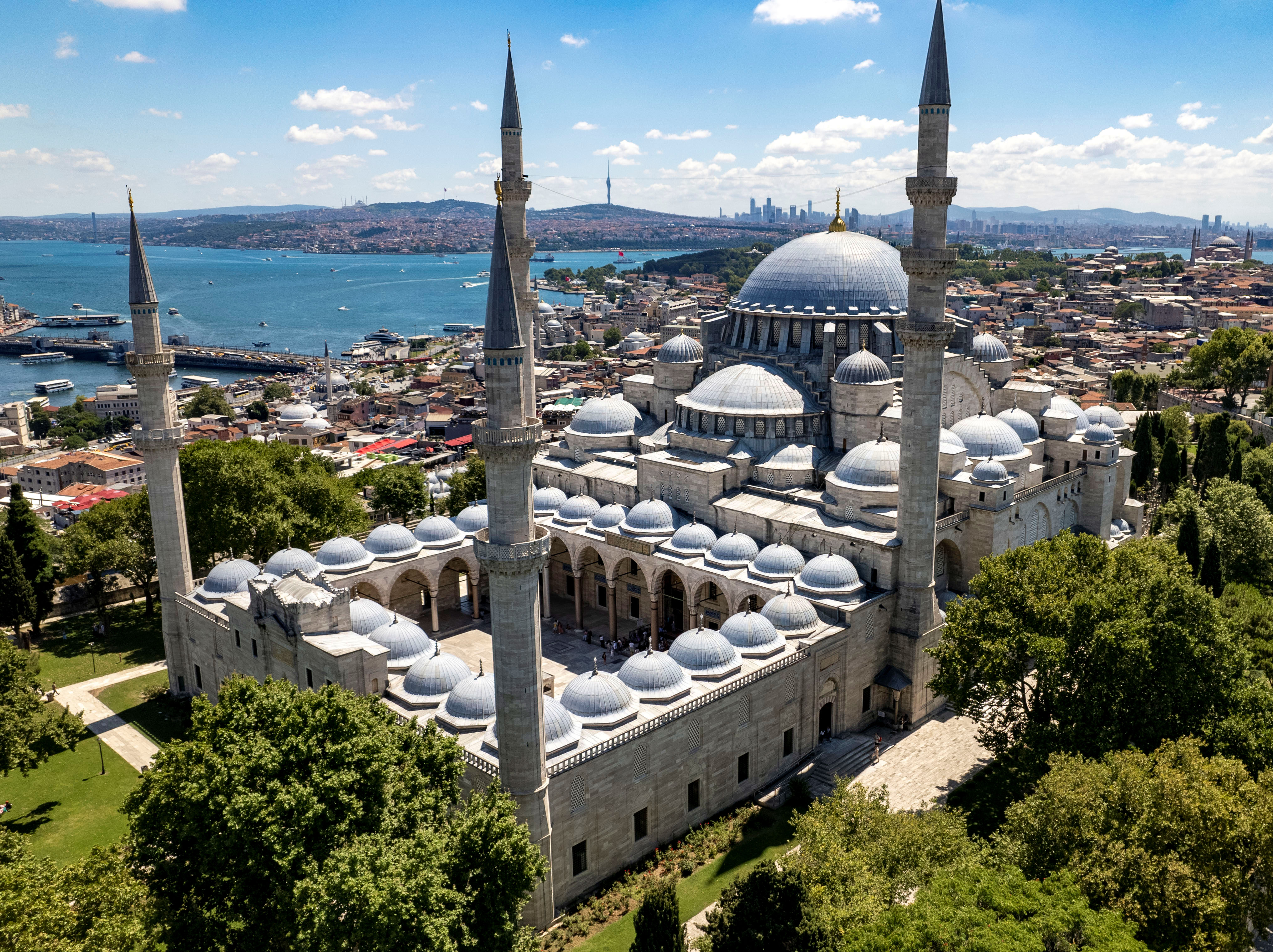
Mezquita de Solimán (Estambul, 1550-1558), obra de Mimar Sinan
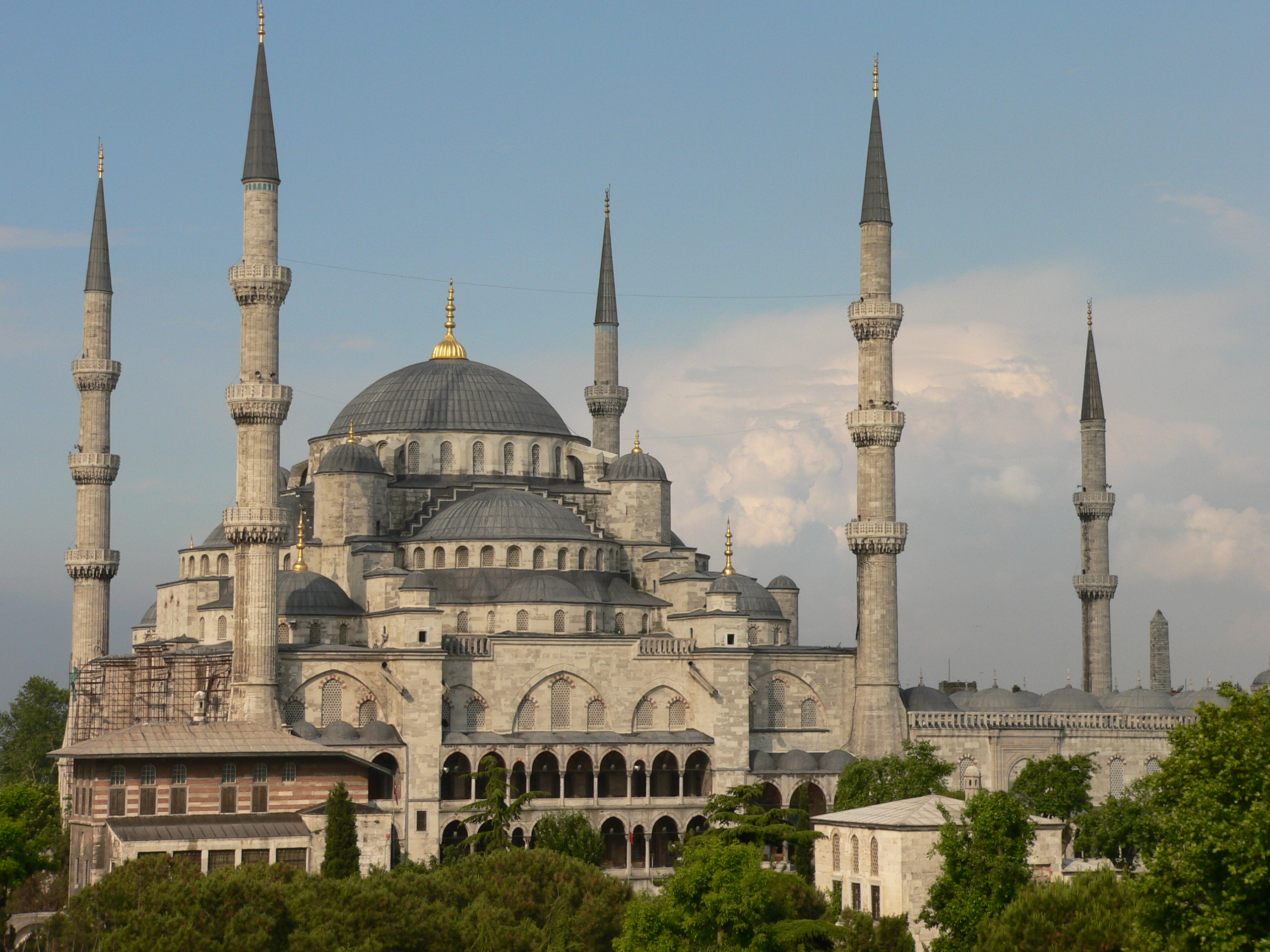
Mezquita Azul (Estambul, 1609-1617), Patrimonio de la Humanidad y ejemplo del periodo clásico de la arquitectura otomana, mostrando la influencia bizantina

## Período otomano temprano
Tras el establecimiento del Imperio otomano, los años 1300-1453 constituyen la época temprana o primera, cuando los gobernantes y artistas otomanos aún buscaban nuevos modelos arquitectónicos que reflejasen su poder. Este período fue testigo de la construcción de tres tipos de mezquitas: de gradas, de una sola cúpula y sublínea en ángulo. La mezquita Hacı Özbek (1333), en İznik, primer centro importante del arte otomano, fue el primer ejemplo de una mezquita otomana de una sola cúpula.[cita requerida]

Arquitectura otomana temprana
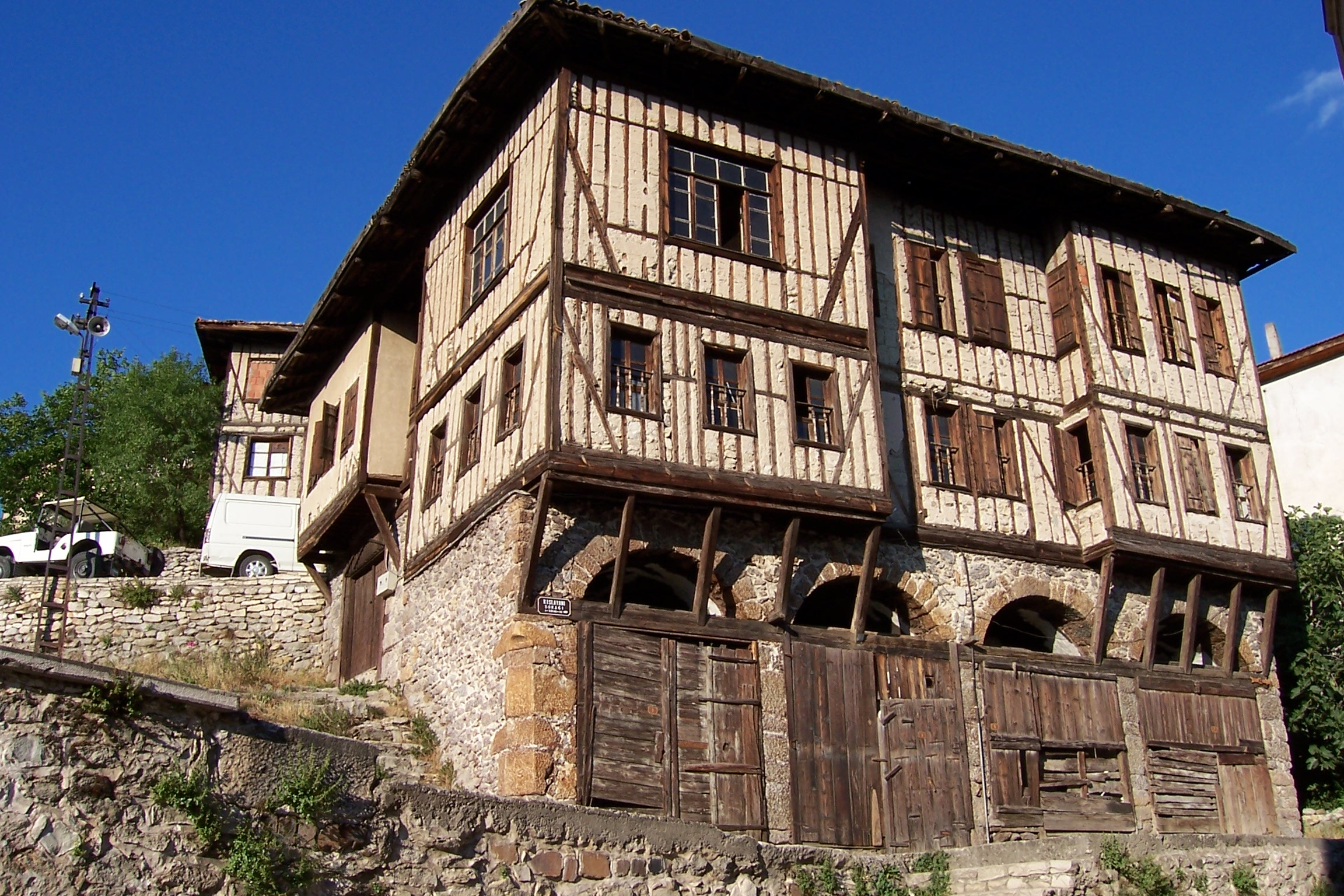
Casa otomana tradicional en Safranbolu
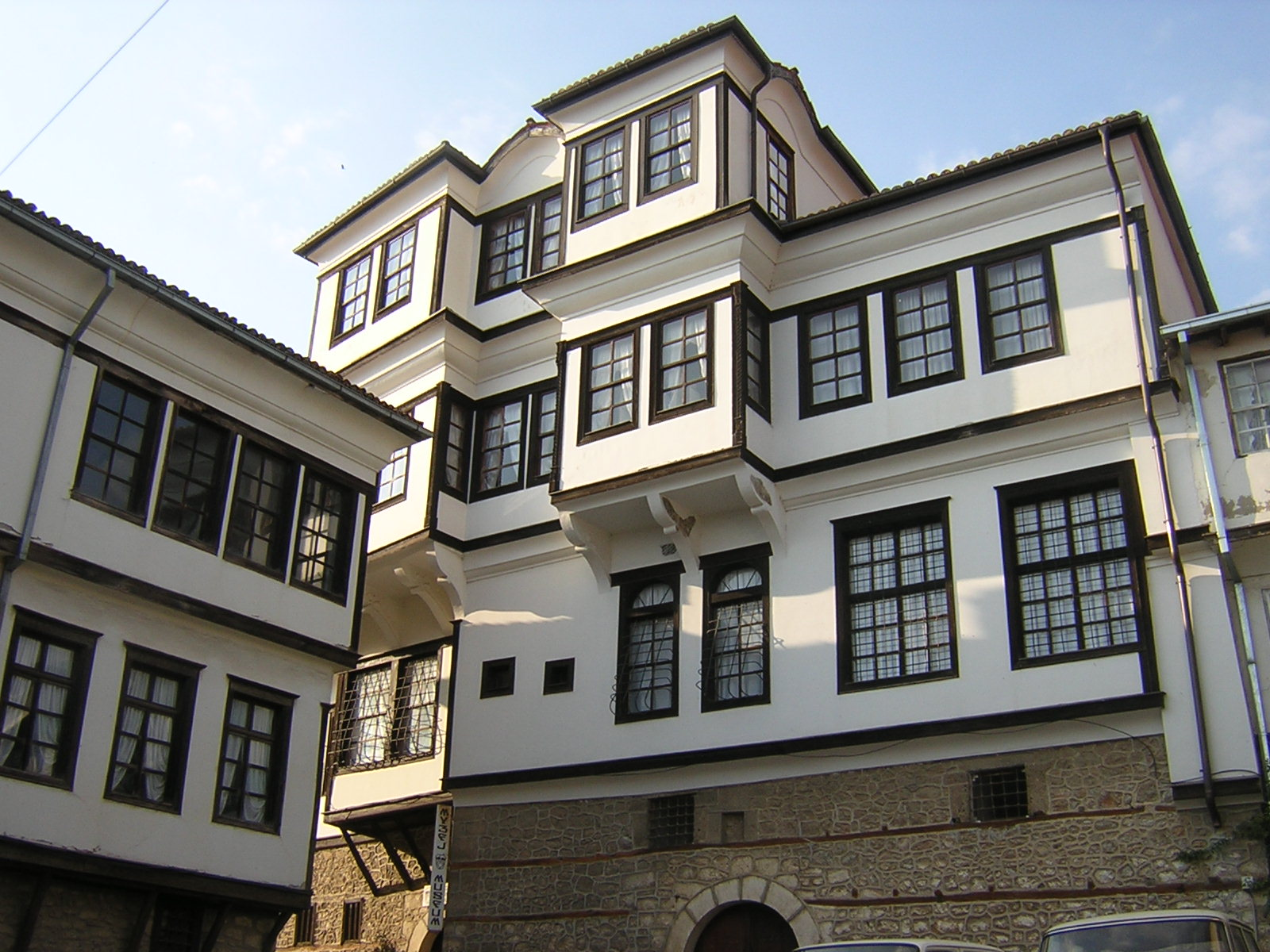
Casa de estilo tradicional macedonio en Ohrid, Macedonia del Norte
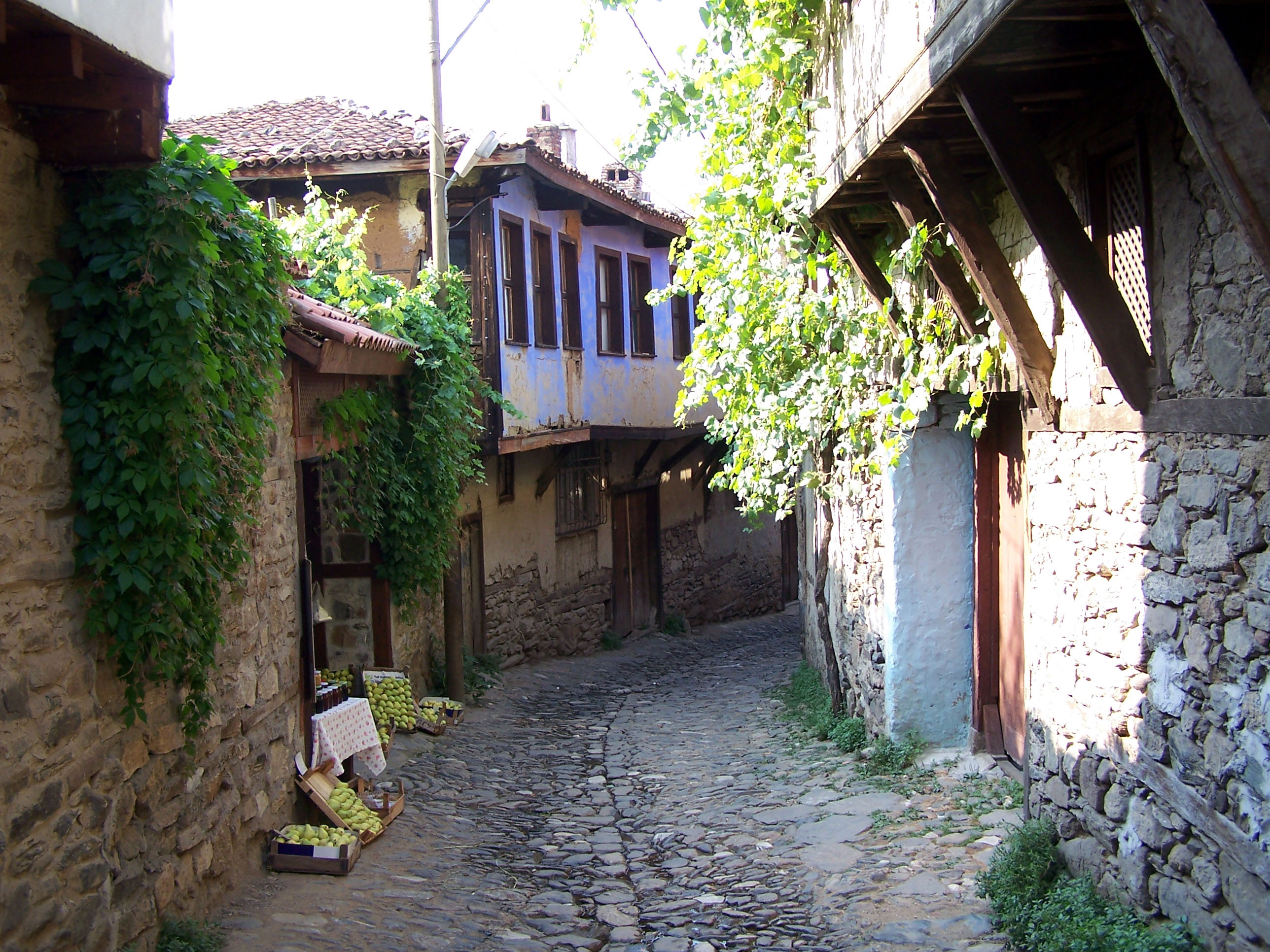
Casa otomana temprana en Cumalıkızık

## Periodo de Bursa (1299-1437)

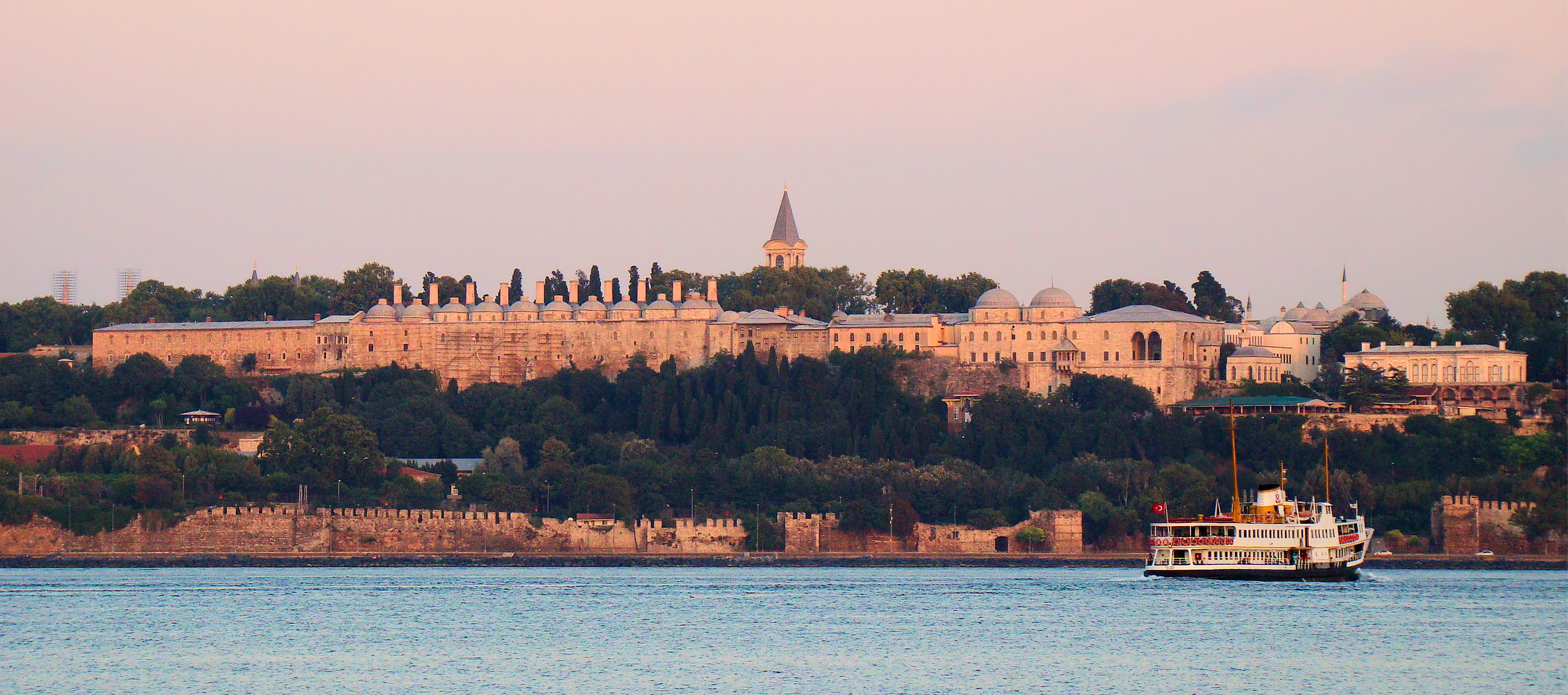
Palacio de Topkapi (Estambul, 1459-1465)

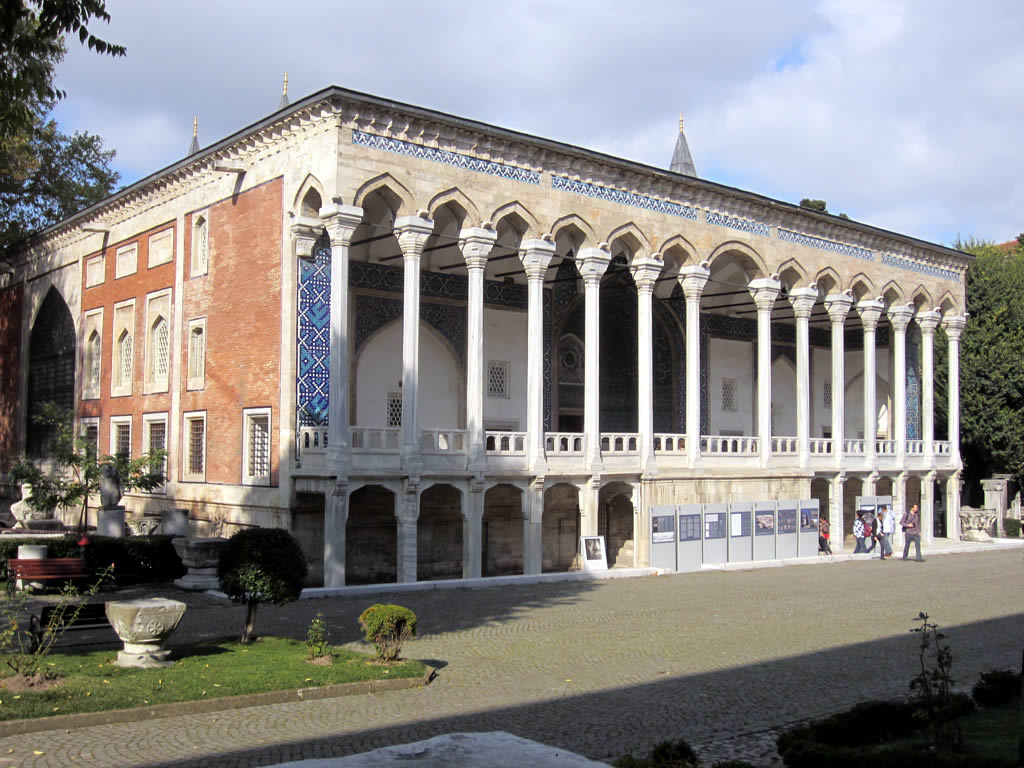
Quiosco azulejado en el palacio de Topkapi (1472)

El estilo arquitectónico cupulado evolucionó a partir de las construcciones realizadas en las primeras capitales imperiales de Bursa y Edirne. La Gran Mezquita de Bursa fue la primera mezquita, todavía de estilo selyúcida, que se cubrió con una cúpula. En Edirne, la última capital otomana anterior a Estambul, se desarrollaron arquitectónicamente las últimas etapas que luego culminaran con la construcción de las grandes mezquitas de Estambul. Los edificios construidos en Estambul durante el período comprendido entre la toma de la ciudad y la construcción de la gran mezquita de Beyazid (1501-1506) también se consideran obras de la primera época. Entre ellos destacan la mezquita de Fatih (1463-1470), la mezquita Mahmutpasa, el palacio de baldosas y el palacio de Topkapi (1459-1465). Los otomanos integraron las mezquitas en la comunidad urbana, añadiéndoles comedores asistenciales, escuelas teológicas, hospitales, baños turcos y tumbas.

Periodo de Bursa
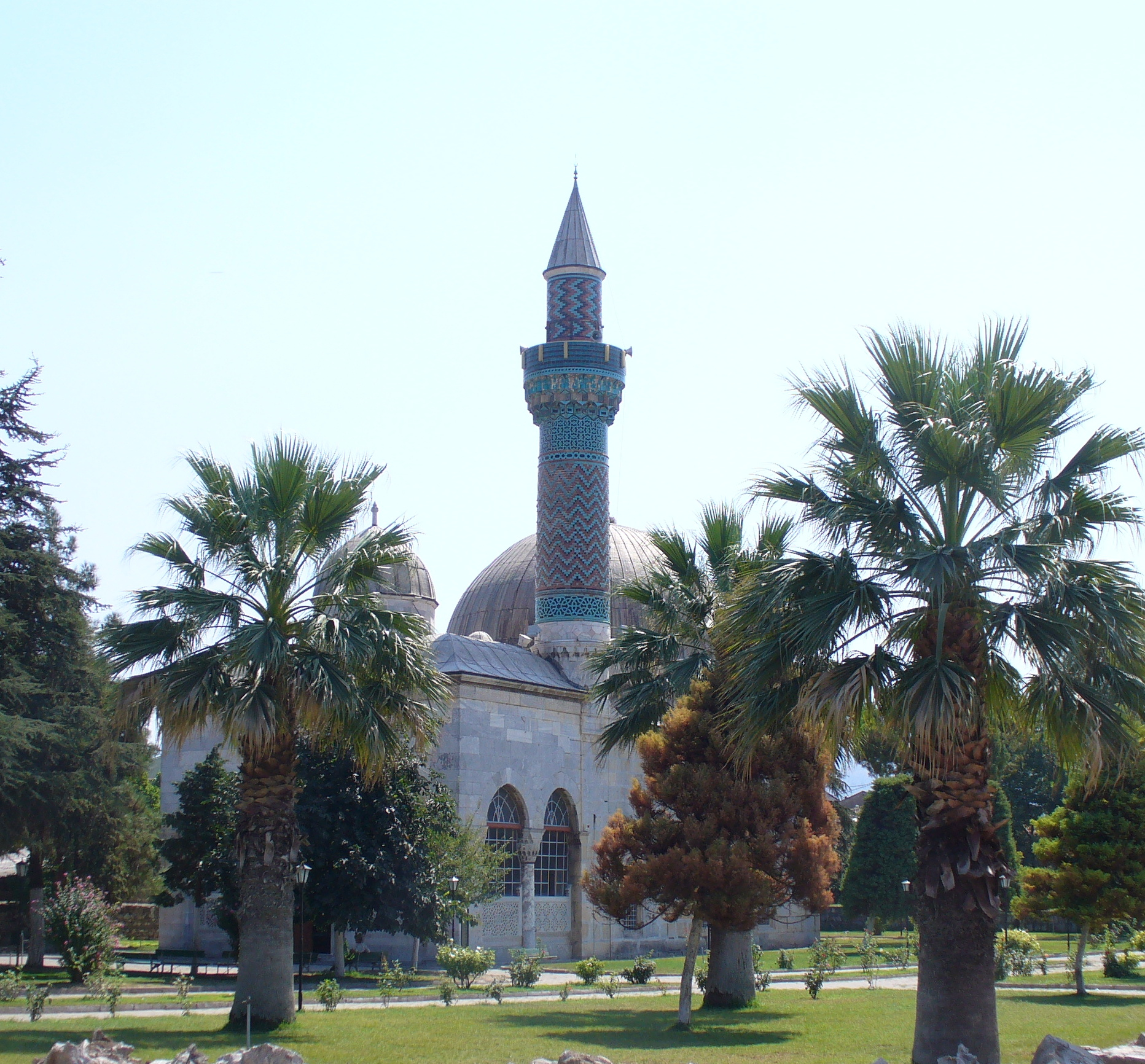
Mezquita Yeşil de Íznik (1378-1391)
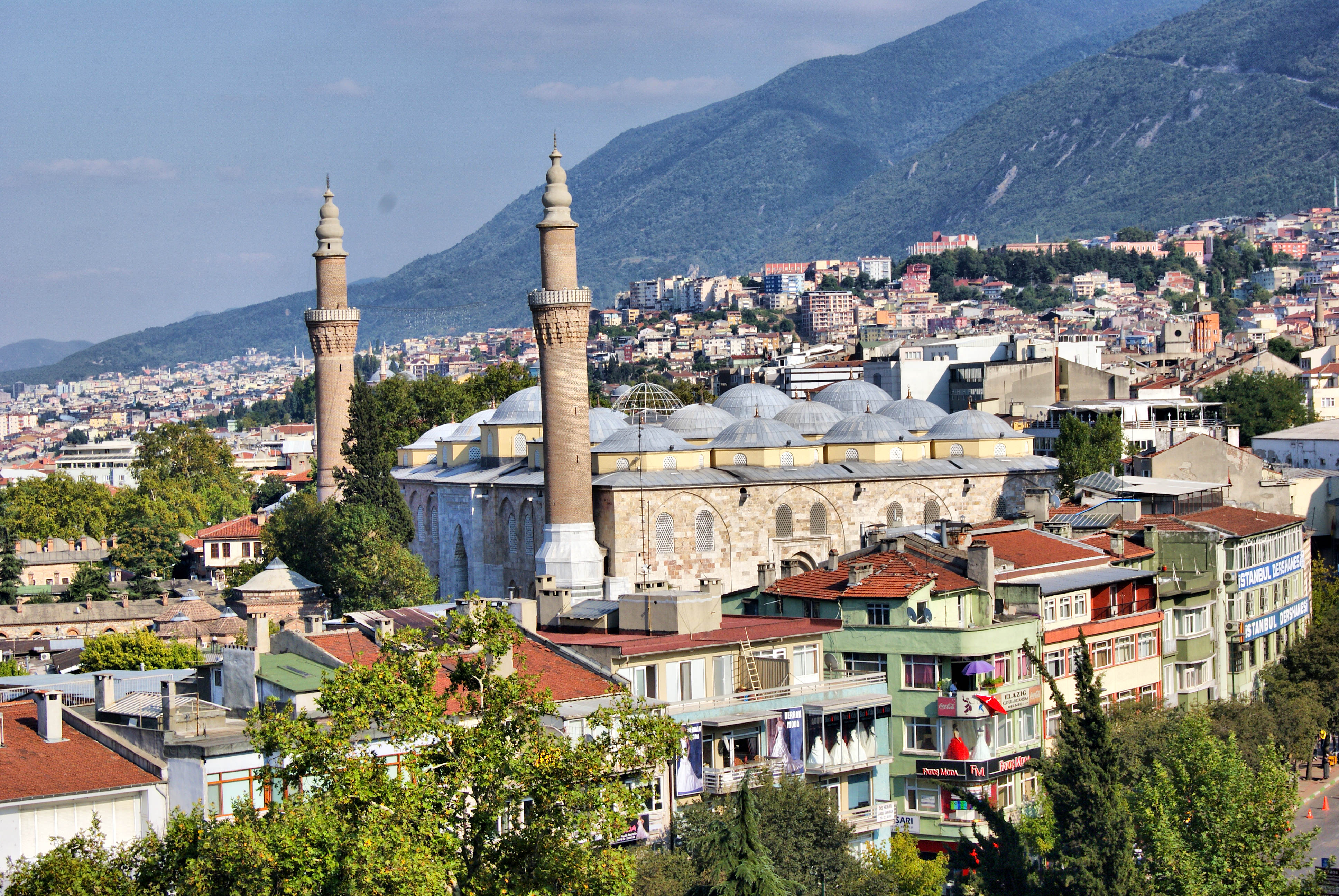
Gran Mezquita de Bursa (1396-1399)
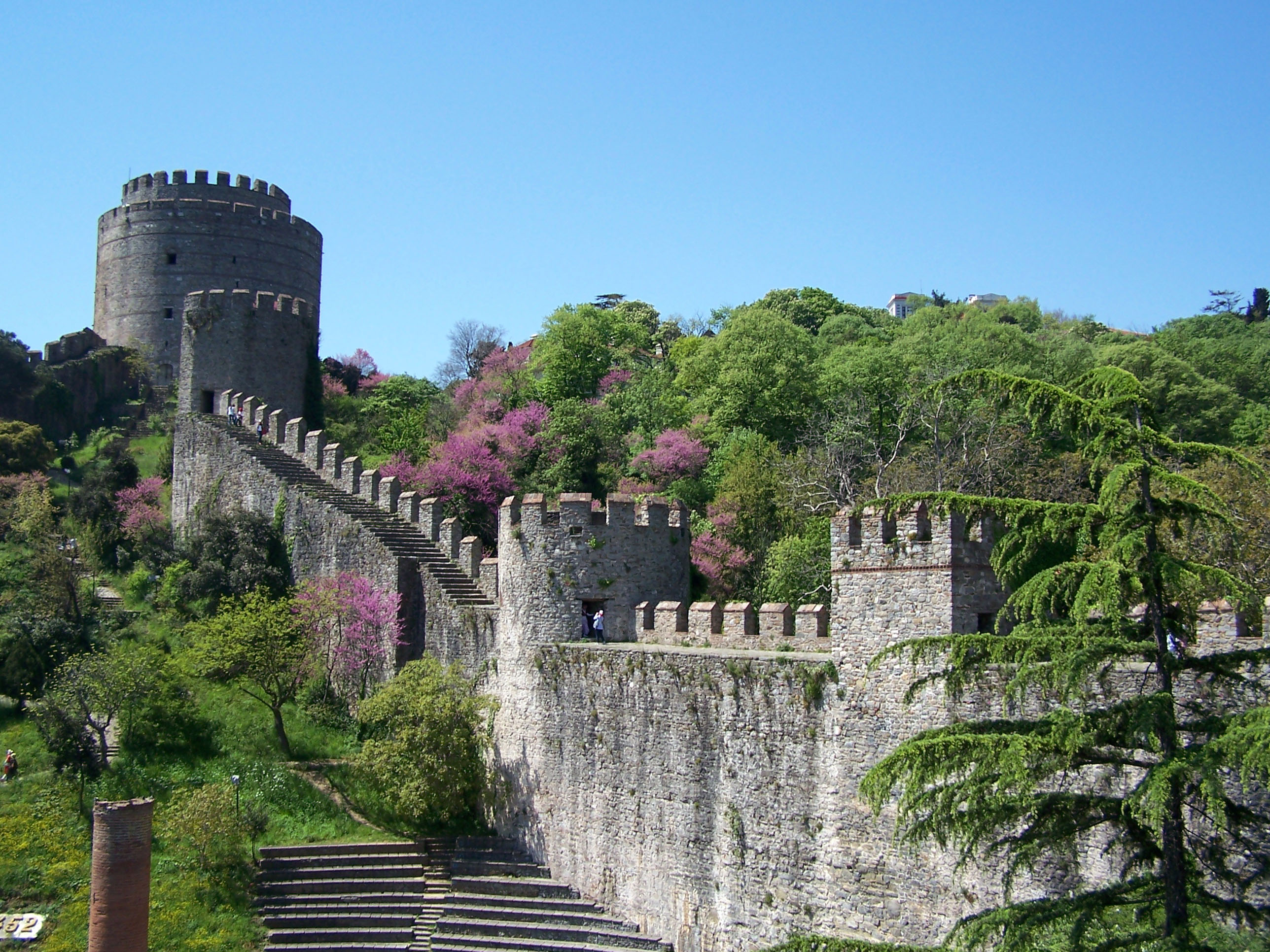
Fortaleza de Rumelihisarı, en el Bósforo (1451-1452)
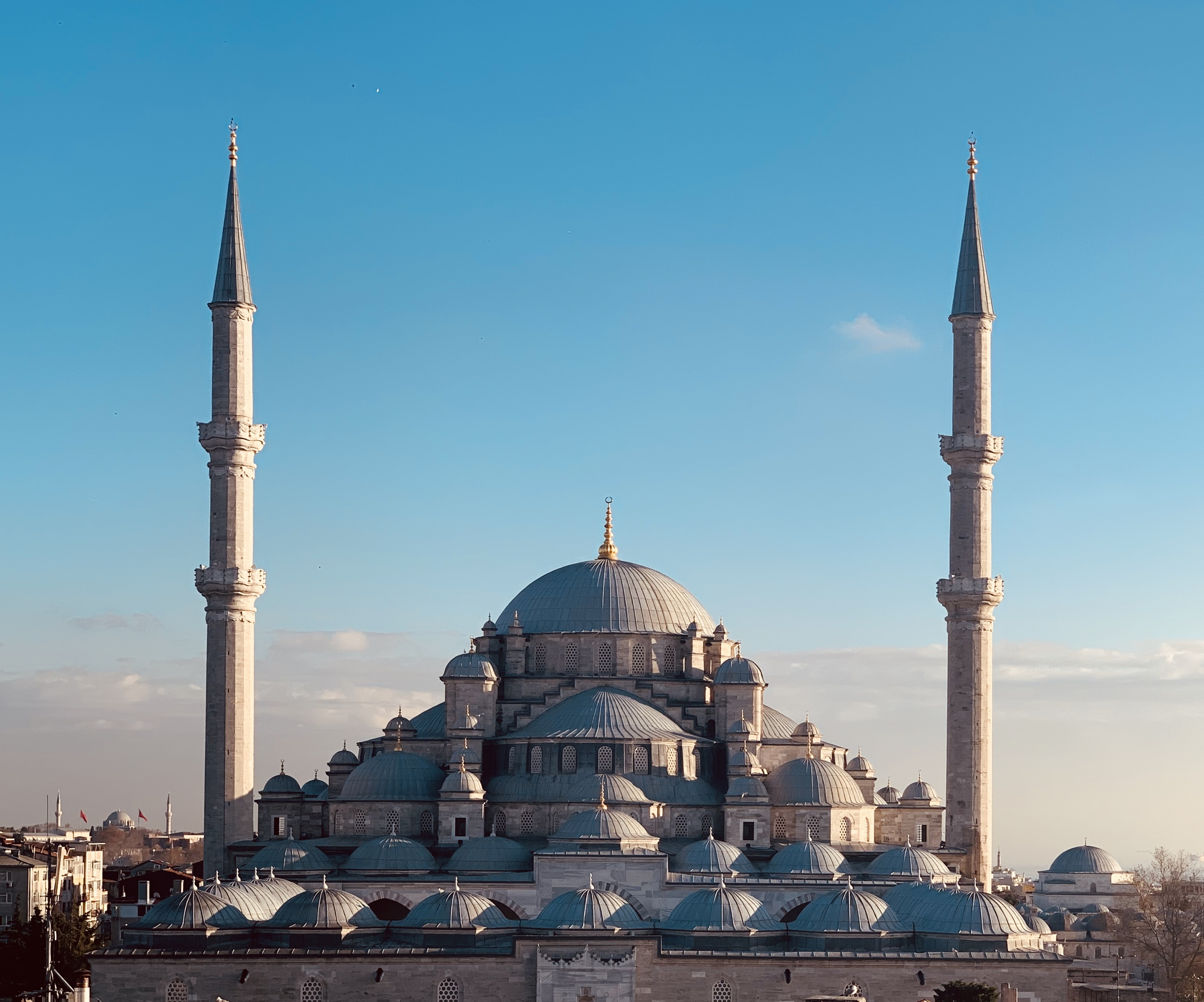
Mezquita de Fatih (1463-1470)
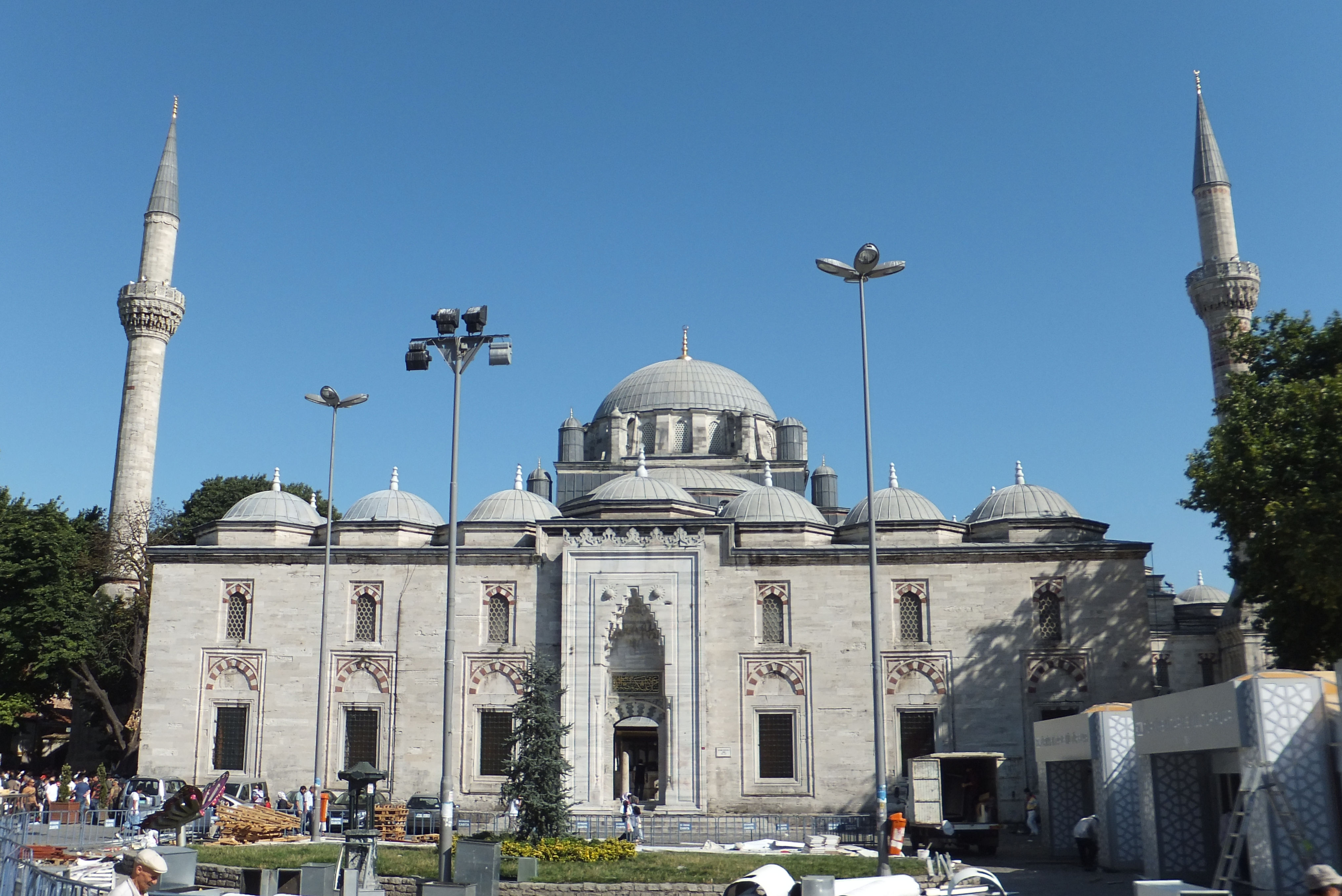
Mezquita de Beyazid (Estambul, 1501-1506)

## Periodo clásico (1437-1703)
El período clásico es un desarrollo de las aproximaciones anteriores que comenzó durante el siglo XV y principios del XVI y que se suele asociar con las obras del arquitecto Mimar Sinan. En este período, la arquitectura otomana, especialmente con las obras y bajo la influencia de Sinan, vio una nueva unificación y armonización de las distintas partes, elementos e influencias que la arquitectura otomana había absorbido previamente, pero que aún no se habían armonizado en un todo colectivo. Tomando mucho de la tradición bizantina, y en particular de la influencia de la iglesia de Hagia Sophia, la arquitectura otomana clásica fue, como había sido antes, una mezcla sincrética de numerosas influencias y adaptaciones a las necesidades de los otomanos. En las que podrían ser las edificaciones más emblemáticas de este período, las mezquitas clásicas diseñadas por Sinan y las que después de él utilizaron un modelo basado en la cúpula, similar al de Santa Sofía, pero que entre otras cosas cambiaron las proporciones, abrieron el interior de la estructura y lo liberaron de columnas y otros elementos estructurales que rompían el interior de Santa Sofía y de otras iglesias bizantinas, y añadieron más luz, con mayor énfasis en el uso de la iluminación y de las sombras con una gran cantidad de ventanas. Estos acontecimientos fueron ellos mismos tanto una mezcla de la influencia de Santa Sofía y de otros edificios bizantinos similares, como el resultado de la evolución de la arquitectura otomana desde 1400 en que, en palabras de Godfrey Goodwin, ya habían «logrado una poética interacción de interiores sombreados y soleados que agradaban a Le Corbusier».
Durante el período clásico las plantas de la mezquita evolucionaron para incluir patios interiores y exteriores: el patio interior y la mezquita eran inseparables. El maestro arquitecto de la época clásica, Mimar Sinan, había nacido en 1489/1490 en Kayseri y murió en Estambul en el año 1588. Sinan comenzó una nueva era en la arquitectura mundial, levantando 334 edificios en muchas ciudades: su primer gran obra fue la mezquita Şehzade, completada en 1548; su segundo trabajo importante fue la mezquita de Solimán y el complejo circundante, construida para Solimán el Magnífico. La mezquita de Selim, en Edirne, fue construida durante los años 1568-1574, cuando Sinan estaba en su mejor momento como arquitecto. Las mezquitas de Rustempasa, del Sultán Mihriman (1563-1570) y de Ibrahimpasa, los mausoleos Sehzade, Kanuni sultán Solimán, de Roxelana y de Selim II se encuentran entre las obras más famosas de Sinan. El diseño del período más clásico utilizó la arquitectura bizantina de los vecinos de los Balcanes como base, y desde allí, se añadieron elementos étnicos creando un estilo arquitectónico diferente.[cita requerida]
Ejemplos de la arquitectura otomana de la época clásica, además de en Turquía, también se pueden ver en los Balcanes, Hungría, Egipto, Túnez y Argel, donde se construyeron mezquitas, puentes, fuentes y escuelas.

Periodo clásico (1437-1703)
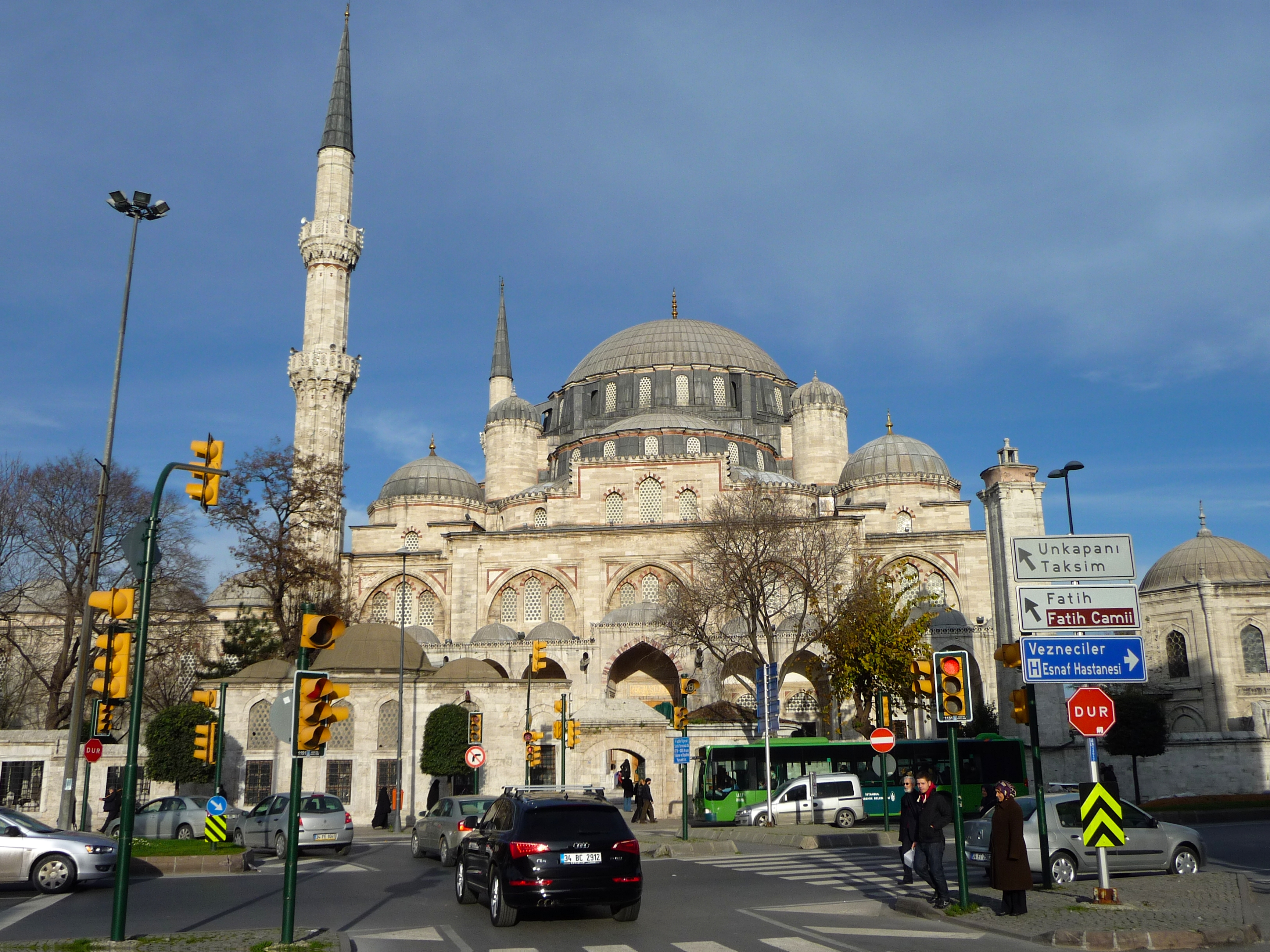
Mezquita Sehzade (Estambul, 1543-1548)
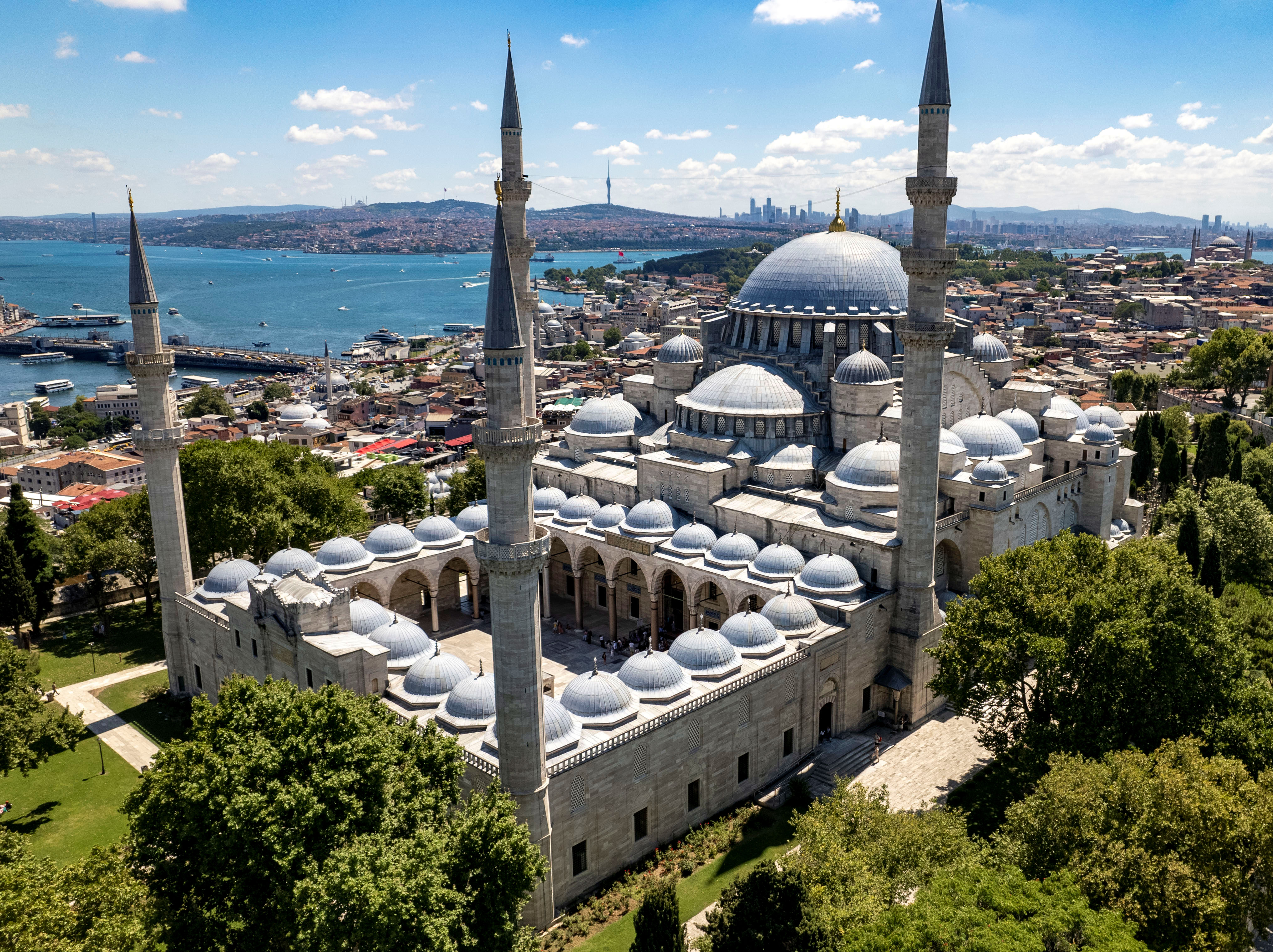
Mezquita de Solimán (1550-1558), obra de Sinan
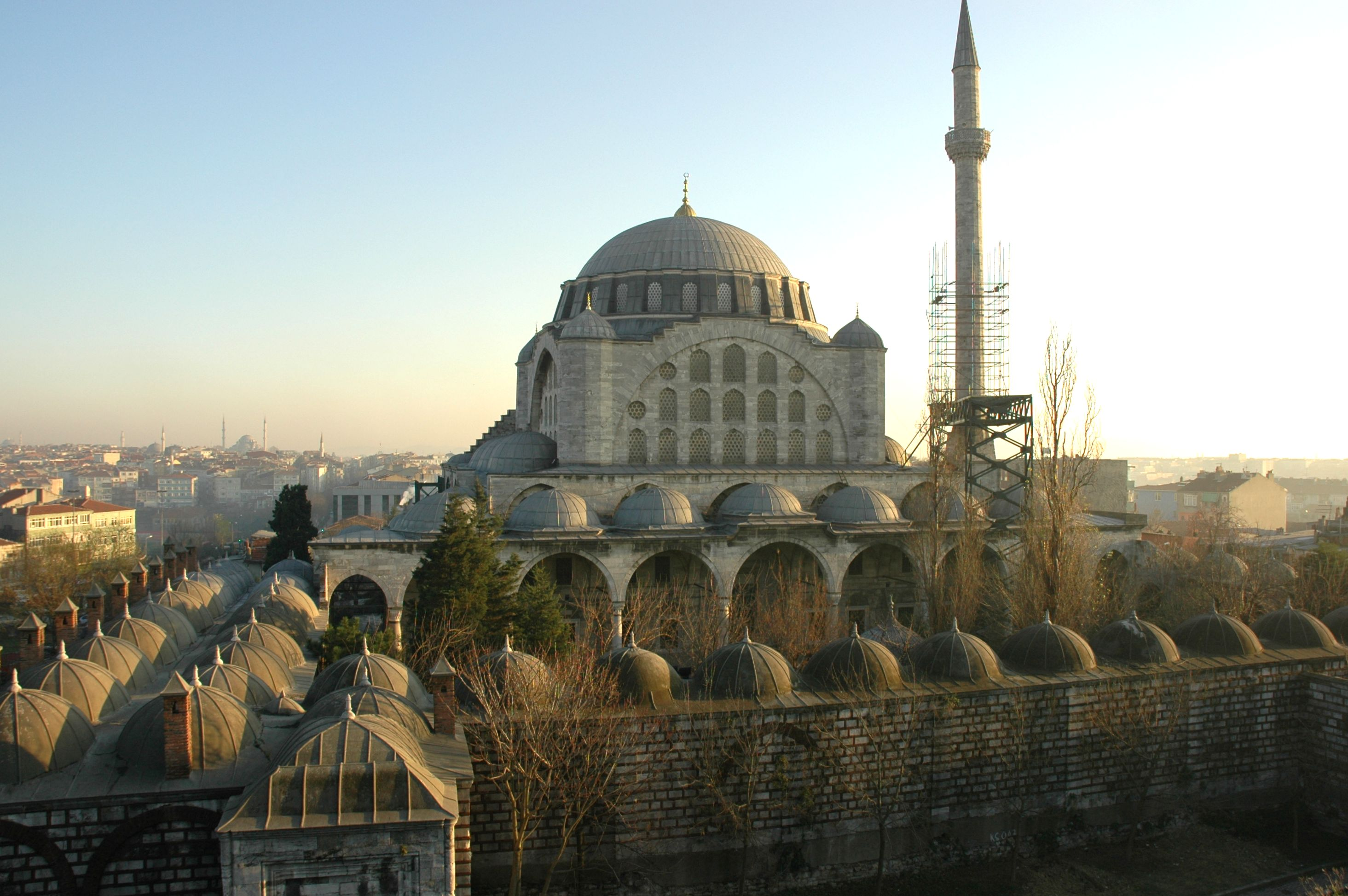
Mezquita de Mihrimah (1563-1570)
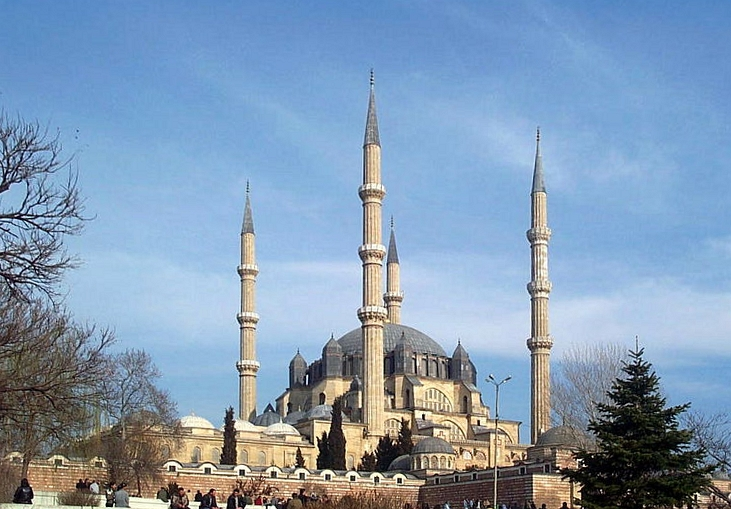
Mezquita de Selim (Edirne, 1568-1574)
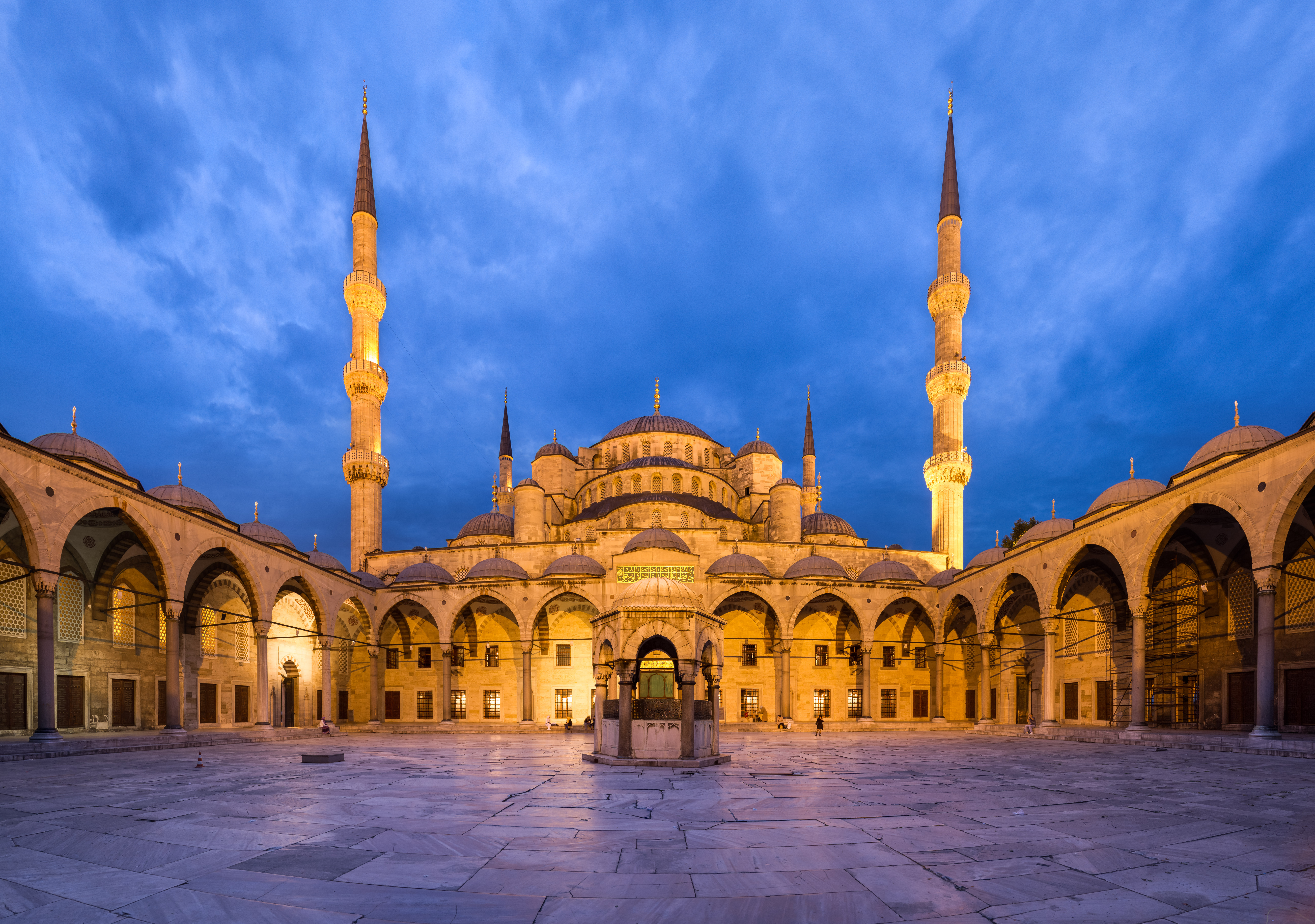
Mezquita del Sultán Ahmed o mezquita Azul (Estambul, 1609-1617)
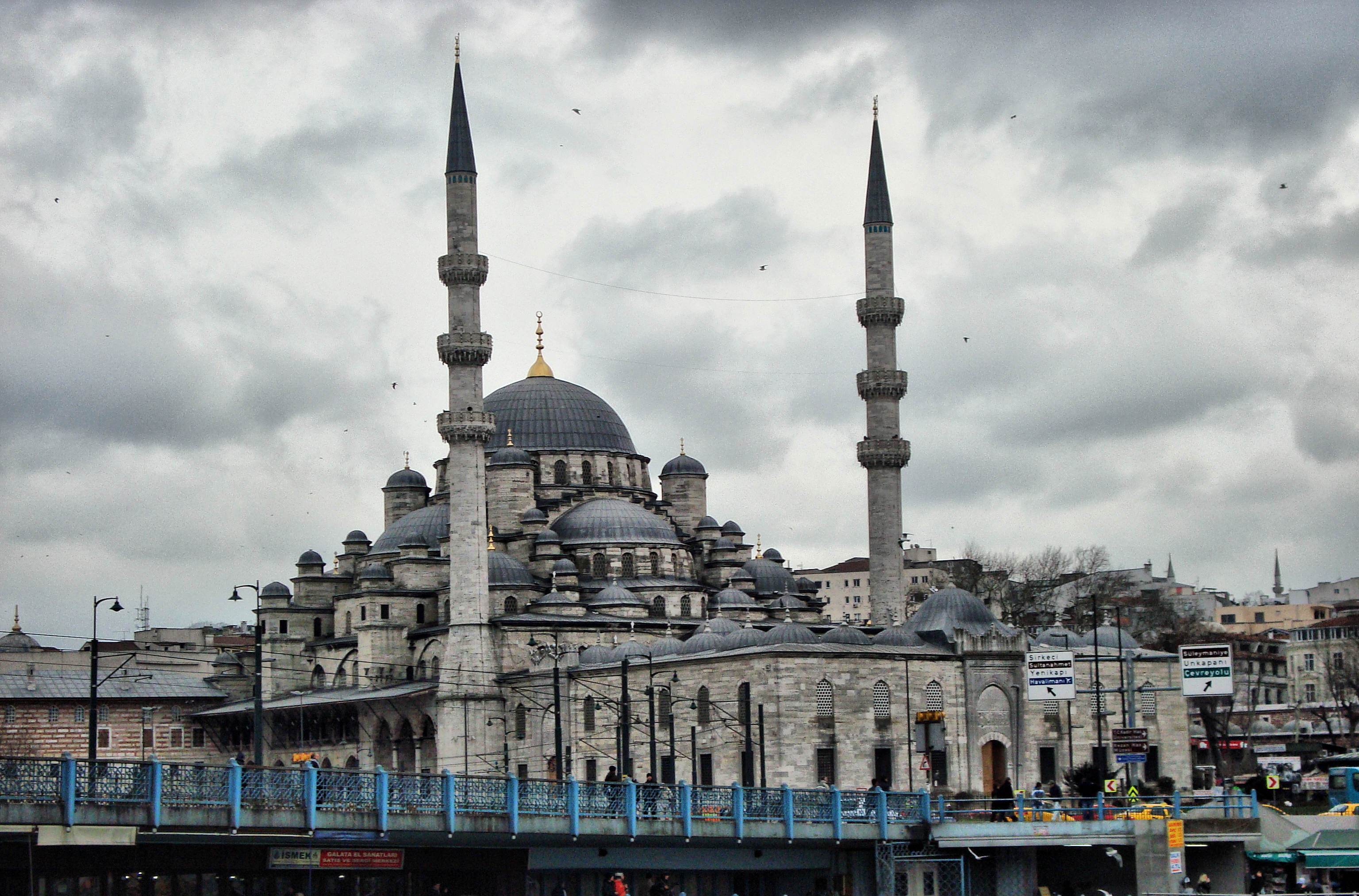
Mezquita Nueva (1597-1663)
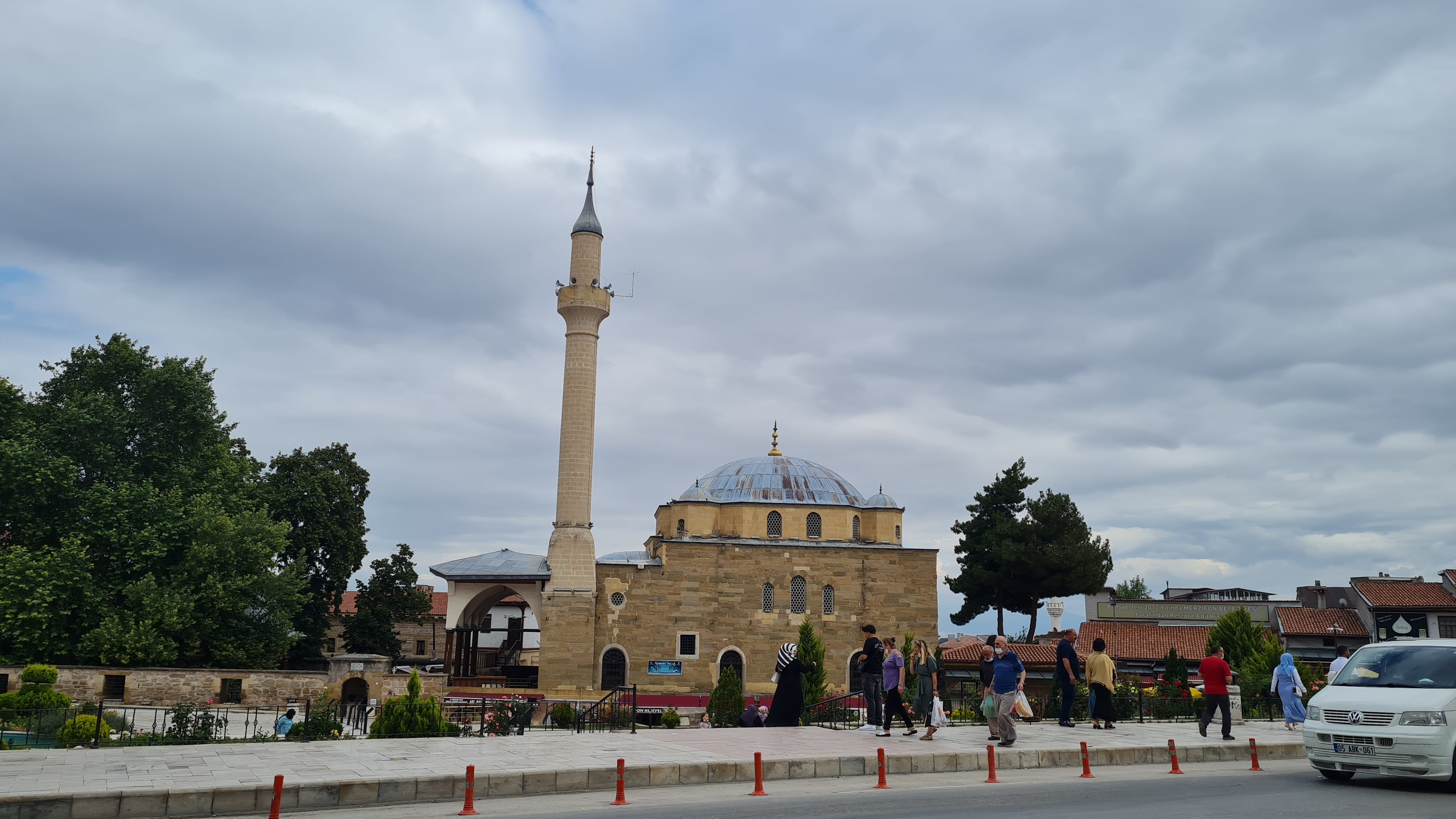
Mezquita de Kara Mustafa Pasa (1666-1679)

Interiores del periodo clásico (1437-1703)
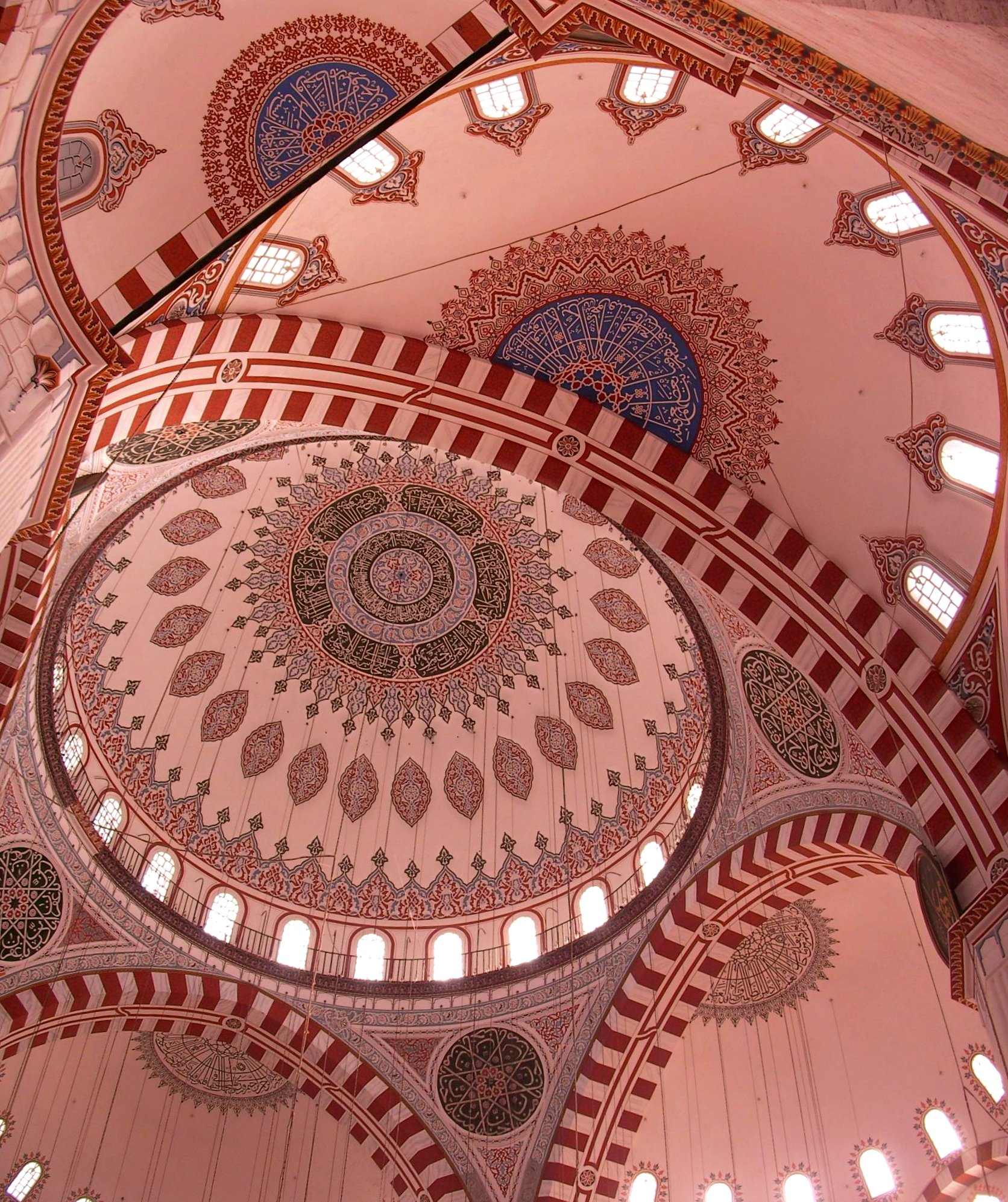
Mezquita Sehzade
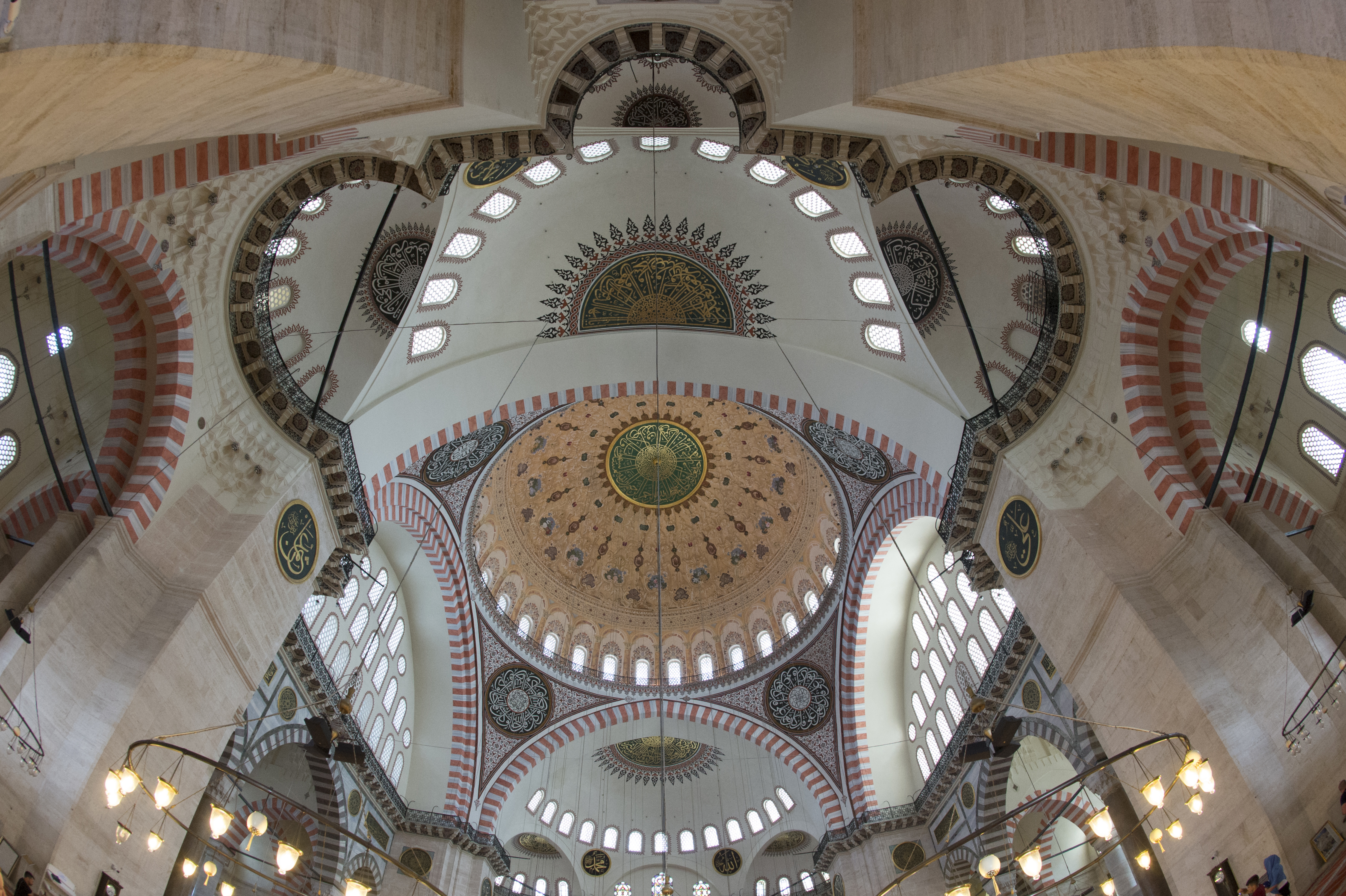
Mezquita de Solimán
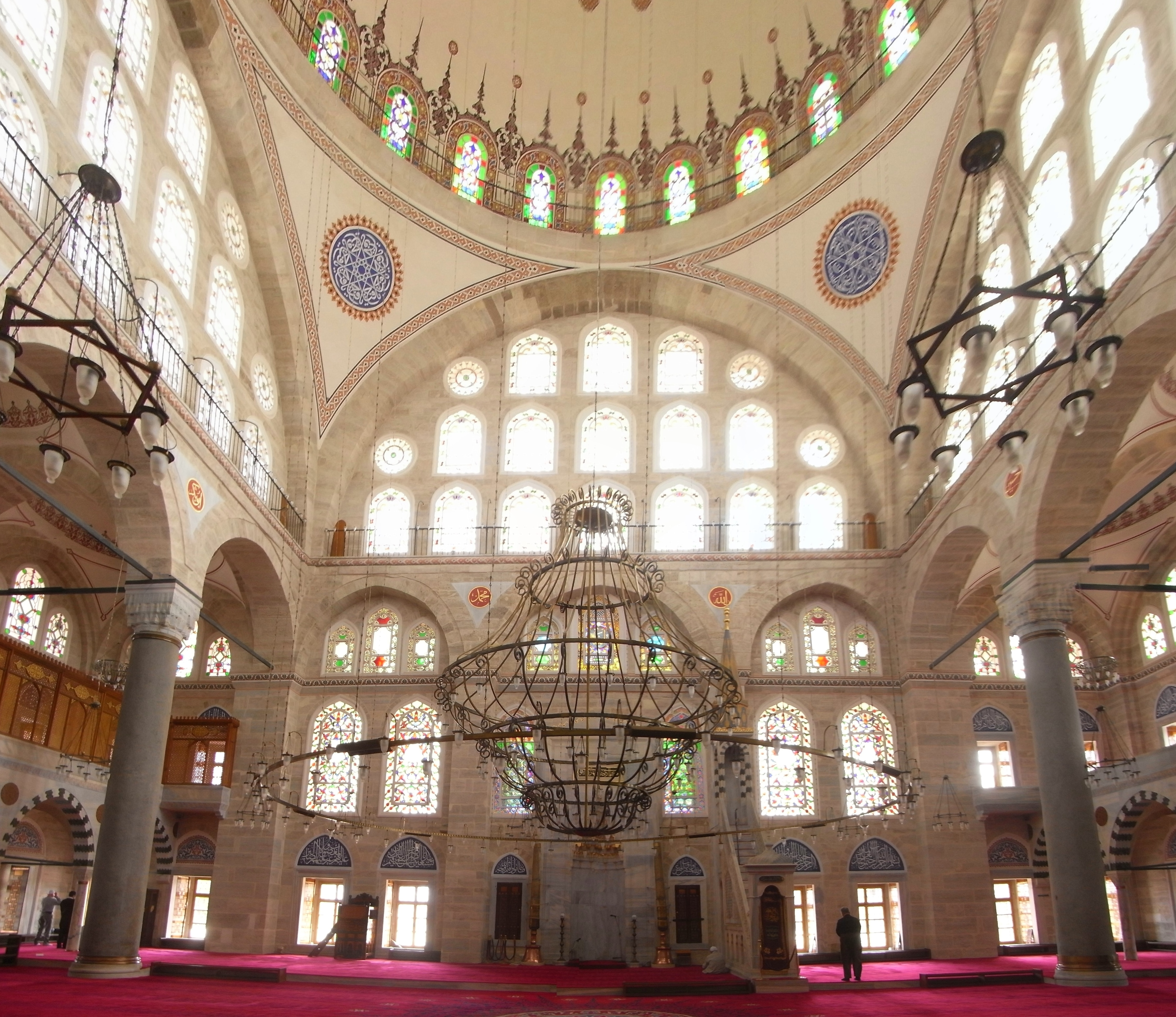
Mezquita de Mihrimah
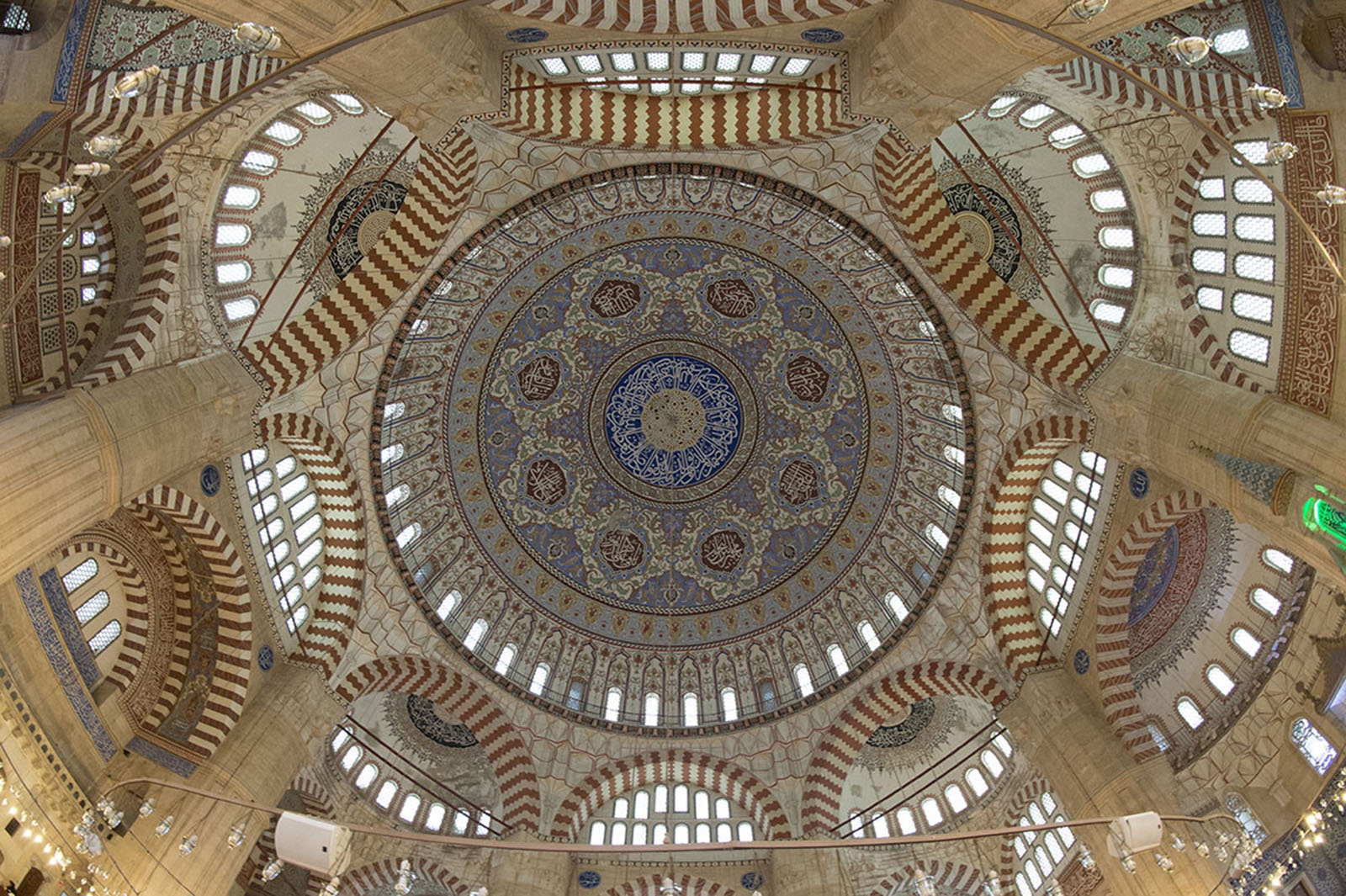
Mezquita de Selim
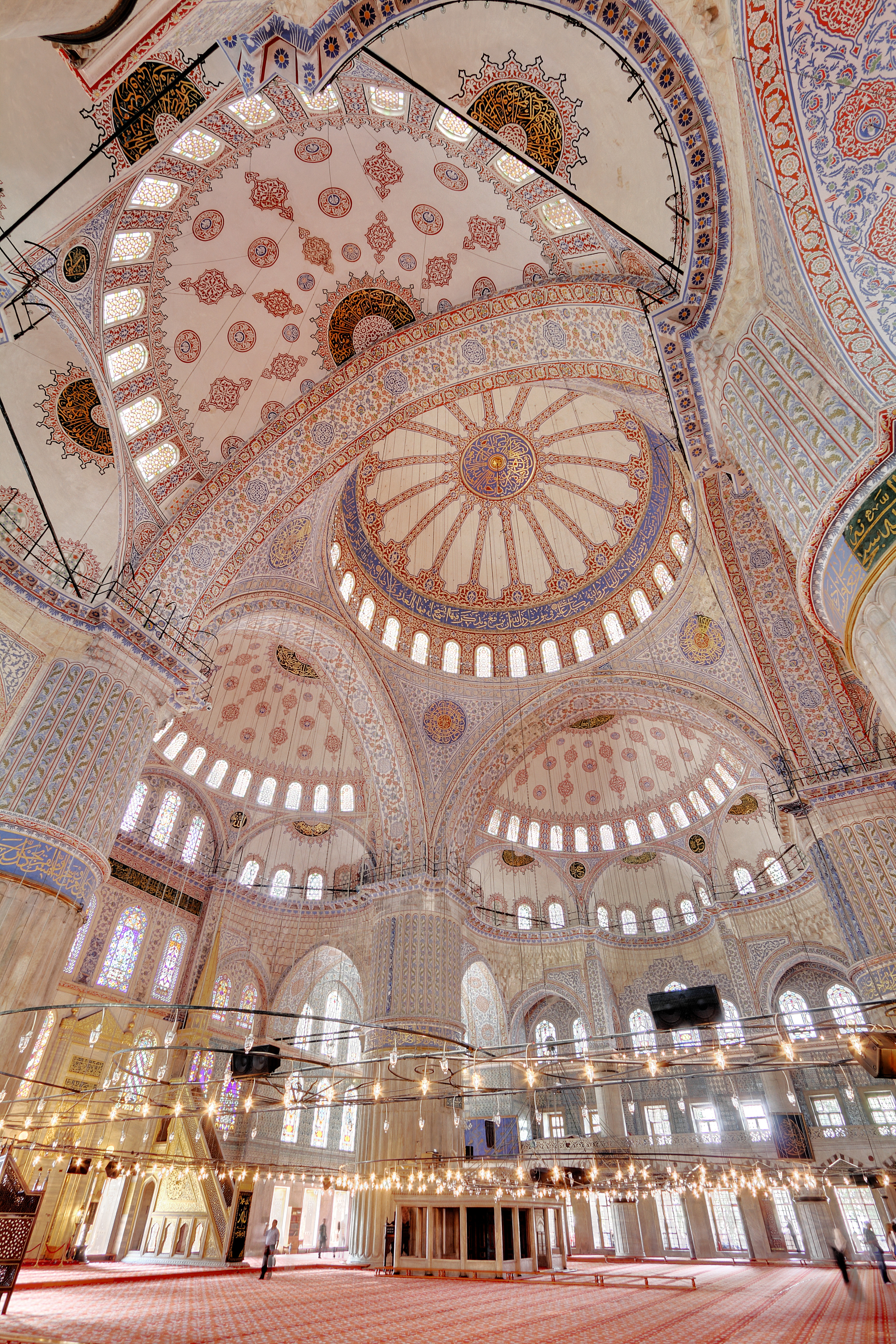
Mezquita del Sultán Ahmed
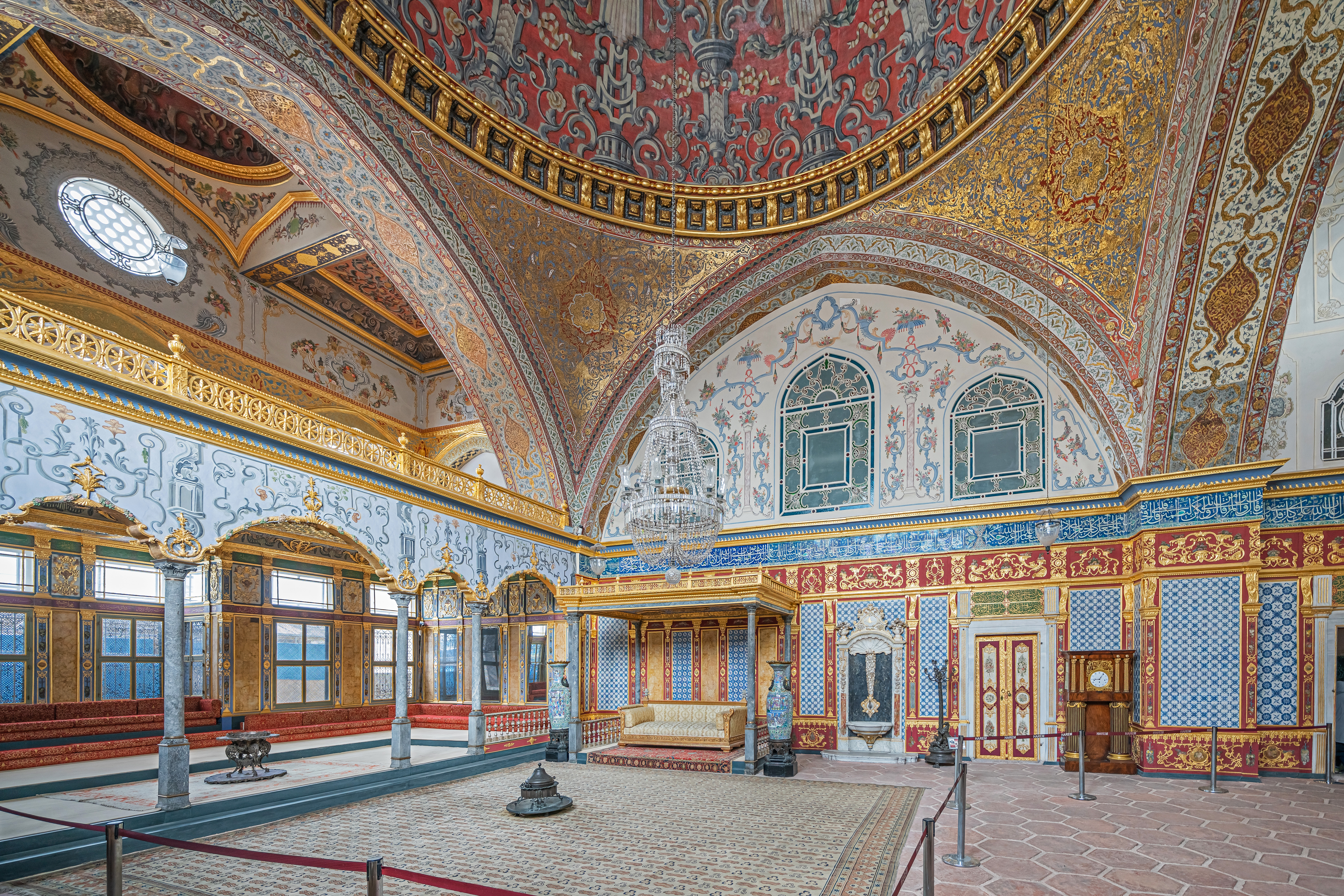
Interior del Consejo Imperial en el palacio de Topkapi
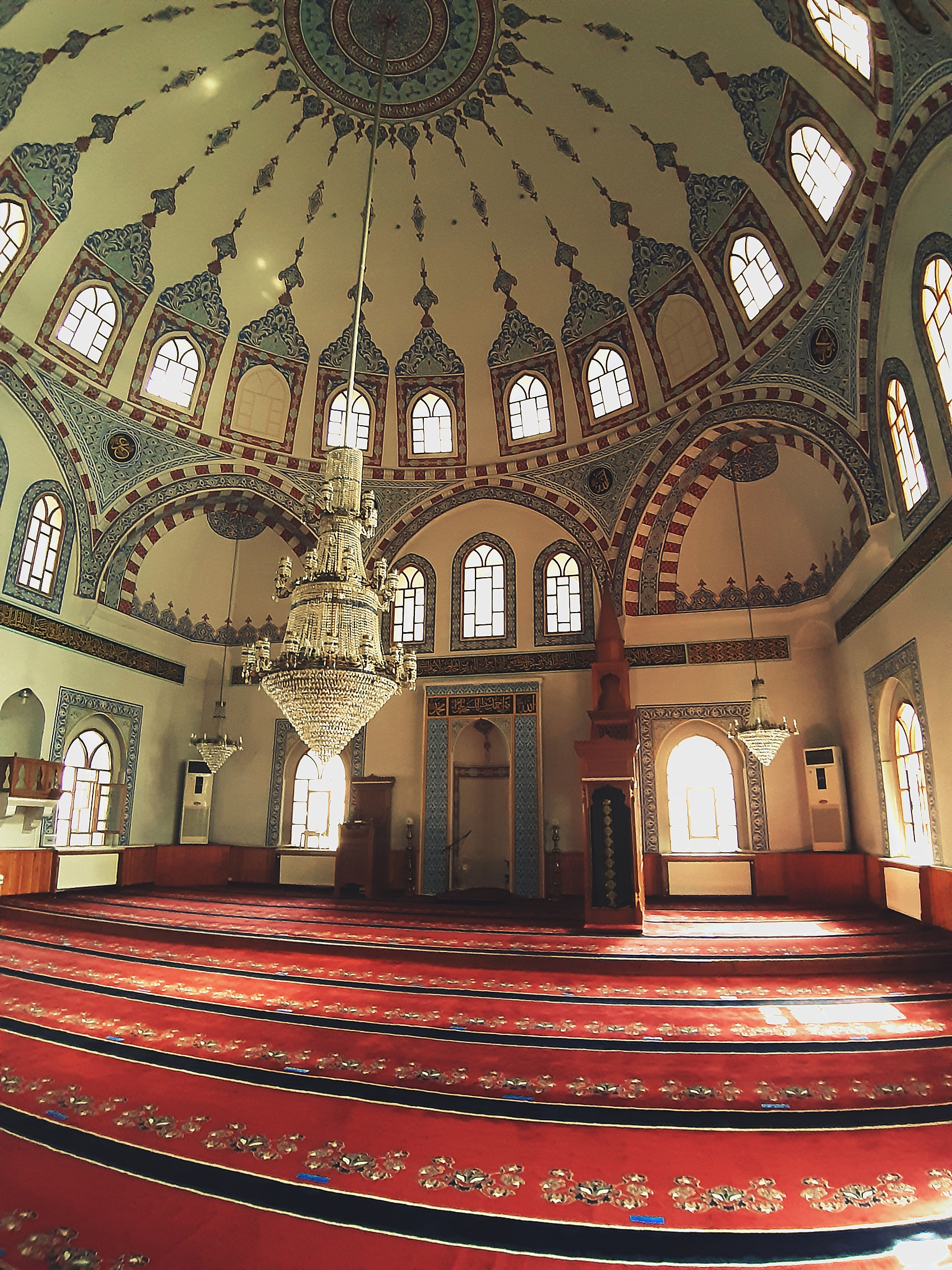
Mezquita de Kara Mustafa Pasa (1666-1679)

## Periodo de modernización
Durante el reinado de Ahmed III (r. 1703-1730) y bajo el impulso de su gran visir İbrahim Paşa, se produjo un período de paz. Debido a sus relaciones con Francia, la arquitectura otomana comenzó a estar influenciada por los estilos barroco y rococó que eran muy populares en Europa en ese momento. Según algunos académicos, ese estilo barroco ya se observaba por vez primera en algunos elementos de edificaciones de los turcos selyúcidas, como en el hospital y gran mezquita de Divriği, un sitio declarado Patrimonio de la Humanidad en 1985 por la UNESCO; en Çifteminare, en Sivas; en la madrasa de İnce Minareli, en Konya, y en muchos más. A menudo a ese nuevo elemento se le llama portal barroco selyúcida. A partir de aquí surgió de nuevo en Italia,[cita requerida] y más tarde creció en popularidad entre los turcos durante la época otomana. Varios visitantes y enviados fueron despachados a ciudades europeas, especialmente a París, para experimentar las costumbres contemporáneas y la vida europea. Los elementos decorativos del barroco y rococó europeos influyeron incluso en la arquitectura otomana religiosa. Por otro lado, Mellin, un arquitecto francés, fue invitado por una hermana del sultán Selim III a Estambul y construyó en las orillas del Bósforo muchas mansiones de recreo (yalıs) dispuestas junto al mar. Durante un período de treinta años, conocido como el período del Tulipán, todos los ojos se volvieron hacia el oeste, y, en vez de obras monumentales y clásicas, se erigieron villas y pabellones alrededor de Estambul. Sin embargo, fue en esa época cuando se estaba construyendo el palacio de Ishak Pachá en Anatolia Oriental (1685-1784).

Ejemplos de portal barroco selyúcida
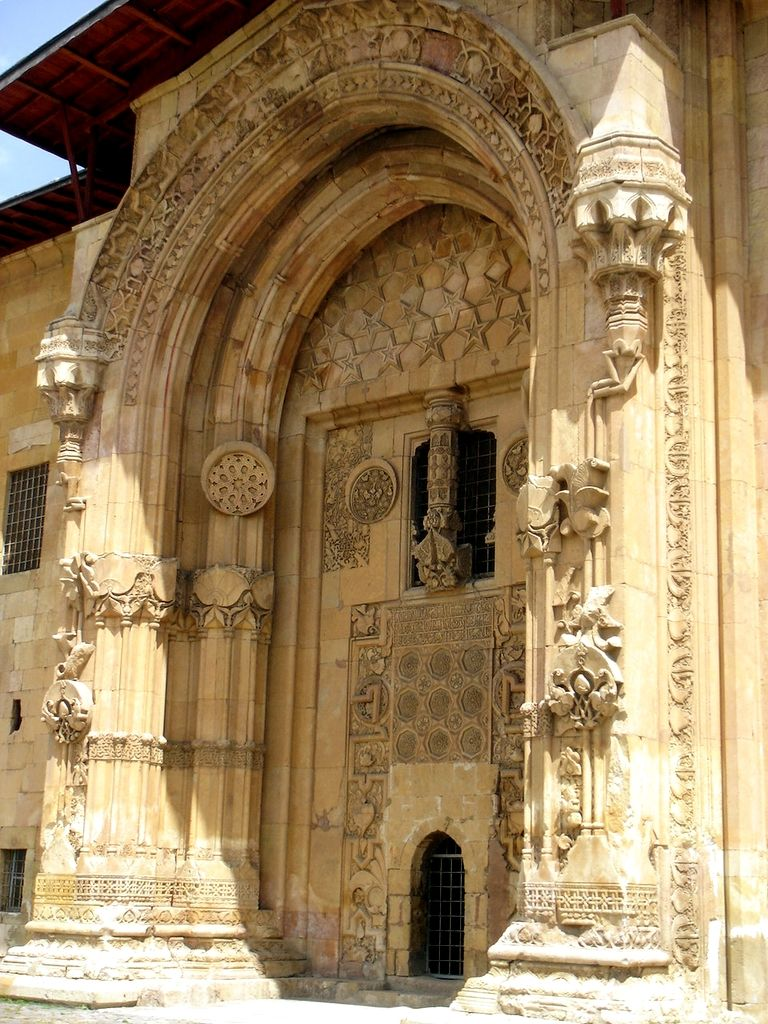
Portal de Darussifa en la Gran Mezquita de Divriği
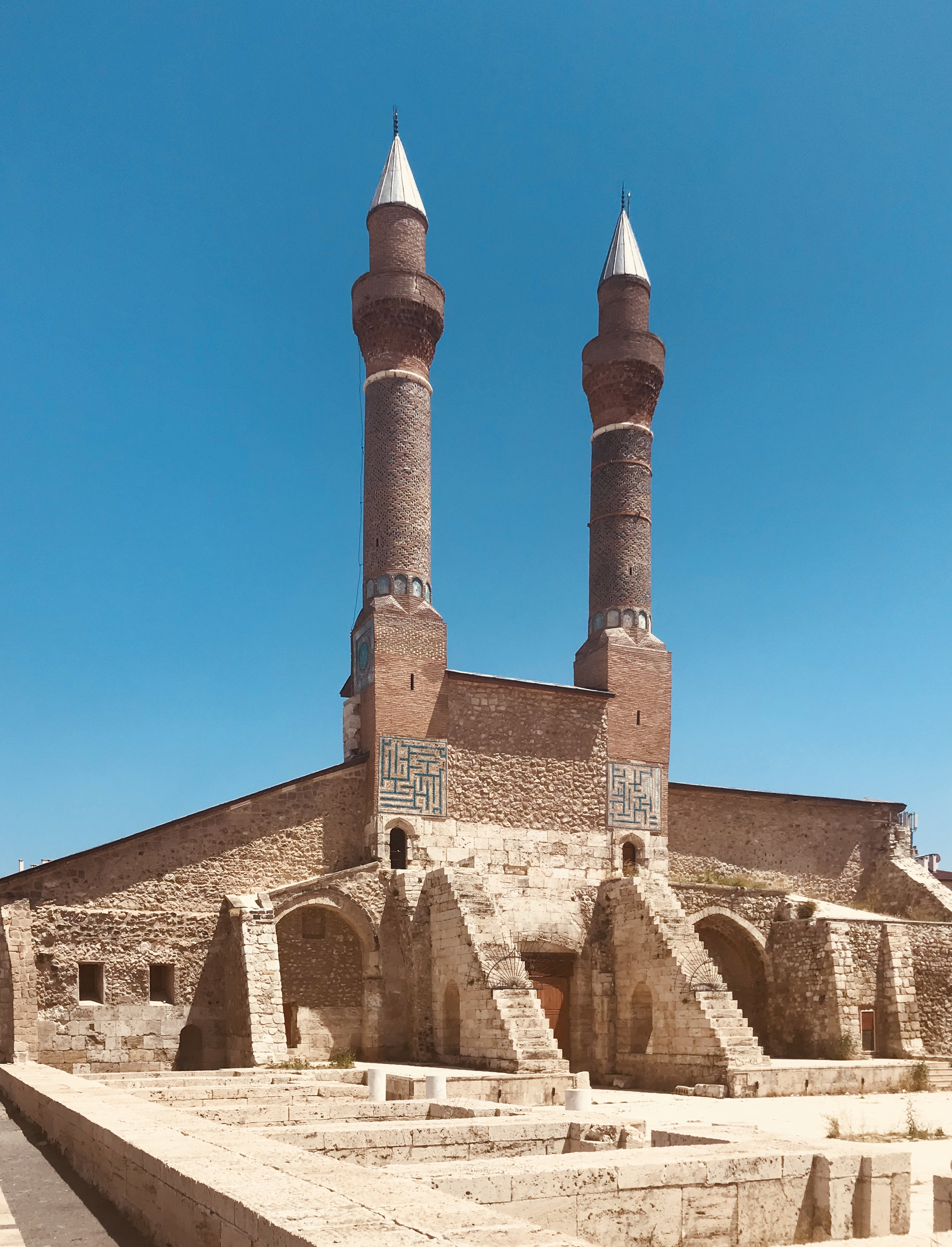
Madrasa de Çifte Minareli, en Sivas
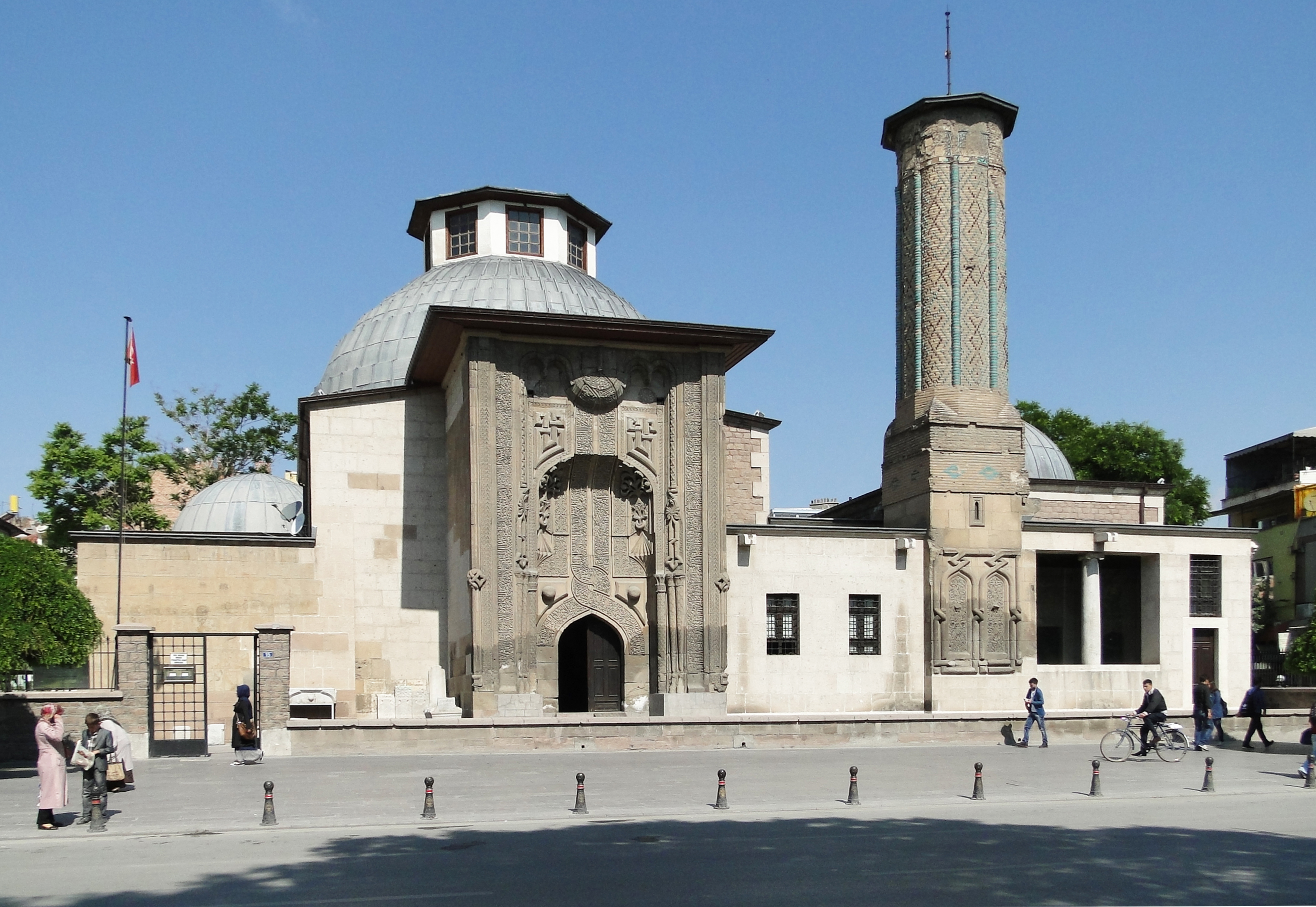
Madrasa de Ince Minareli

Periodo de modernización
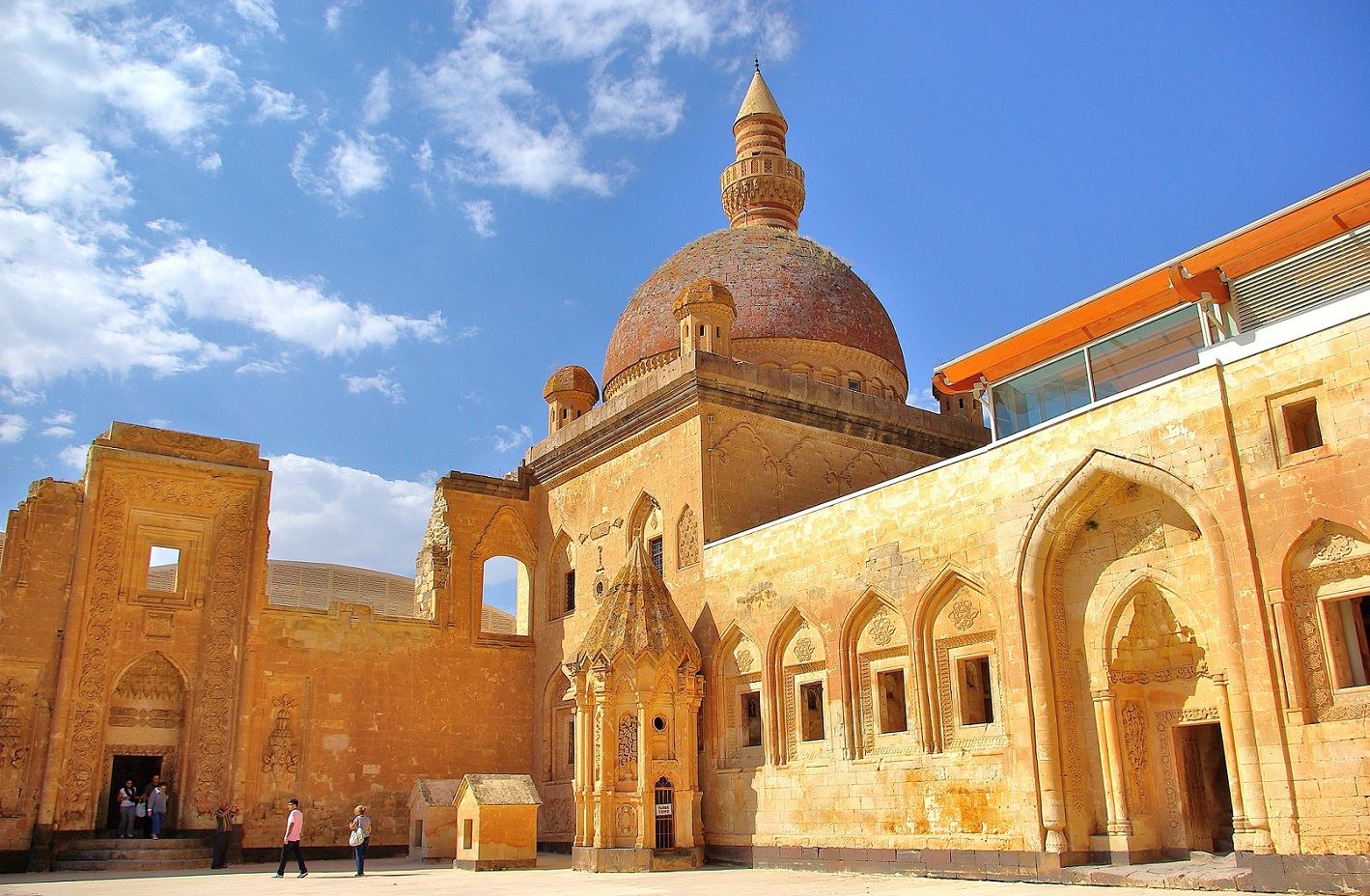
Palacio de Ishak Pachá

## Periodo tulipán (1703-1757)
A partir de este período, la clase alta y las elites del Imperio otomano comenzaron a utilizar las áreas abiertas y públicas con frecuencia. La manera tradicional de la sociedad, introvertida, comenzó a cambiar. Se hicieron populares las fuentes y las residencias junto al agua como Aynalikavak Kasrı. Los canales de agua (otro nombre es Cetvel-i Sim), las áreas de pícnic (Kağıthane) se establecieron como zonas de recreo. Aunque la edad tulipán terminó con el levantamiento Patrona Halil, se convirtió en un modelo para las actitudes de occidentalización. Durante los años 1720-1890, la arquitectura otomana se desvió de los principios de la época clásica. Con la muerte de Ahmed III, Mahmud I tomó el trono (r. 1730-1754) y durante ese período se comenzaron a construir mezquitas de estilo barroco.

Periodo tulipán (1703-1757)
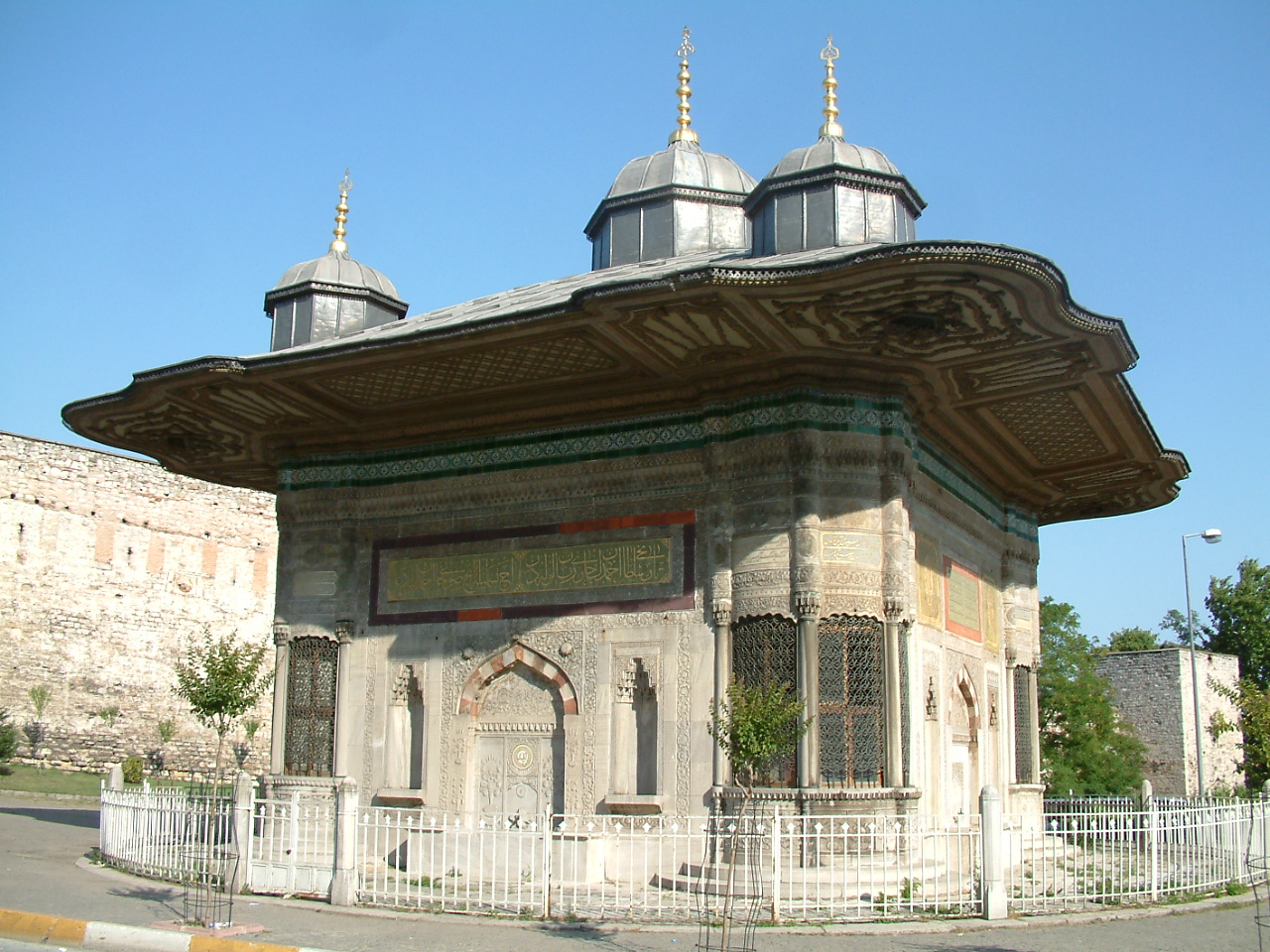
Fuente de Ahmed III
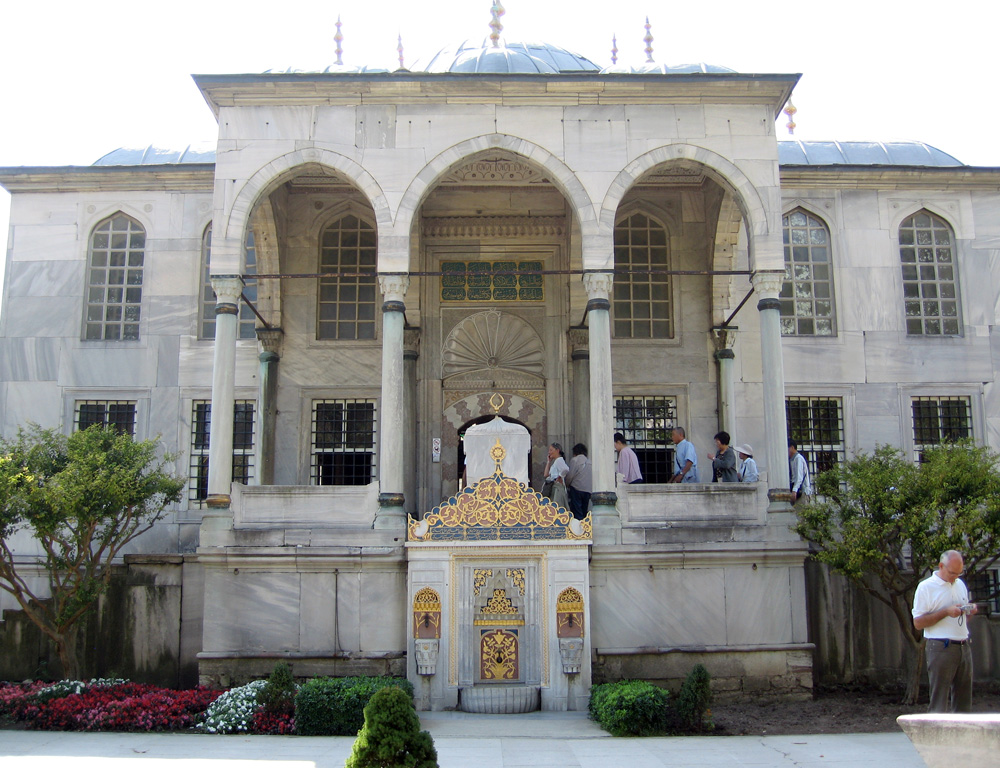
Biblioteca Enderûn
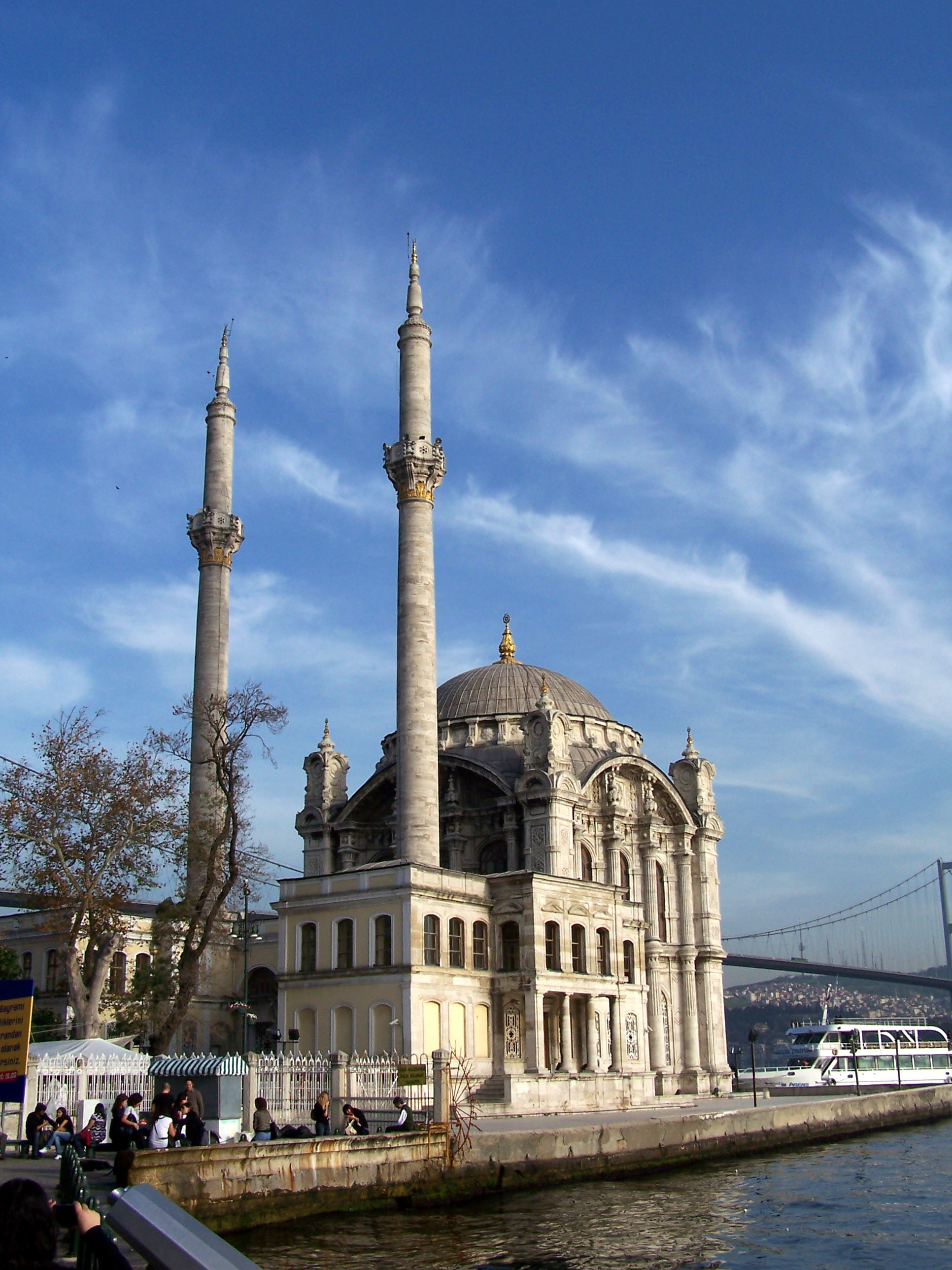
Mezquita de Ortaköy
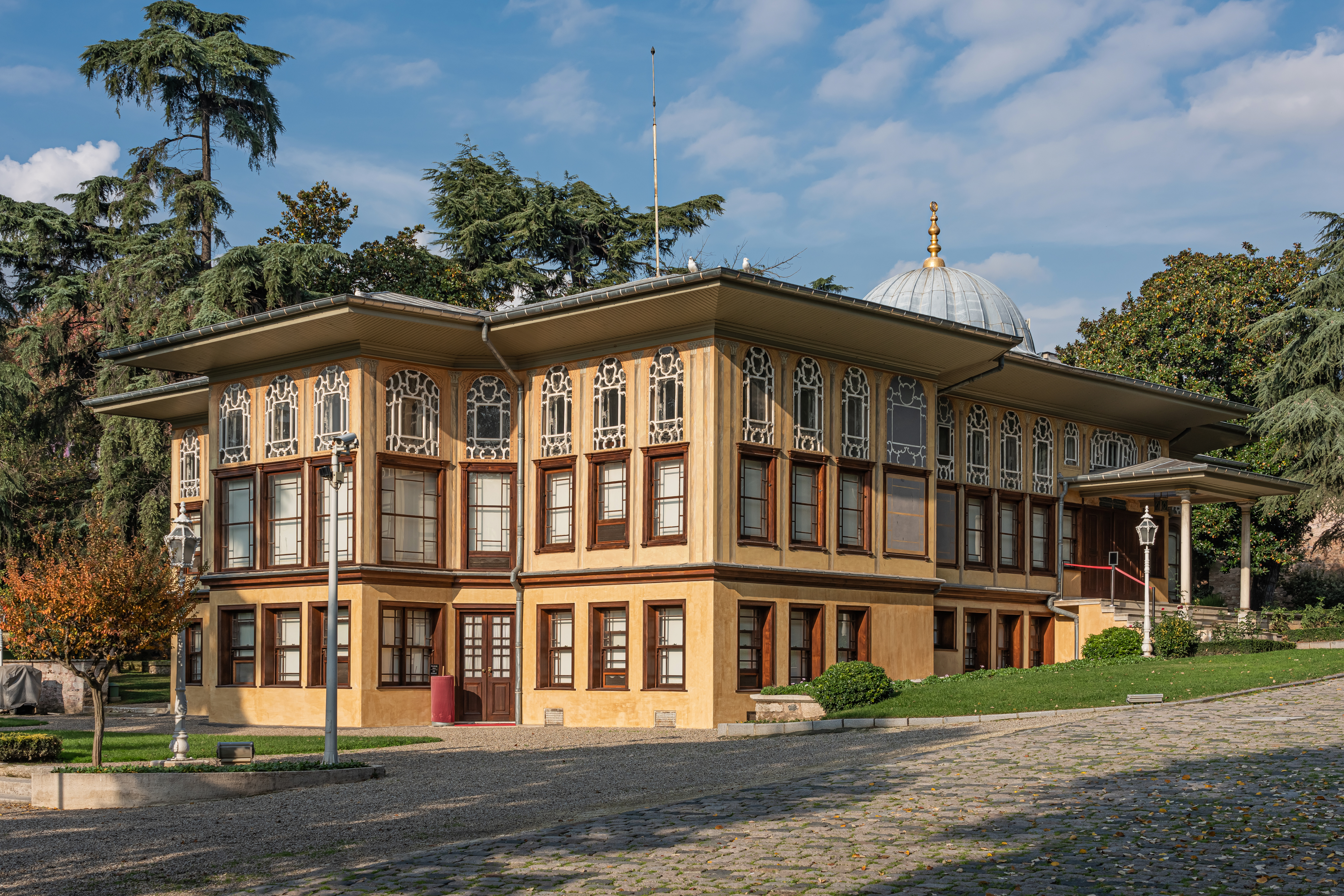
pabellón Aynalıkavak

## Periodo barroco (1757-1808)
En las edificaciones de este período predominan las líneas onduladas y curvas. Los principales ejemplos son la mezquita de Nur-u Osmaniye, la mezquita Laleli, la tumba de Fatih, Laleli Çukurçeşme Inn, Birgi Çakırağa Mansión, el cuartel Militar de Taksim y el cuartel Selimiye. El arquitecto más importante de la época fue Mimar Tahir. El edículo que albergaba la tumba de Jesús, en el Santo Sepulcro de Jerusalén, el lugar más sagrado de la cristiandad, también fue reconstruido en 1810 en estilo barroco otomano.

Periodo barroco (1757-1808)
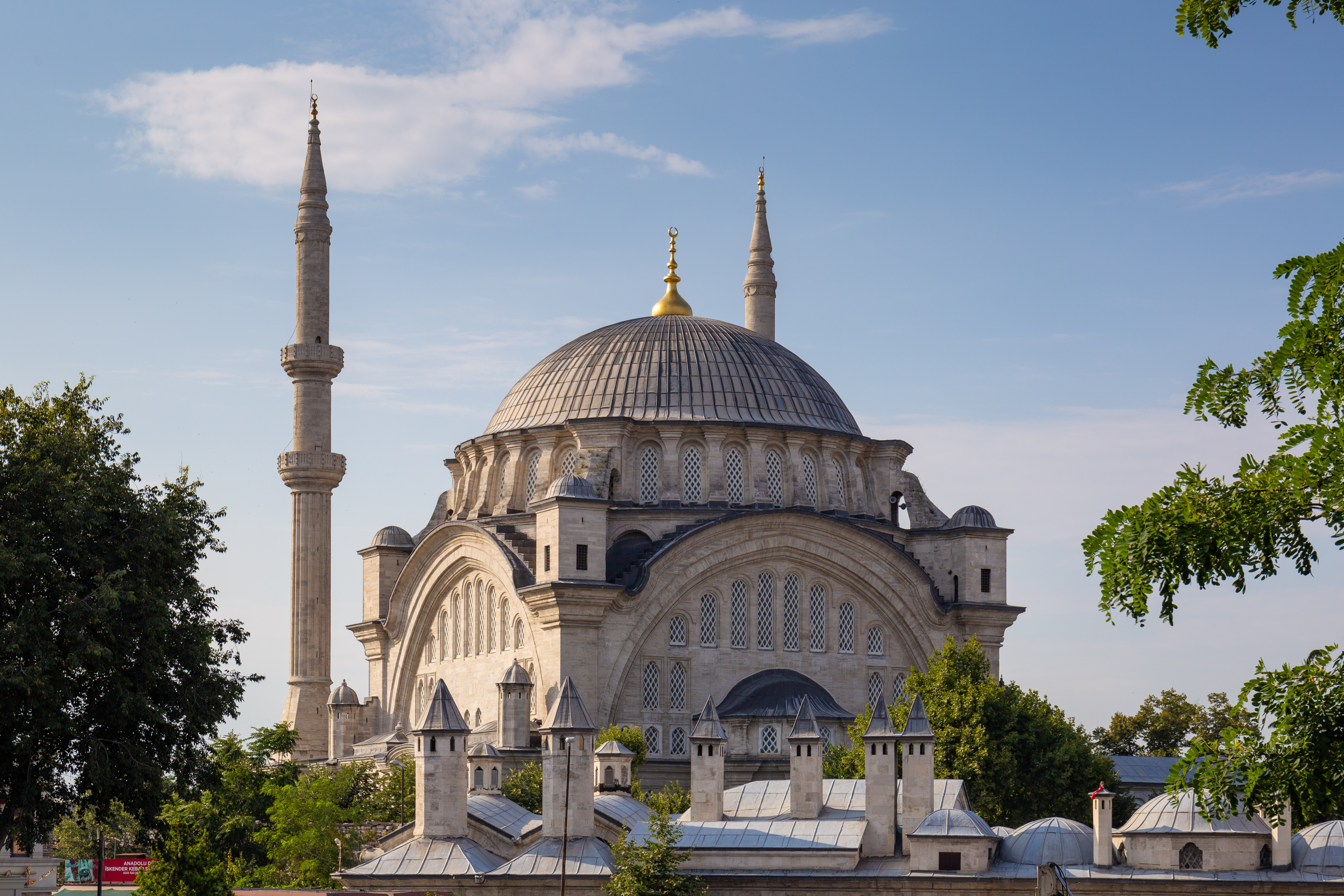
Mezquita Nuruosmaniye
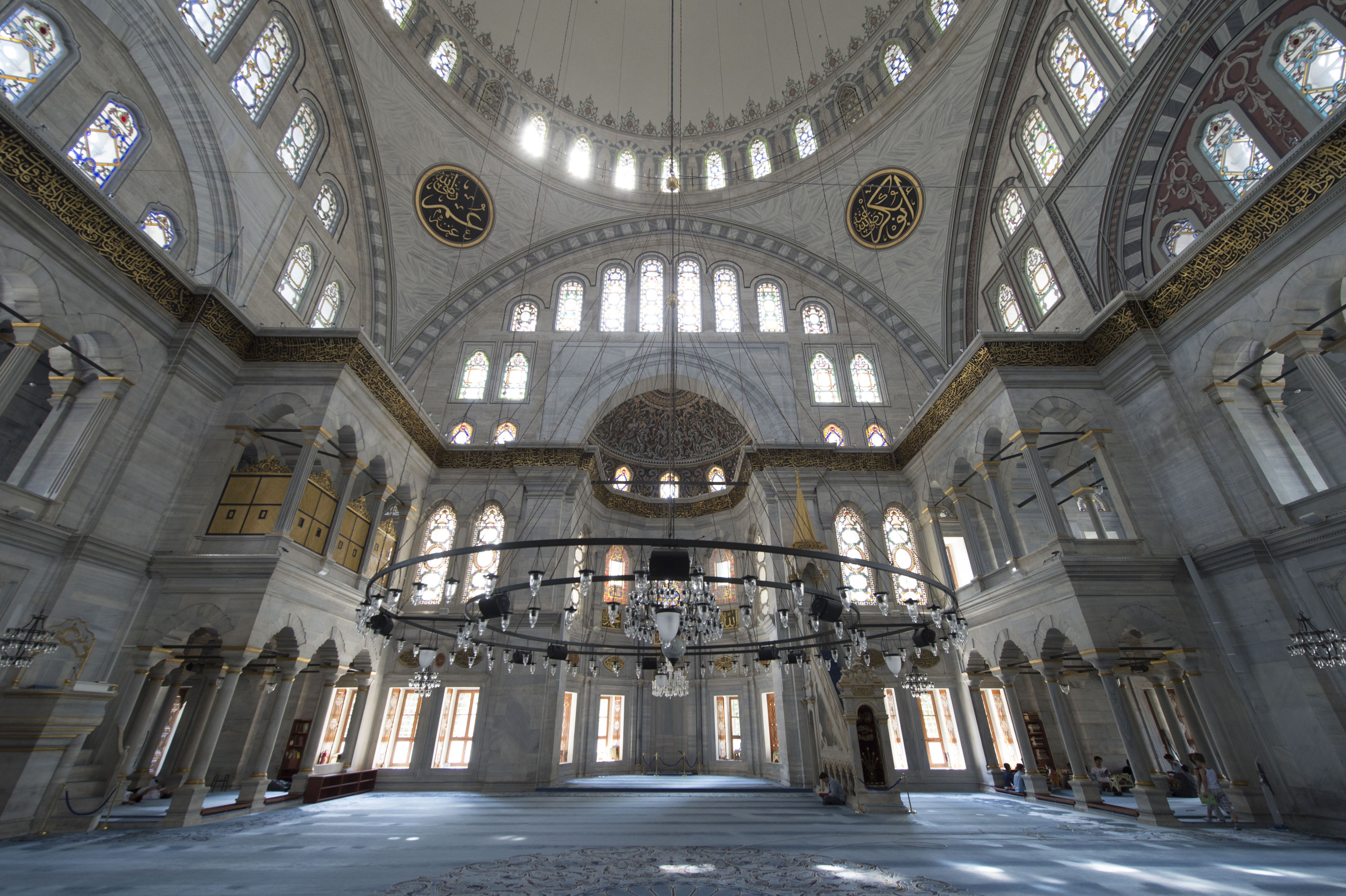
Interior mezquita Nuruosmaniye
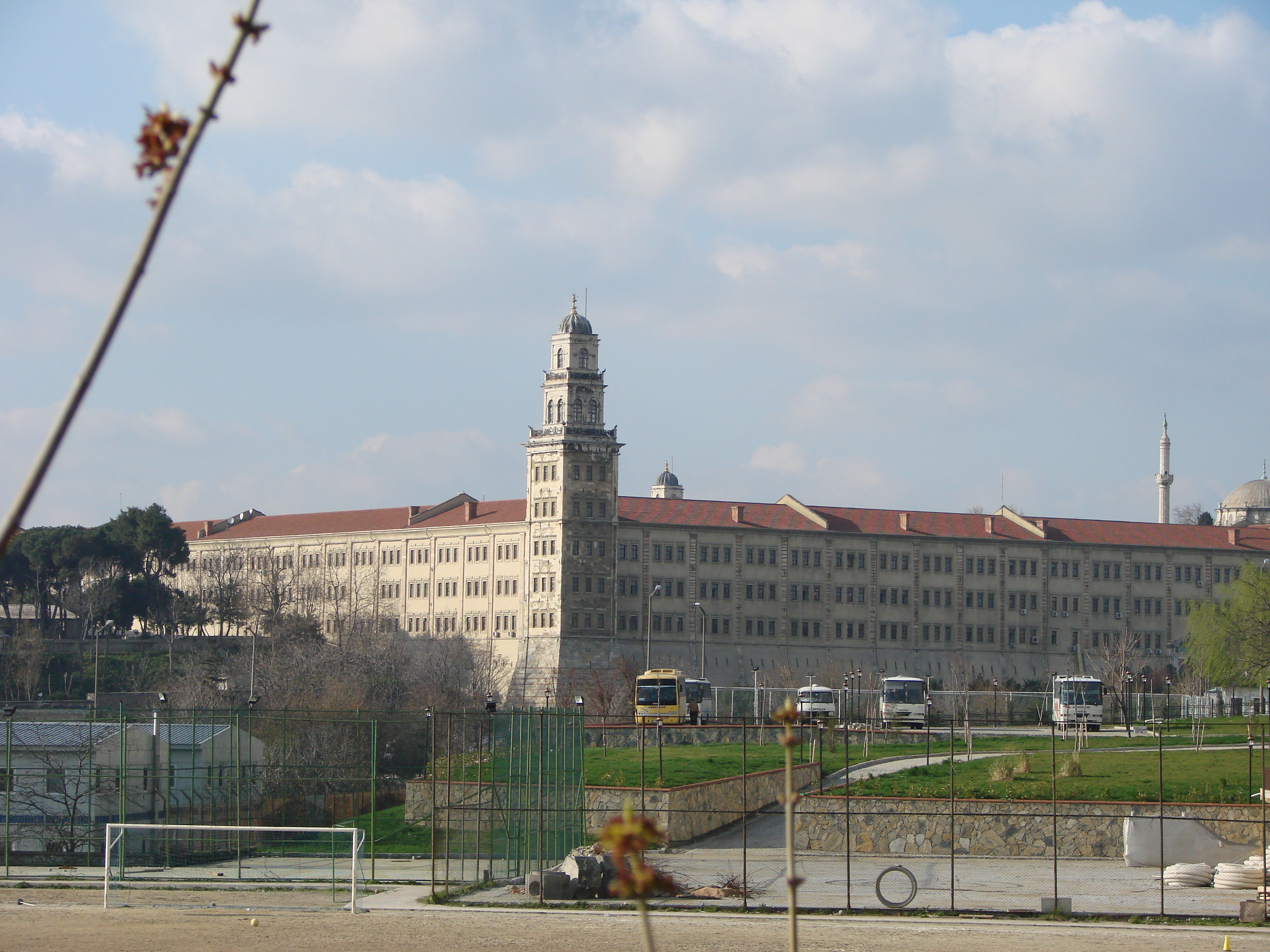
Cuartel Selimiye
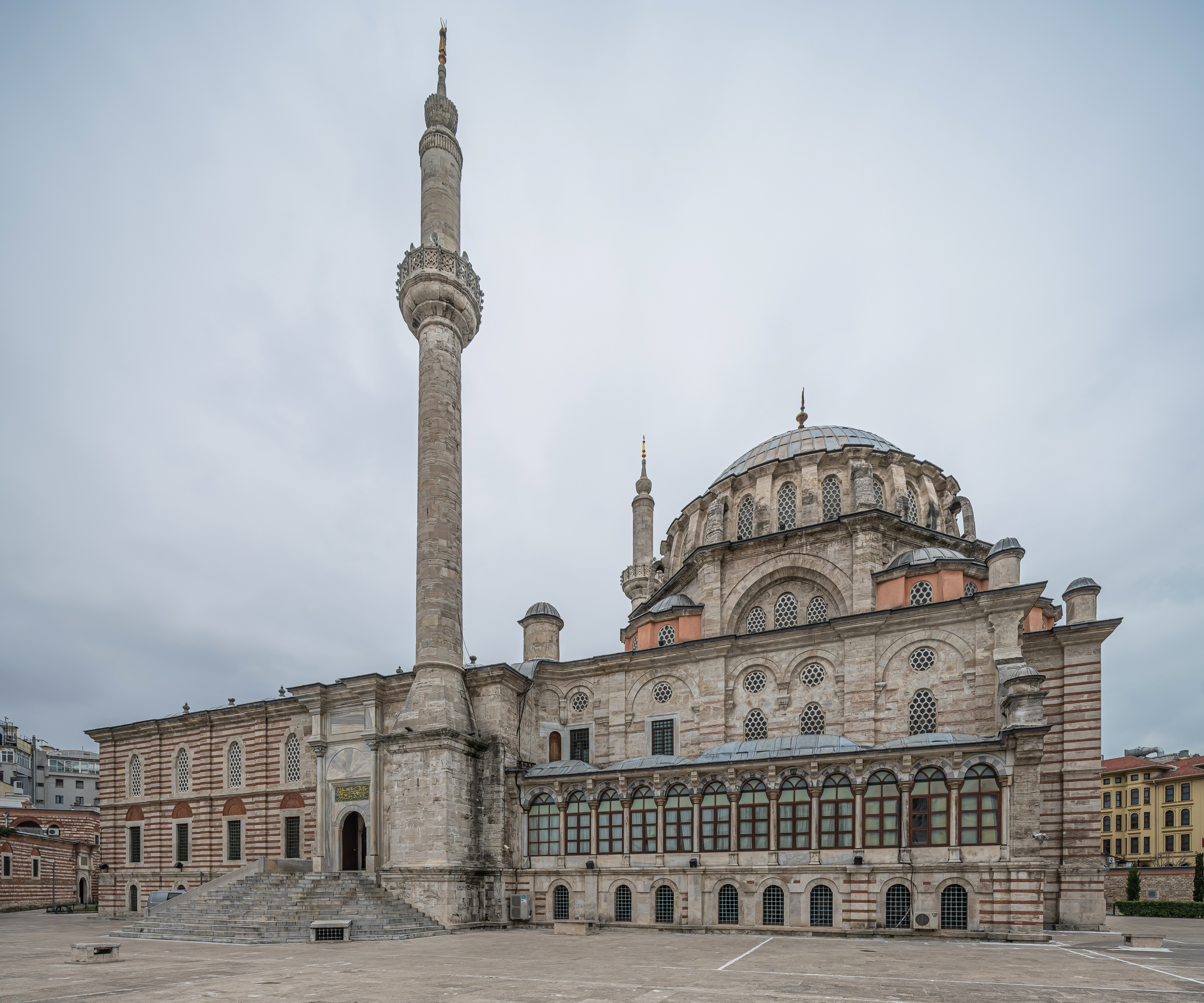
Mezquita Laleli
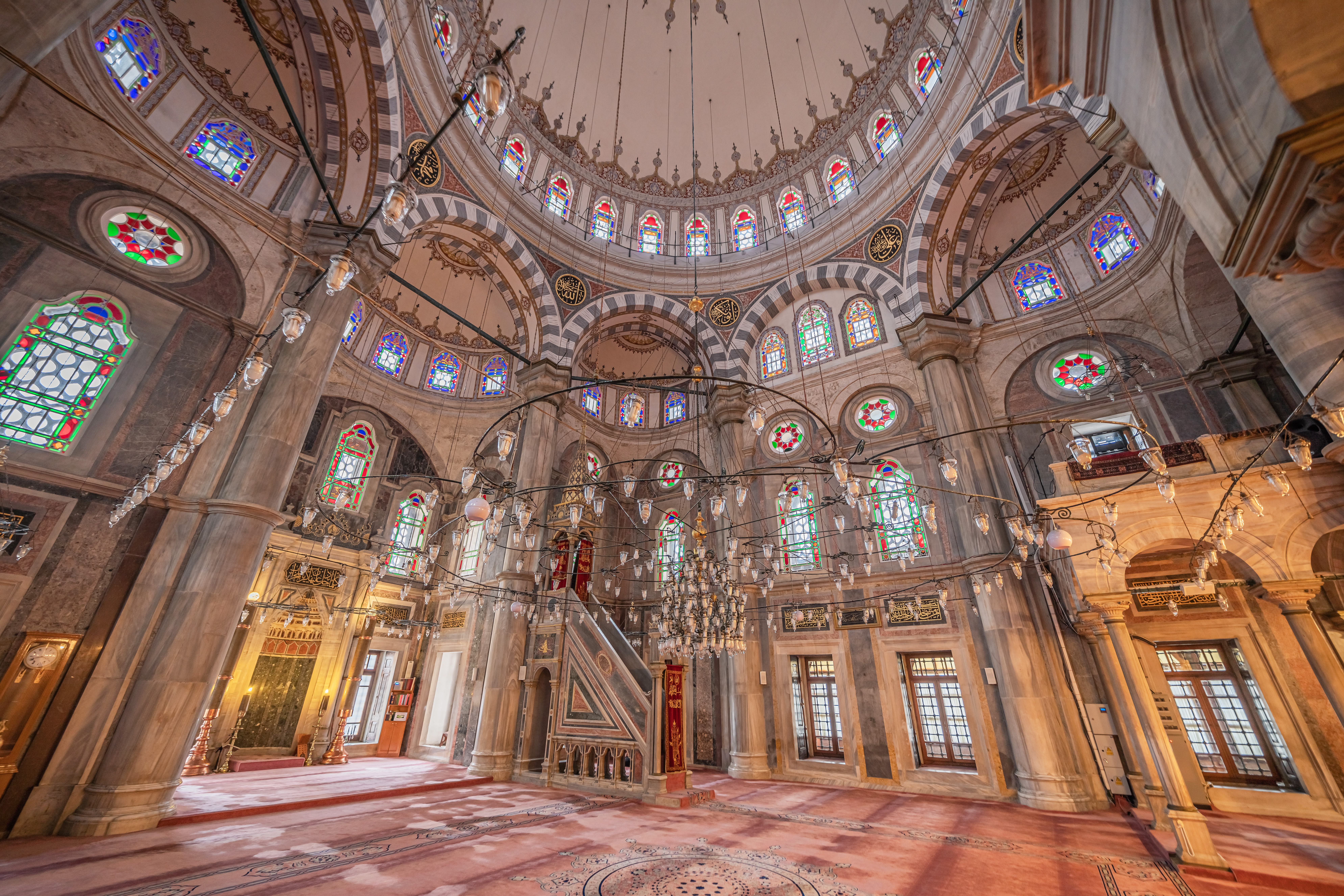
Interior mezquita Laleli

## Periodo Imperio (1808-1876)
Este estilo se desarrolló en paralelo con el proceso de occidentalización y son ejemplos importantes la mezquita Nusretiye, la mezquita de Ortaköy (1853-1854), la tumba del Sultán Mahmut (1839-1840), la Galata Logia de Mevlevi Derviches, el palacio Dolmabahçe  (1842-1853), el palacio de Çırağan (1863-1872), el palacio de Beylerbeyi (1861-1865), Sadullah Pasha Yalı y el cuartel Kuleli. Los arquitectos más destacados fueron algunos miembros de la familia Balyan y los hermanos Fossati.

Periodo Imperio (1808-1876)
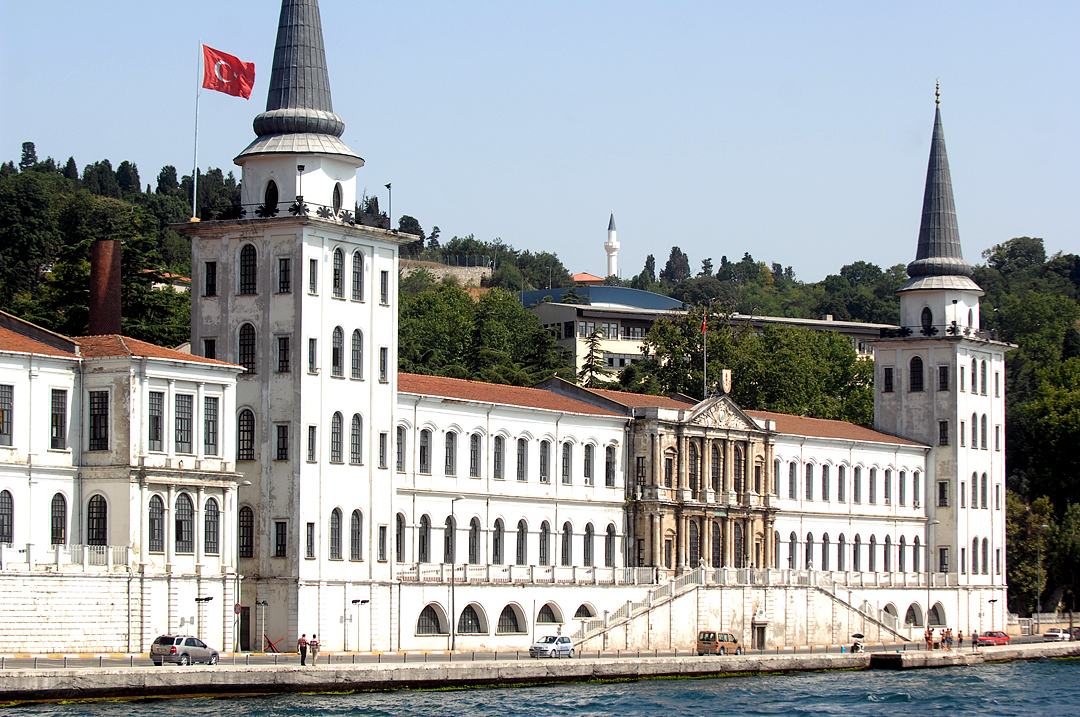
Escuela Militar Superior de Kuleli (1843-1845)
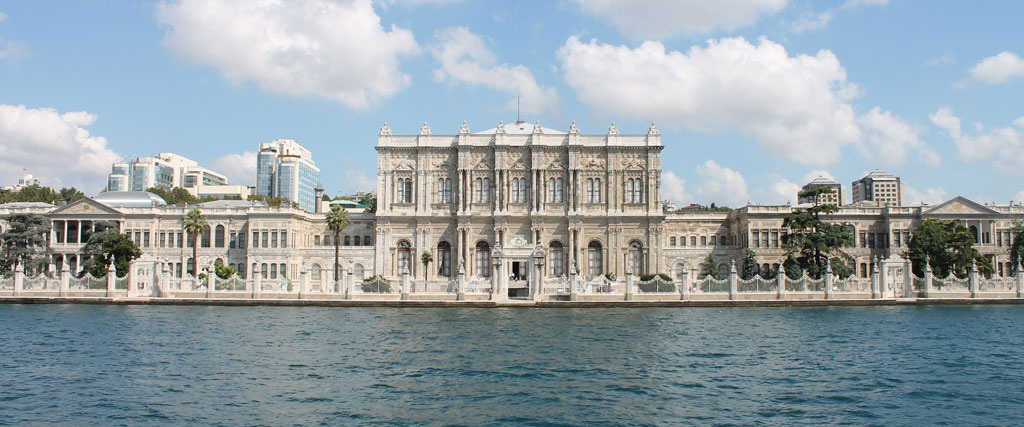
Palacio Dolmabahçe (1842-1853)
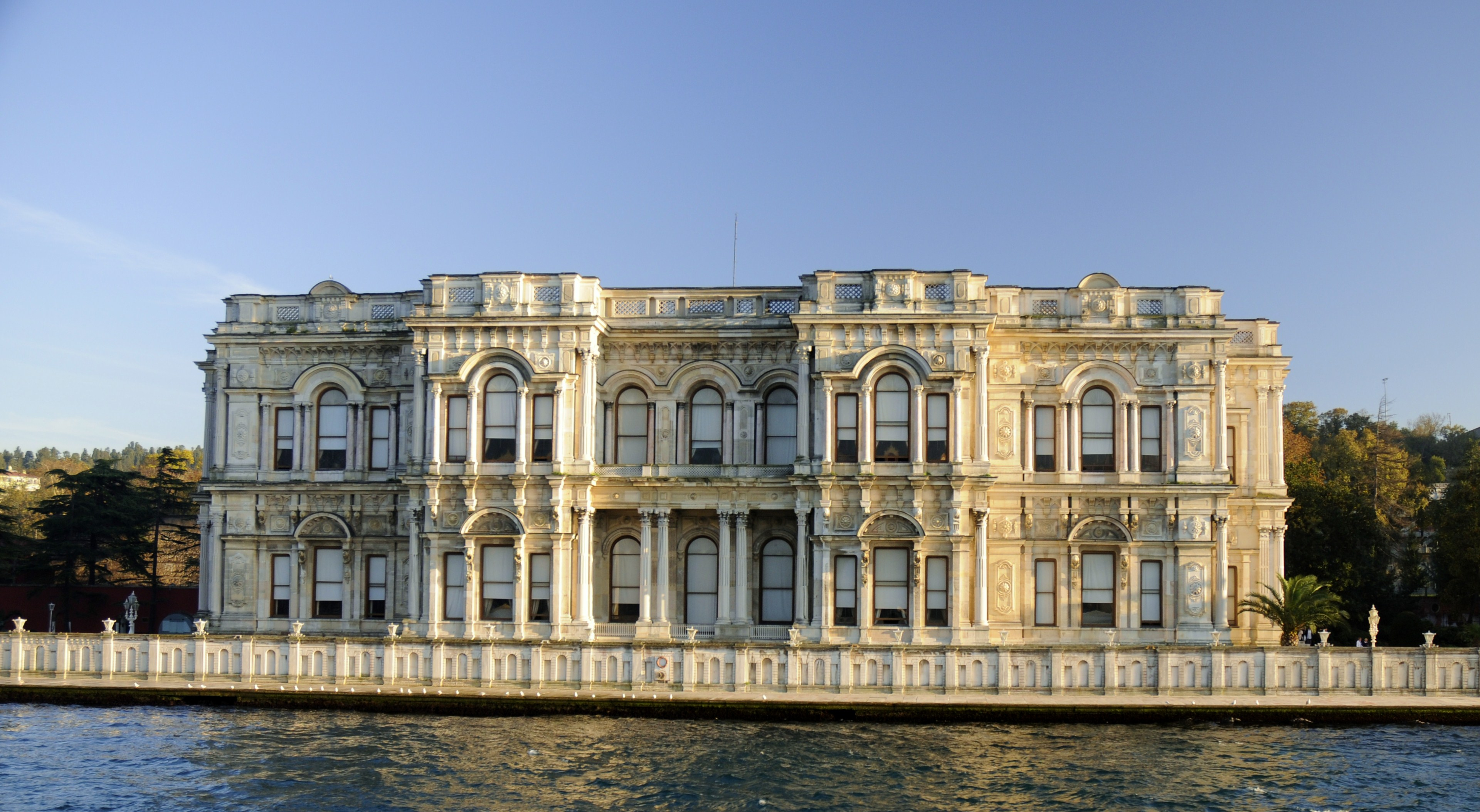
Palacio Beylerbeyi (1861-1865)
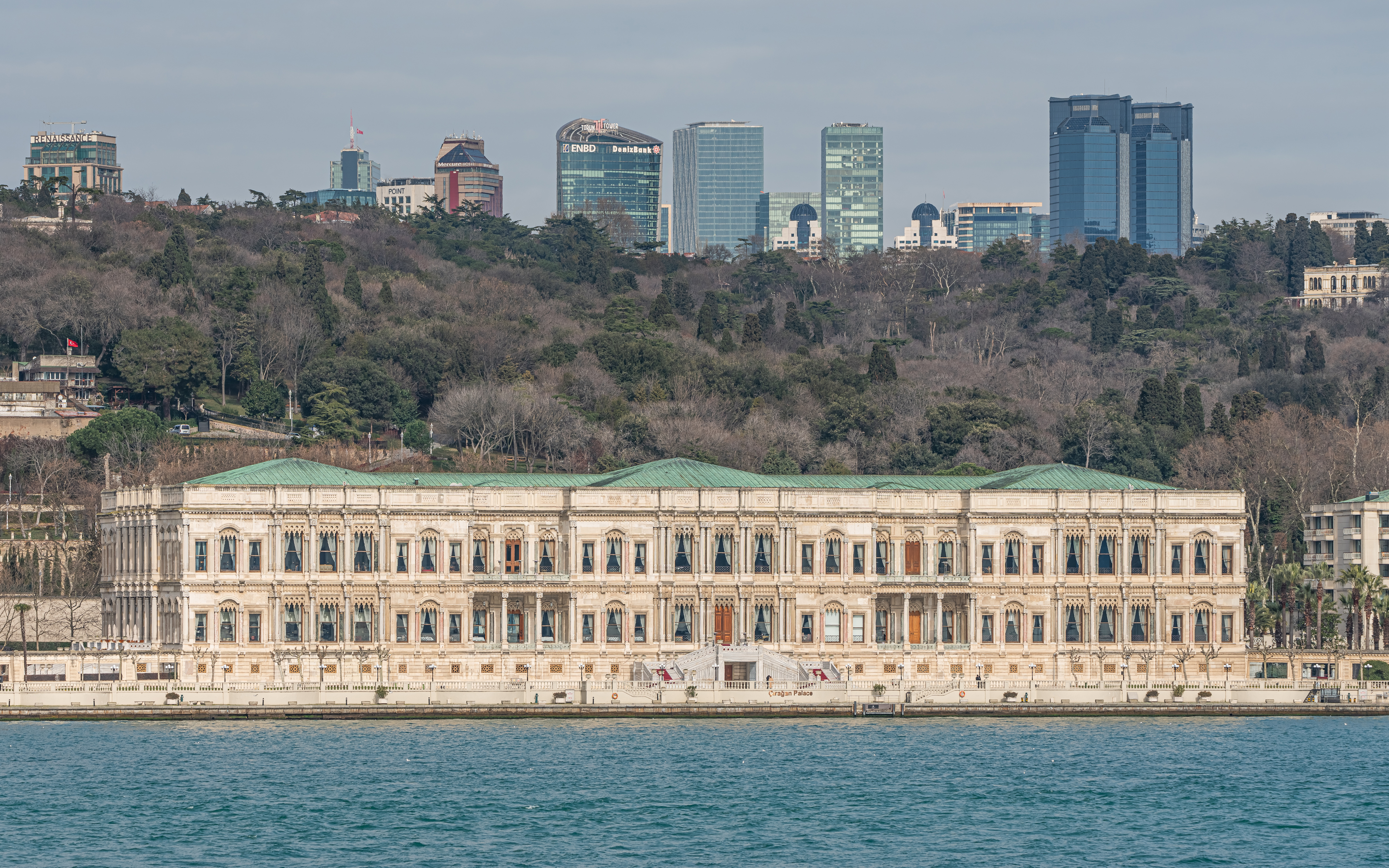
Palacio de Çırağan (1863-1872)

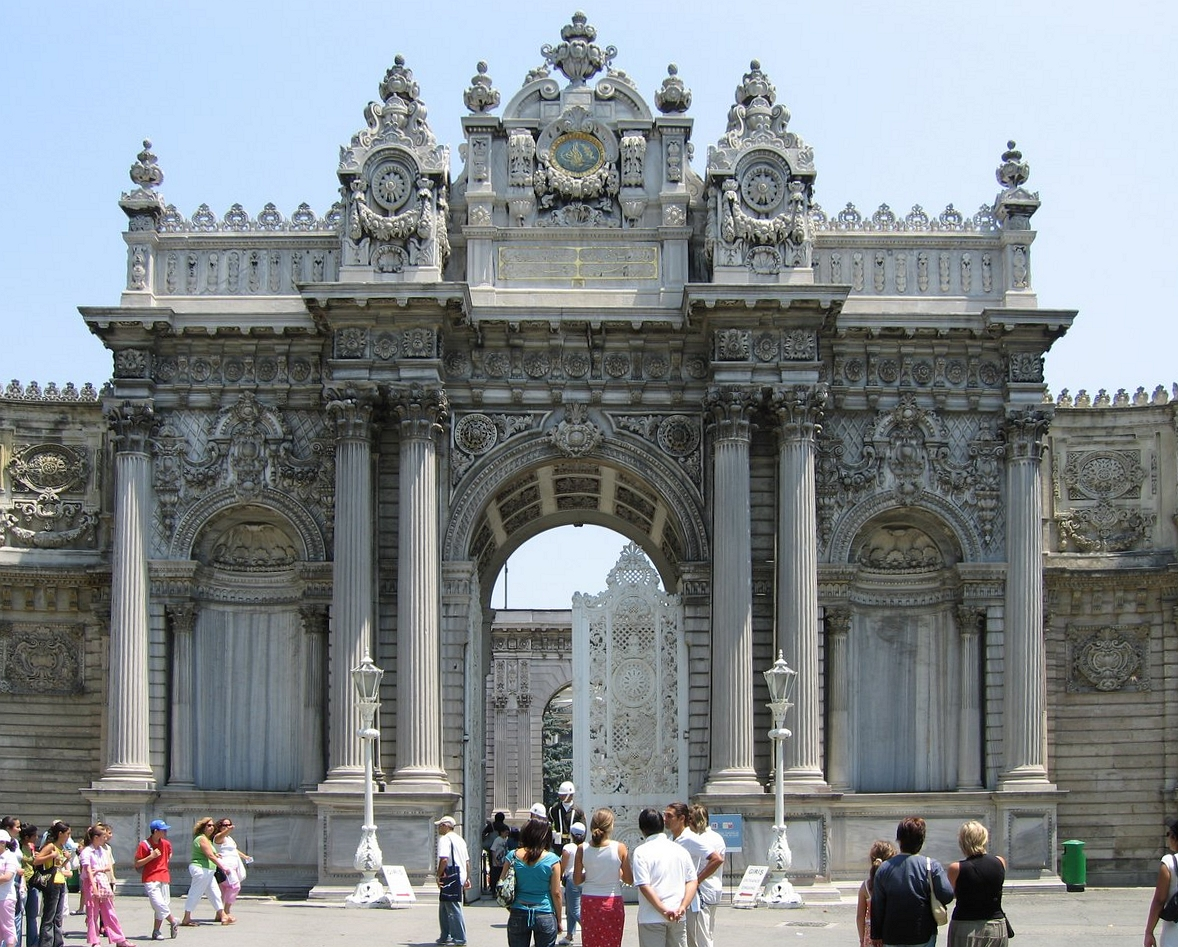
Puerta del Sultán del palacio Dolmabahçe
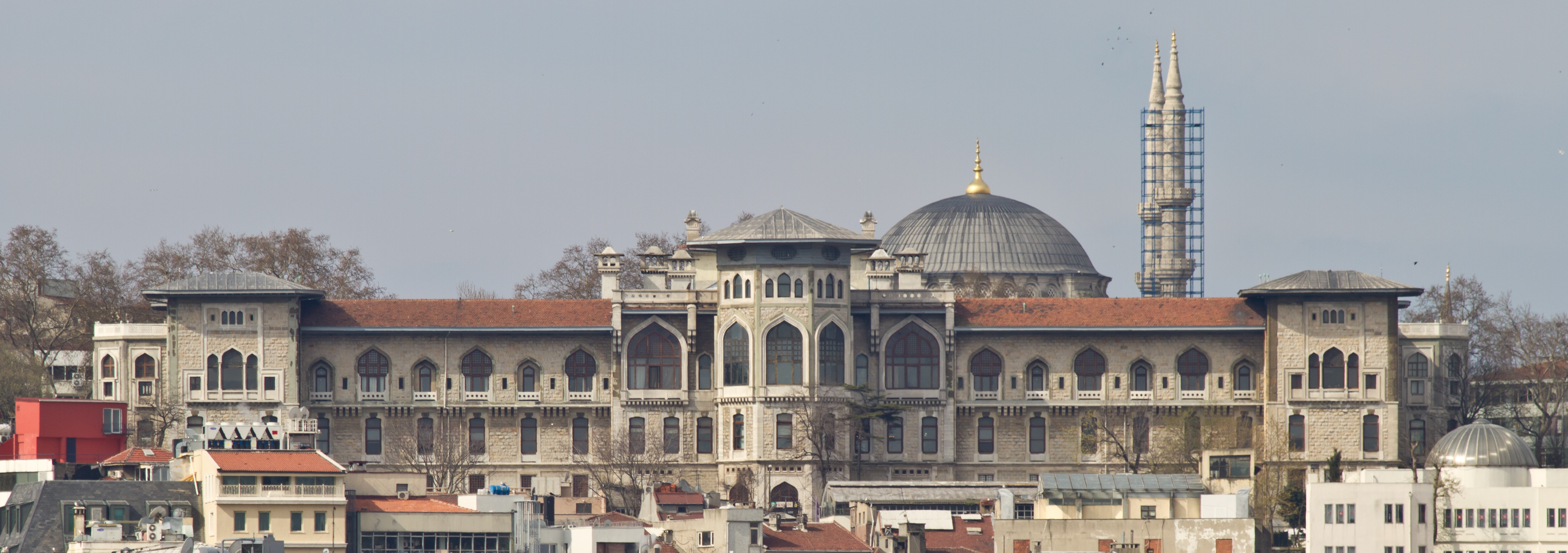
Istanbul Erkek Lisesi (1882-1890)
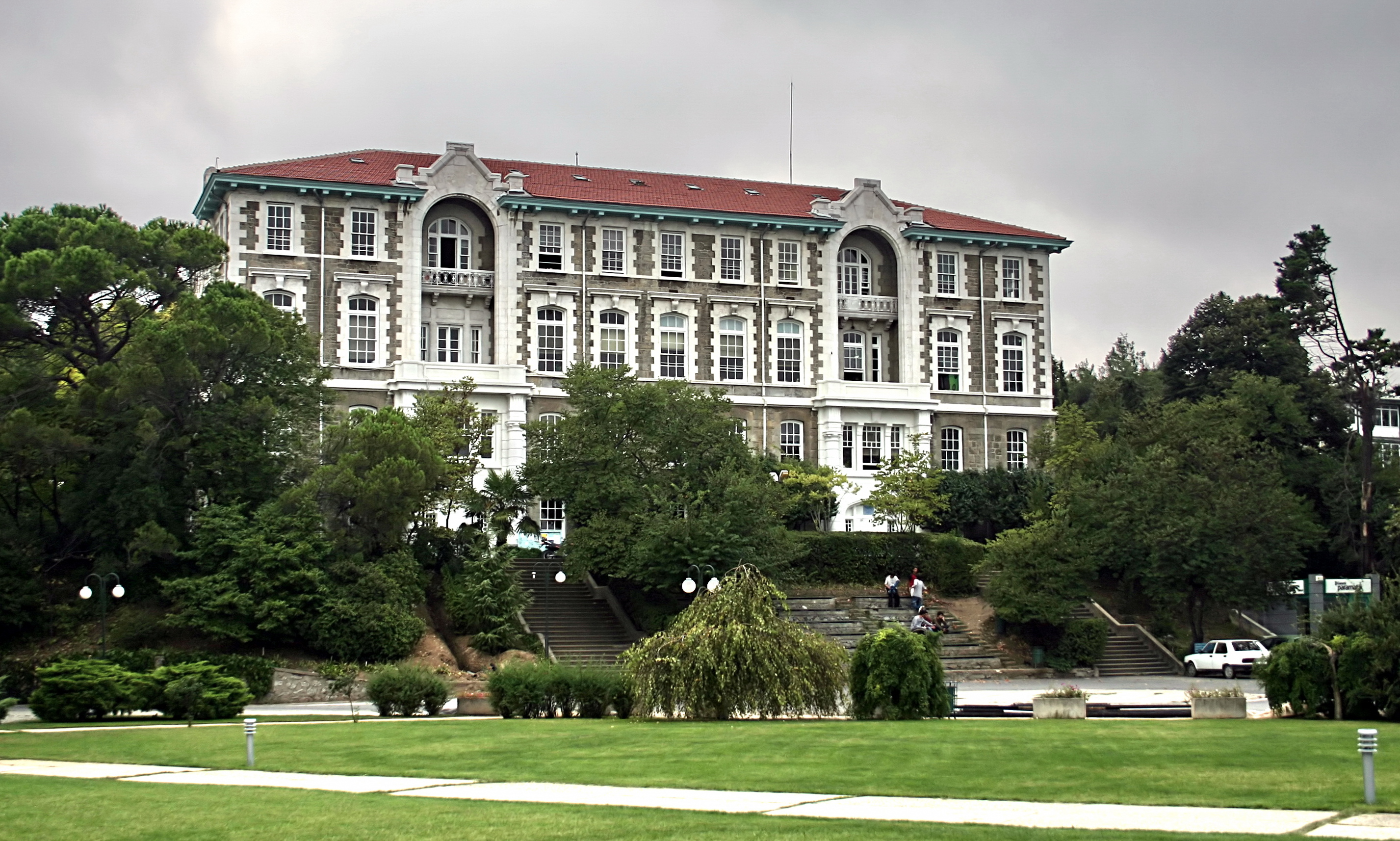
Universidad del Bósforo
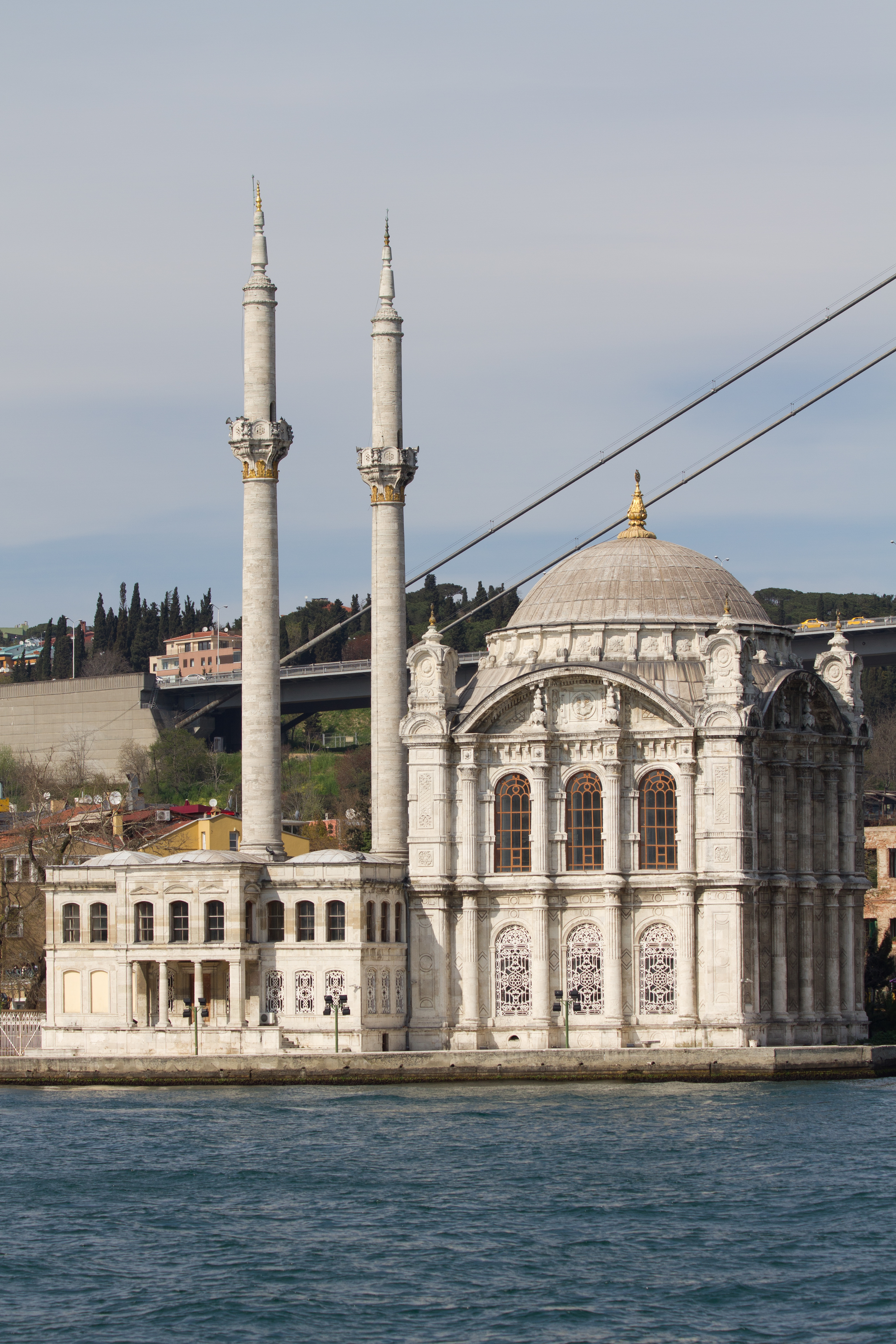
Mezquita de Ortaköy (1853-1854)
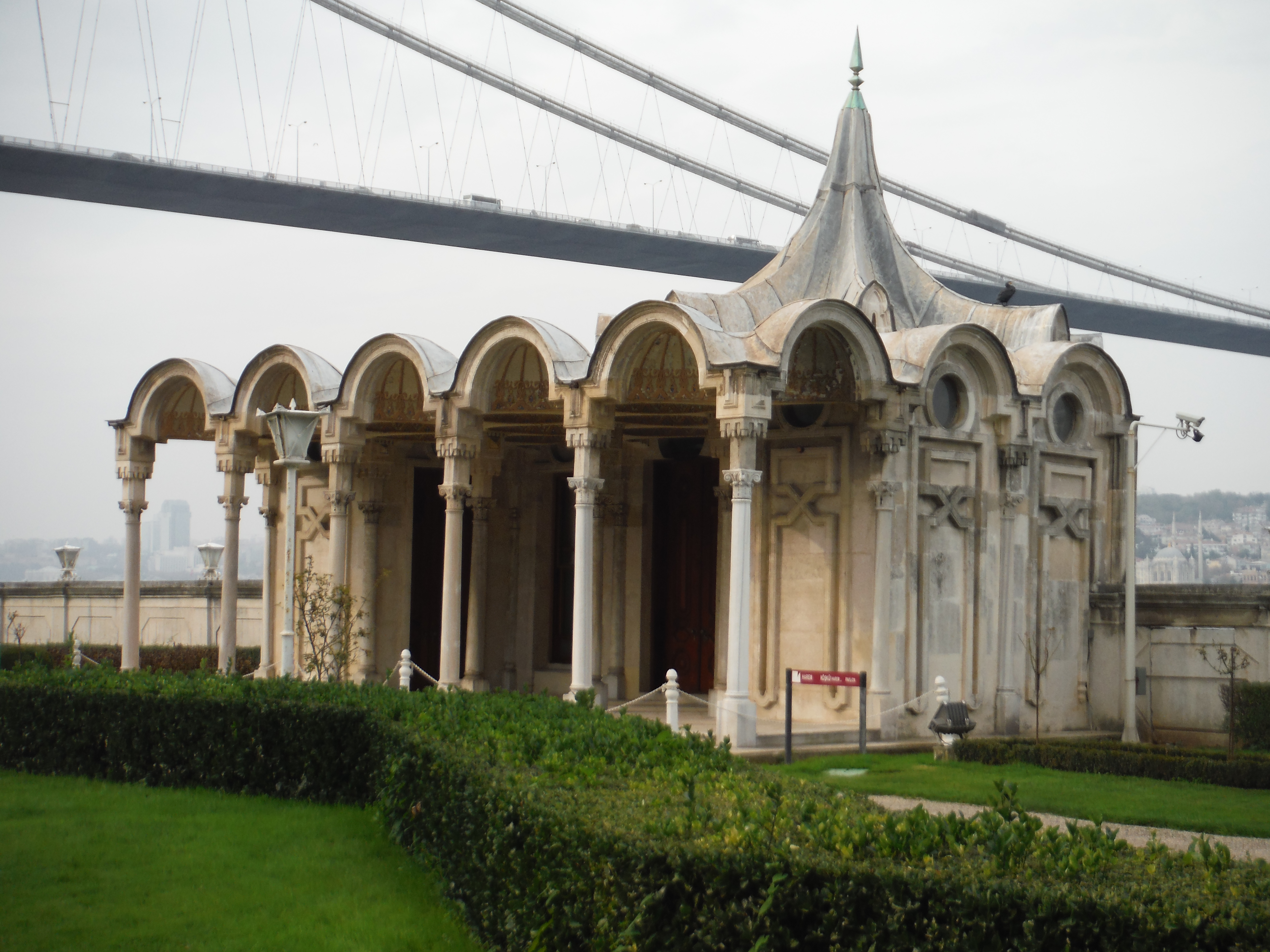
Palacio Beylerbeyi

Interiores del periodo Imperio
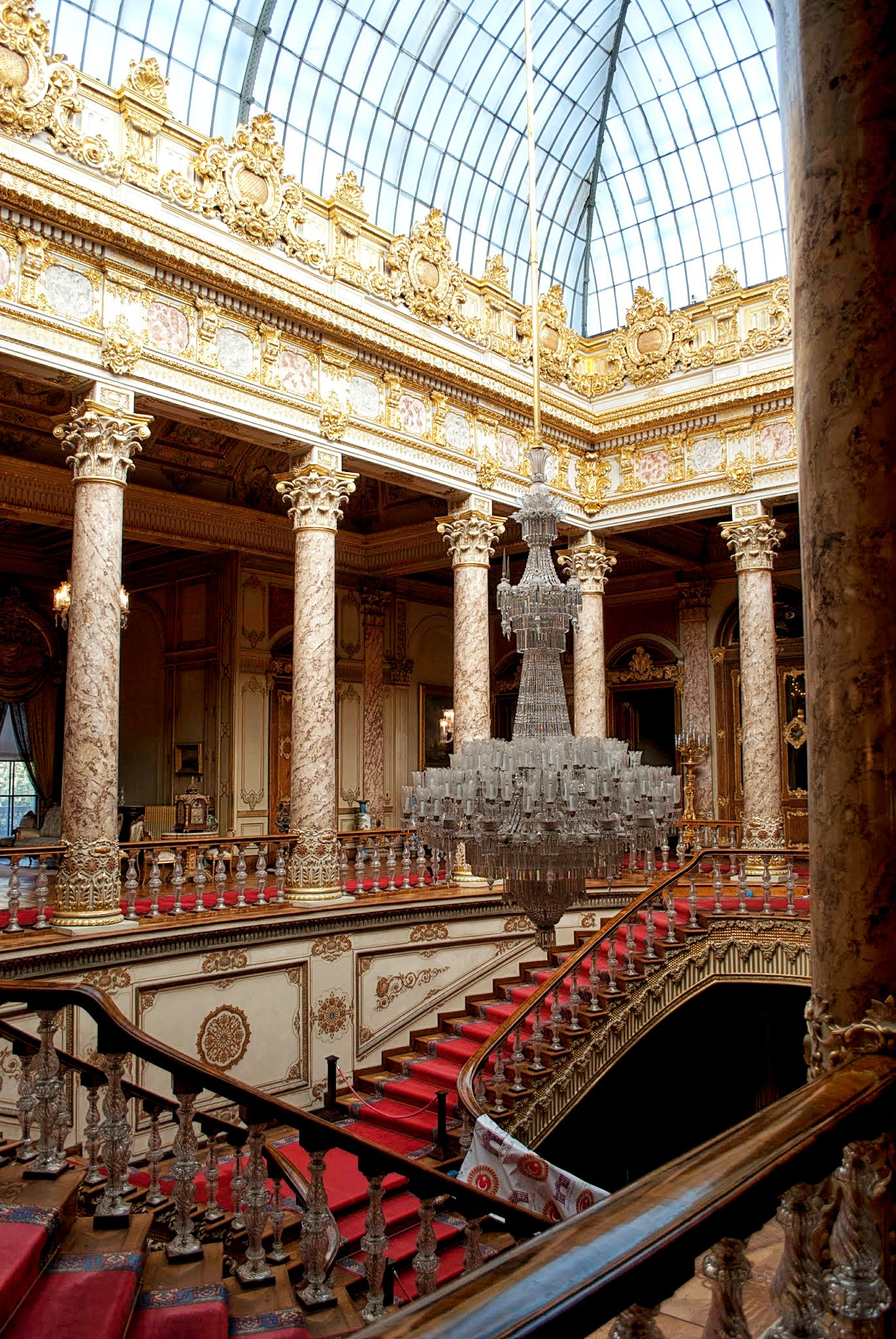
Palacio Dolmabahçe
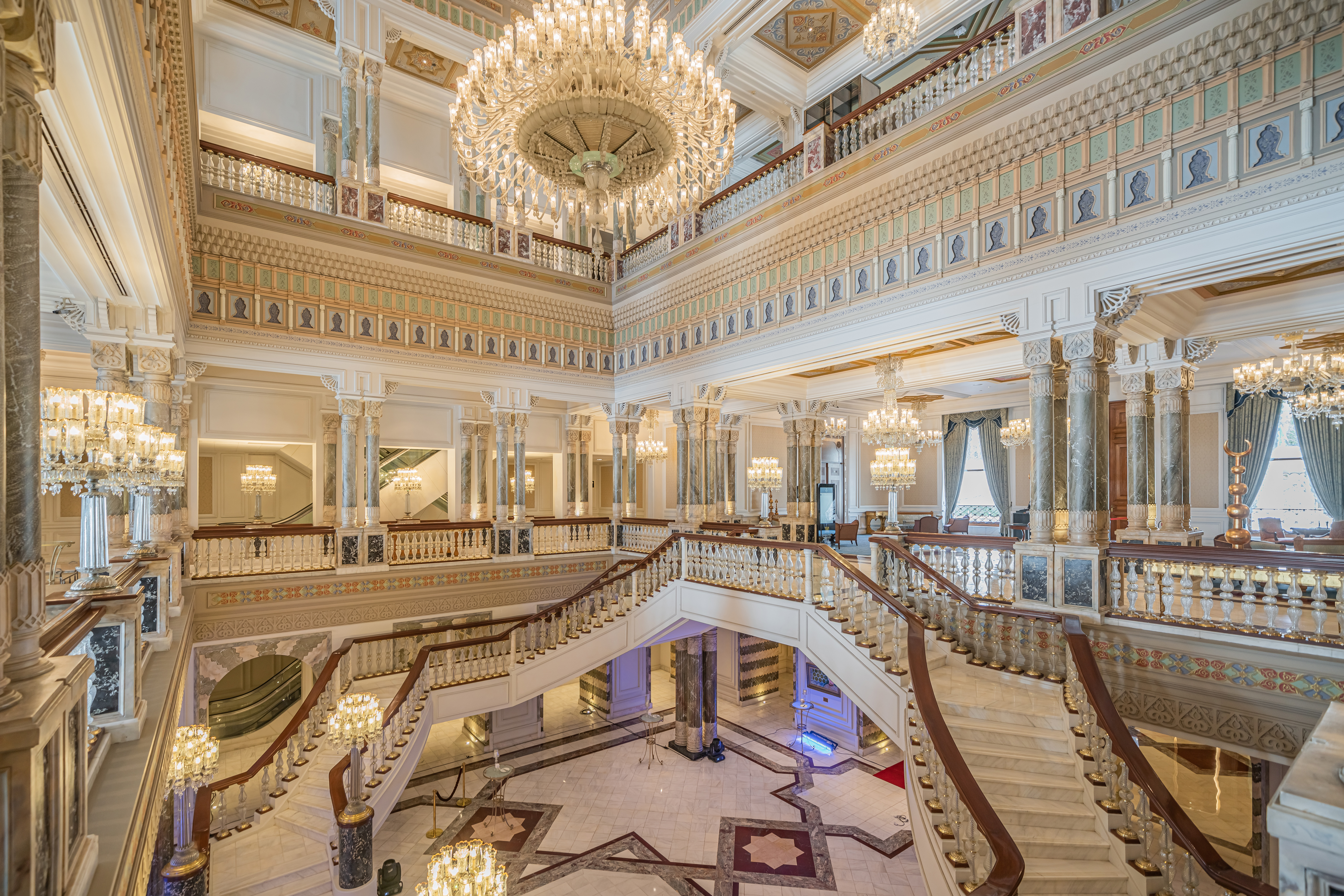
Palacio de Çırağan
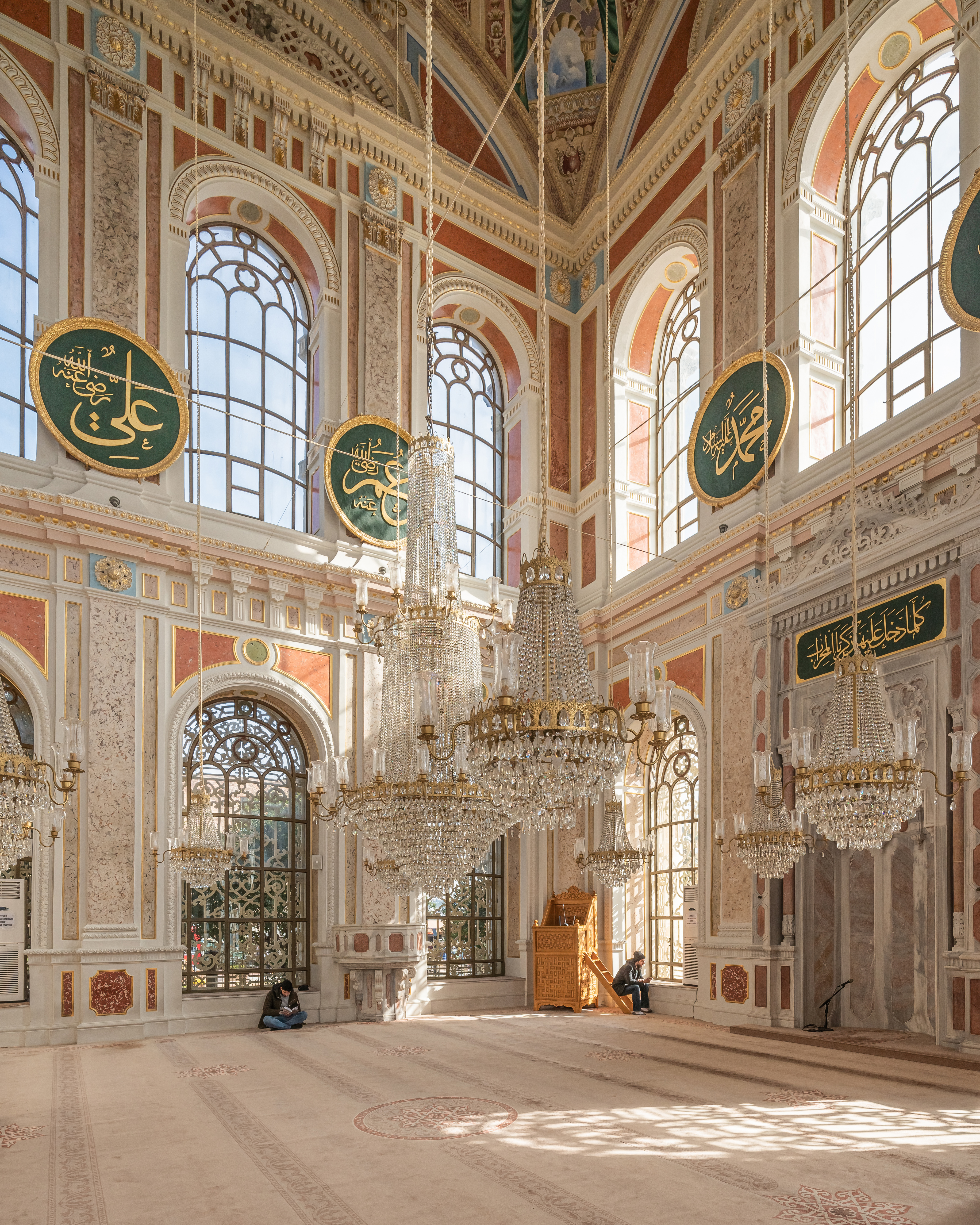
Mezquita de Ortaköy
Palacio Beylerbeyi
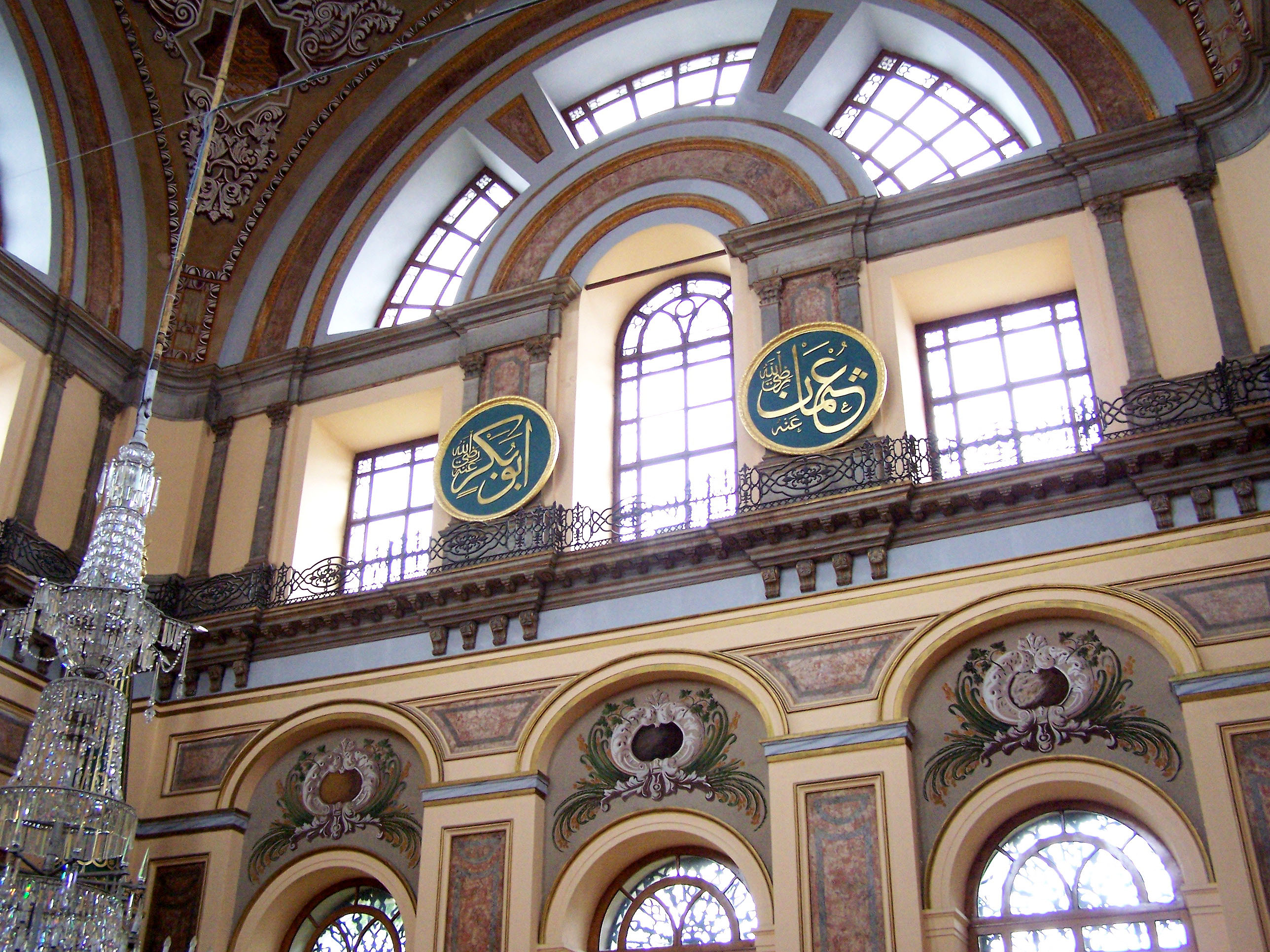
Interior de la  mezquita de Dolmabahçe

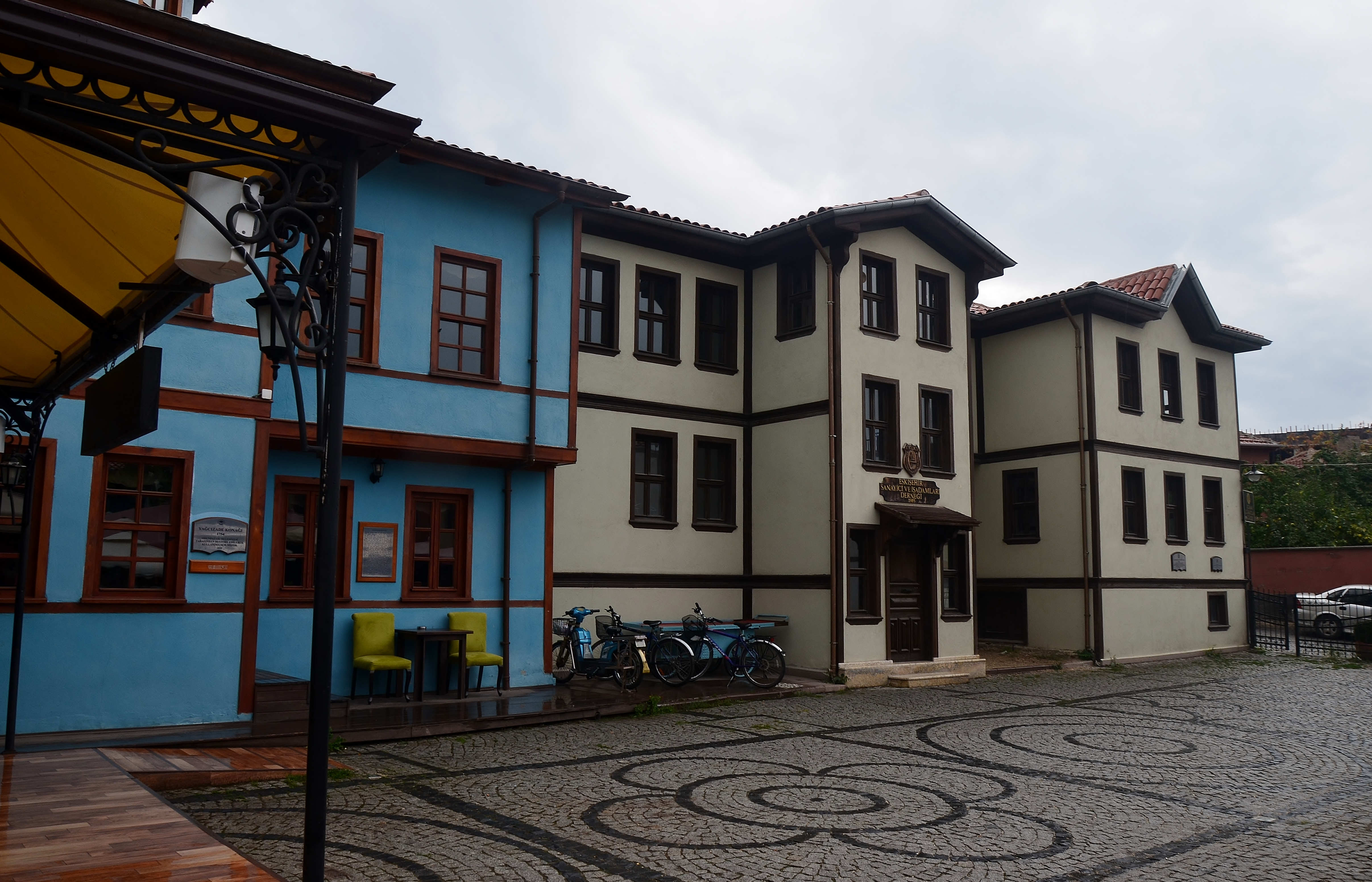
Distrito de Odunpazarı en Eskişehir, ejemplo de arquitectura civil
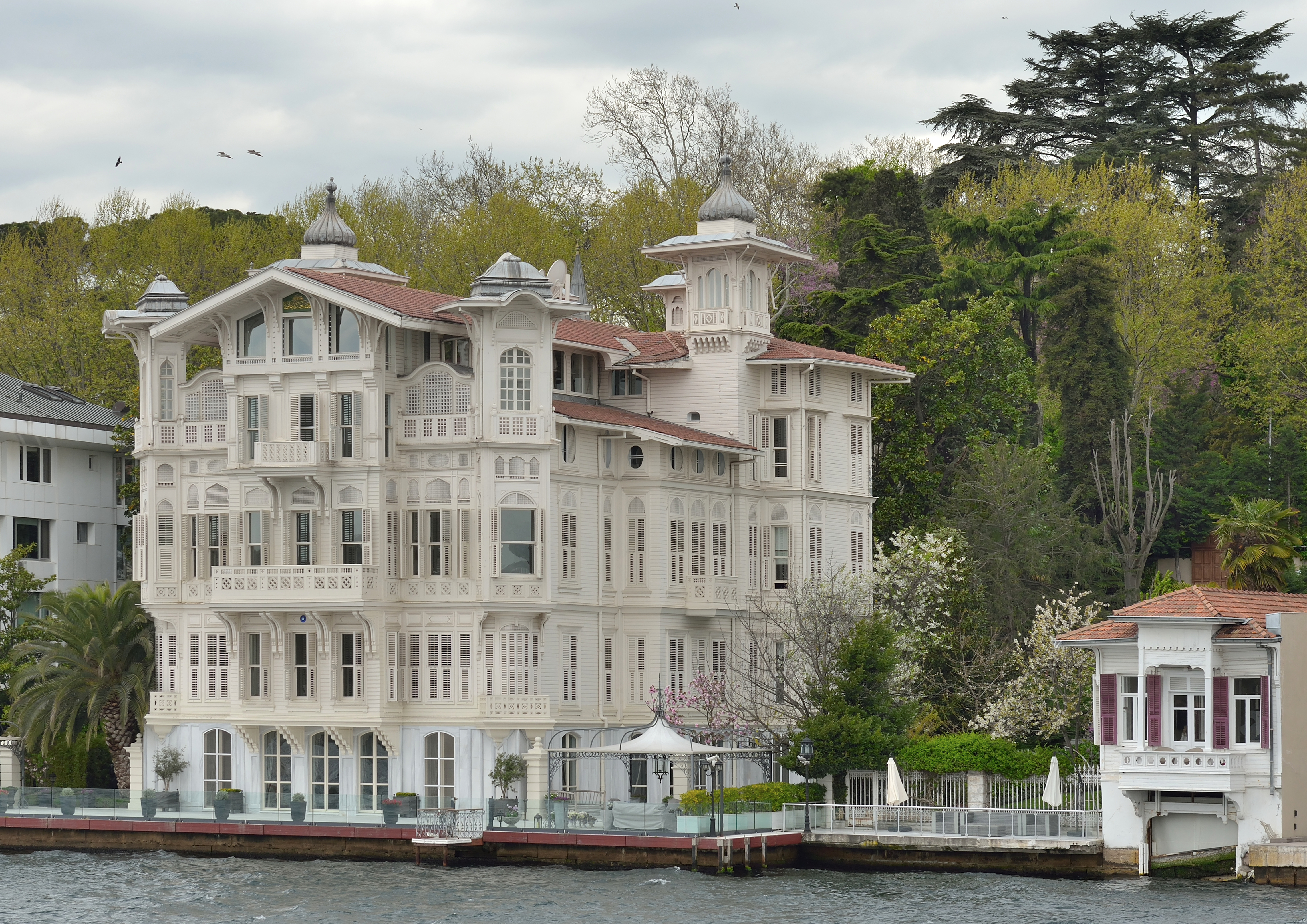
Yalı (residencia en primera línea de costa) en el Bósforo
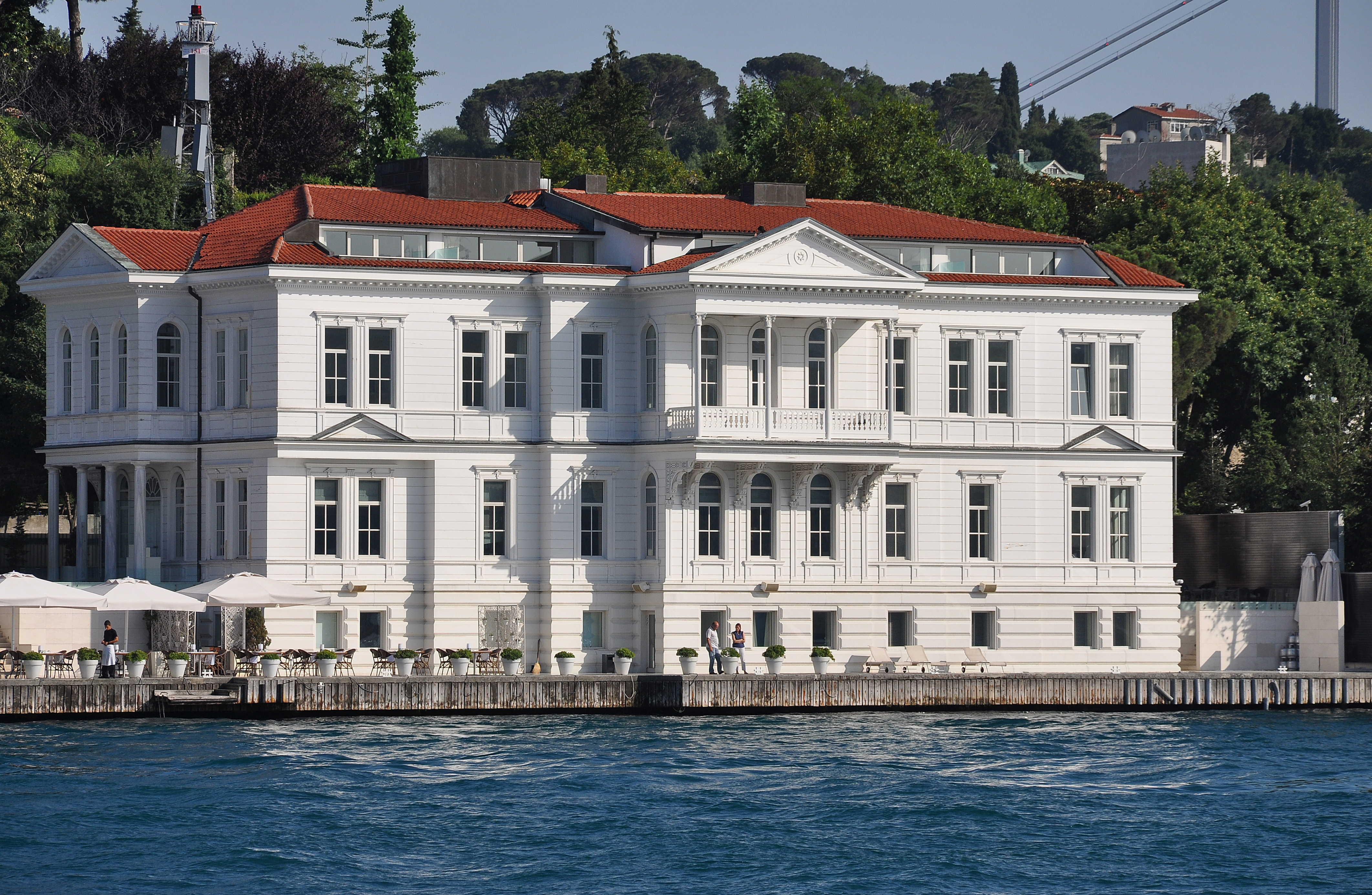
Yalı en el Bósforo
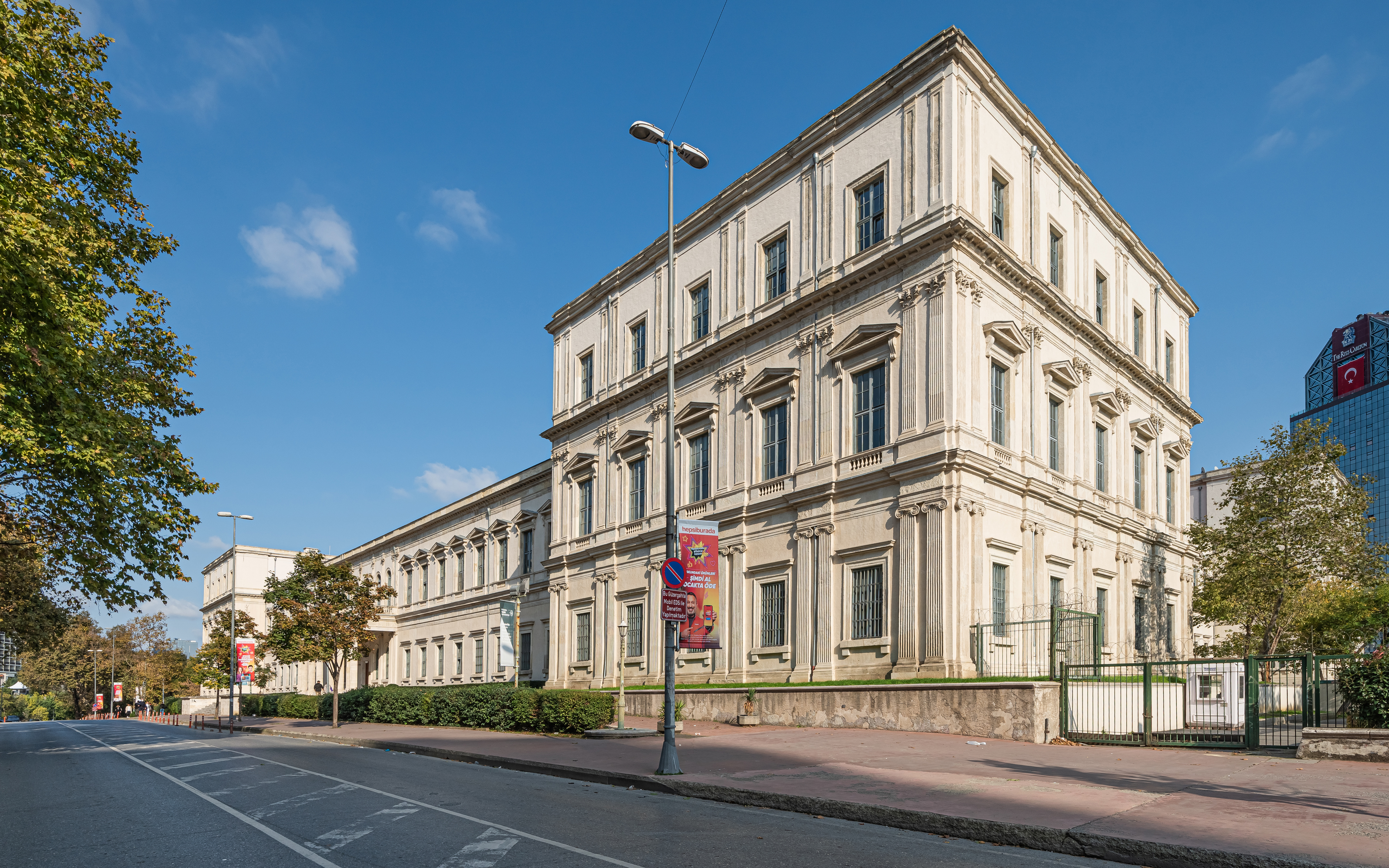
Universidad Politécnica de Estambul
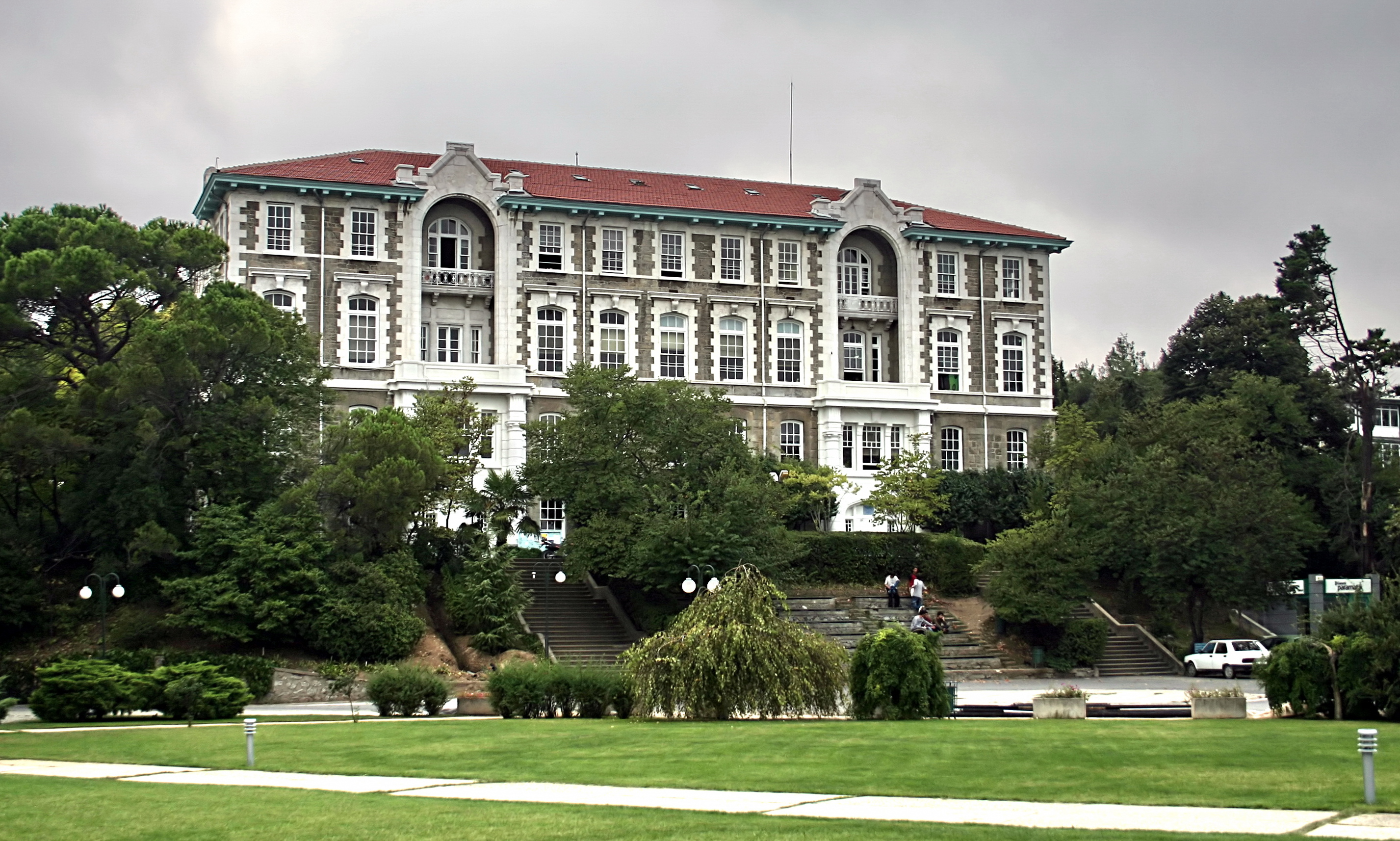
Universidad del Bósforo
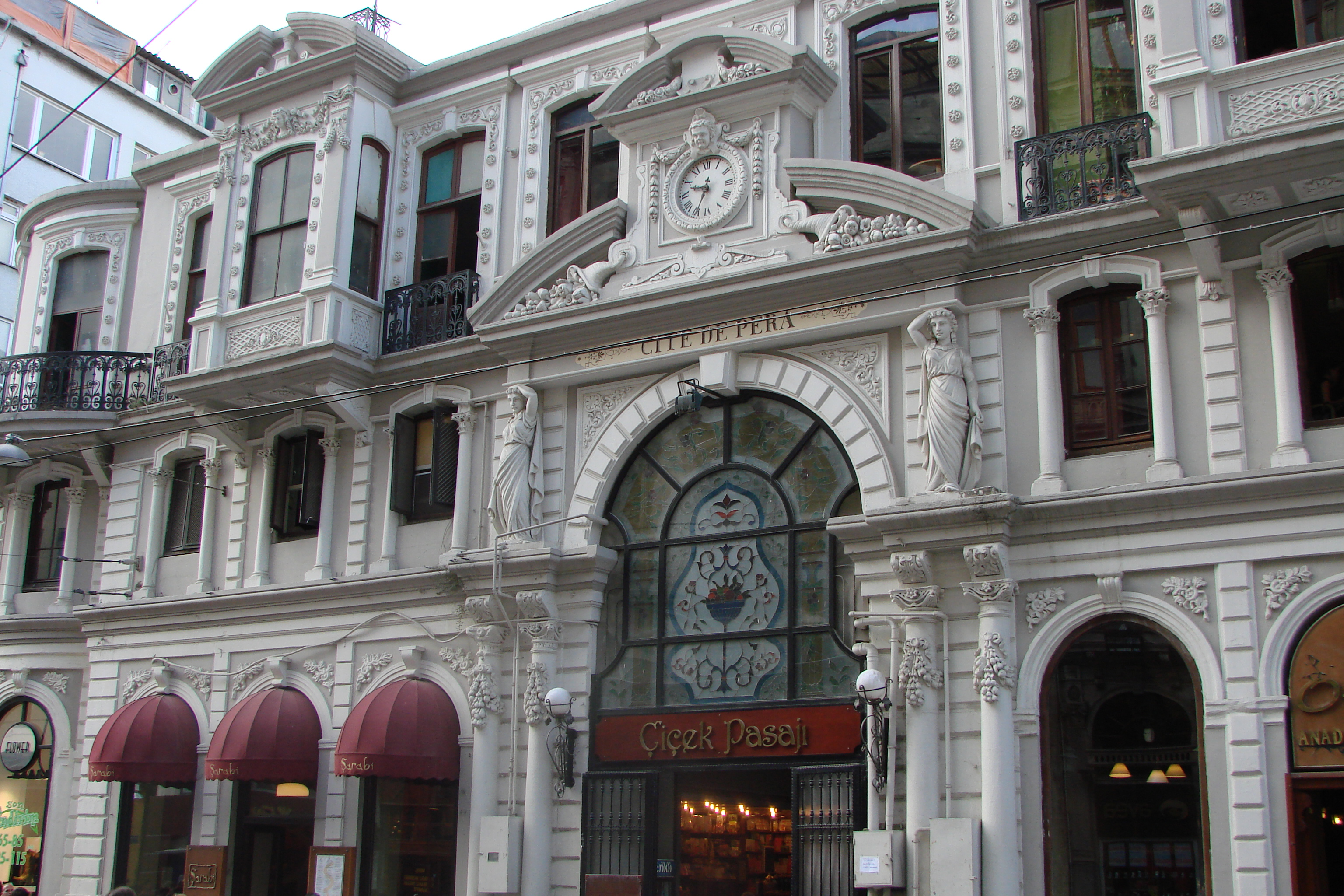
Çiçek Pasajı
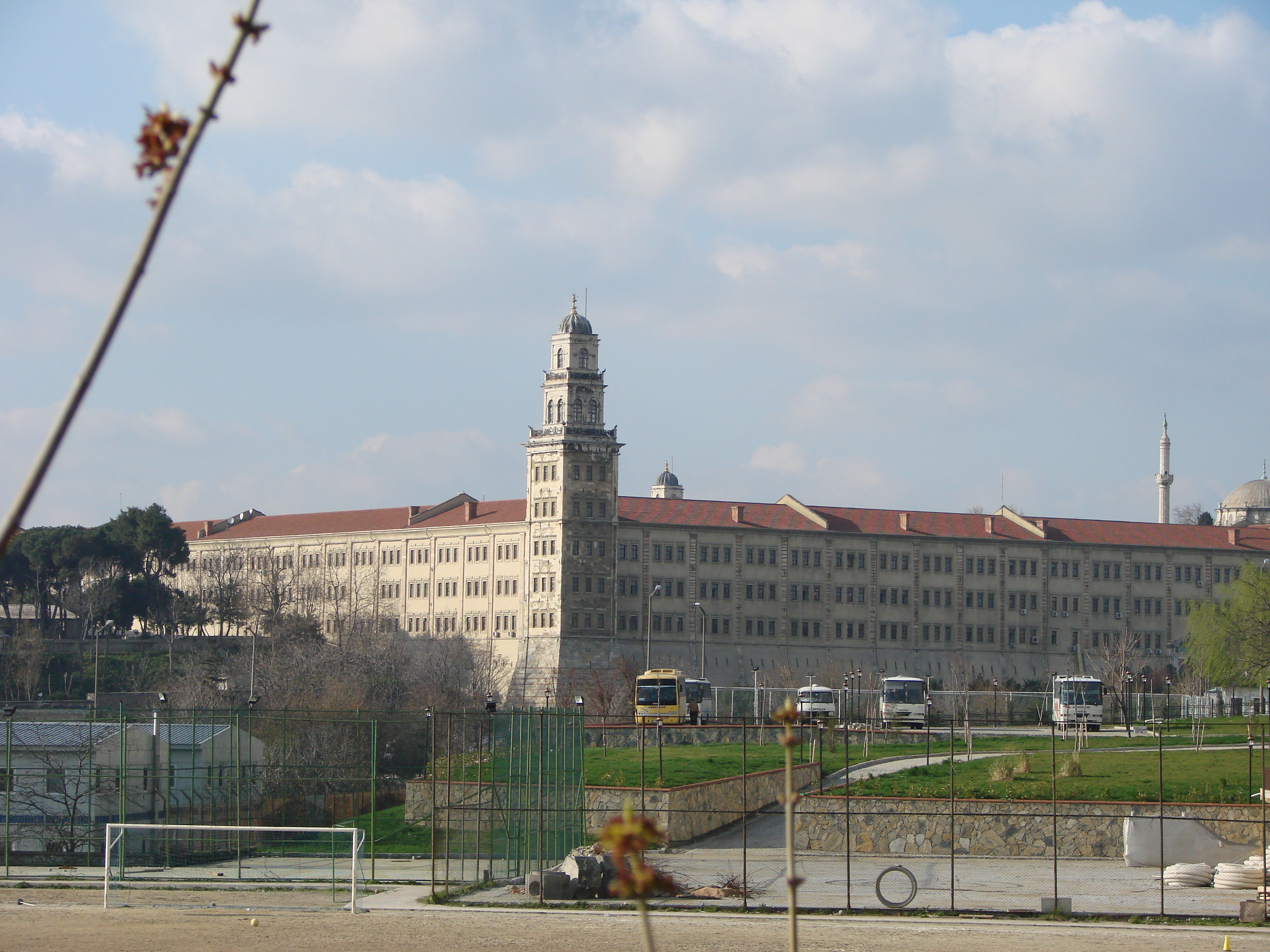
Selimiye Barracks
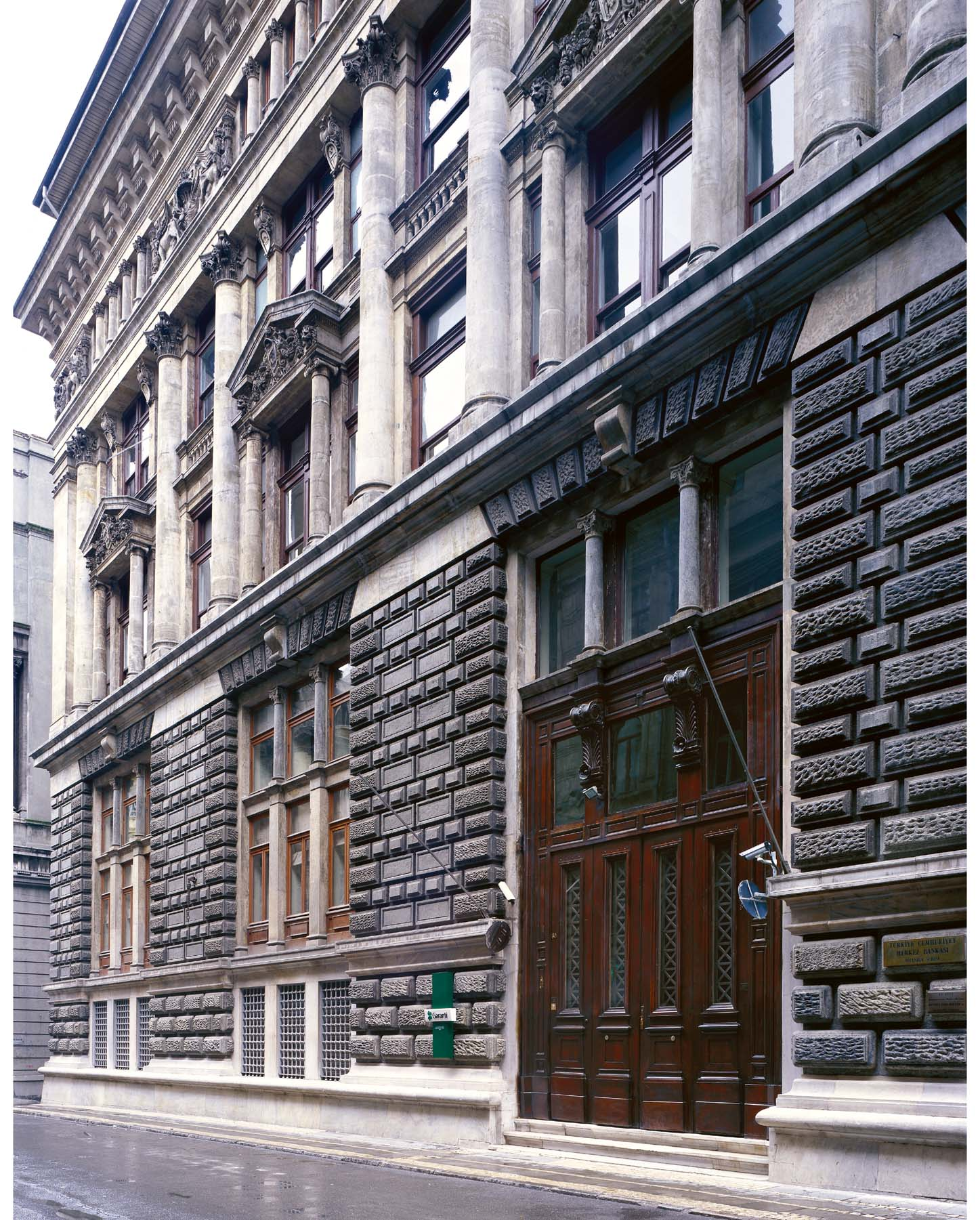
Banco Otomano
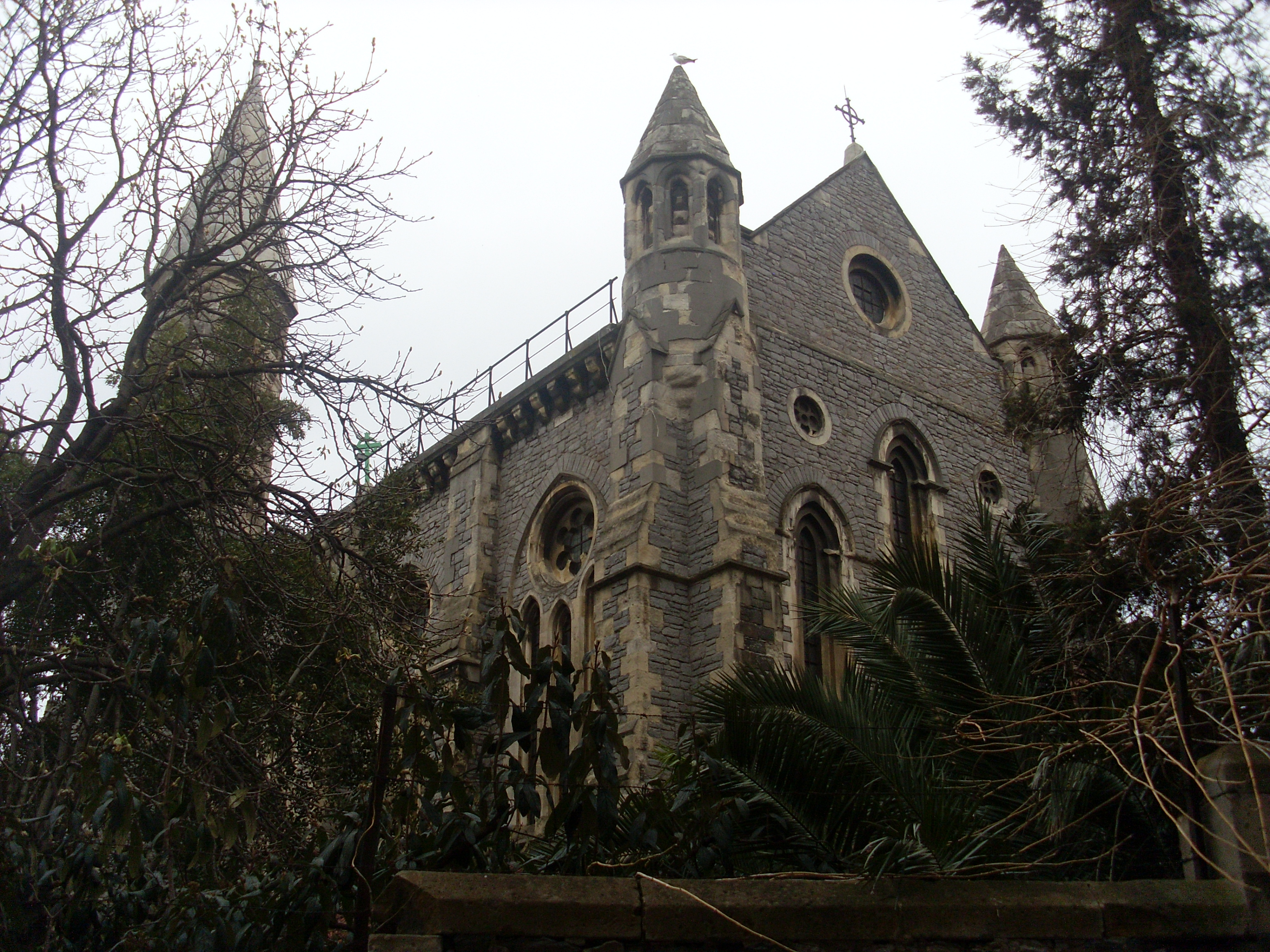
Iglesia Memorial de Crimea  (1858-1868)
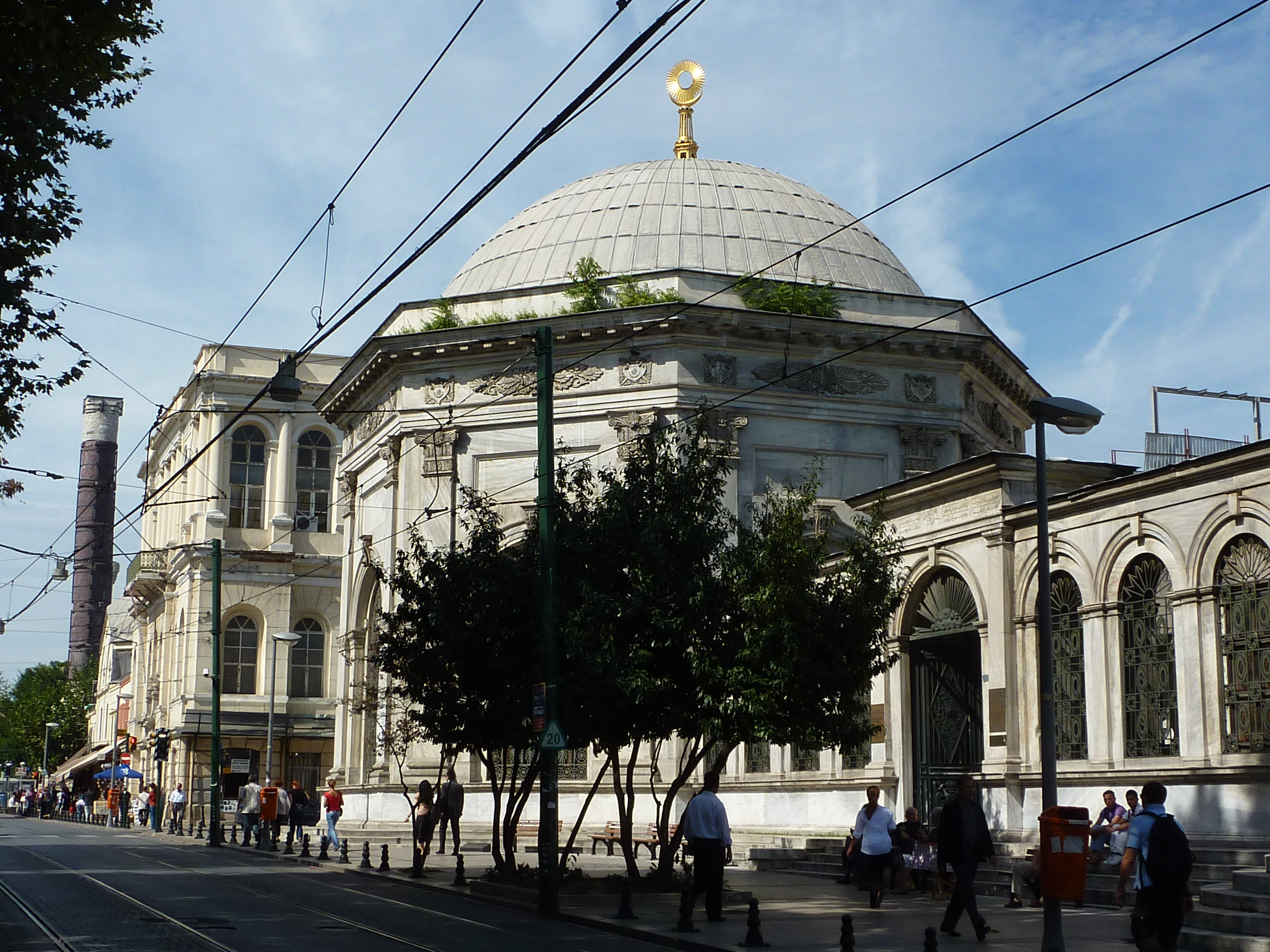
Tumba del sultan Mahmut II (1839-1840)

## Período tardío (1876-1922): el "renacimiento arquitectónico nacional"
El período final de la arquitectura en el Imperio otomano, desarrollado después de 1900 y, en particular, llevado a la práctica cuando los Jóvenes Turcos tomaron el poder en 1908-1909, es lo que entonces se llamó el «renacimiento arquitectónico nacional» y que dio lugar al estilo desde entonces conocido como el «primer estilo nacional» de la arquitectura turca. El enfoque en este período fue un revival del estilo otomano, una reacción a las influencias de los anteriores 200 años que se consideraba "extranjera", como el barroco y la arquitectura neoclásica, y tenía la intención de promover el patriotismo otomano y la propia identidad. Fue en realidad un estilo de arquitectura completamente nuevo, relacionado con la anterior arquitectura otomana de la misma manera que lo hacían otras arquitecturas "revival" más o menos contemporáneas, como la arquitectura neogótica, relacionada con sus inspiraciones estilísticas. Al igual que otros "revival" arquitectónicos, el "revival otomano " se basaba en las técnicas de construcción modernas y en el uso de materiales como el hormigón armado, el hierro, el acero, y con frecuencia los techos de vidrio, y en muchos casos utilizaba lo que era esencialmente una edificación Beaux-Arts con motivos exteriores estilísticos asociados con la arquitectura original otomana en la que se inspiraba. Se centró hacia el exterior con formas y motivos vistos como tradicionalmente "otomanos", como los arcos apuntados, la decoración con azulejos adornados, los aleros anchos con soportes de apoyo, las bóvedas sobre torres o en esquina, etc.
Originalmente, este estilo tenía la intención de promover el patriotismo y la identidad del históricamente multiétnico Imperio otomano, pero a finales de la Primera Guerra Mundial con la creación de la República de Turquía, fue adoptado por los nacionalistas republicanos turcos para promover un nuevo sentido turco de patriotismo. En ese papel, continuó hasta, e influyó en, la arquitectura posterior de la República de Turquía.
Uno de los ejemplos tempranos y más importantes de este estilo es la Oficina Central de Correos de Estambul en Sirkeci, terminada en 1909 y diseñada por Vedat Tek (también conocido como Vedat Bey). Son ejemplos importantes aún existentes las terminales de ferry de Estambul, construidas entre 1913 y 1917, como la terminal de Besiktas de Ali Talat Bey (1913), la terminal de Haydarpasa de Vedat Tek (1913), y la terminal de Buyukada de Mihran Azaryan (1915). Otro ejemplo existente importante es la cárcel de Sultanahmet, ahora reacondicionada como Hotel Sultanahmet de la cadena Four Seasons.
En Ankara, el primer edificio en este estilo fue el edificio que ahora alberga el Museo de la Guerra de Independencia y que fue la primera sede de la Asamblea Nacional de la República de Turquía en 1920. Fue construido en 1917 por Ismail Hasif Bey como sede local para el "Comité de Unión y Progreso de los Jóvenes Turcos.
Otros edificios importantes de ese periodo cuando dominaba un estilo ecléctico fueron la mezquita Pertevniyal, el grupo de edificios Sheikh Zafir, la Escuela de Medicina de Haydarpasha, el edificio Duyun-u Umumiye, la Oficina Escritura Título Estambul, los grandes edificios de correos y los Apartamentos Laleli Harikzedegan.  Raimondo D 'Aronco y Alexander Vallaury fueron los principales artífices de este período en Estambul. Aparte de ellos, otros grandes arquitectos que hicieron importantes contribuciones a la arquitectura otomana tardía en Estambul fueron los arquitectos de la familia Balyan, William James Smith, August Jachmund, Mimar Kemaleddin Bey, Vedat Tek y Giulio Mongeri.
Serkiz Lole Gizo contribuyó de manera importante a la arquitectura en Mardin. El minarete Cercis Murat Konağı y el edificio P.T.T. son algunos de sus trabajos.
El estilo ecléctico revival otomano , que a veces se complementa con motivos Art Nouveau, también tuvo algunos seguidores fuera de Turquía. Especialmente algunos arquitectos de Azerbaiyán, pero también en algunas partes de Irán, trataron de mezclar la arquitectura vernácula local con la construcción moderna de una manera similar durante la década de 1920. La estación central de ferrocarril de Bakú de N.G. Bayev es un ejemplo de este estilo revival, con más ornamentación persa (o selyúcida).

Renacimiento arquitectónico nacional
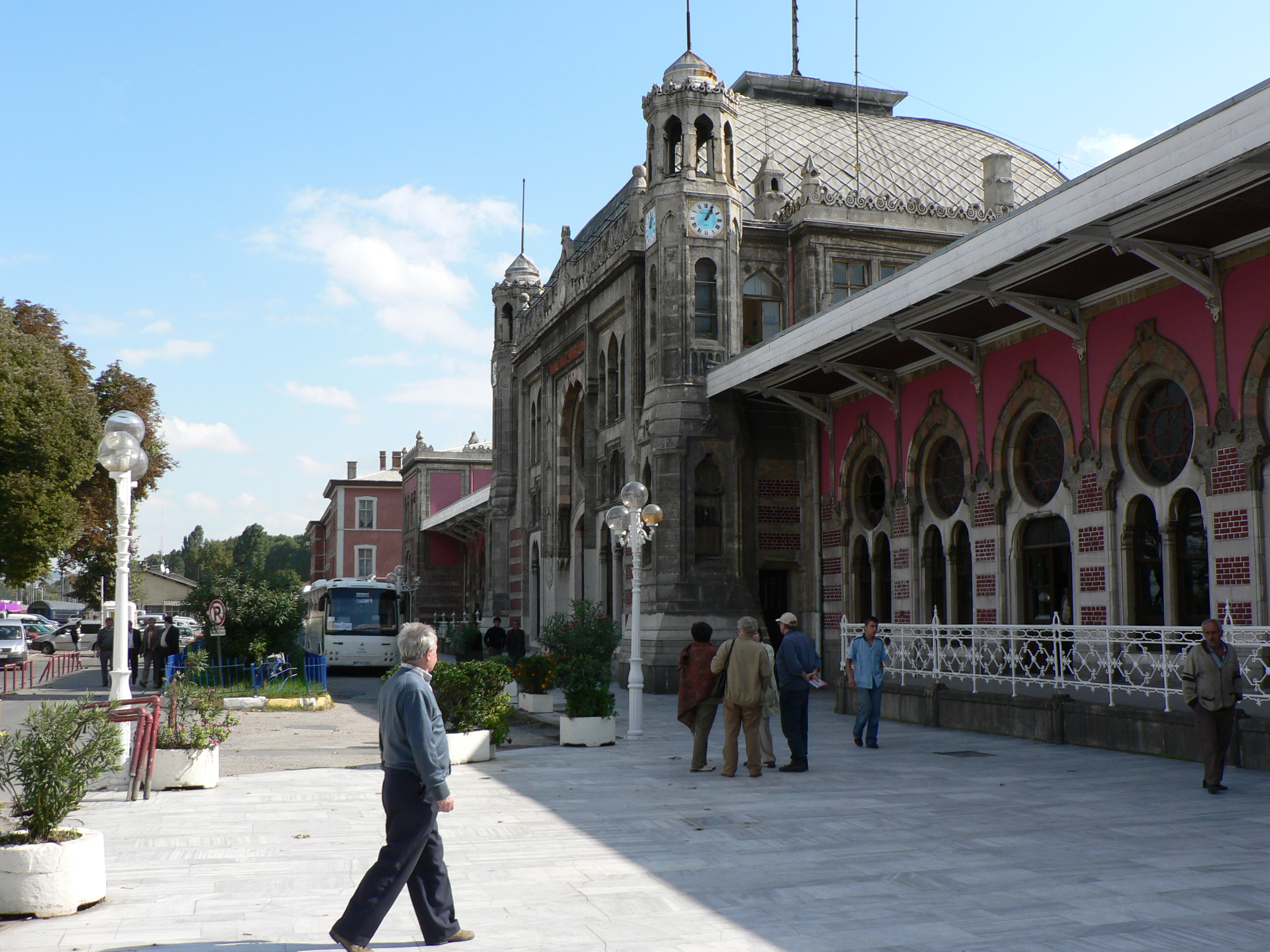
Estación ferroviaria de Sirkeci (1888-1890), Estambul, destino final del Orient Express
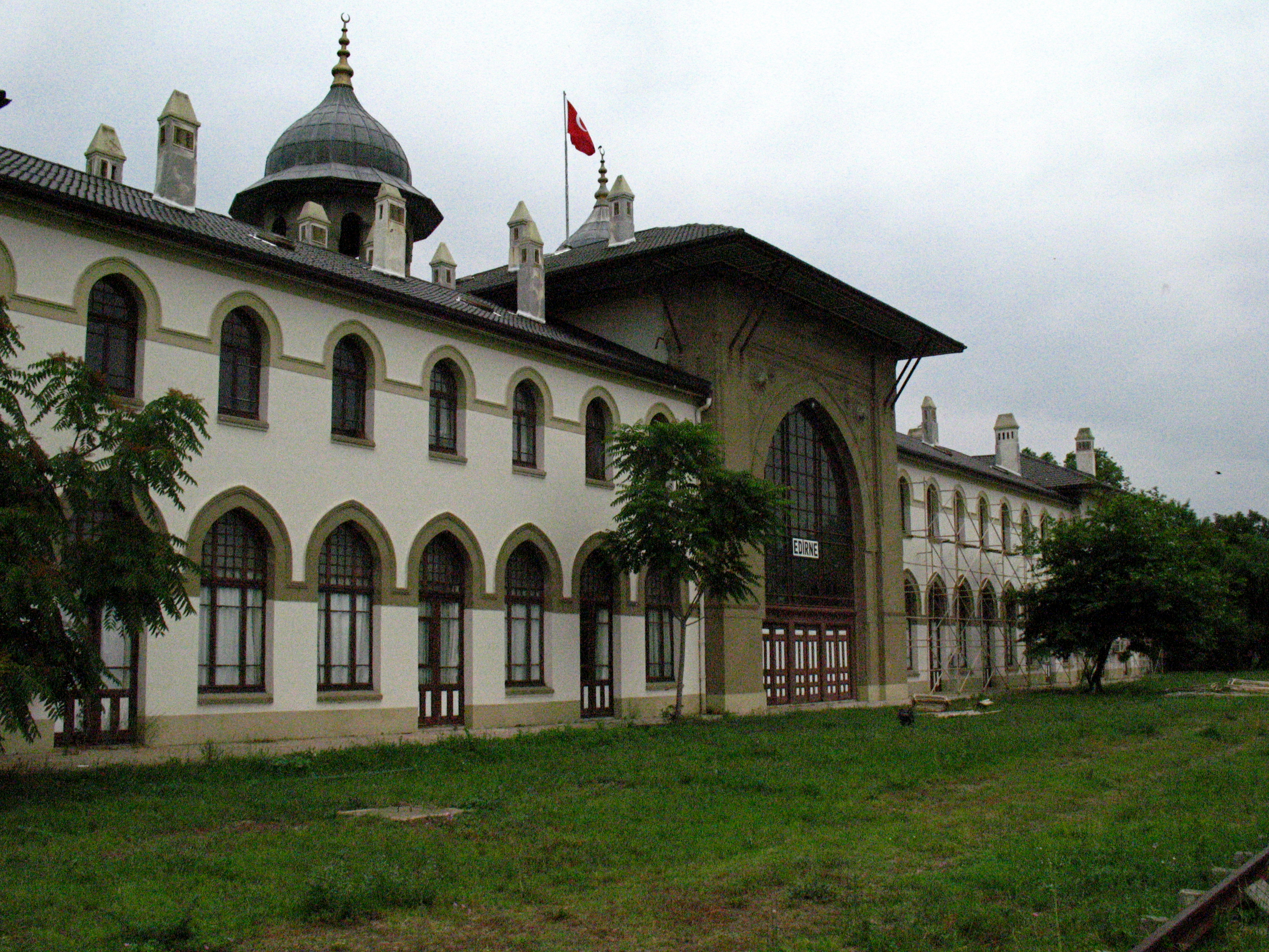
Estación de ferrocarril de Karaağaç
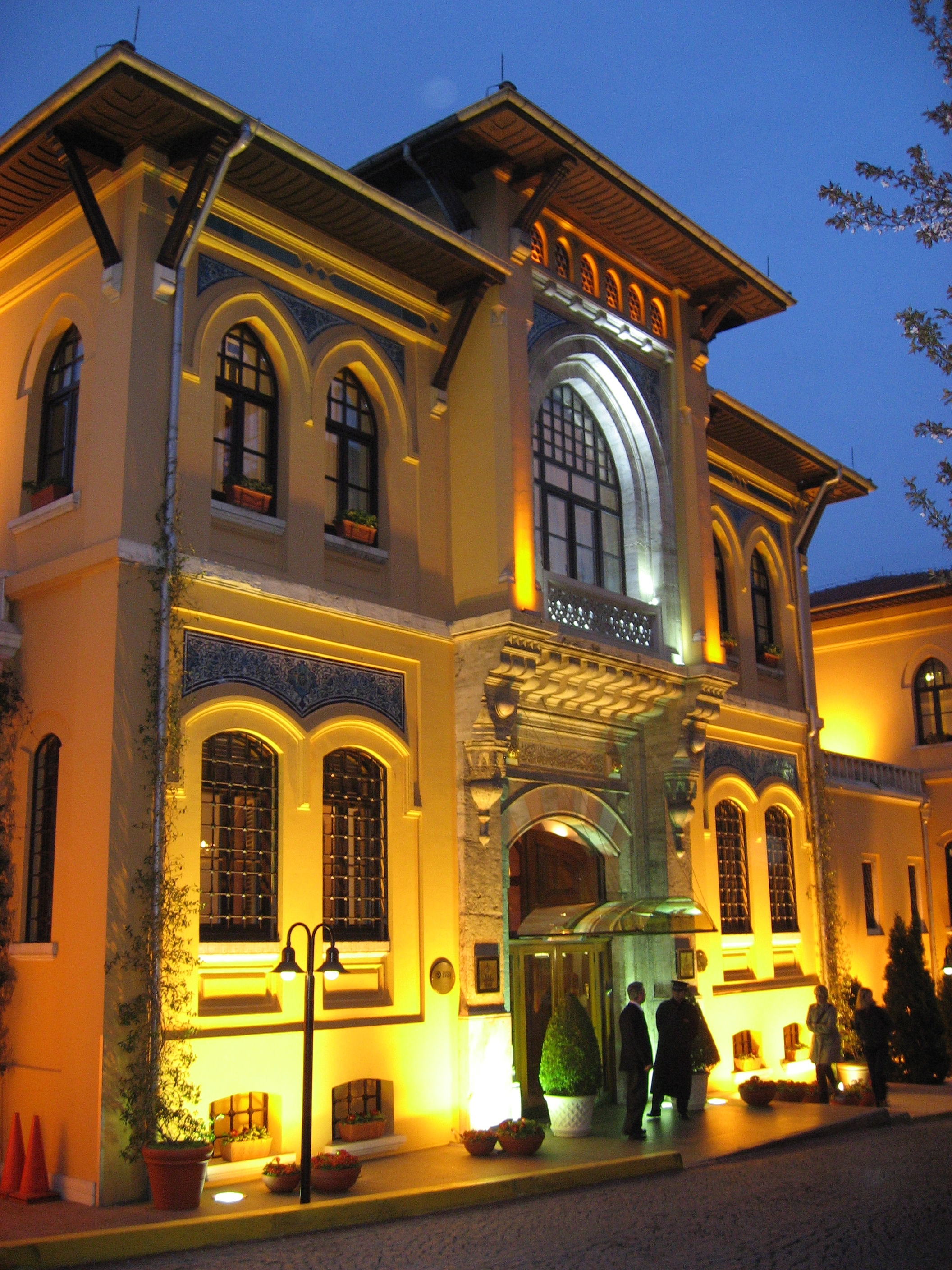
Cárcel de Sultanahmet
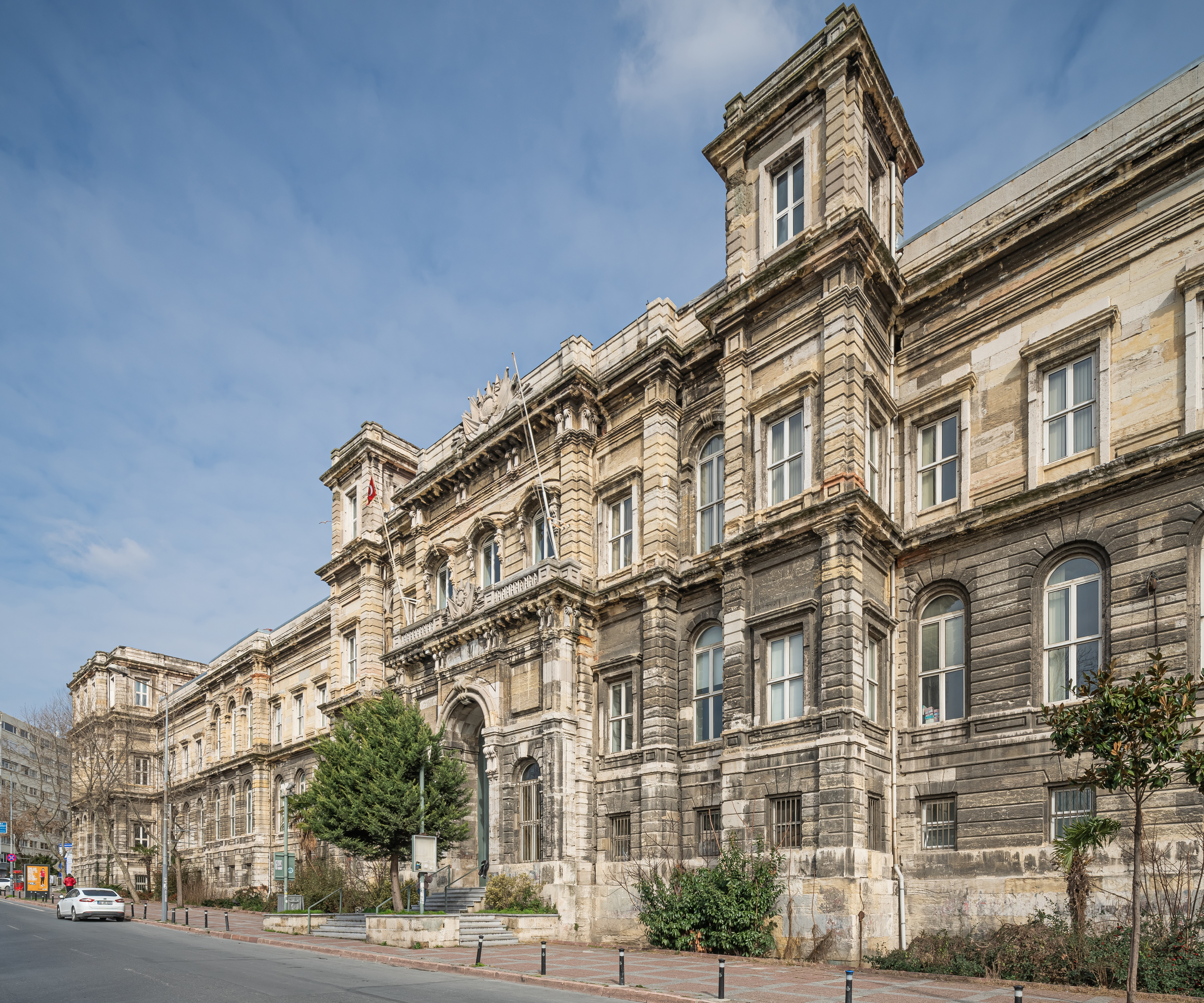
Maçka Armory, ahora parte de la Universidad Politécnica de Estambul
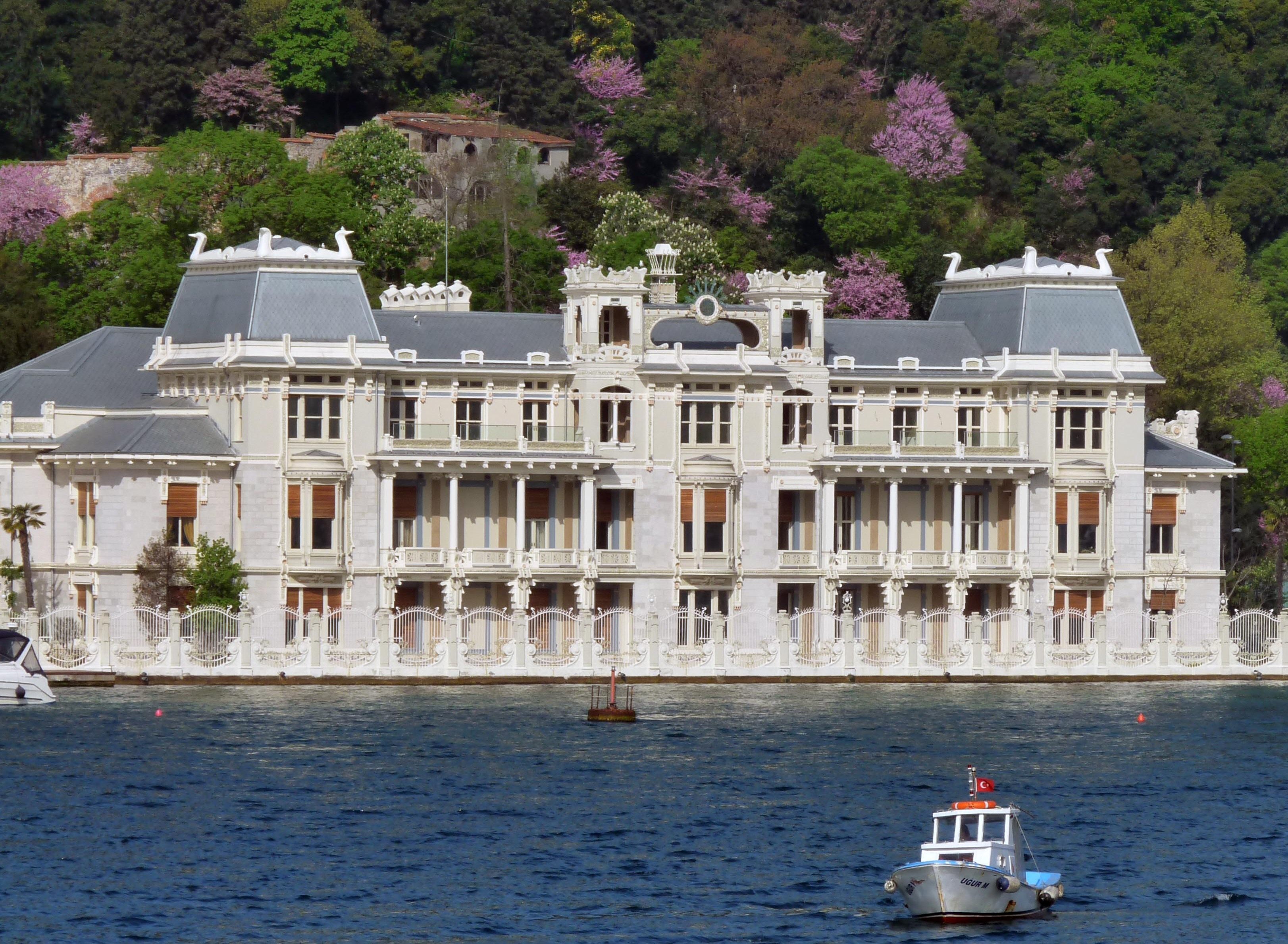
El Consulado General de Egipto
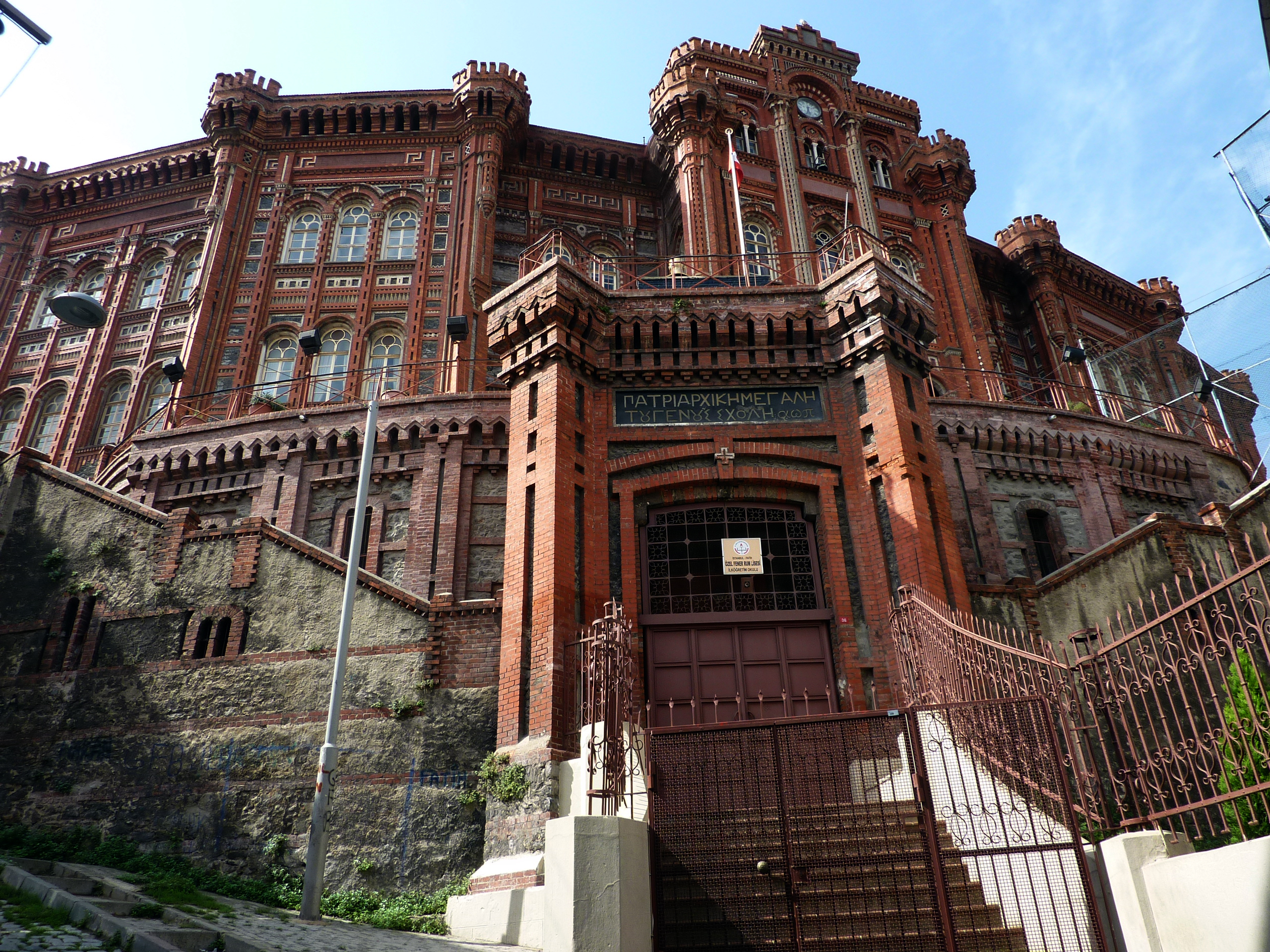
Colegio Ortodoxo Griego Phanar

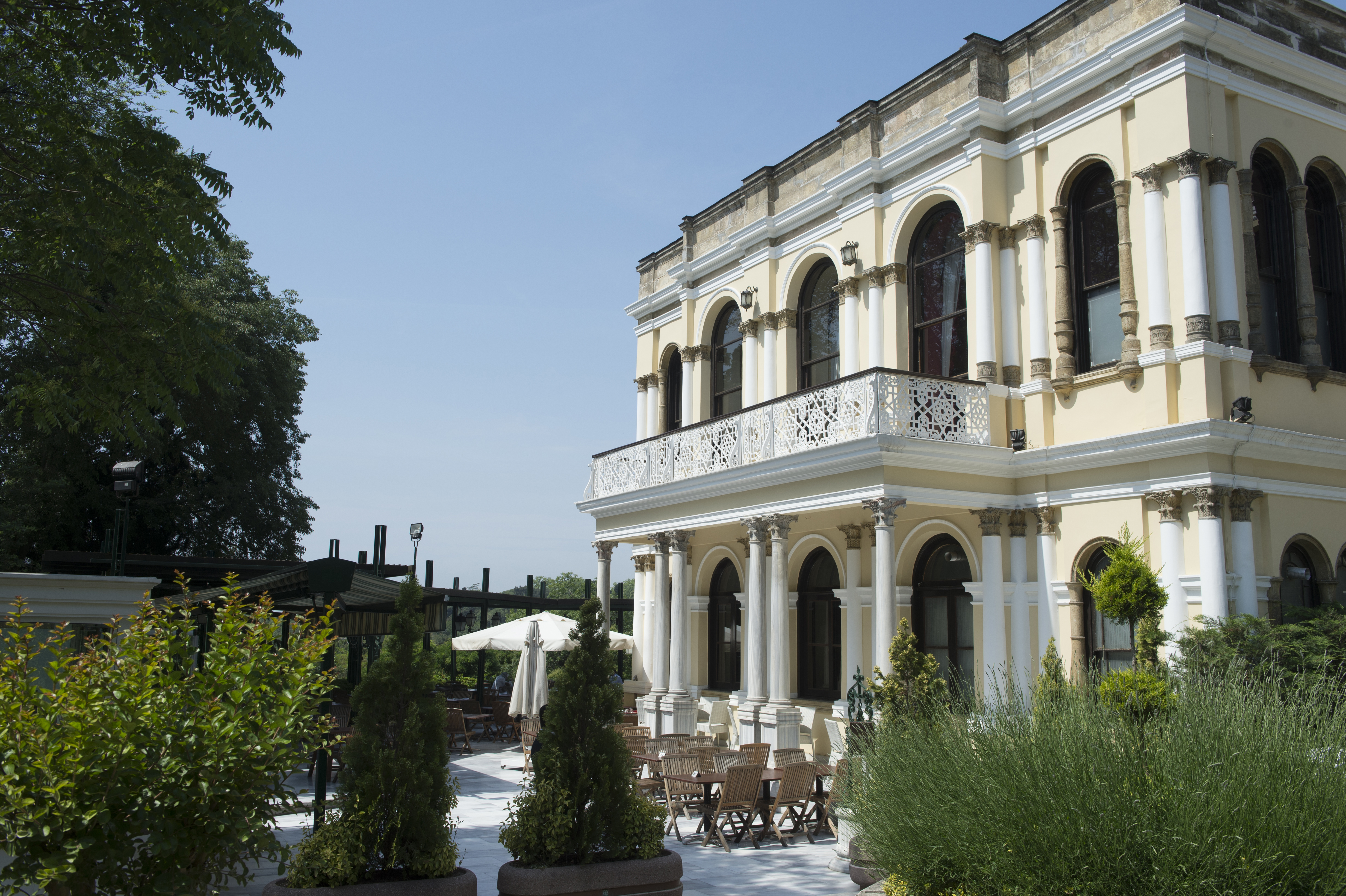
Palacio Yıldız
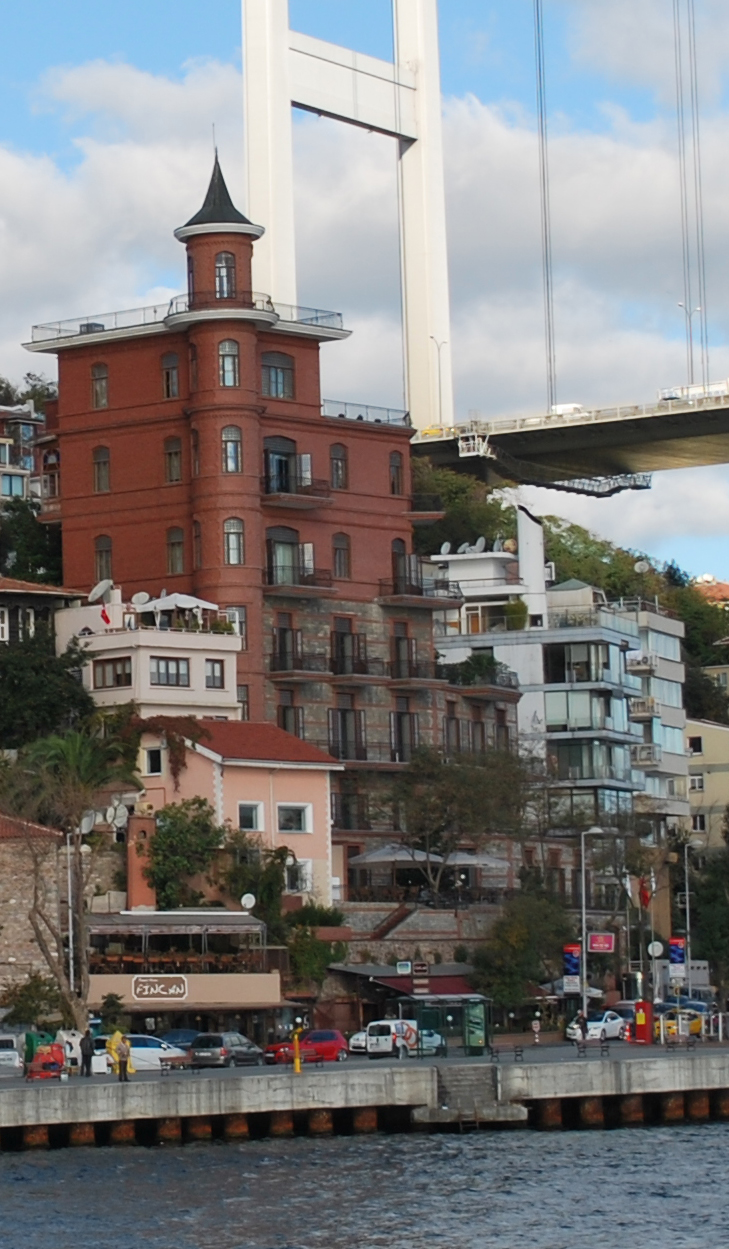
Perili Köşk
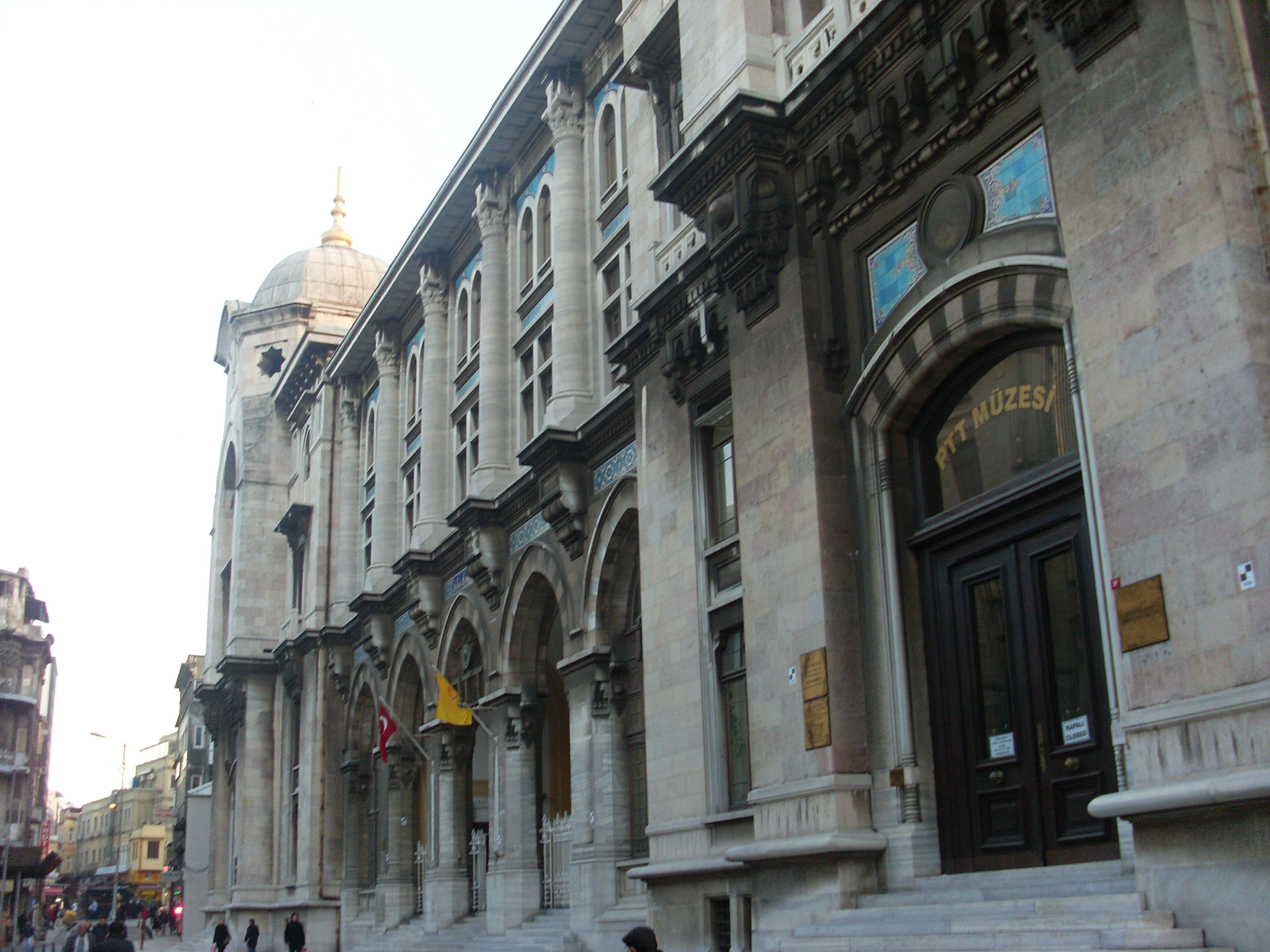
La Gran Oficina de Correos en Sirkeci, Estambul,  se considera el primer edificio construido en estilo neoclásico turco
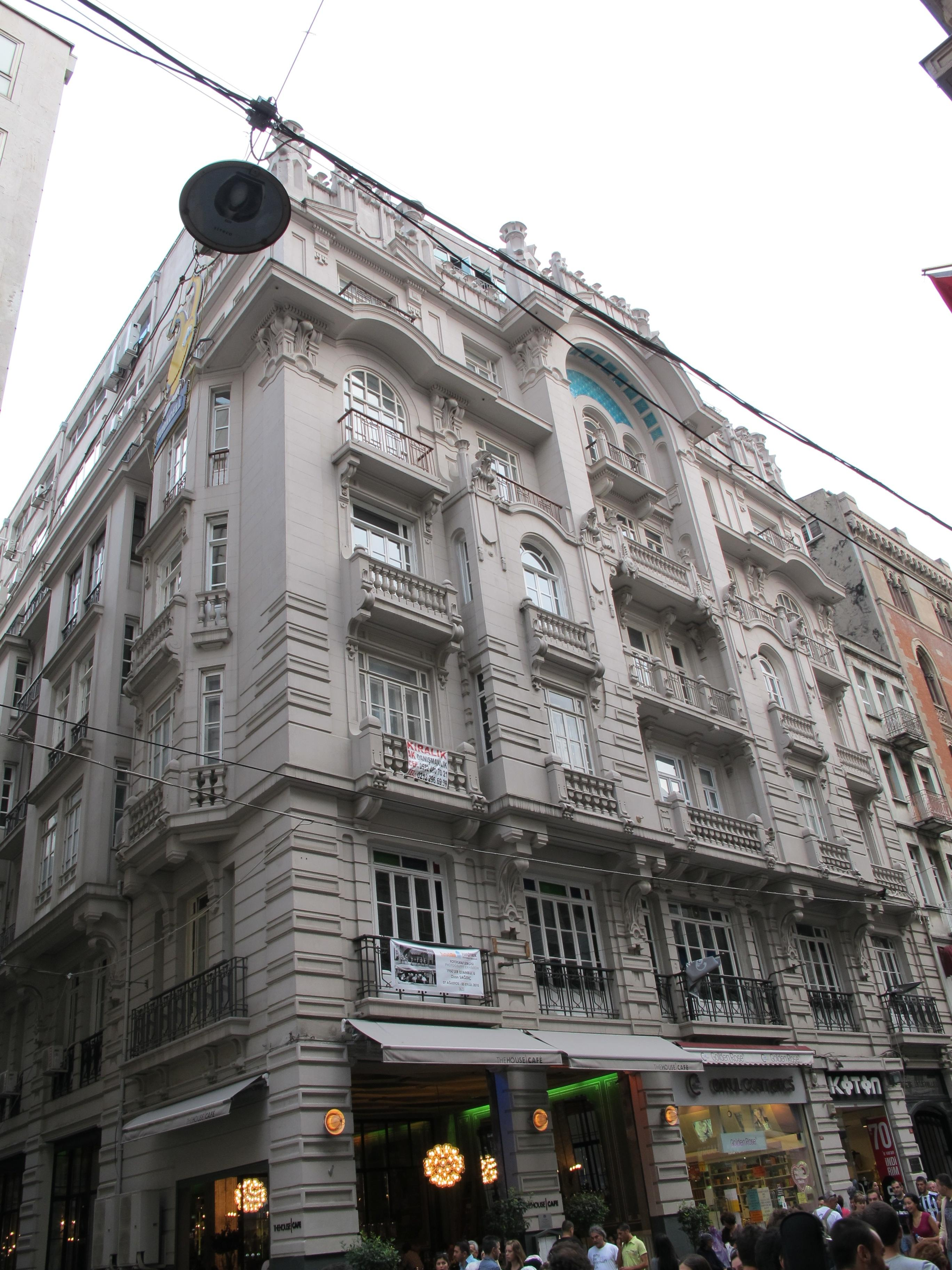
Apartamento Mısır
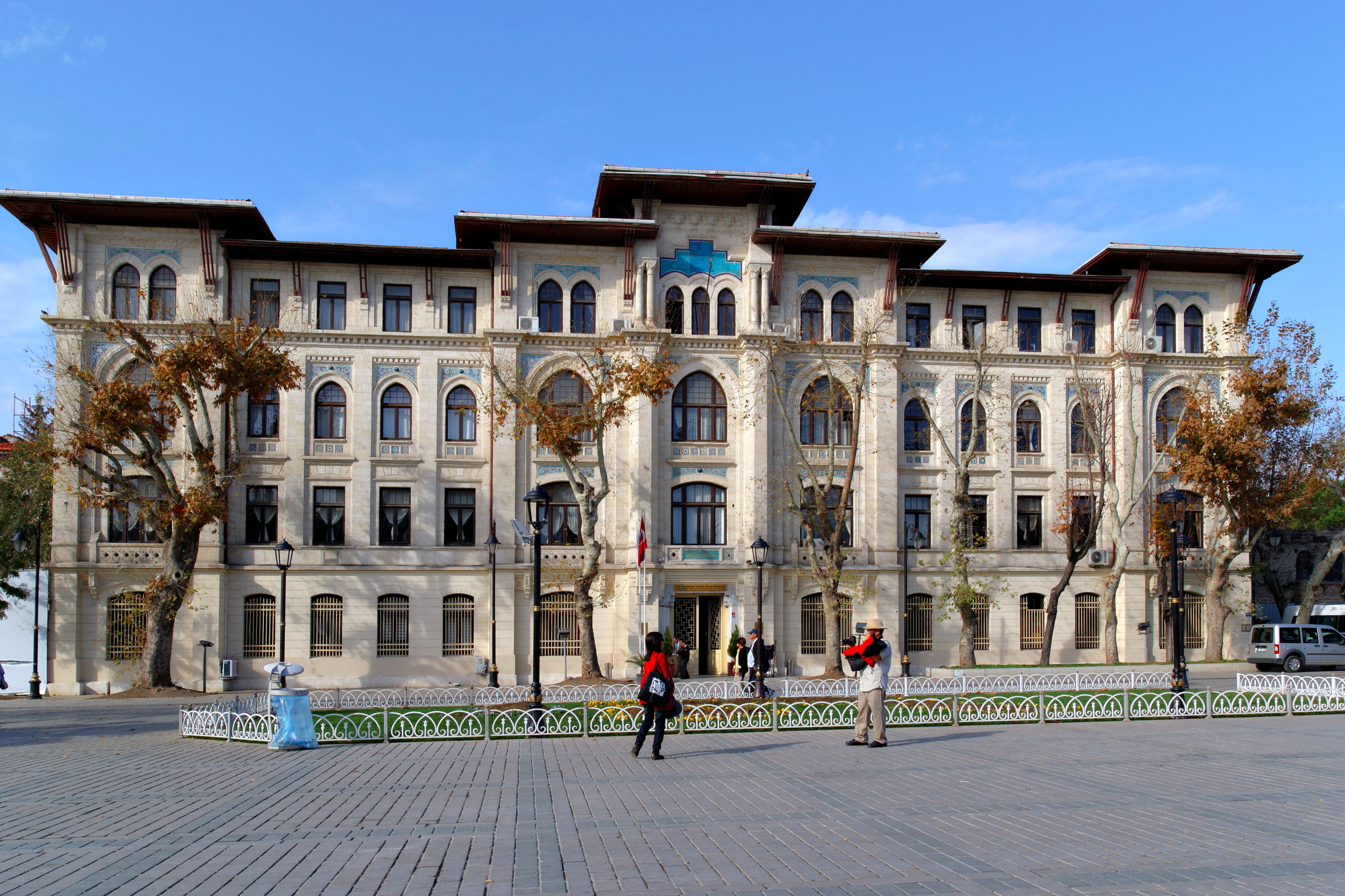
Edificio Defter-i Hakani en Sultanahmet, Estambul,construido por Vedat Tek
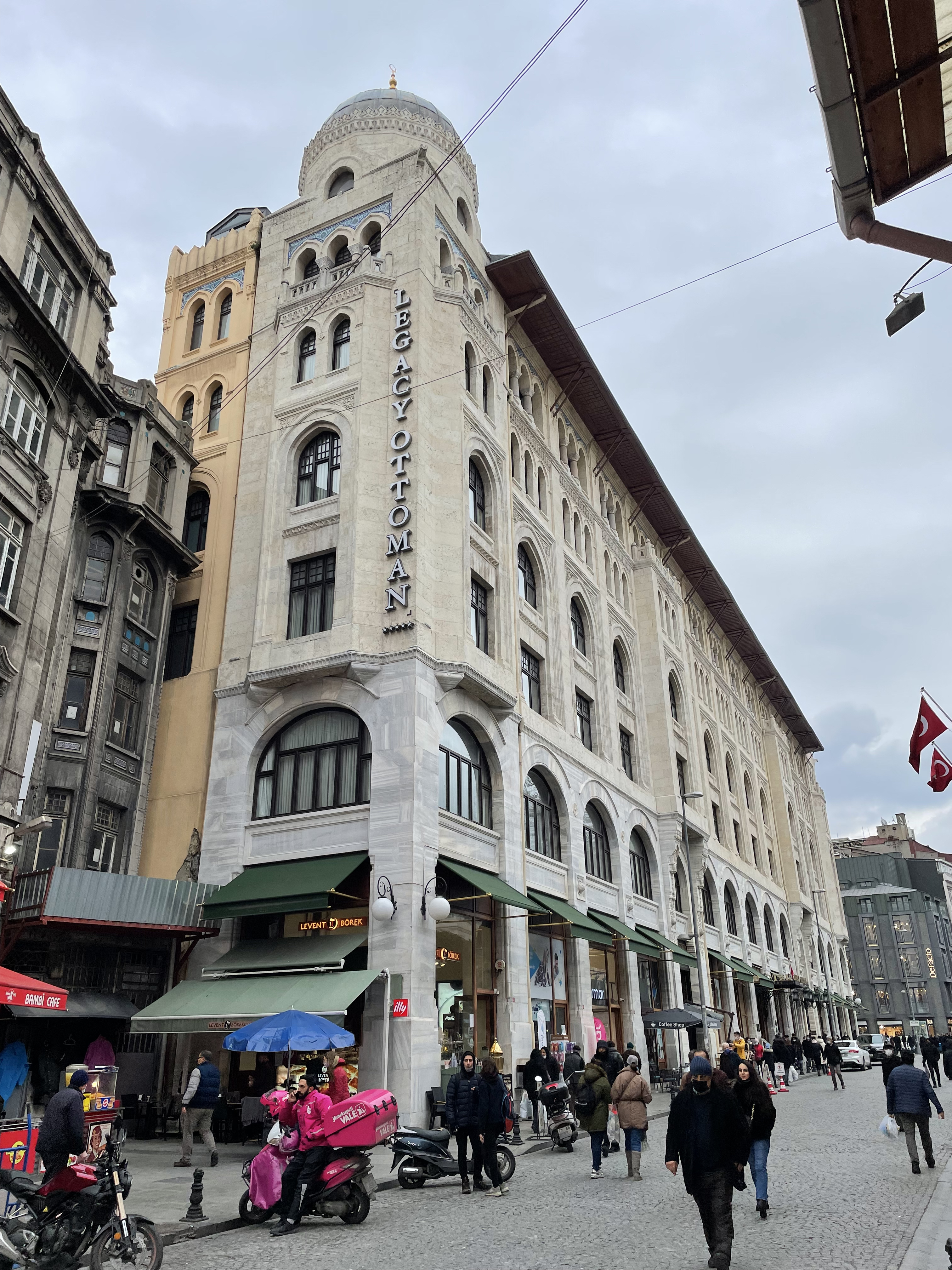
Estambul 4 Vakıf Han en Eminönü, diseñado por Mimar Kemaleddin Bey (1911-1926).
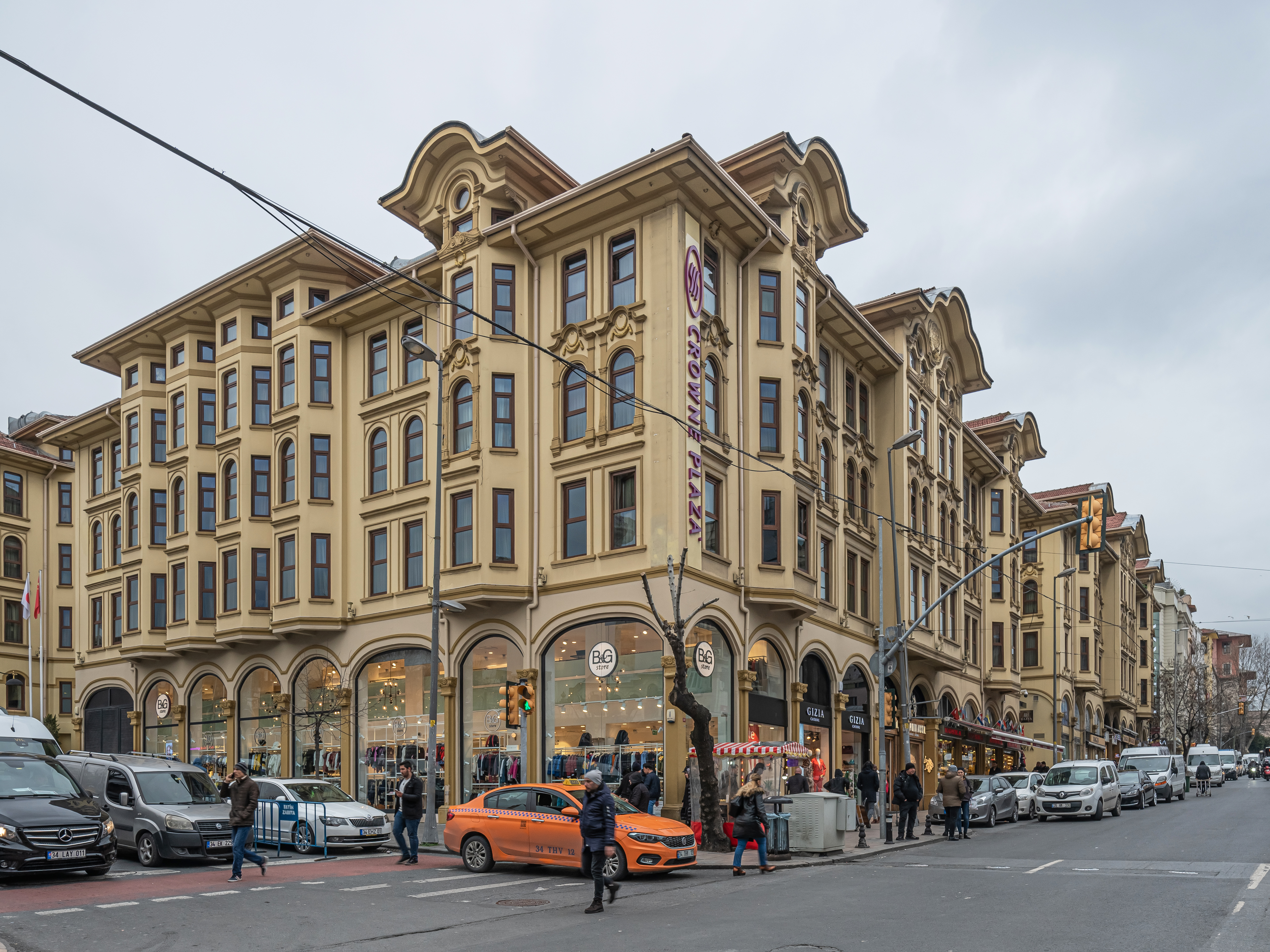
Apartamentos Tayyare en Laleli, Estambul, diseñados por Mimar Kemaleddin Bey (1919-1922)

Edificios religiosos
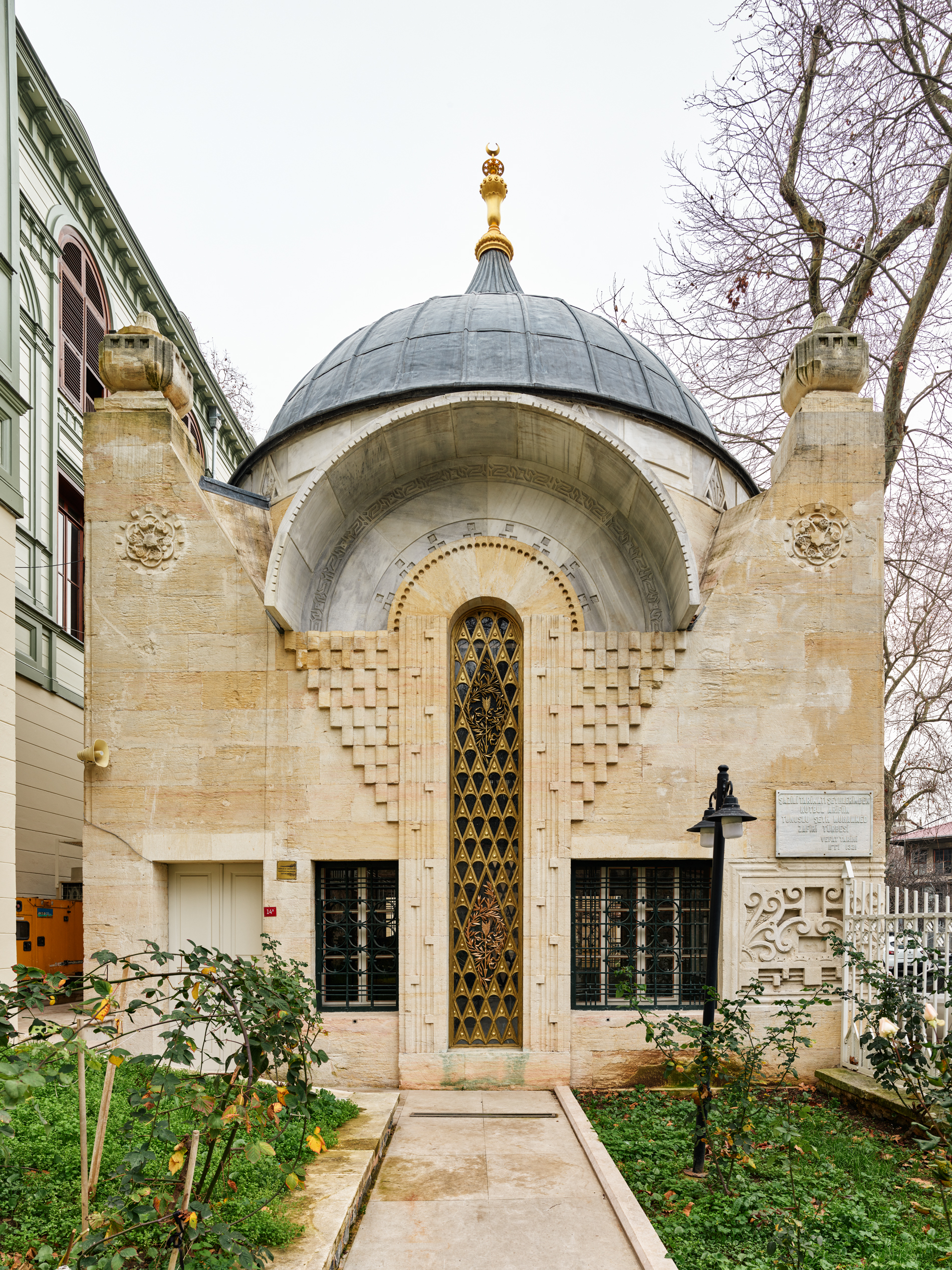
Tumba del Jeque Zafir (1905-1906), de Raimondo D'Aronco, un buen ejemplo de Art Nouveau en Estambul
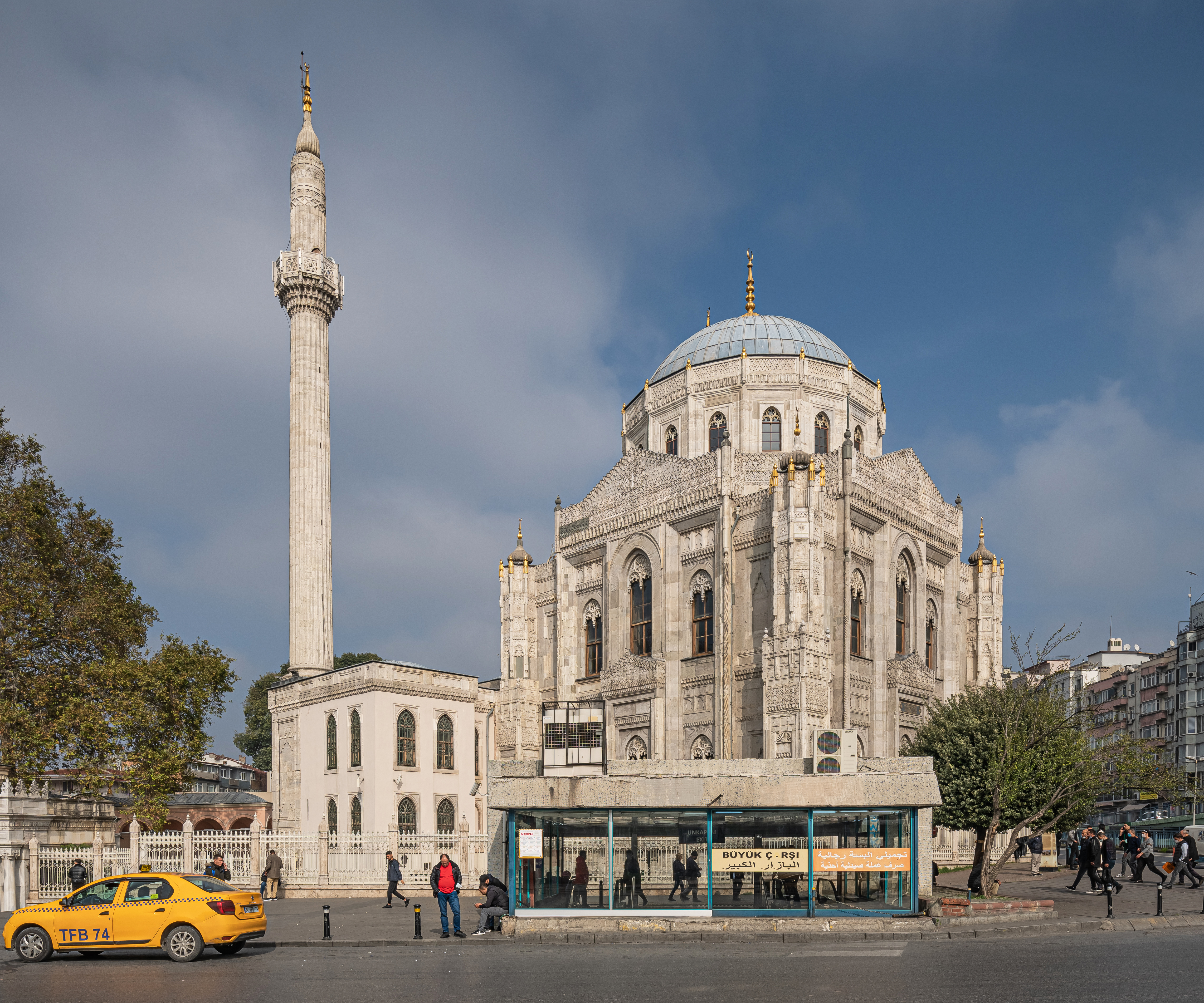
Mezquita Pertevniyal Valide Sultan
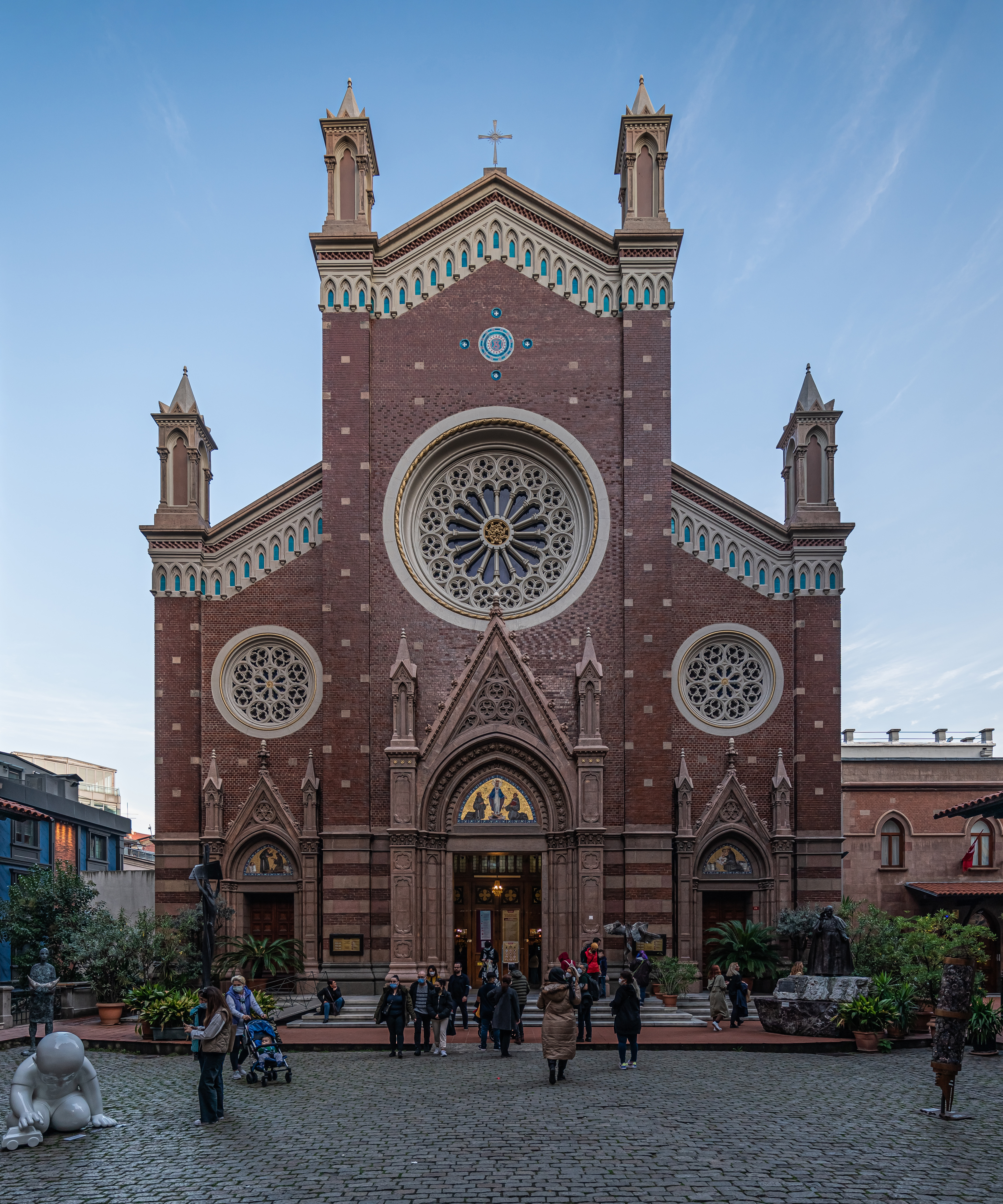
Iglesia de San Antonio de Padua, Estambul
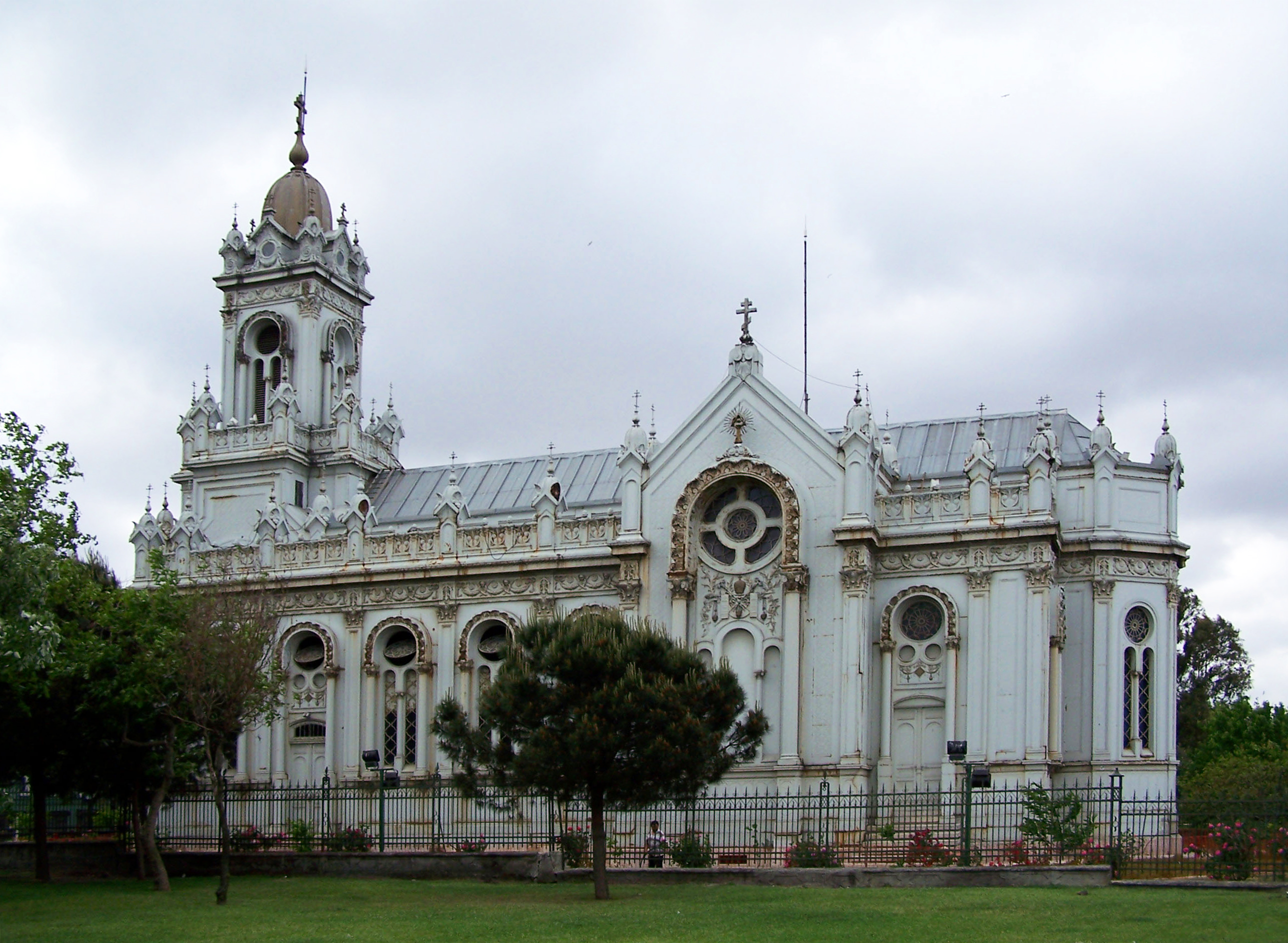
Iglesia búlgara de San Esteban (1896-1898)
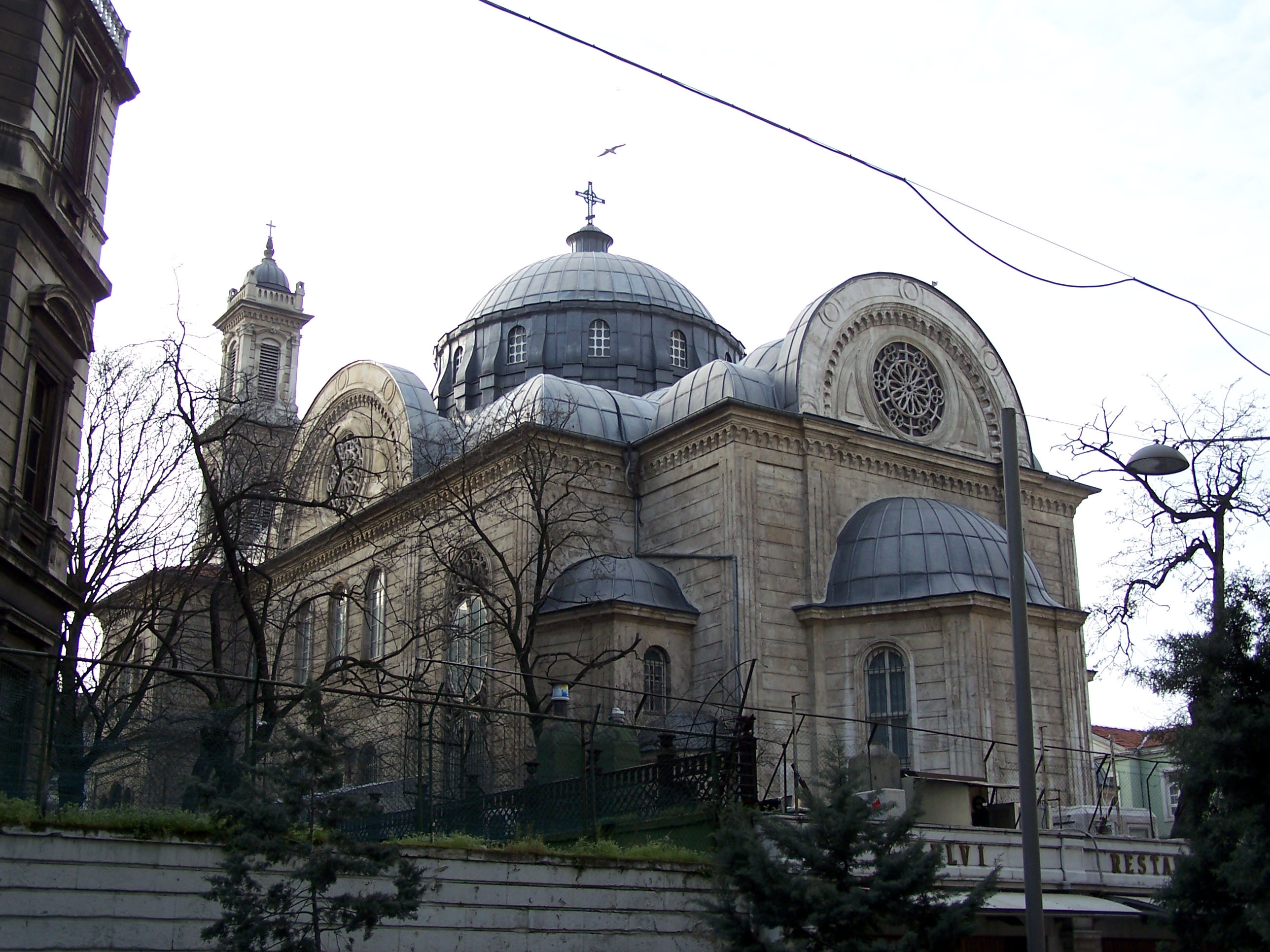
Iglesia Ortodoxa Griega Hagia Triada, Estambul

## Jardines del Paraíso
La apariencia de Paraíso (cennet) prometido al piadoso y devoto [es el de un jardín] con corrientes de agua incomparables, y ríos de leche cuyo sabor no cambiara, y ríos de vino deliciosos a los bebedores, y arroyos de miel purificada y frutas de todo tipo en ellos, y el perdón de su Señor. (47:15)

Según el Corán, el paraíso se describe como un lugar, un destino final. Básicamente, la vida eterna, que está llena de felicidad «espiritual y física». Los jardines en la época otomana estaban muy influidos por el paraíso, por lo tanto, relacionados con las artes y espacios de la vida cotidiana, que tienen muchas descripciones en el Corán. Por ello, los jardines, o «Paraíso Terrenal», son percepciones abstractas del cielo, cuyo resultado debe simbolizar un lugar sereno que muestre «la eternidad y la paz».
La naturaleza se convirtió en método para los patrones decorativos en los detalles arquitectónicos y la estructura urbana. Todo estaba inspirado en la naturaleza y se incluía en la naturaleza. Desde los techos de las mezquitas y las paredes de los palacios, los quioscos y los palacios de verano (pabellones), todos ellos fueron adornados con azulejos, frescos y adornos tallados a mano, hasta los caftanes, las yashmaks y mucho más. Claramente la naturaleza del paraíso estaba en todas partes; en muchos espacios de la vida cotidiana.
Sin lugar a dudas la disposición general de los jardines reflejaba muchas de las descripciones del Corán, sin embargo, una de las grandes fortalezas del temprano Islam, fue que los musulmanes buscaron en diferentes fuentes y utilizaron las ideas y técnicas útiles de diversas fuentes, sobre todo de Bizancio. Los pabellones de jardín a menudo tenían forma de cuadrado o plantas centralizadas libremente diseñadas abiertas por todos los lados, diseñados específicamente para disfrutar de la vista, el aroma y la música del entorno. Algunas de las formas de los jardines estaban basados, por ejemplo, en el atrio de la iglesia de Santa Sofía, que tiene cipreses alrededor de una fuente central, y a las plantaciones en las mezquitas se les dio una «interpretación teológica específicamente musulmana». Las mezquitas ampliaron sus funciones y servicios, añadiendo hospitales, madrasas, bibliotecas, etc., y los jardines ayudaron a organizar los elementos de los diferentes edificios.
En las ciudades islámicas, como las ciudades otomanas, donde se consideran las mezquitas como punto "central", era común que las mezquitas tuvieran jardines adosados. Por lo tanto, los edificios de las mezquitas se pensaron para relacionarse con los jardines. Por ejemplo, la mezquita Süleymaniye, tenía ventanas en el muro de la qibla para crear continuidad con el jardín exterior. En el mihrab había vidrieras y azulejos de Iznik que sugieren una puerta al paraíso. Las ventanas miran hacia al jardín para crear el efecto de que las flores «perfuman las mentes de la congregación como si hubieran entrado en el cielo». Además, la mezquita de Rüstem Paşa era conocida por su uso de los azulejos izink, donde el diseño de la decoración ofrecía un escaparate para la industria cerámica de Iznik. Las inscripciones en las pechinas sugieren que el alma de los devotos es seguro que residirá en el paraíso. Las principales inscripciones en estas mezquitas eran de agua y estanques, quioscos, frutas como las granadas, manzanas, peras, uvas, etc. También vino, danza, música, mujeres sirvientes y niños, todos lo que remitía a la visión entretenida a un «paraíso en la tierra».
Aparte de las mezquitas, las ciudades también se desarrollaron en «ciudades extremadamente amigables». Tenían emparrados en sombreadas callejuelas, rincones con árboles y jardines. Los árboles se pensaba que eran un elemento de equilibrio de la arquitectura que proporcionaban armonía entre la naturaleza y los edificios. Por esa razón, las ciudades otomanas «miran como si fueran extensiones del terreno donde se construyeron». También el uso de la madera en los edificios conectaba con la naturaleza. Un arquitecto y urbanista turco , Turgut Cansever, describió las ciudades otomanas como "paraísos otomanos", y dijo que las características islámicas están mejor representadas por las ciudades otomanas. «Aquellos que construyen el paraíso donde no existen conflictos y sí todas las bellezas, intentan levantar y abrir las Puertas del paraíso cumpliendo la tarea de embellecer el mundo.» La íntima relación de la arquitectura con la naturaleza volvió la vista a elementos como el agua y los árboles. La ciudad otomana era verde, como muchos viajeros han descrito. Además, el agua era un elemento fundamental, al igual que los cipreses. Antoine Galland escribió, «los jardines turcos tenían conductos y pequeños canales que llevaban el agua por todas partes y desde los que se extraía el agua a presión.» Sin embargo, no hay evidencia en los cuatro primeros siglos del Islam de que los jardines fueron diseñadas conscientemente con cuatro cuadrantes y cuatro canales de agua con el fin de representar el paraíso descrito en el Corán.

## Anexo: tipos de edificios de la arquitectura otomana
| Tipo de edificio | Moderna nomenclatura turca | Ejemplo                          |
| ---------------- | -------------------------- | -------------------------------- |
| Mezquita         | Cami                       | Mezquita de Selim                |
| Madrasa          | Medrese                    | Madrasa Caferağa                 |
| Türbe            | Türbe                      | Yeşil Türbe                      |
| Caravanserai     | Kervansaray                | Büyük Han                        |
| Hospital         | Darüşşifa                  | Bayezid II Külliye Health Museum |
| Puente           | Köprü                      | Puente de Mostar                 |
| Palacio          | Saray                      | Palacio Topkapı                  |
| Castillo         | Kale                       | Rumelihisarı                     |

## Ejemplos de arquitectura otomana fuera de Turquía

Arquitectura otomana en Siria
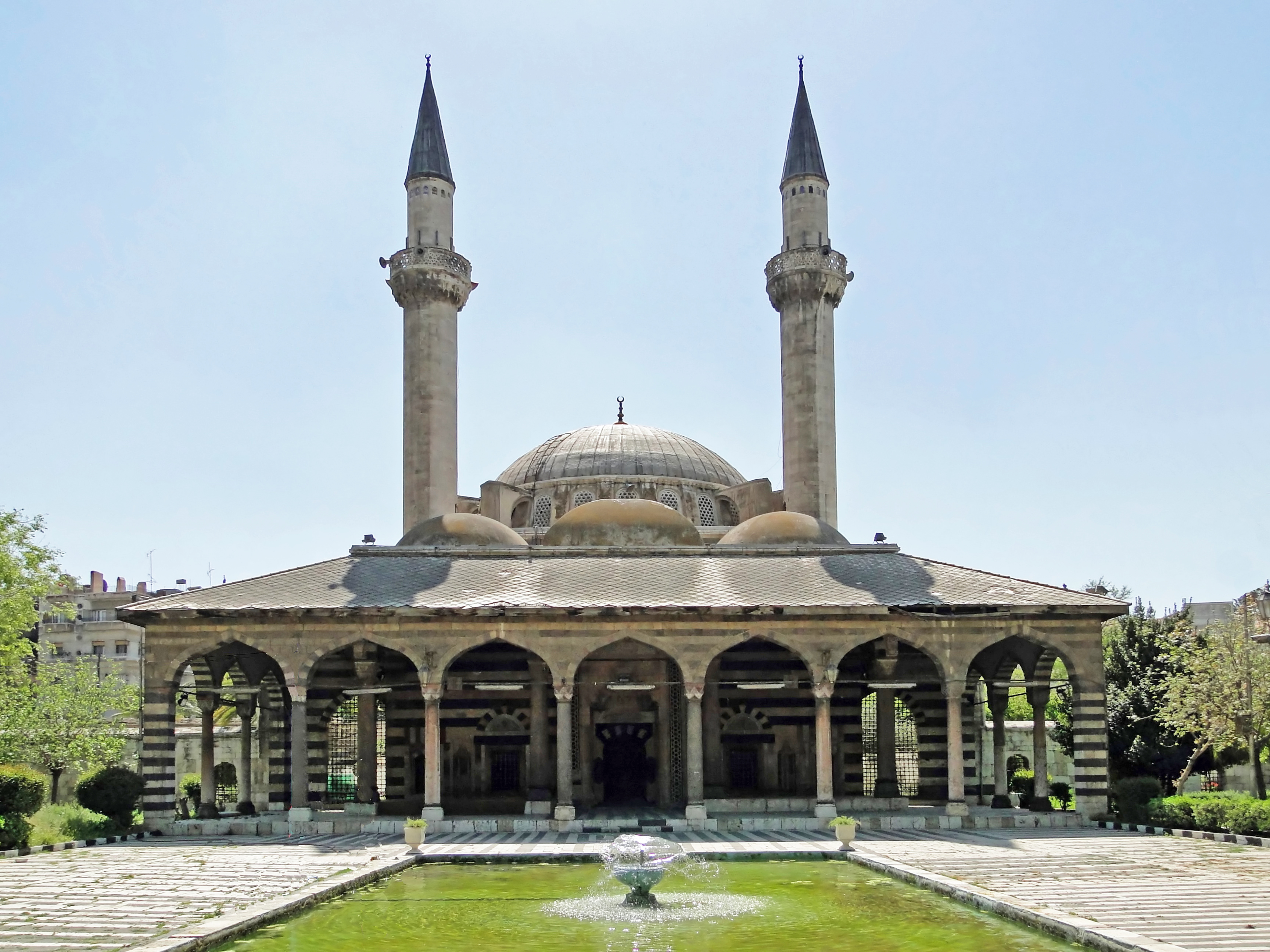
Mezquita Tekkiye, construida por orden de Suleiman el Magnífico
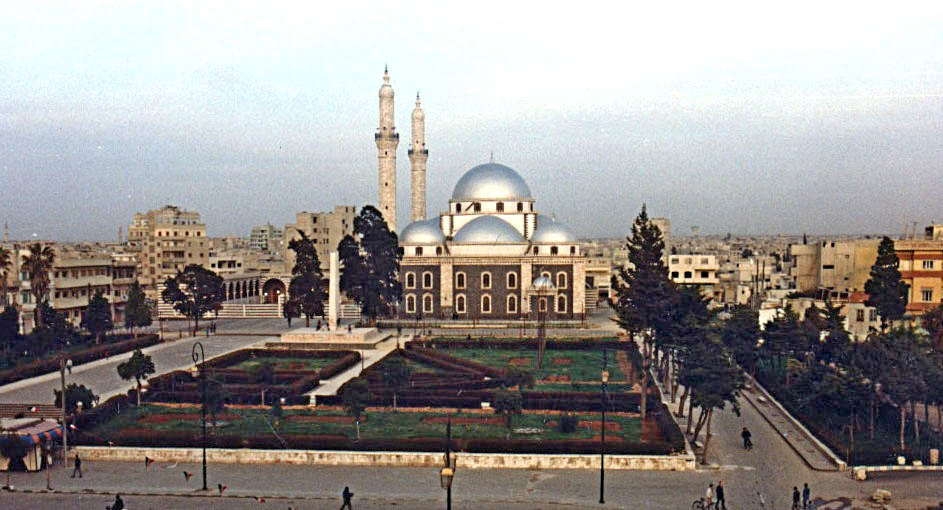
Mezquita Khalid ibn al-Walid
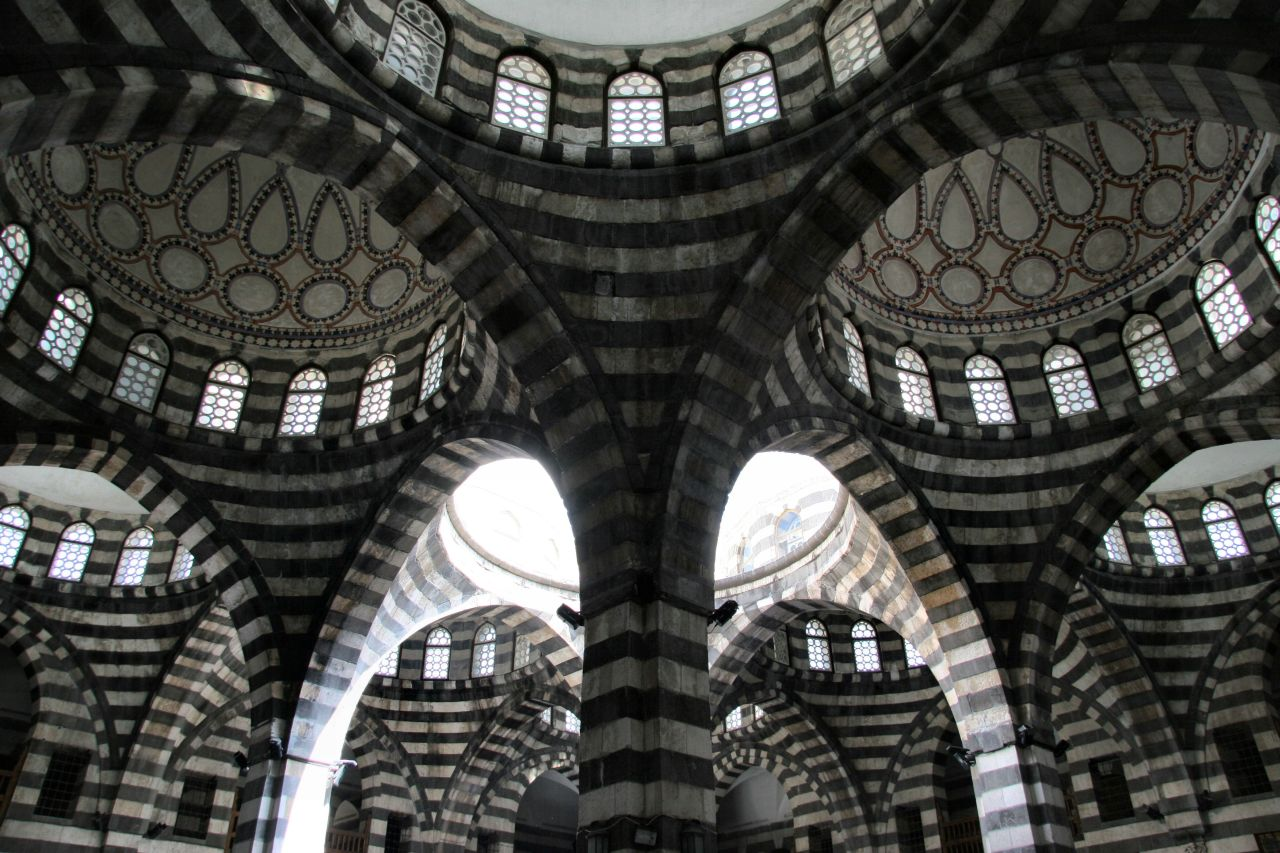
Interior de Khan Asad Pasha

Arquitectura otomana fuera de Turquía
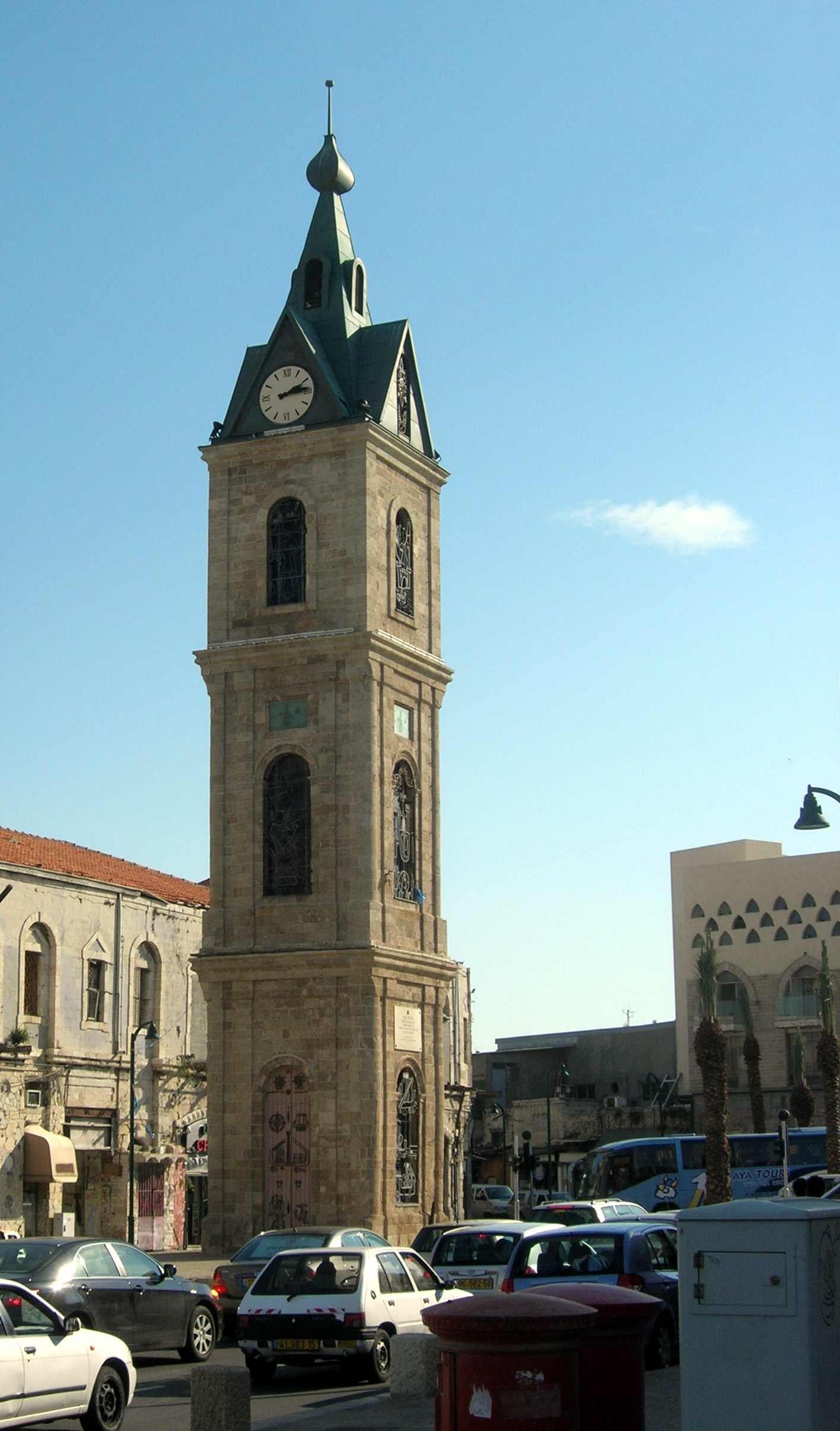
La torre del reloj de Jaffa construida para conmemorar el jubileo de plata del reinado del sultán Abd al-Hamid II en Israel
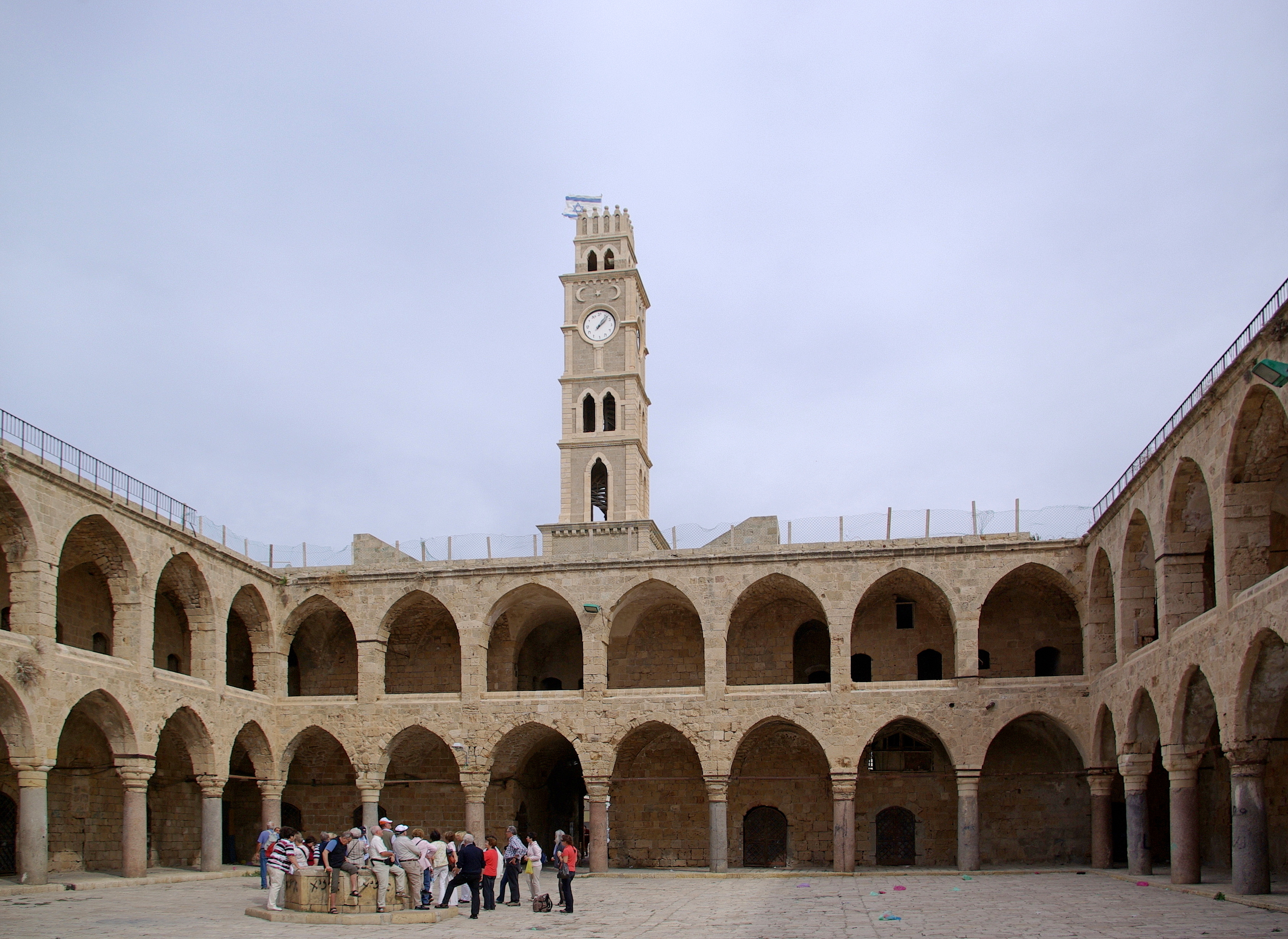
El Khan al-Umdan es el mayor y mejor preservado  caravansaray otomano en Israel
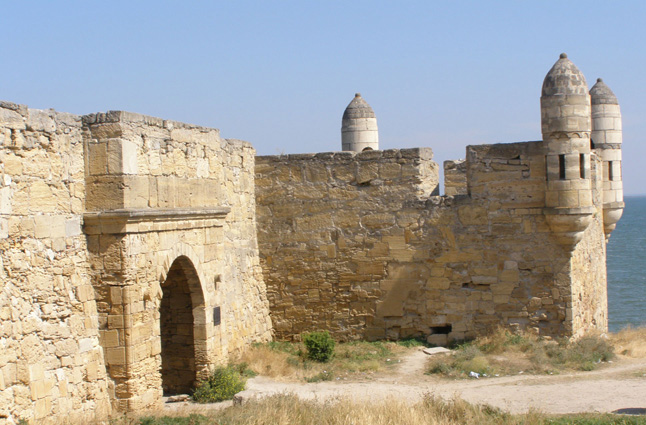
Yenikale en Ucrania
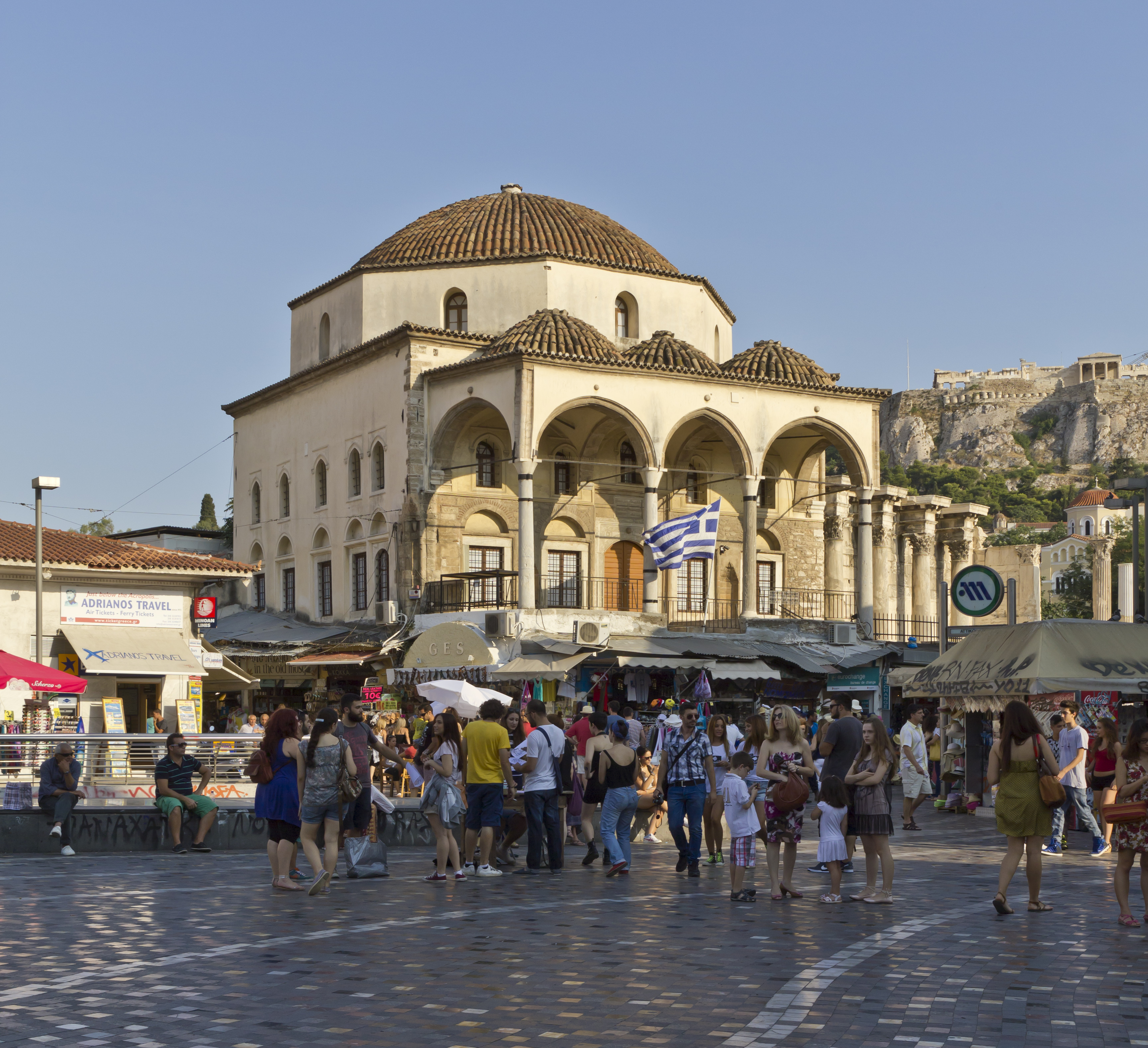
Mezquita Tsisdarakis en Atenas
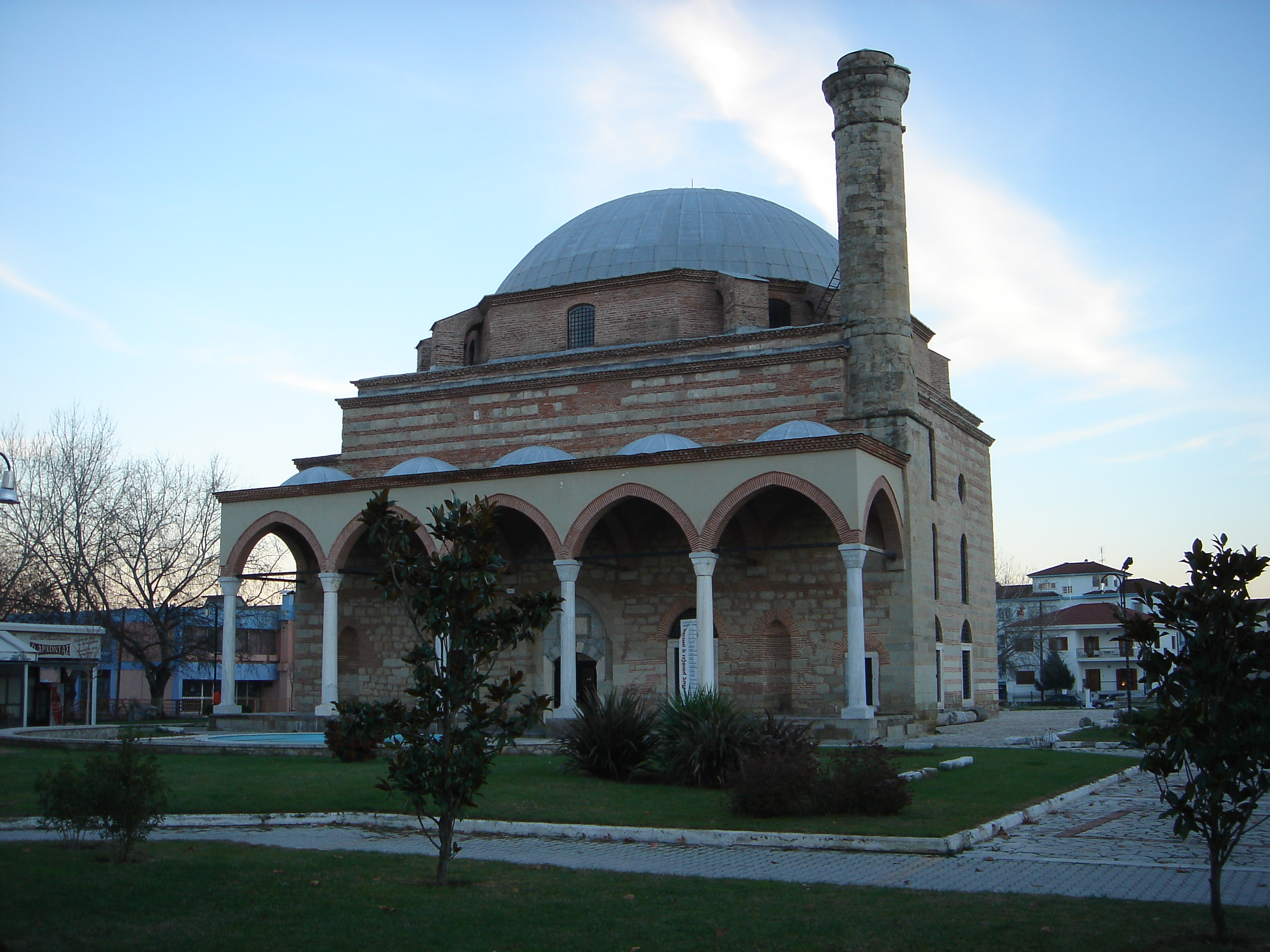
Mezquita del shah Osmanen Trikala
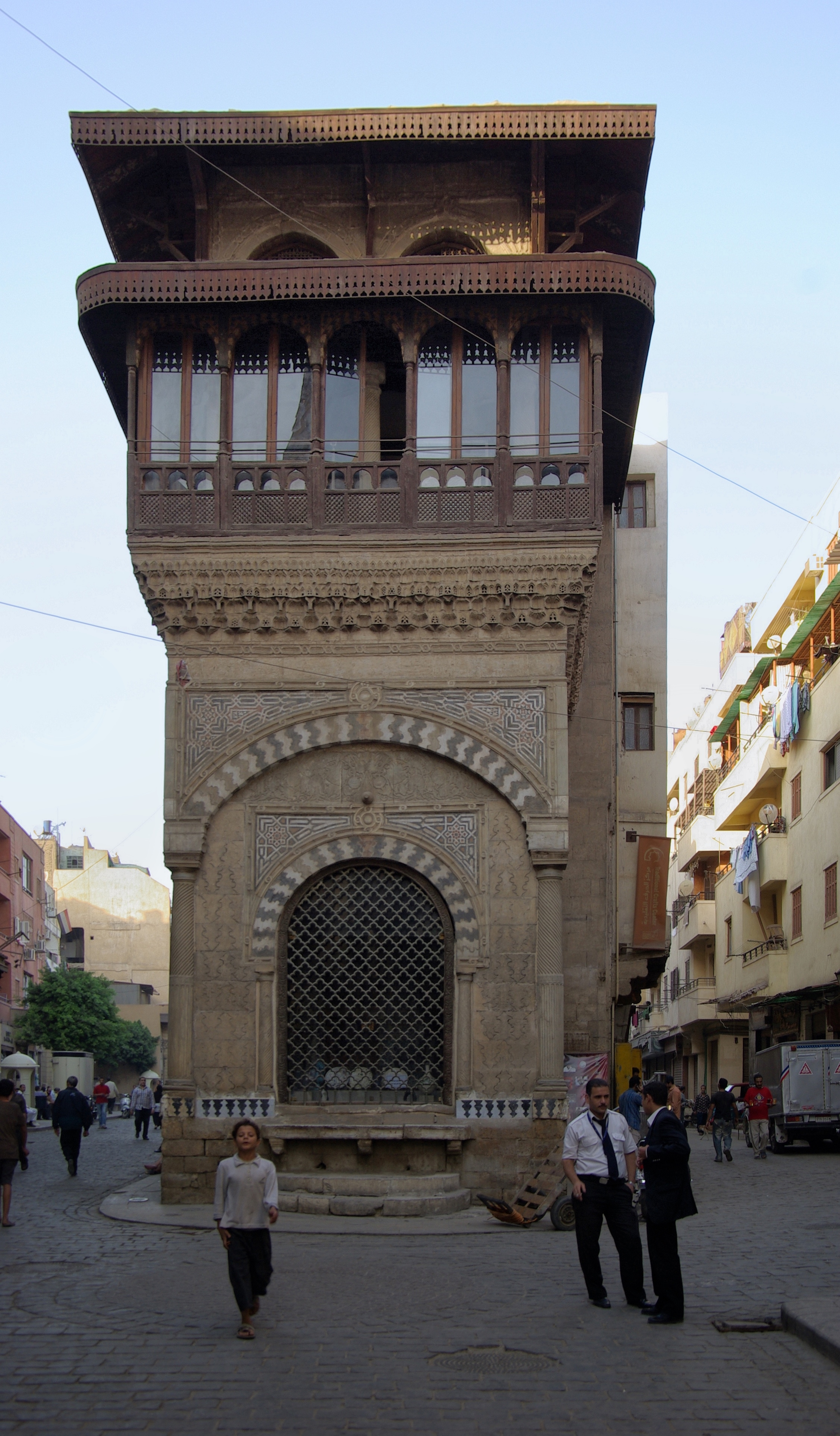
Sabil-Kuttab of Katkhuda en El Cairo
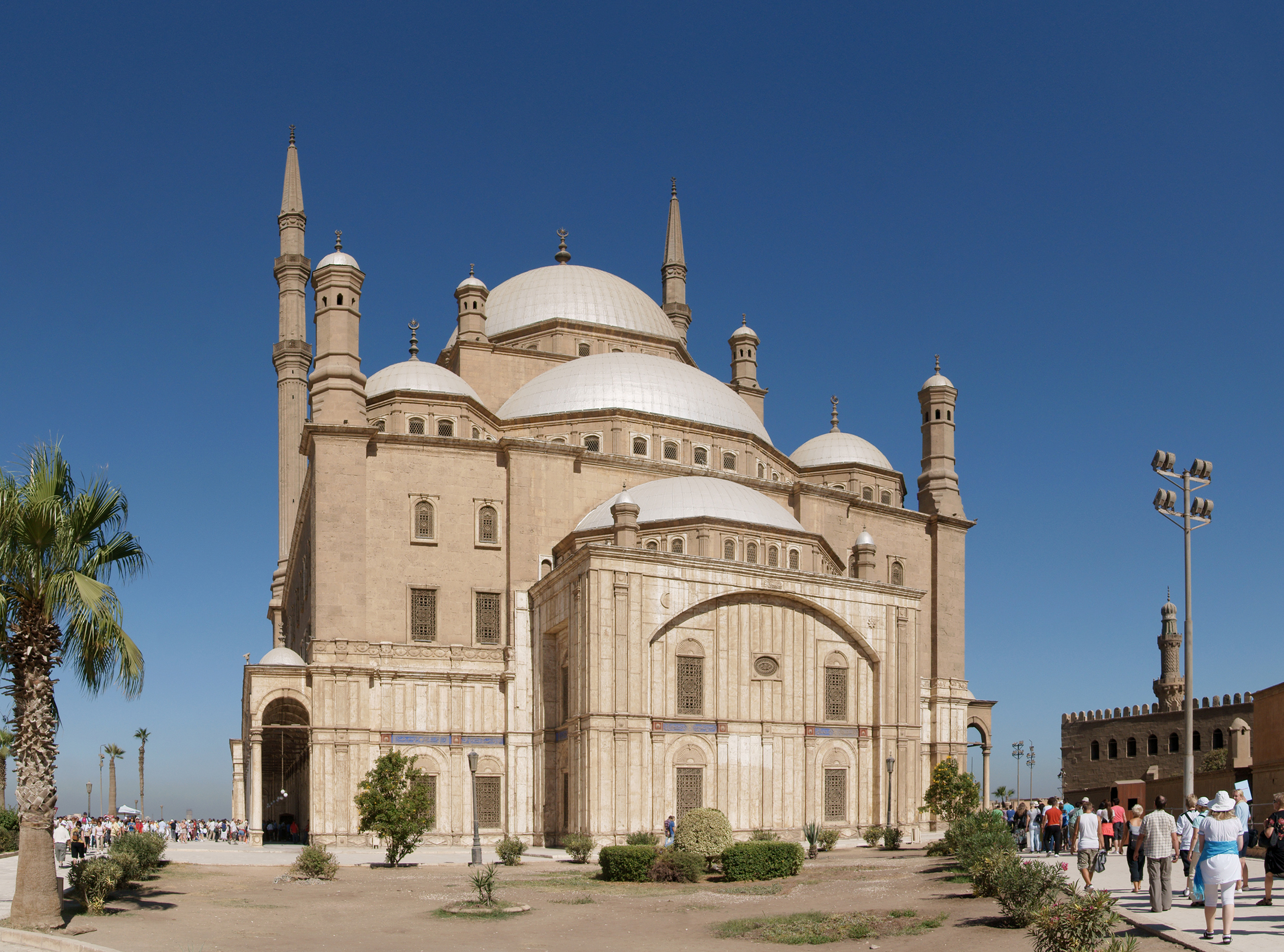
Mezquita de Muhammad Alí en El Cairo
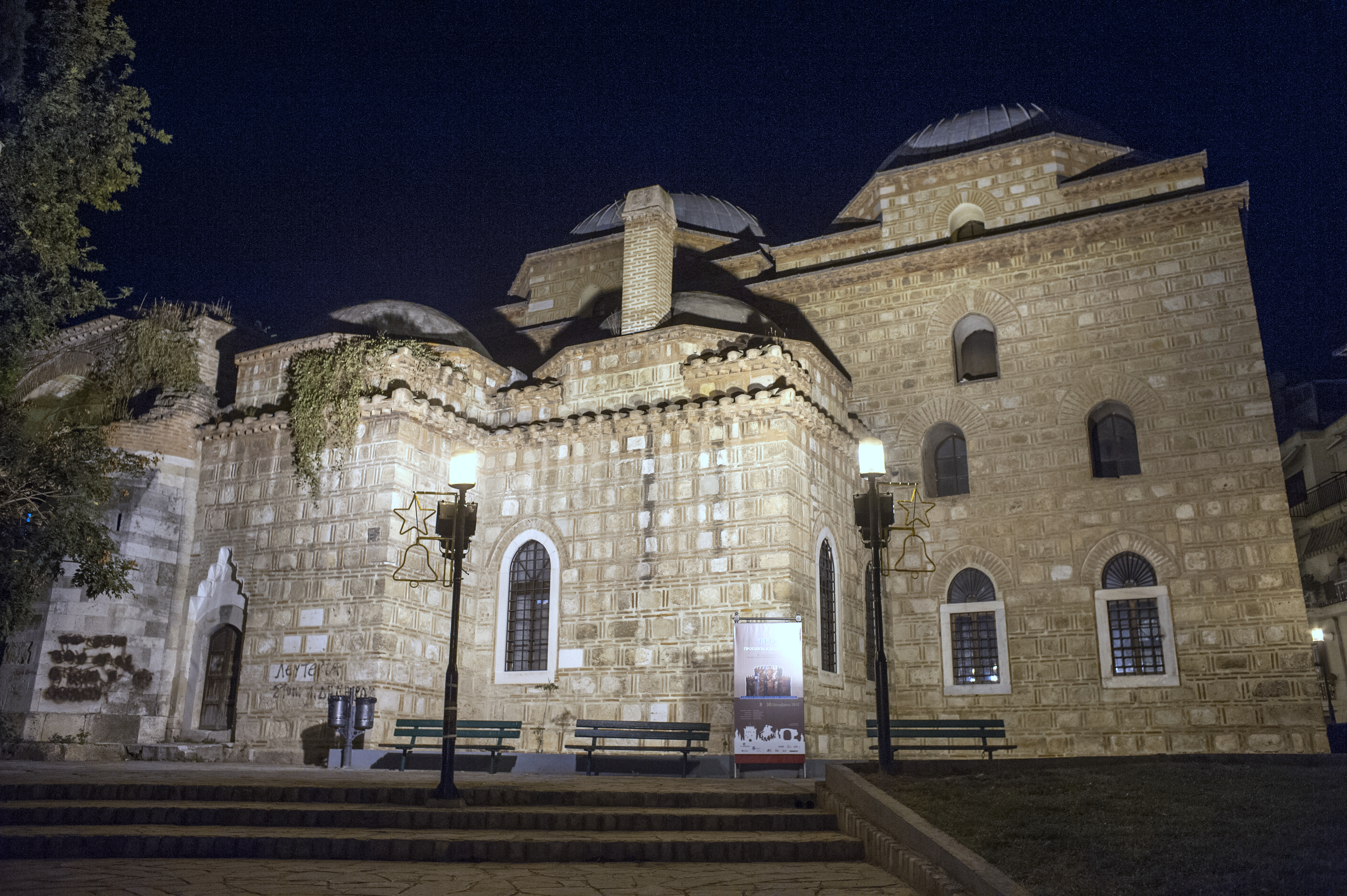
La Mezquita Alaca Imaret en Salónica
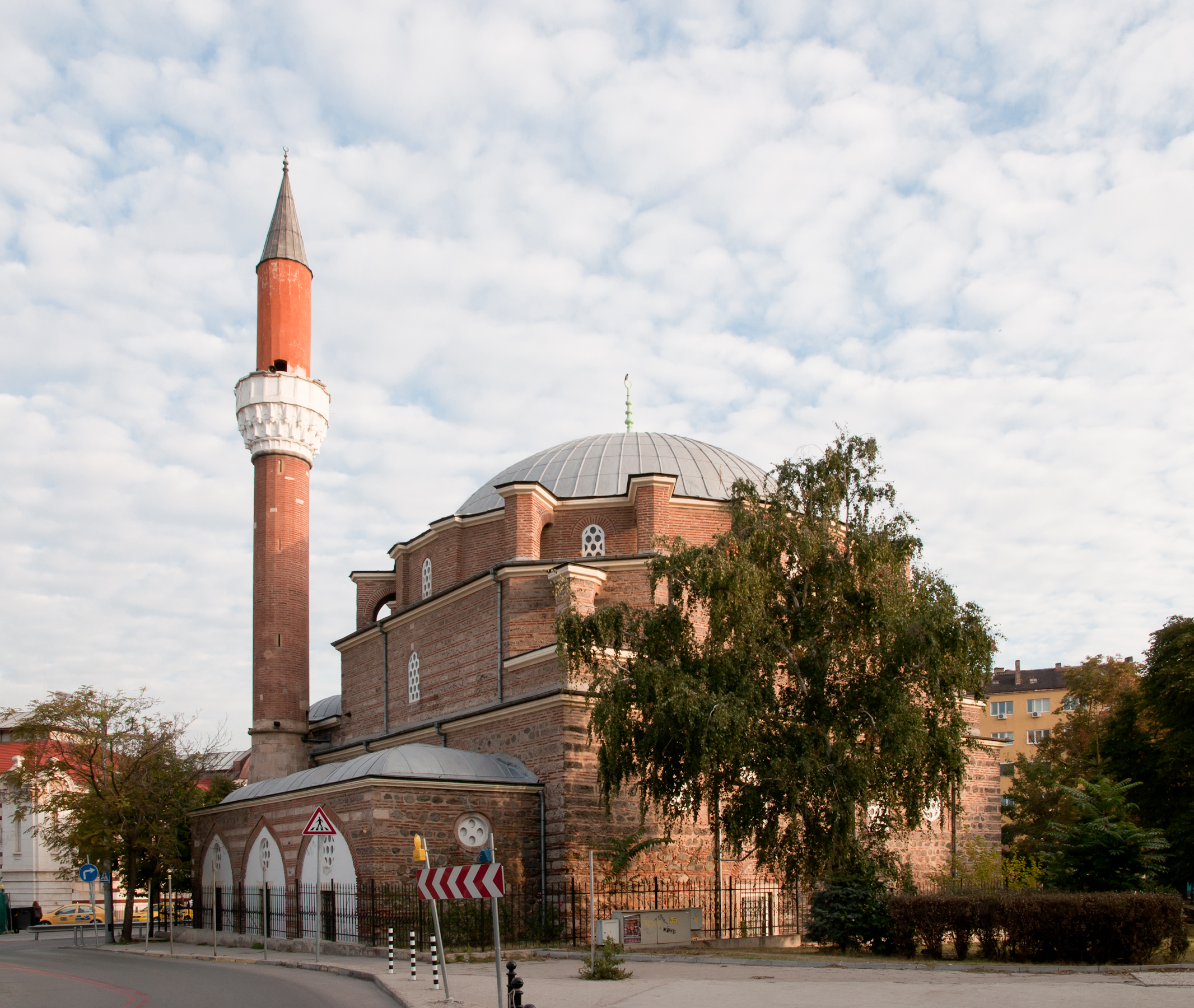
Mezquita Banya Bashi en Sofía
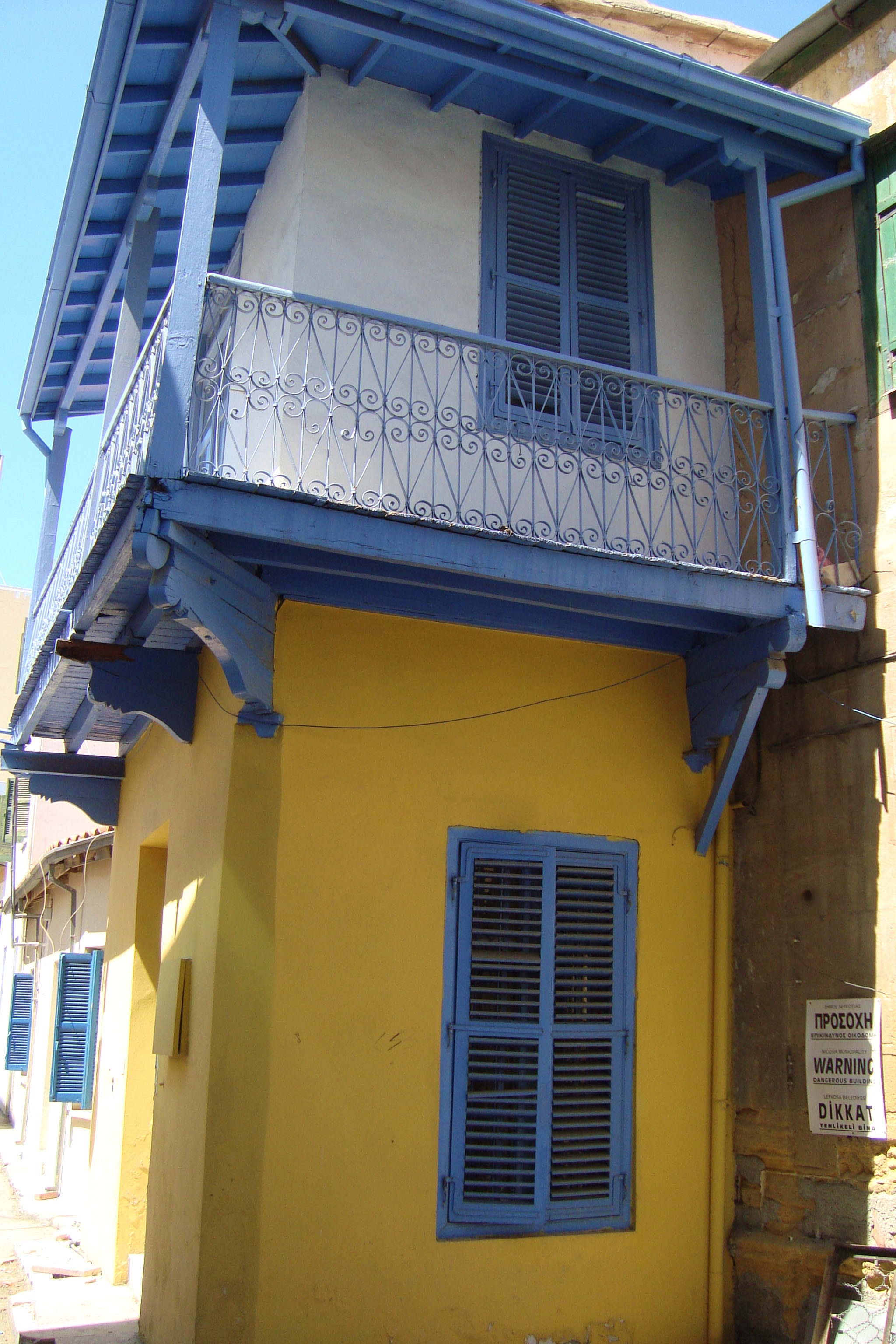
Casa tradicional en Nicosia, Chipre
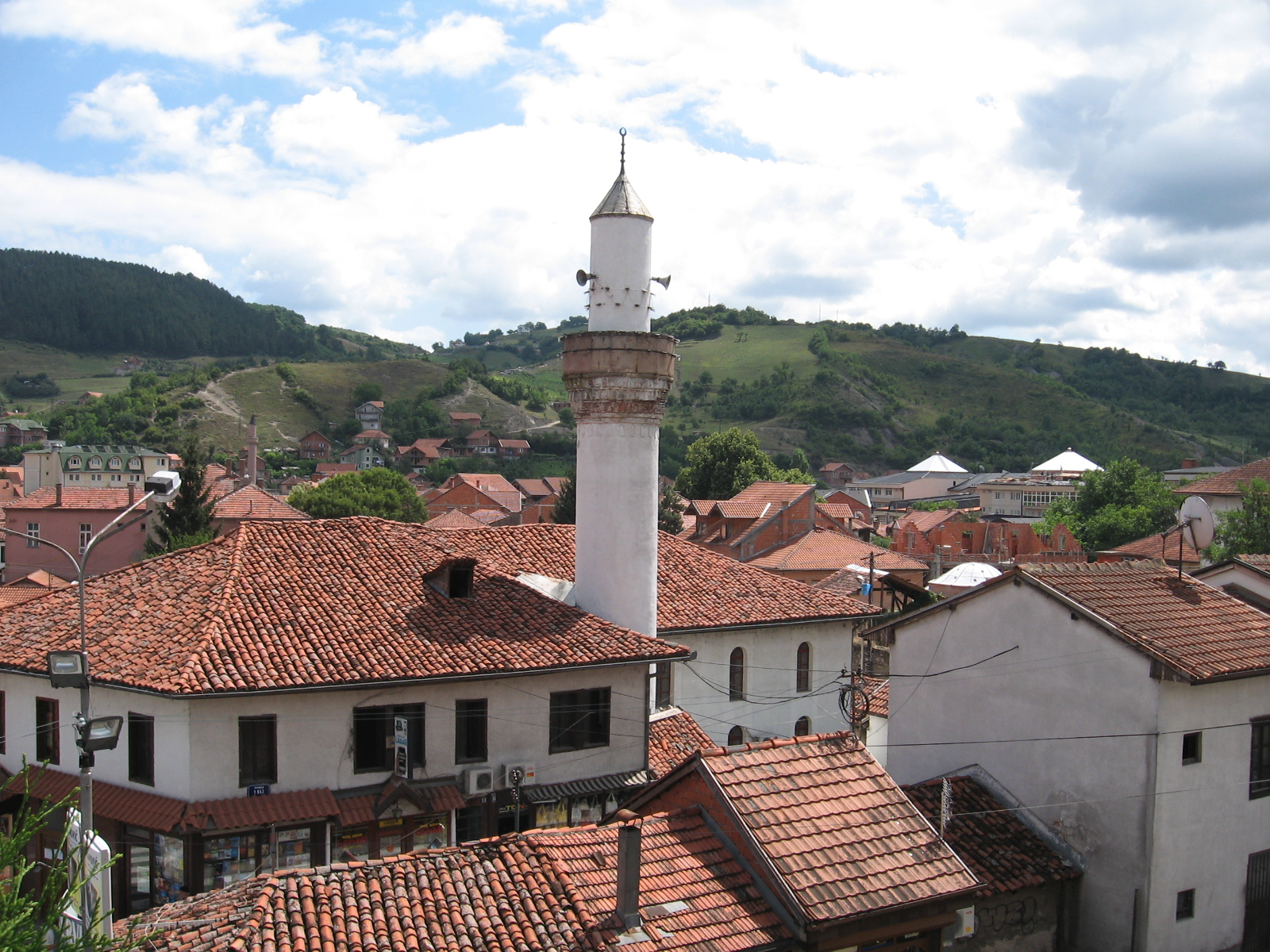
Mezquita en Novi Pazar
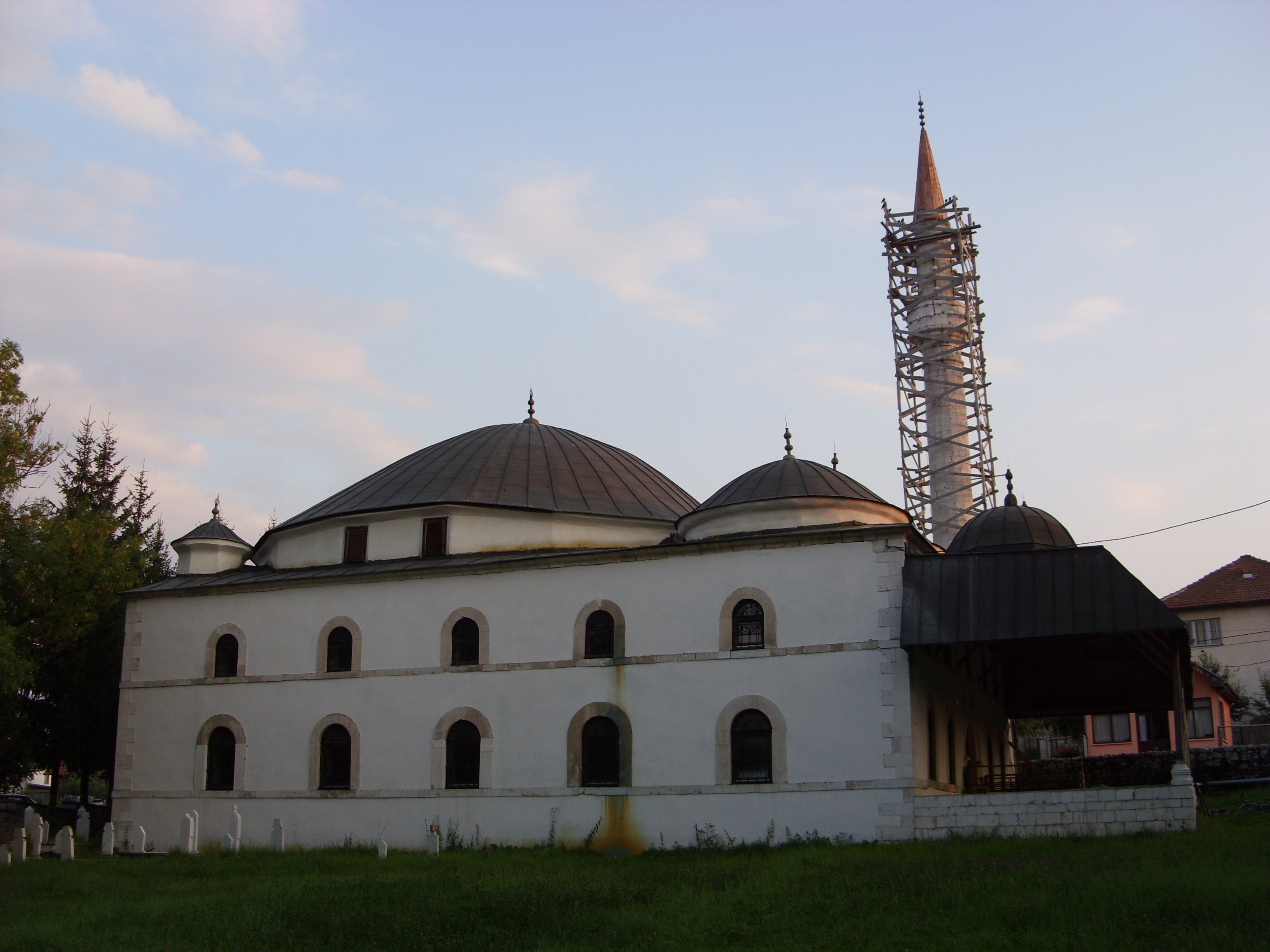
Mezquita Sultan Valide en Sjenica
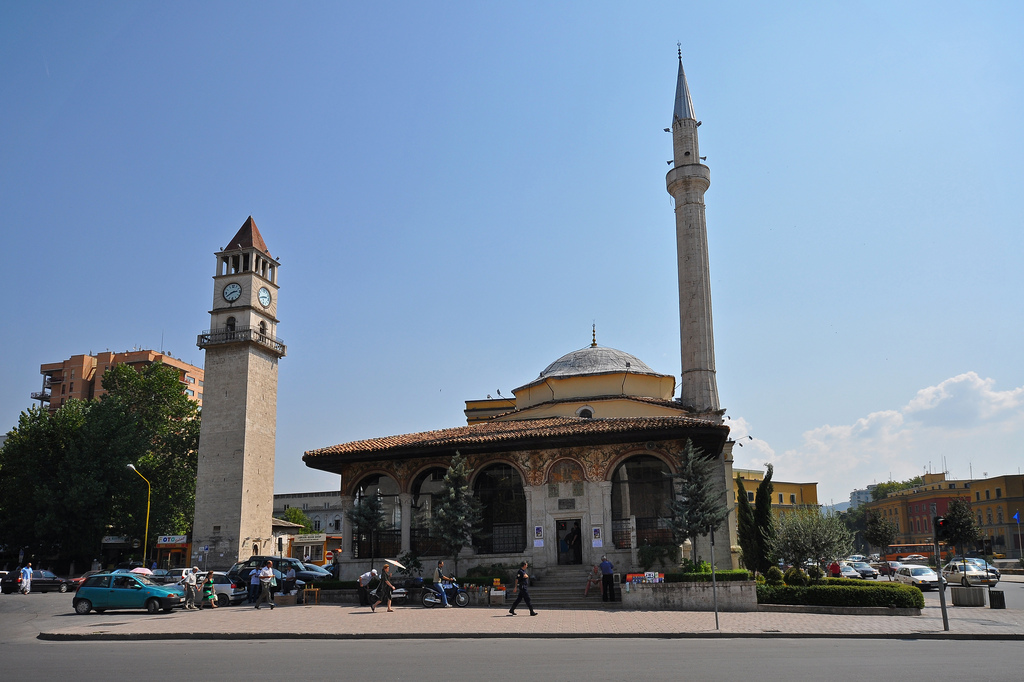
Mezquita de Et'hem Bey y torre del reloj en Tirana
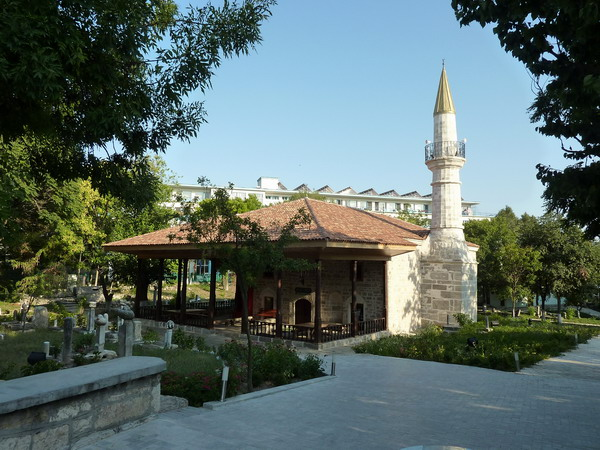
Mezquita de Mangalia en Rumania
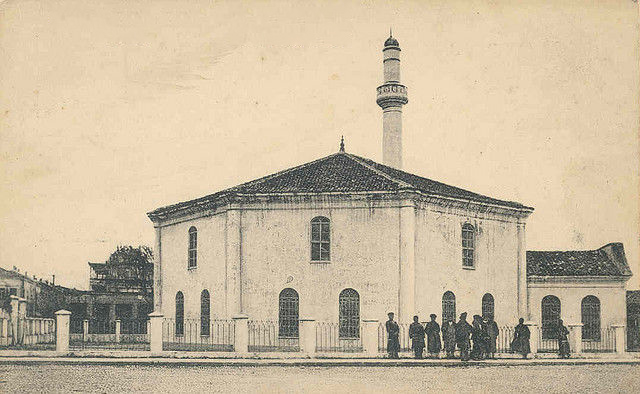
Mezquita Aziziye en Batumi, Georgia (ya no existe)

Arquitectura otomana en Hungria y Serbia
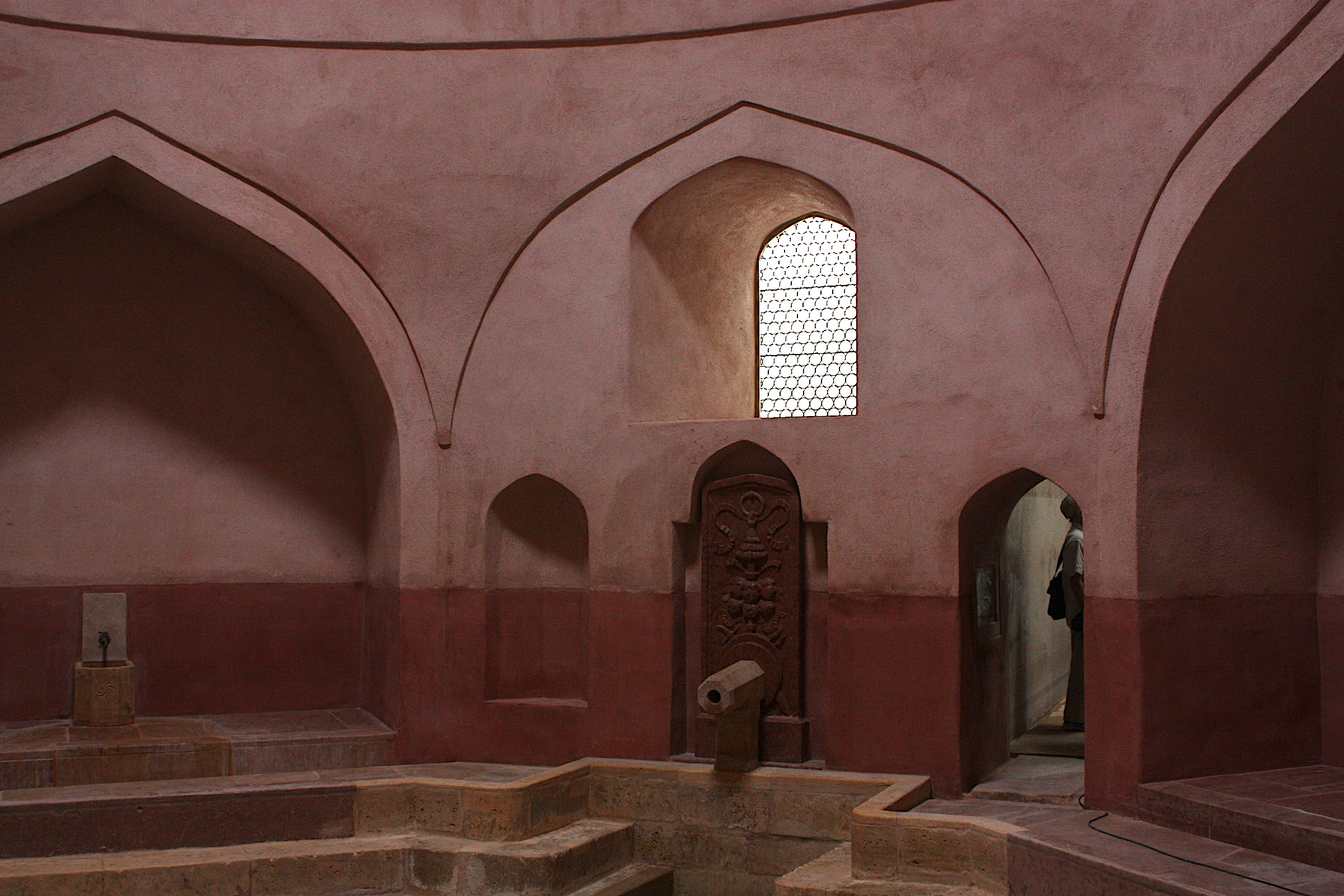
Rácz Thermal Bath en Budapest
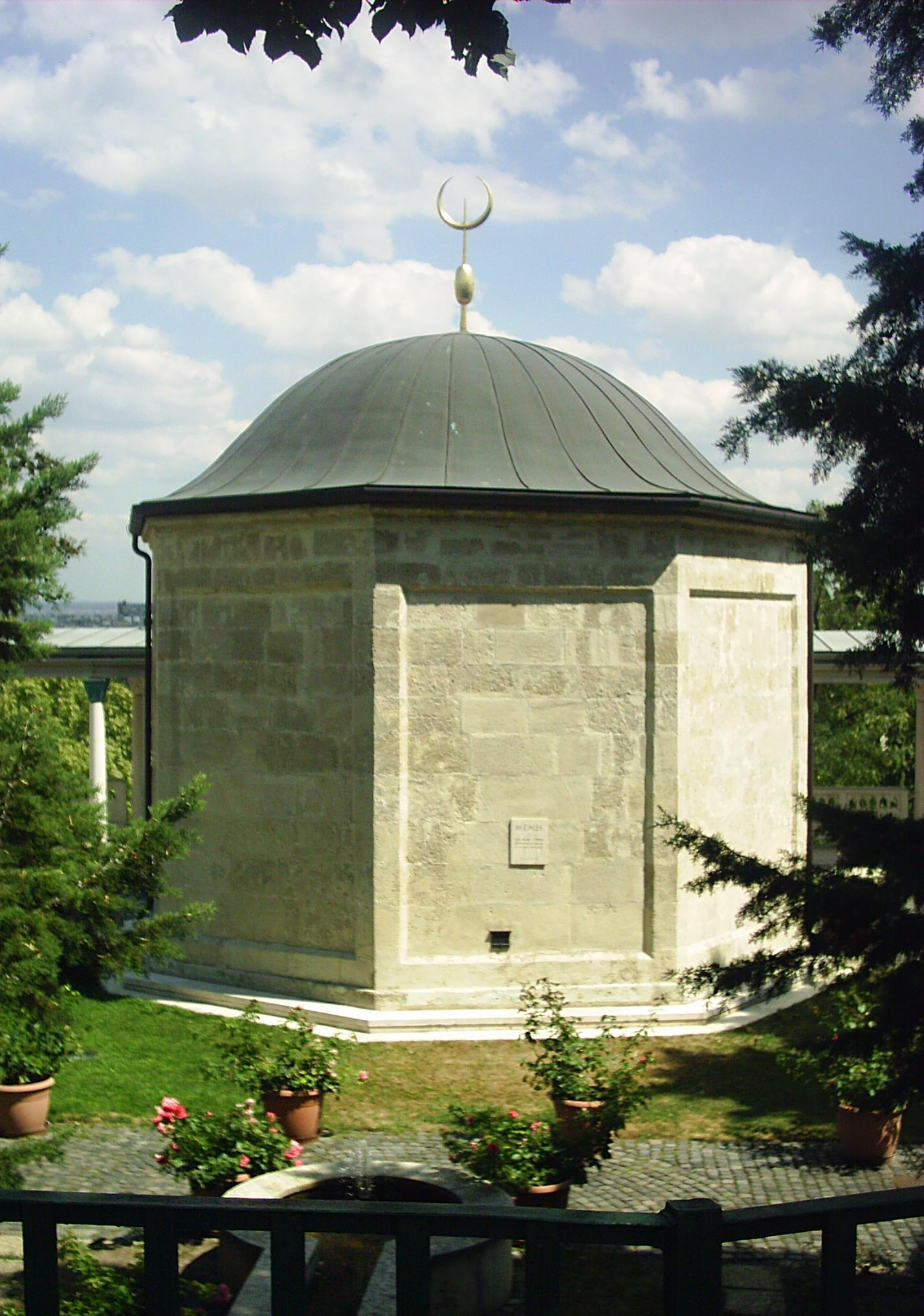
Tumba de Gül Baba en Hungría
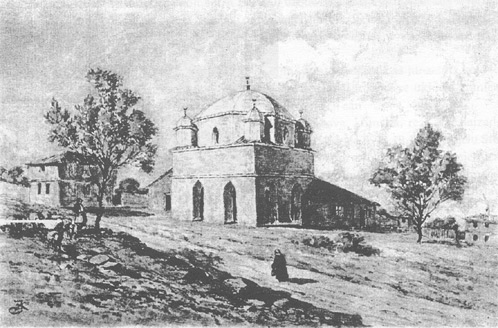
Mezquita Turbe en Belgrado (ya no existe)
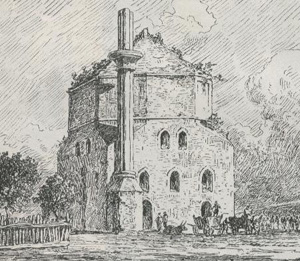
Mezquita Batal en Belgrado (ya no existe)

Arquitectura otomana en Bosnia y Herzegovina
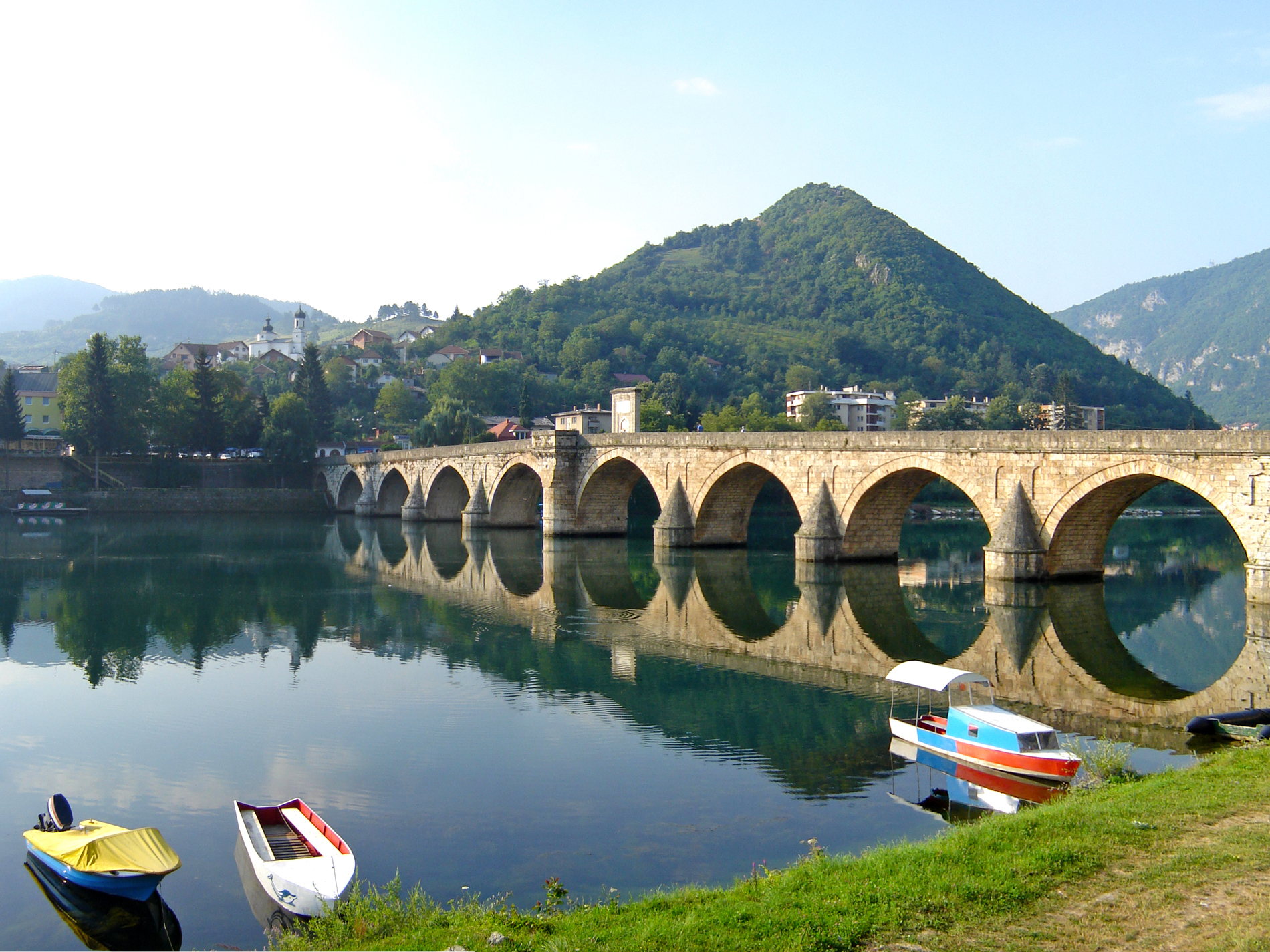
Puente Mehmed Paša Sokolović
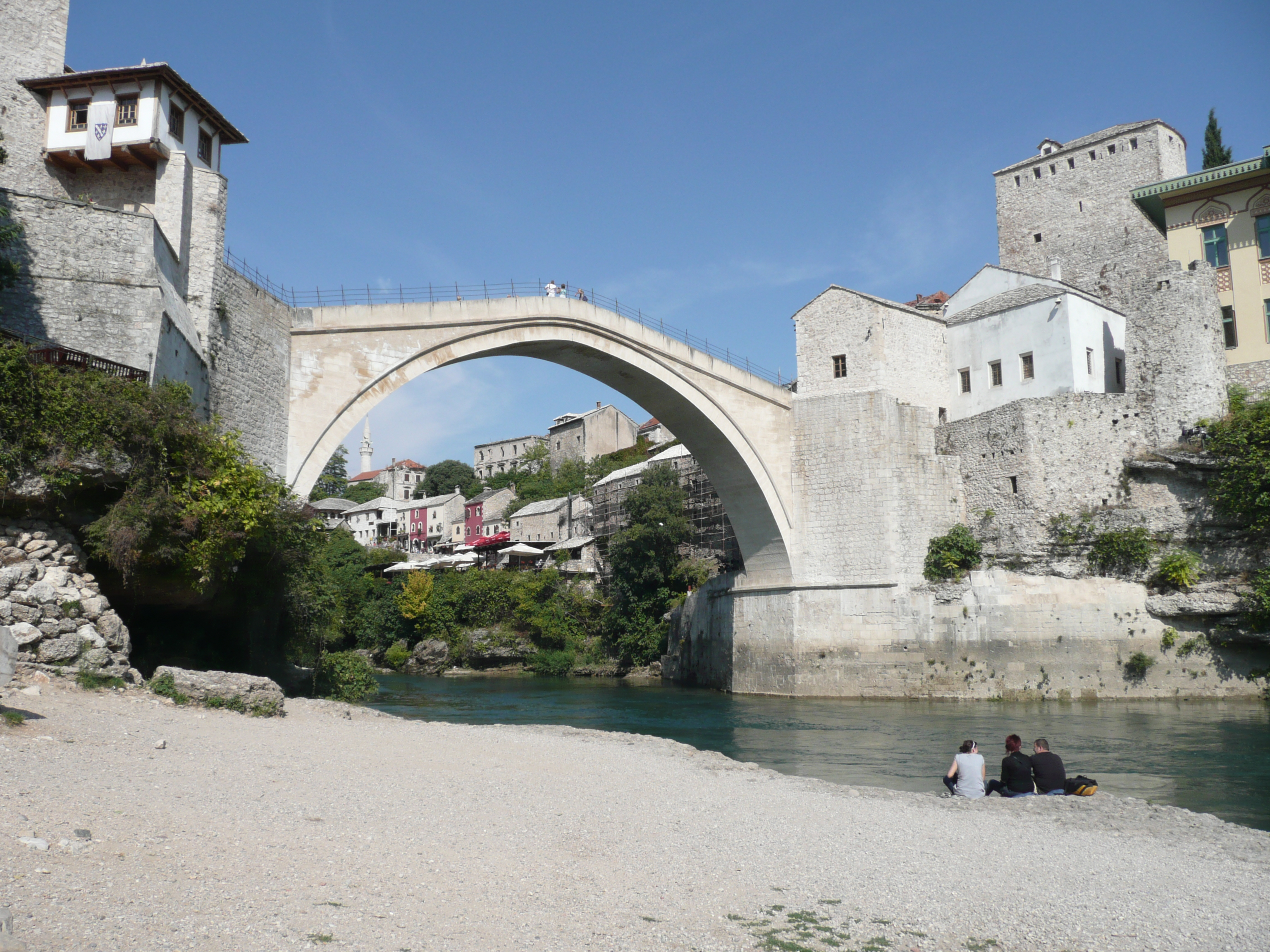
Stari Most en el corazón del centro histórico de Mostar
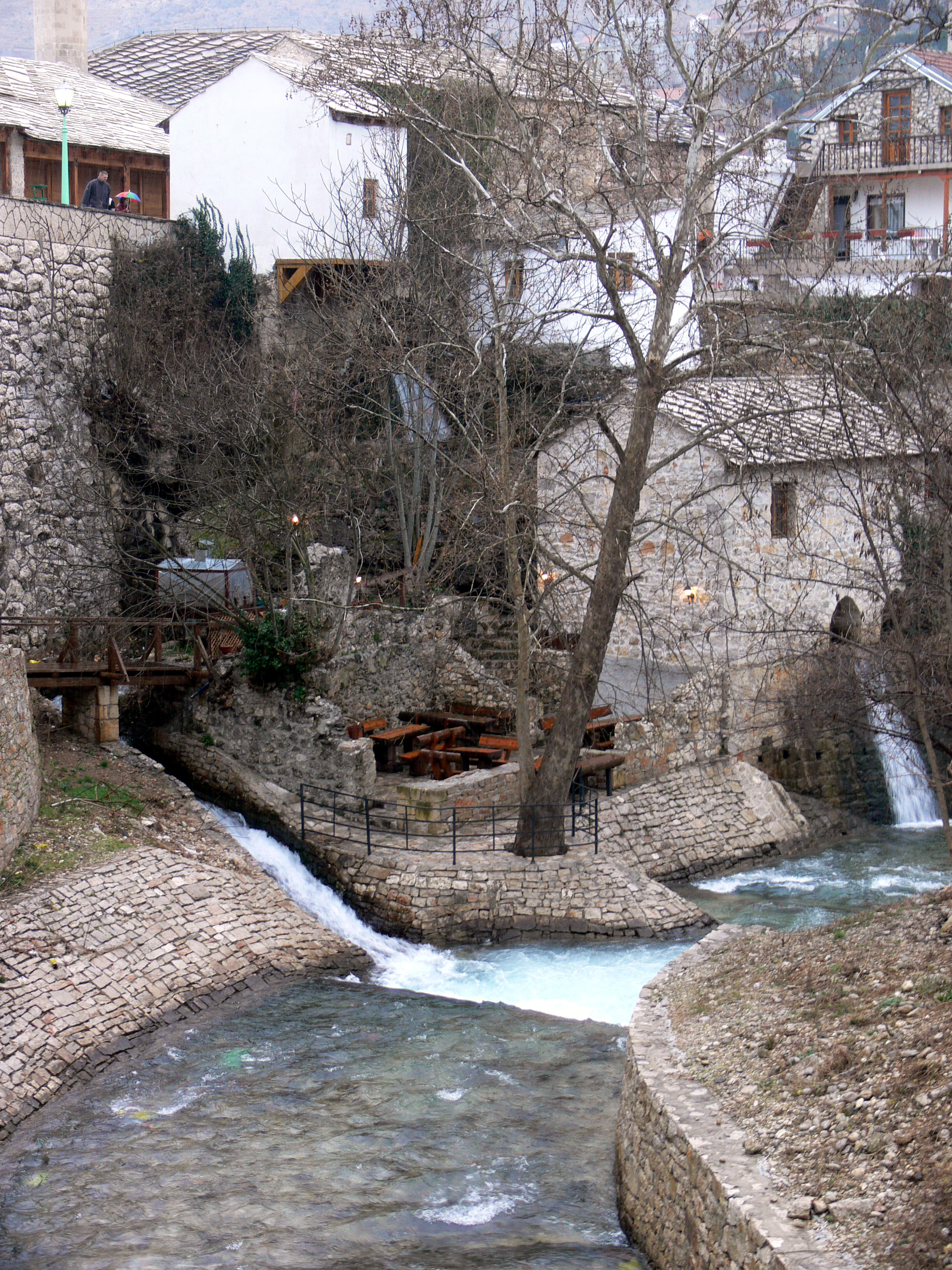
Esquina aislada en el corazón del casco antiguo de Mostar caracterizado por el estilo otomano mediterráneo
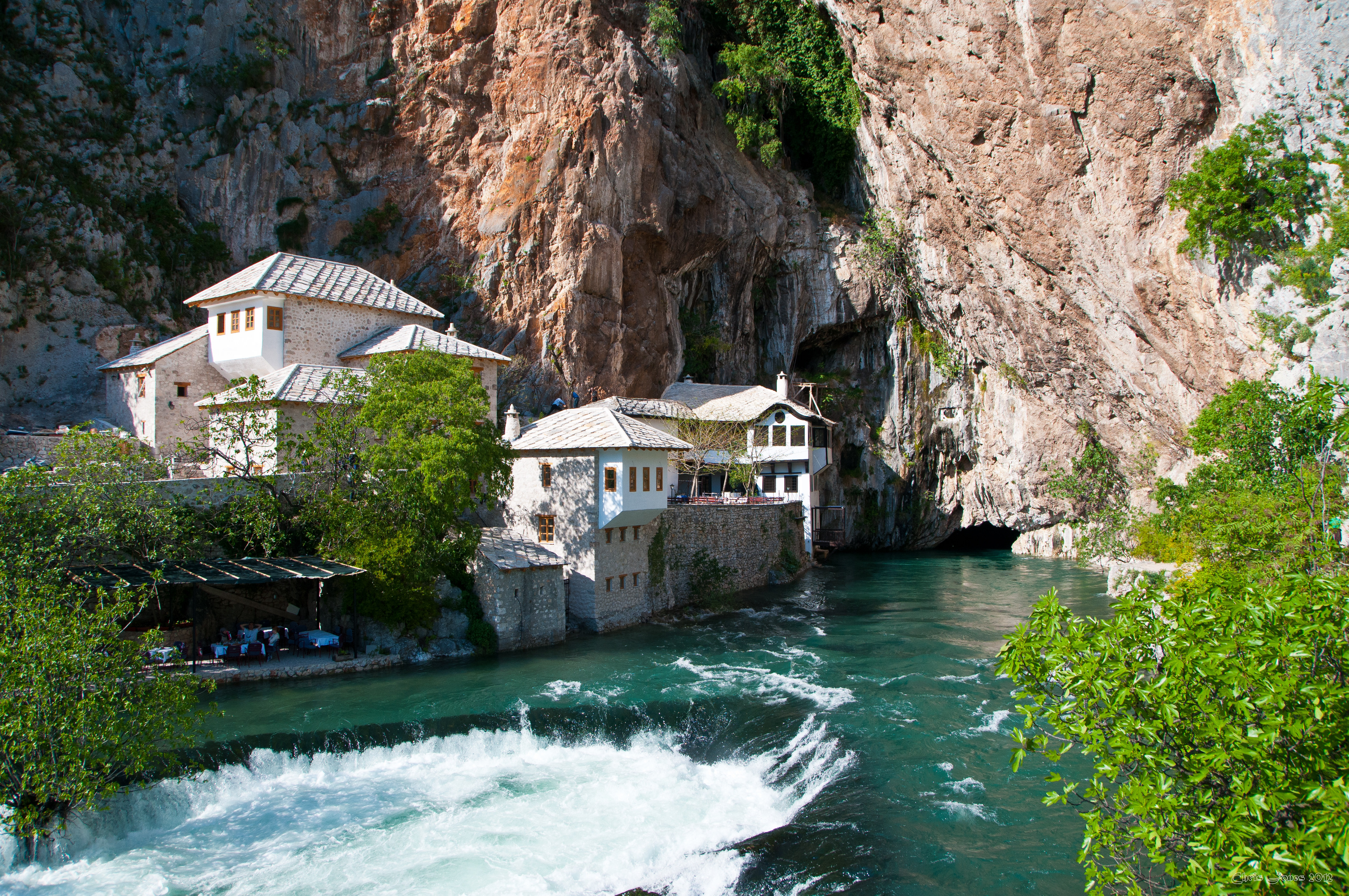
Antiguo monasterio sufí Blagaj Tekke en el manantial Buna, en Blagaj
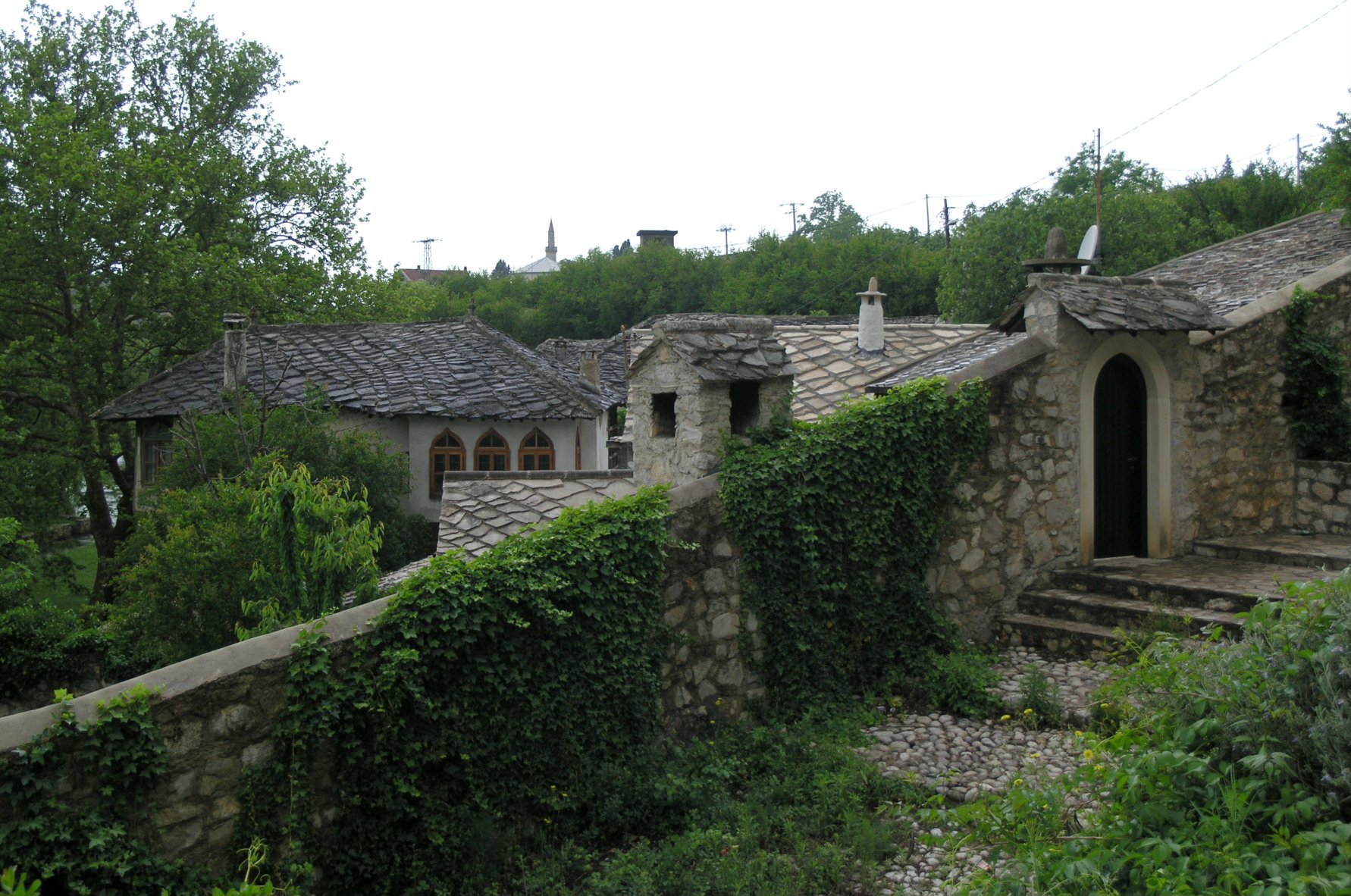
Ciudad historica de  Blagaj en el manantial Buna en el estilo otomano mediterráneo
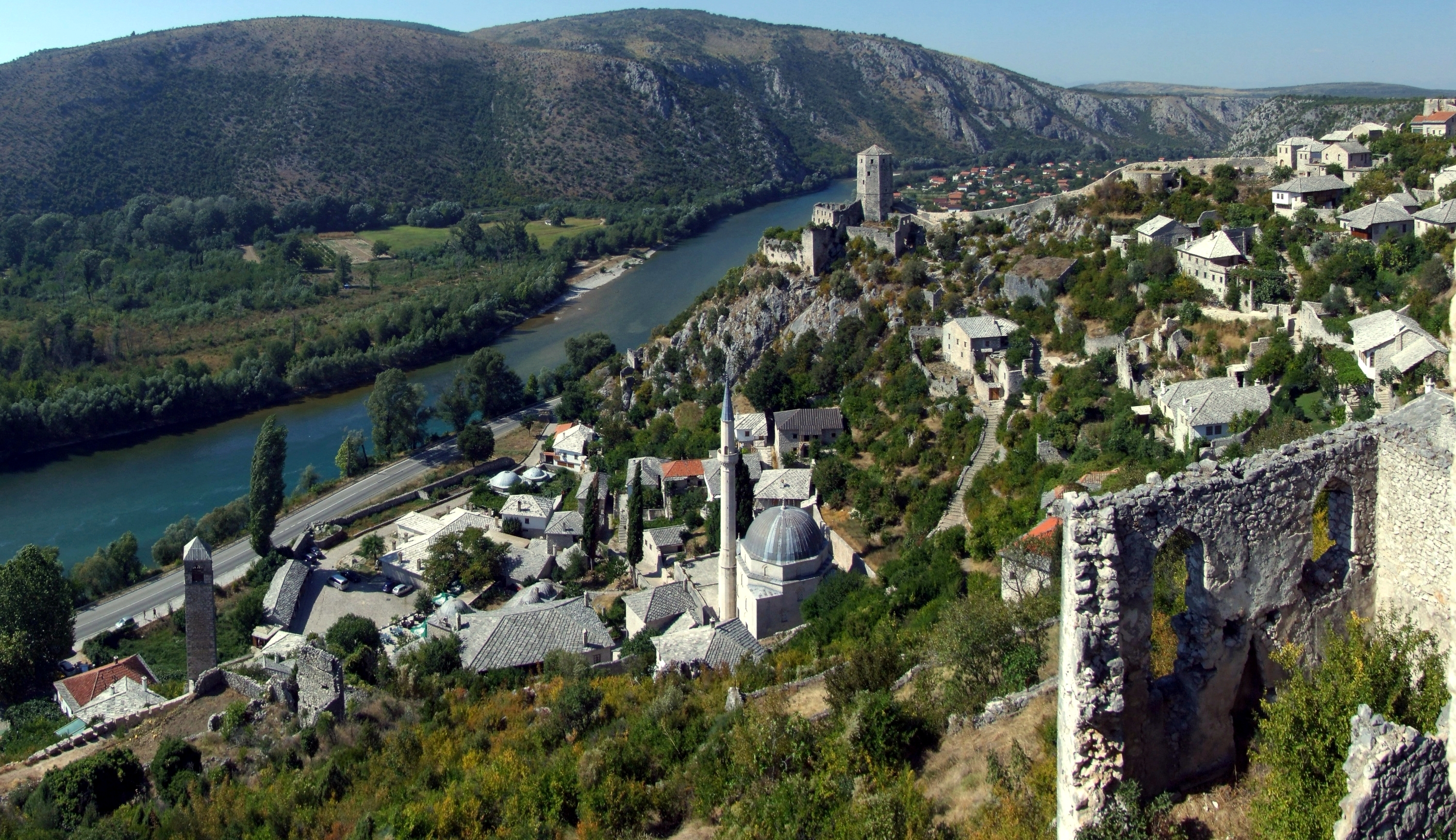
Pueblo histórico de Počitelj en el Neretva en el estilo otomano mediterráneo

Arquitectura otomana en Sarajevo
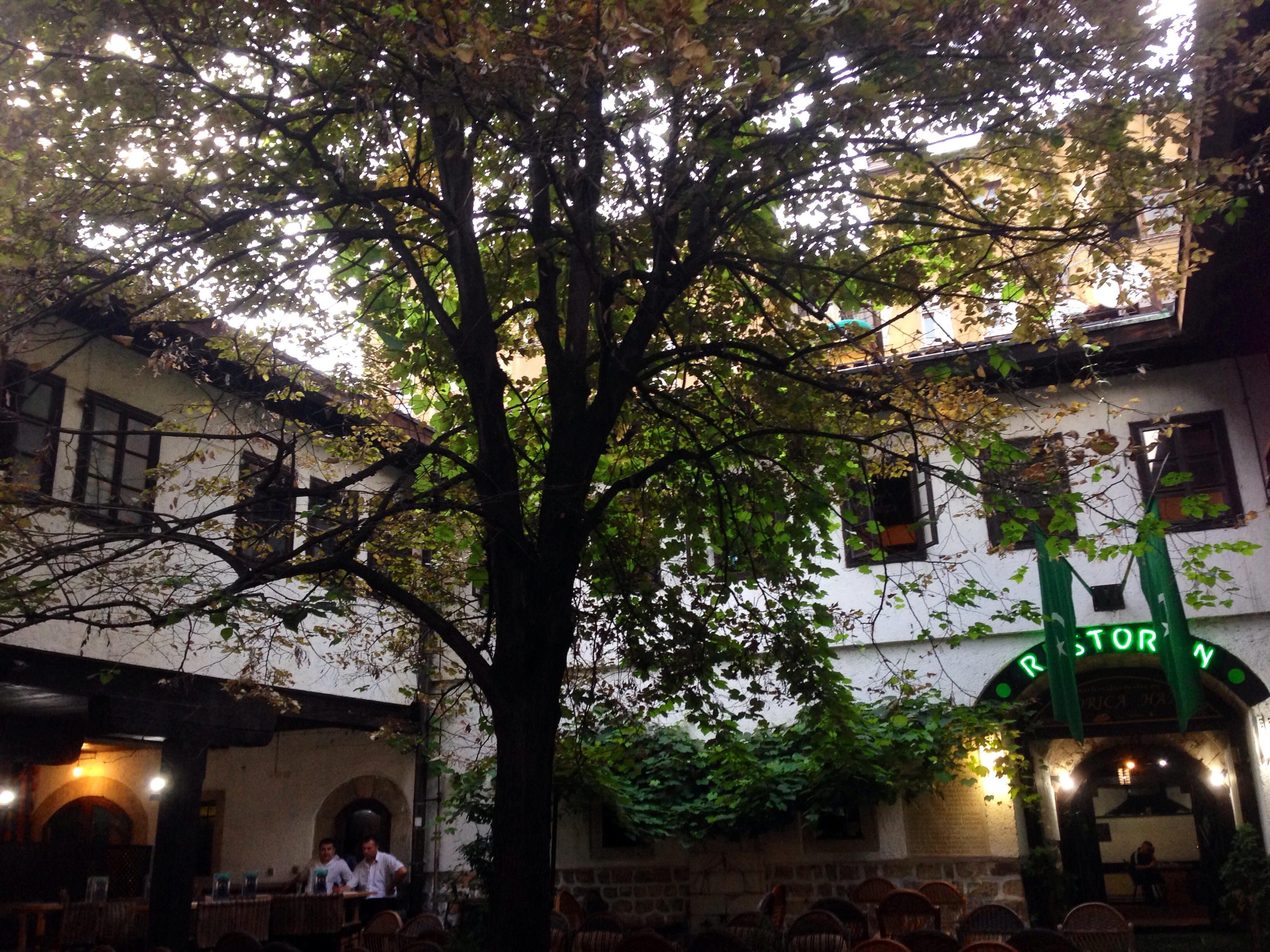
Morića Han
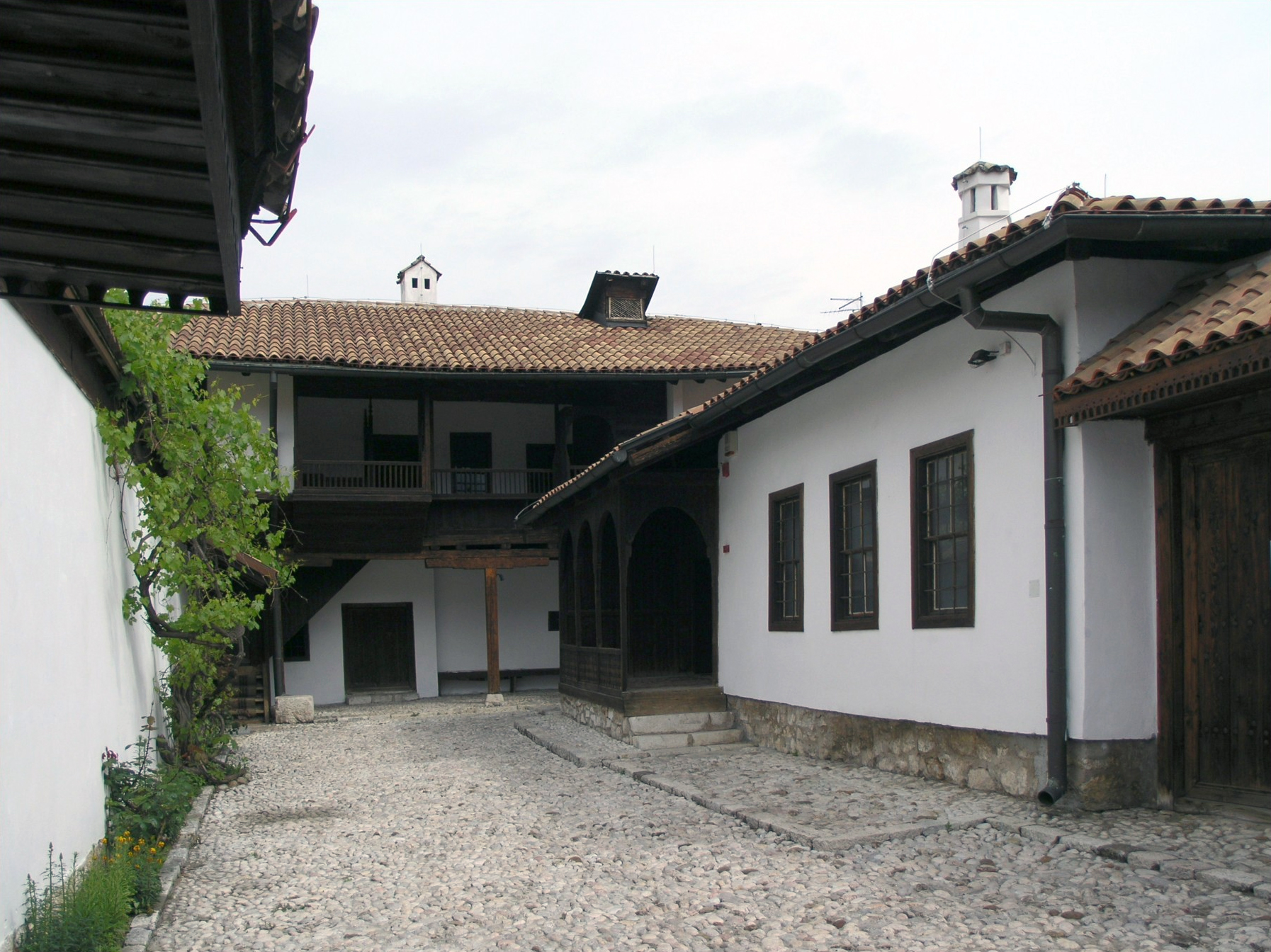
Patio de la casa de Svrzo
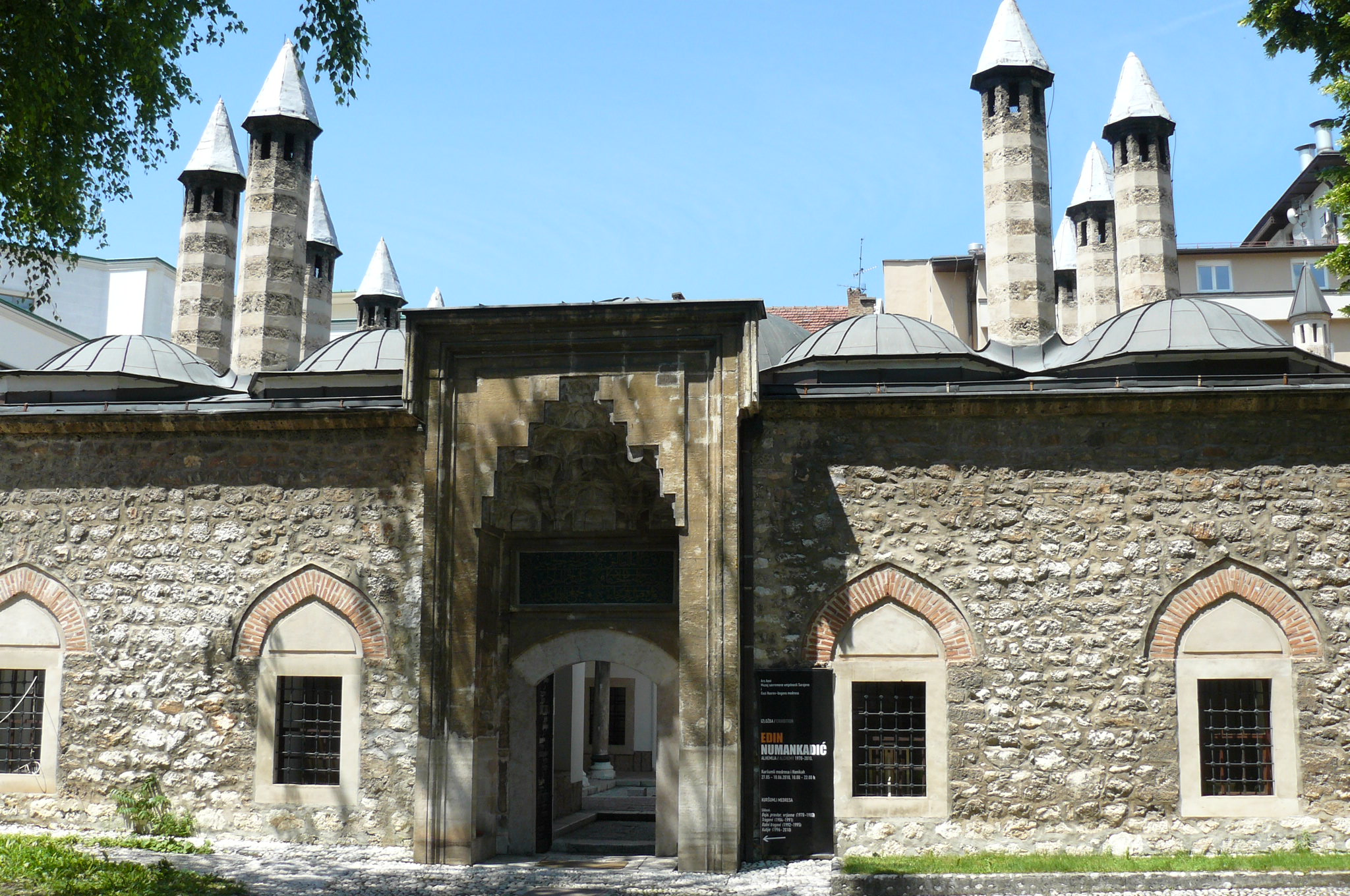
Gazi Husrev-beg Medresa
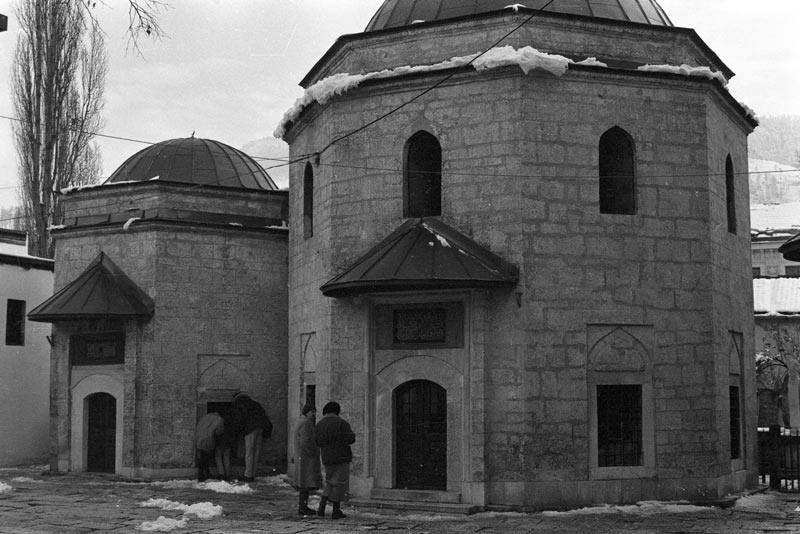
Gazi Husrev-beg's Turbe (tumba) en el patio de la mezquita Gazi Husrev-beg
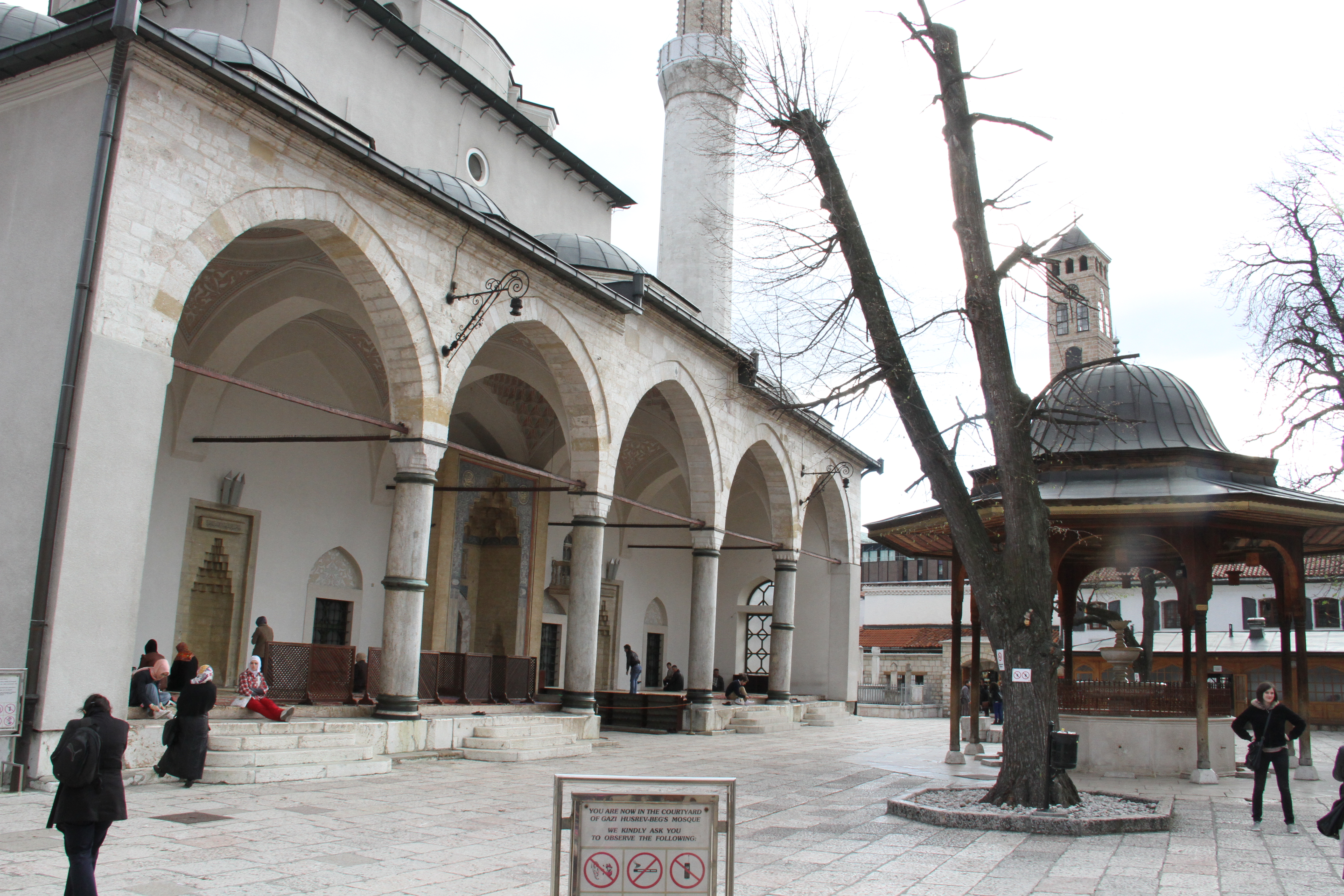
Mezquita Gazi Husrev-beg con la torre del reloj adosada en Baščaršija en la Ciudad Vieja
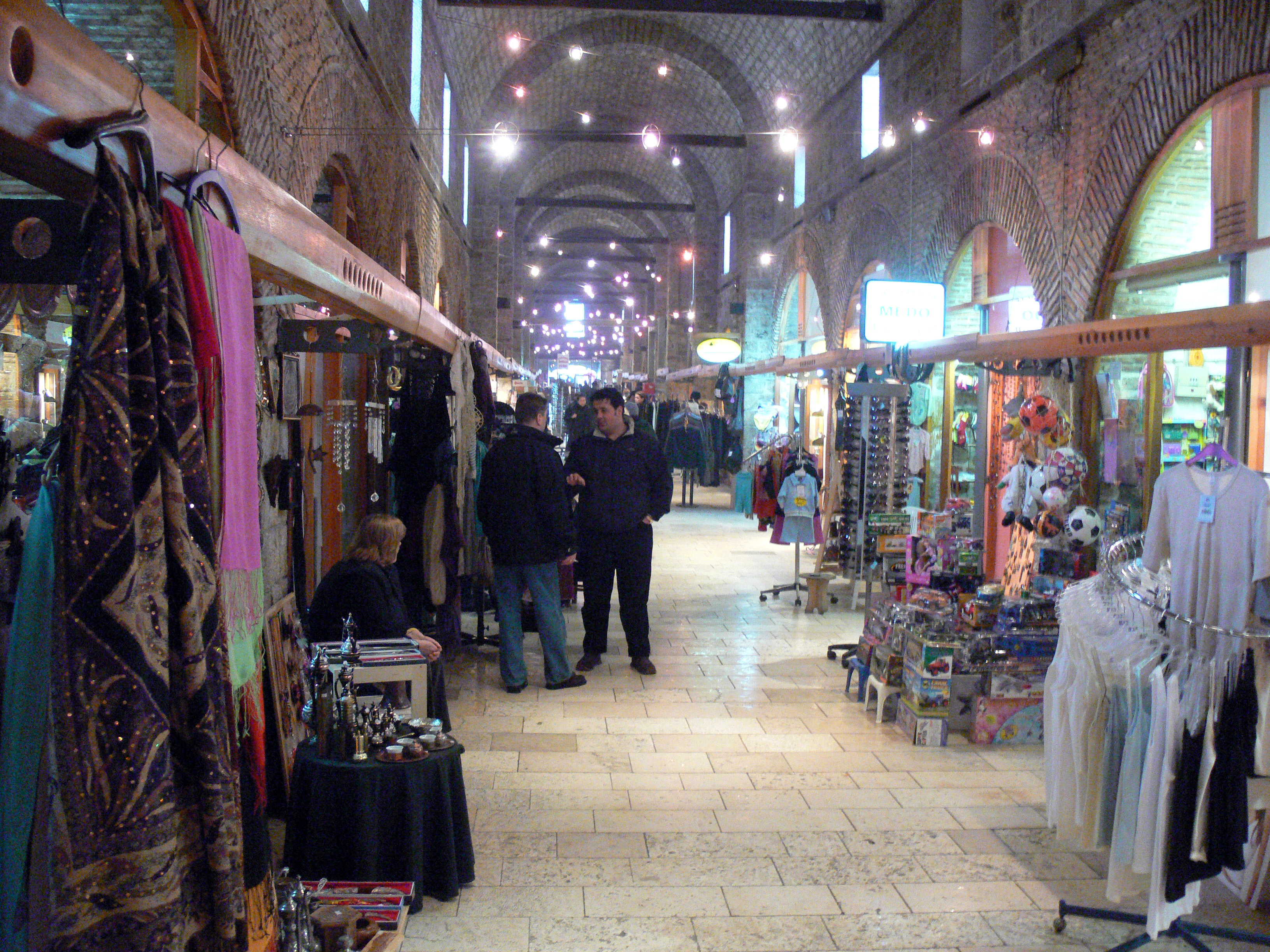
Bazar de Gazi Husrev-beg en Baščaršija en la Ciudad Vieja, único bazar cubierto otomano fuera de Turquía en Europa
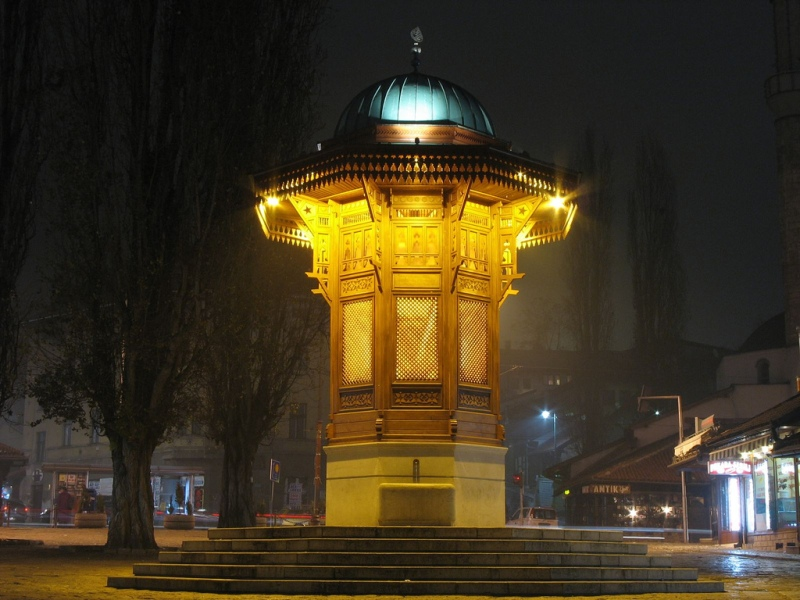
Sebilj es una fuente pública de madera y piedra en forma de kiosco en el centro de la plaza Baščaršija en la ciudad vieja
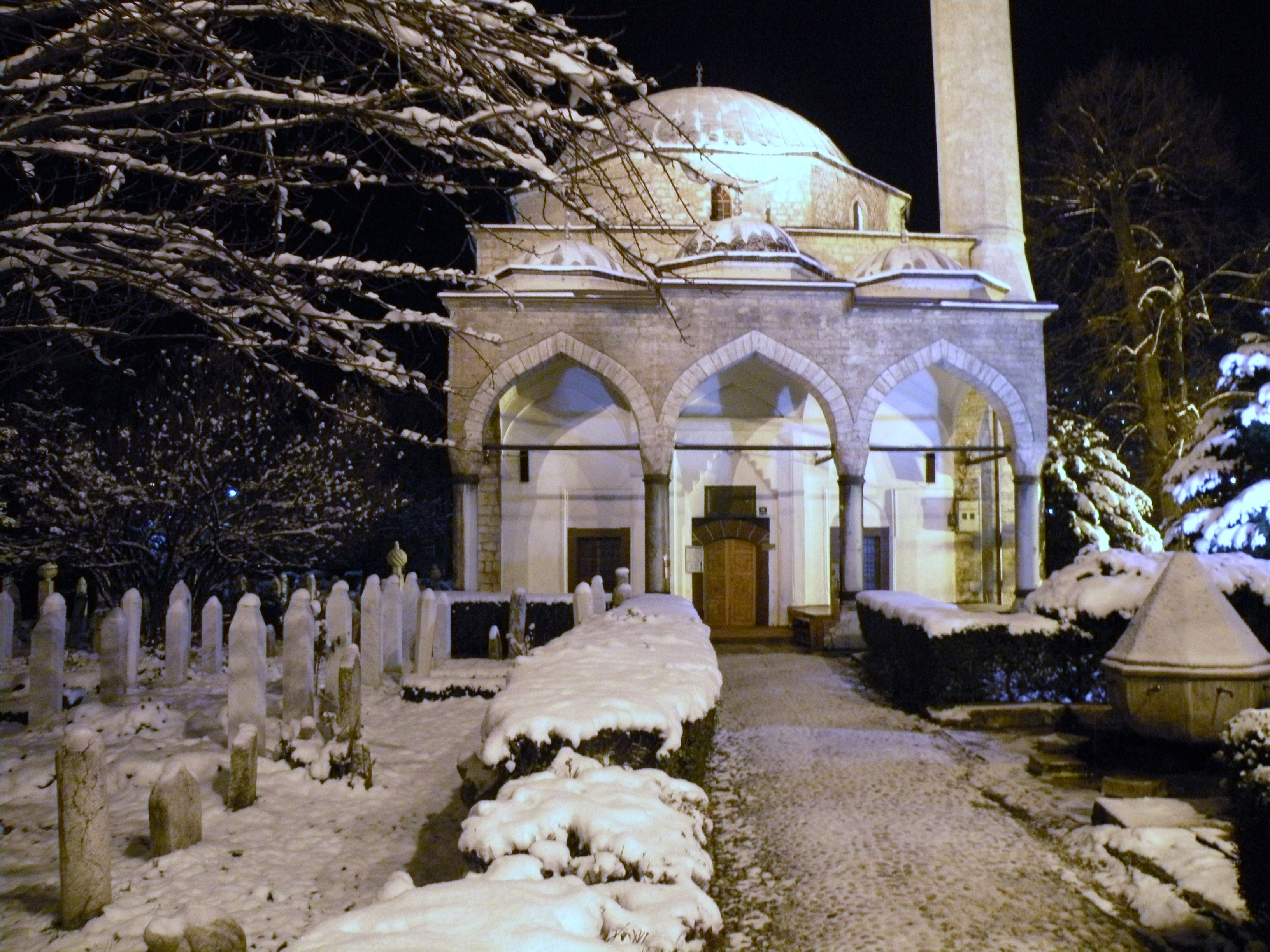
Mezquita Ali Pasha
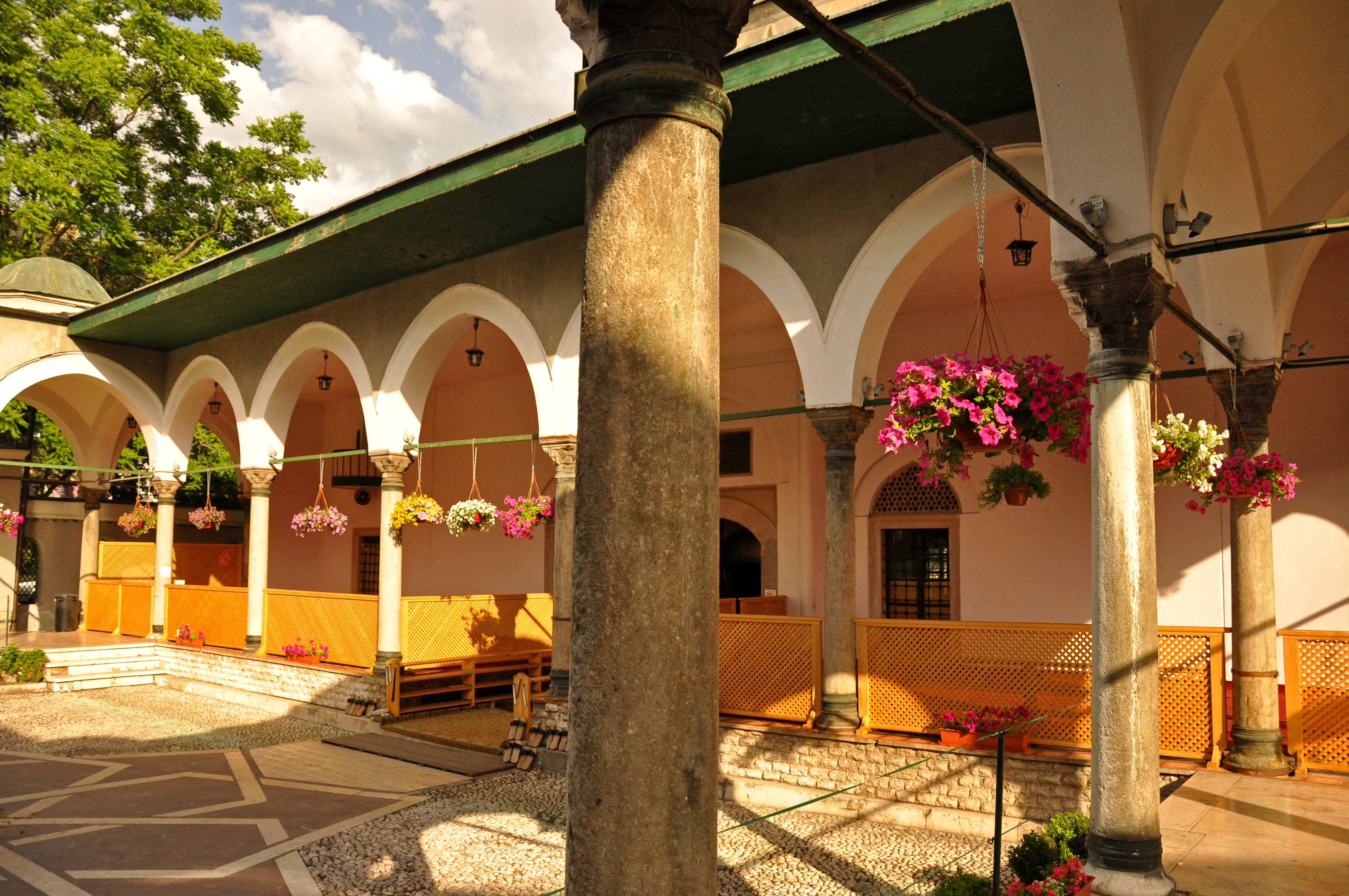
Patio de la Mezquita del Emperador

Arquitectura otomana en Skopje
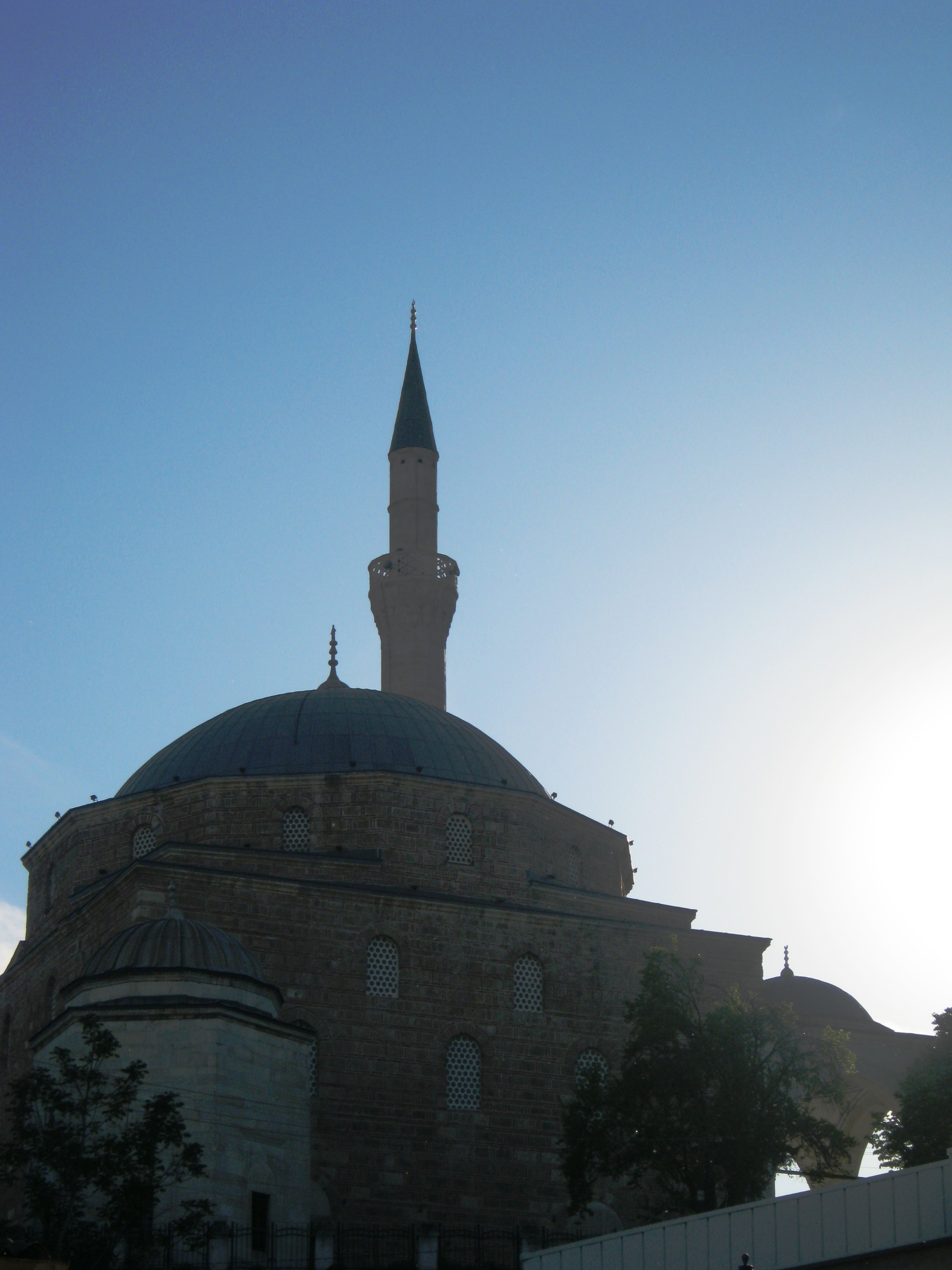
Mezquita Mustafa Paşa
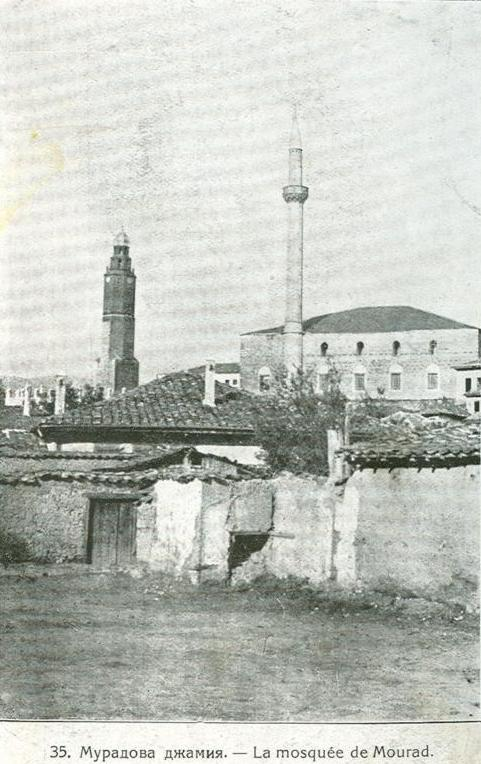
Mezquita Sultan Murad
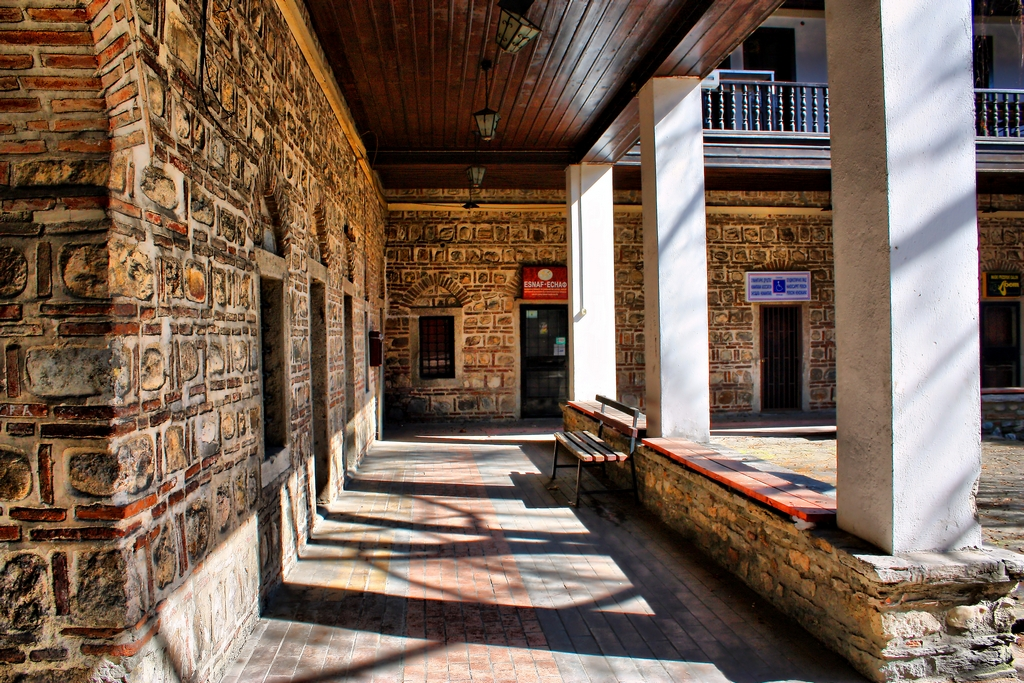
Kapan Han
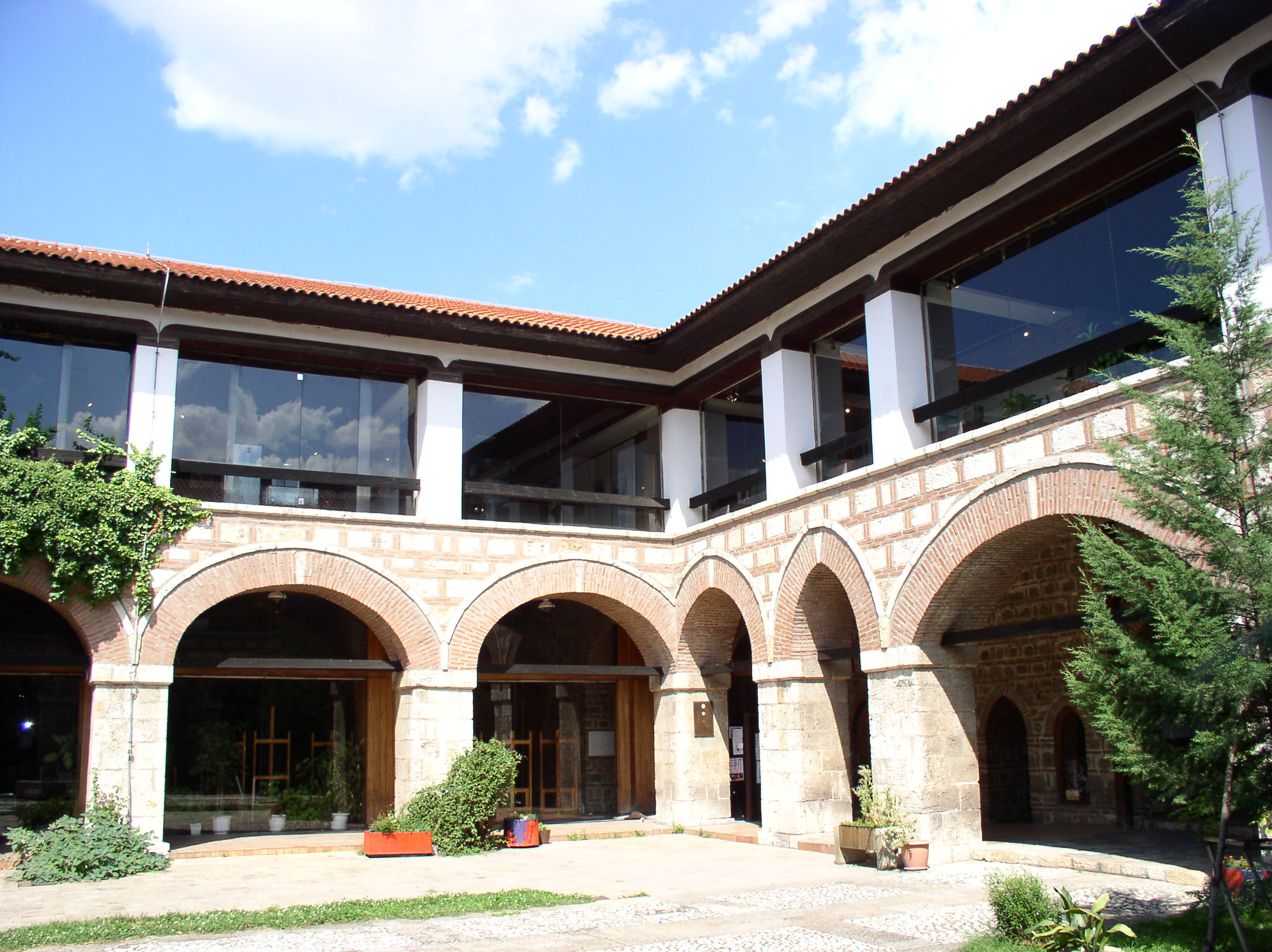
Suli An
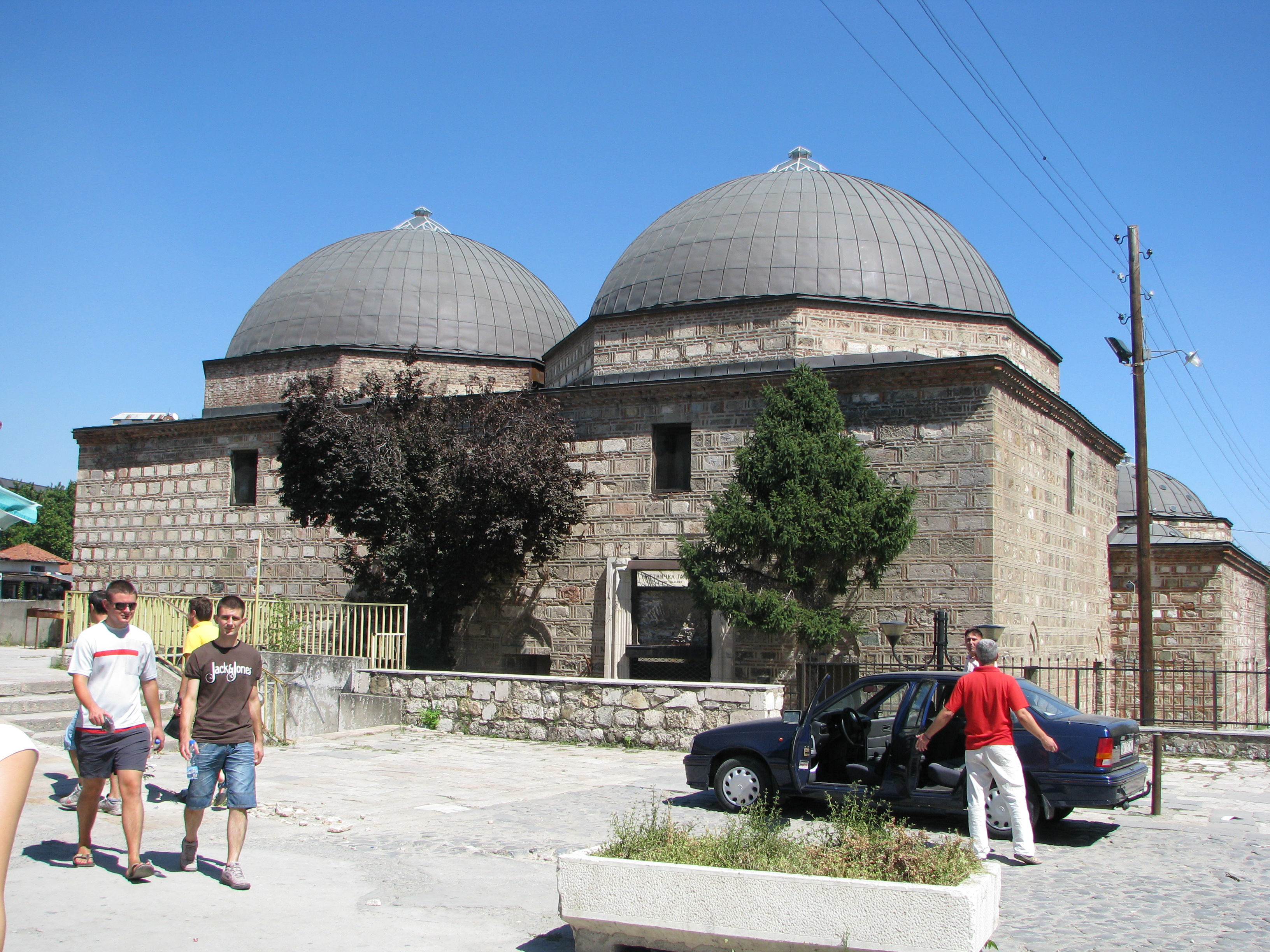
Daut Pasha Hammam
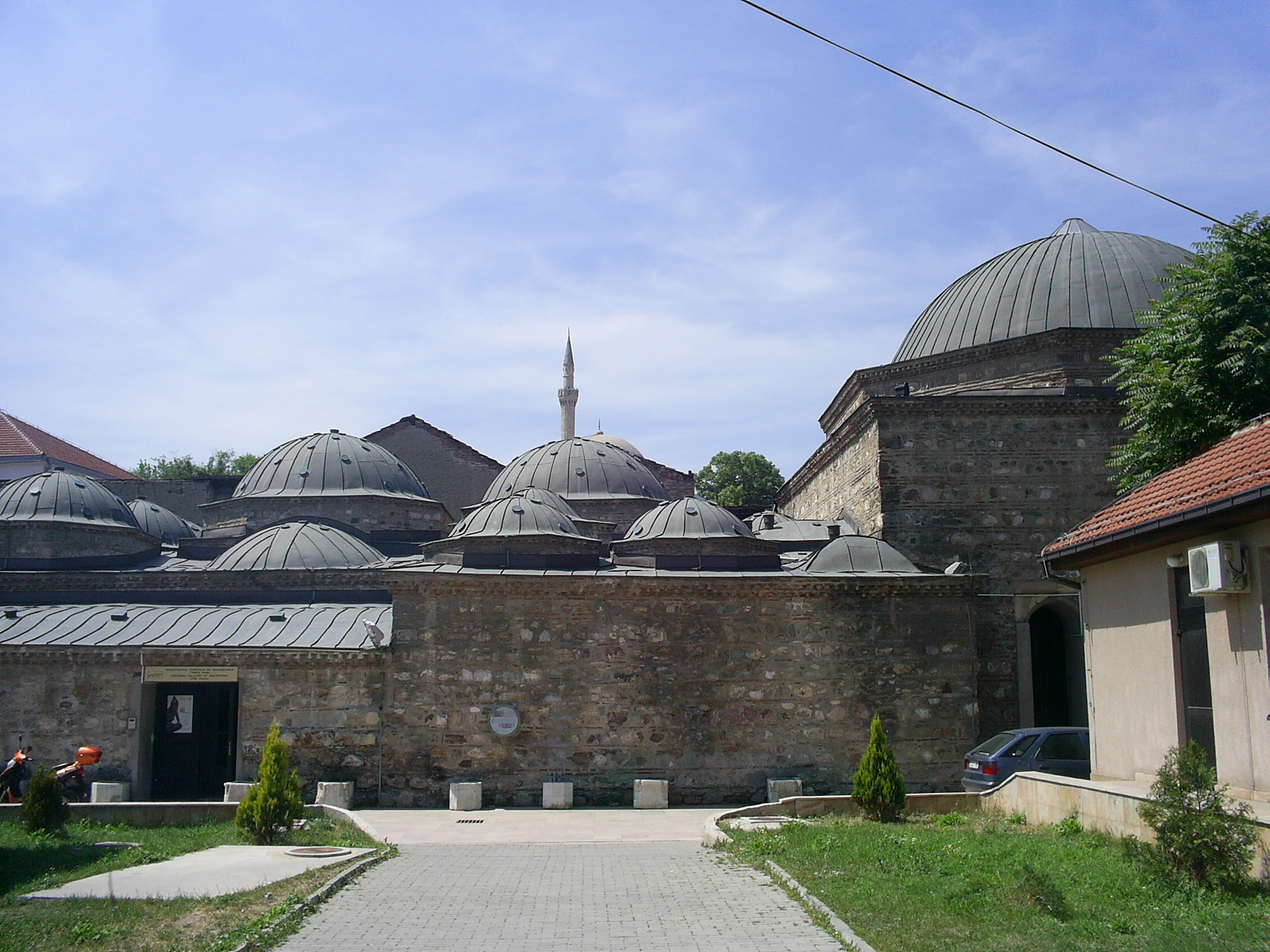
Čifte Hammam
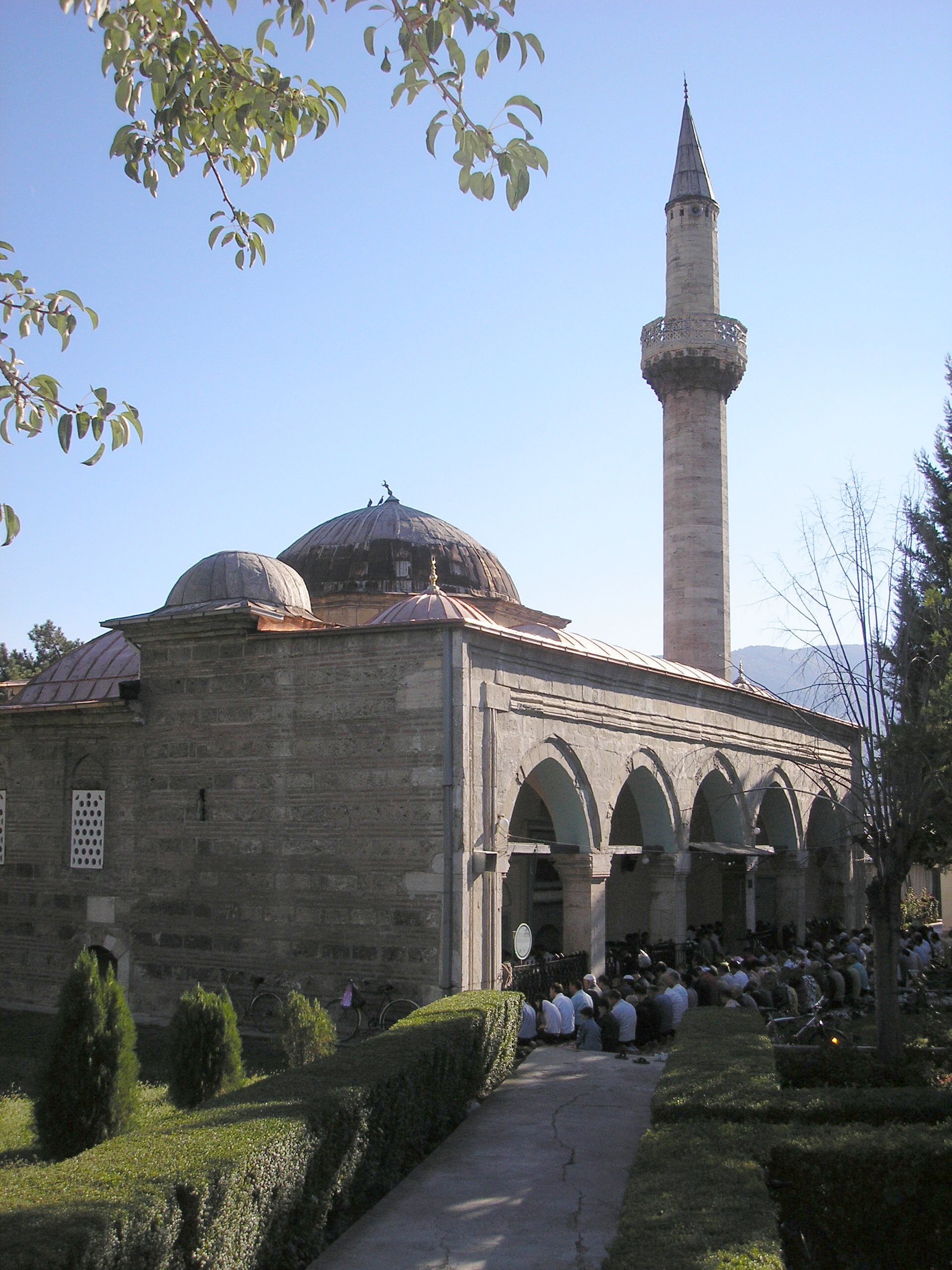
Mezquita Isa Bey en el Viejo Bazar